# Art déco
Art déco, por vezes referido apenas como Deco, é um estilo de artes visuais, arquitetura e design internacional que começou na Europa em 1910 (pouco antes da primeira guerra mundial), conheceu o seu apogeu nos anos 1920 e 1930 e declinou entre 1935 e 1939. O Art Déco afetou as artes decorativas, a arquitetura, o design de interiores e desenho industrial, assim como a moda, a pintura, as artes gráficas, o cinema e o design de vários tipos de meios de transporte (carros, trens e transatlânticos)[2] Seu nome tem origem da abreviação de Artes Decorativas, da Exposition internationale des arts décoratifs et industriels modernes (Exposição Internacional de Artes Decorativas e Industriais Modernas) realizada em Paris em 1925. Combinou estilos modernistas com habilidade fina e materiais ricos. Durante o seu auge, o Art Déco representou luxo, glamour, exuberância e fé no progresso social e tecnológico.
O pico da popularidade na Europa foi durante os "Felizes anos vinte" e continuou fortemente nos Estados Unidos, após os "Loucos Anos Vinte" através da década de 1930. Embora, na época, muitos movimentos de design tivessem raízes em intenções filosóficas ou políticas, o Art Déco, ao contrário, foi meramente decorativo. Na altura, este foi visto como estilo elegante, funcional e ultramoderno. No entanto, não pode ser considerado um movimento devido à ausência de uma doutrina unificadora que fornecesse conceitos e paradigmas definidos.
O Art Déco era um pastiche de muitos estilos diferentes, às vezes contraditórios, unidos pelo desejo de ser moderno. Representou a adaptação pela sociedade em geral dos princípios do Cubismo, do exotismo e do princípio da Obra de Arte Total herdado do Art Nouveau. Sem abrir mão do requinte, os objetos têm decoração geometrizada nas arquiteturas, esculturas, joias, luminárias e móveis, mesmo quando são feitos com bases simples; o betão armado (concreto) podendo ser paramentado de madeira e outros ornamentos de bronze, mármore, prata, marfim etc. O Edifício Chrysler, o Empire State Building e outros arranha-céus de Nova York construídos durante as décadas de 1920 e 1930 são monumentos do estilo Art Déco.
Na década de 1930, durante a Grande Depressão, o estilo Art Déco tornou-se mais moderado. Novos materiais chegaram, incluindo cromagem, aço inoxidável e plástico. Uma forma mais elegante do estilo, chamada Streamline Moderno, surgiu na década de 1930; apresentava formas curvas e superfícies lisas e polidas. Art Deco é um dos primeiros estilos verdadeiramente internacionais, mas seu domínio terminou com o início da Segunda Guerra Mundial e a ascensão dos estilos de modernismo estritamente funcionais e sem adornos e o estilo internacional de arquitetura que se seguiu.

## Origem da expressão
A expressão Art déco (abreviação de Artes Decorativas) provém da Exposição Internacional de Artes Decorativas e Industriais Modernas (em francês: Exposition internationale des Arts décoratifs et industriels modernes), que foi organizada em Paris em 1925., embora os diversos estilos que caracterizam o Art Déco já haviam aparecido em Paris e Bruxelas antes da Primeira Guerra Mundial. 
O termo artes decorativas foi usado pela primeira vez na França em 1858; publicado no Bulletin de la Société française de photographie (Boletim da Sociedade Francesa de Fotografia).
Em 1868, o jornal Le Figaro usou o termo objets d'art décoratifs (objetos de arte decorativa) no que diz respeito a objetos para cenários criados para o Théâtre de l'Opéra.
Em 1875, designers de móveis, têxteis, joalheiros e designers de vidro e outros artesãos receberam oficialmente o status de artistas pelo governo francês. Em resposta a isto, a École royale gratuite de dessin (Escola Real Livre de Design) fundada em 1766, sob o reinado de Luís XVI, para formar artistas e artesãos no artesanato relacionado com as belas artes, foi rebatizada de Escola Nacional de Artes Decorativas (l'École nationale des arts décoratifs). Levou o nome atual de ENSAD (École nationale supérieure des arts décoratifs) em 1927. 
Durante a Exposição de 1925, o arquiteto Le Corbusier escreveu uma série de artigos sobre a exposição para sua revista L'Esprit Nouveau sob o título "1925 Expo: Arts Déco", que foram combinados em um livro, "L'art décoratif d'aujourd'hui" (Arte Decorativa Hoje). O livro foi um ataque espirituoso aos excessos dos objetos coloridos e luxuosos da Exposição, na ideia de que objetos práticos, como móveis, deveriam ter qualquer decoração. Sua conclusão foi que "A decoração moderna não tem decoração".
O título abreviado "Arts Deco" que Le Corbusier usou nos artigos e livro, foi adaptado em 1966 para o título da primeira exposição moderna sobre o assunto, chamada Les Années 25: Art déco, Bauhaus, Stijl, Esprit nouveau, que cobria a variedade de estilos principais nas décadas de 1920 e 1930. O termo Art déco foi então usado em um artigo de jornal de 1966 por Hillary Gelson no Times (Londres, 12 de novembro), descrevendo os diferentes estilos da exposição.
O Art Déco ganhou moeda como um rótulo estilístico amplamente aplicado em 1968, quando o historiador Bevis Hillier publicou o primeiro grande livro acadêmico sobre o estilo: Art Deco of the 20s and 30s (Art Deco dos anos 20 e 30). Hillier observou que o termo já estava sendo usado por negociantes de arte e cita The Times (2 de novembro de 1966) e um ensaio chamado "Les Arts Déco" na revista Elle (novembro de 1967) como exemplos de uso anterior. Em 1971, Hillier organizou uma exposição no Instituto de Artes de Minneapolis, que ele detalha em seu livro sobre isso, The World of Art Deco (O Mundo da Art Déco).

## Origens

### Sociedade dos Artistas Decorativos (1901-1913)

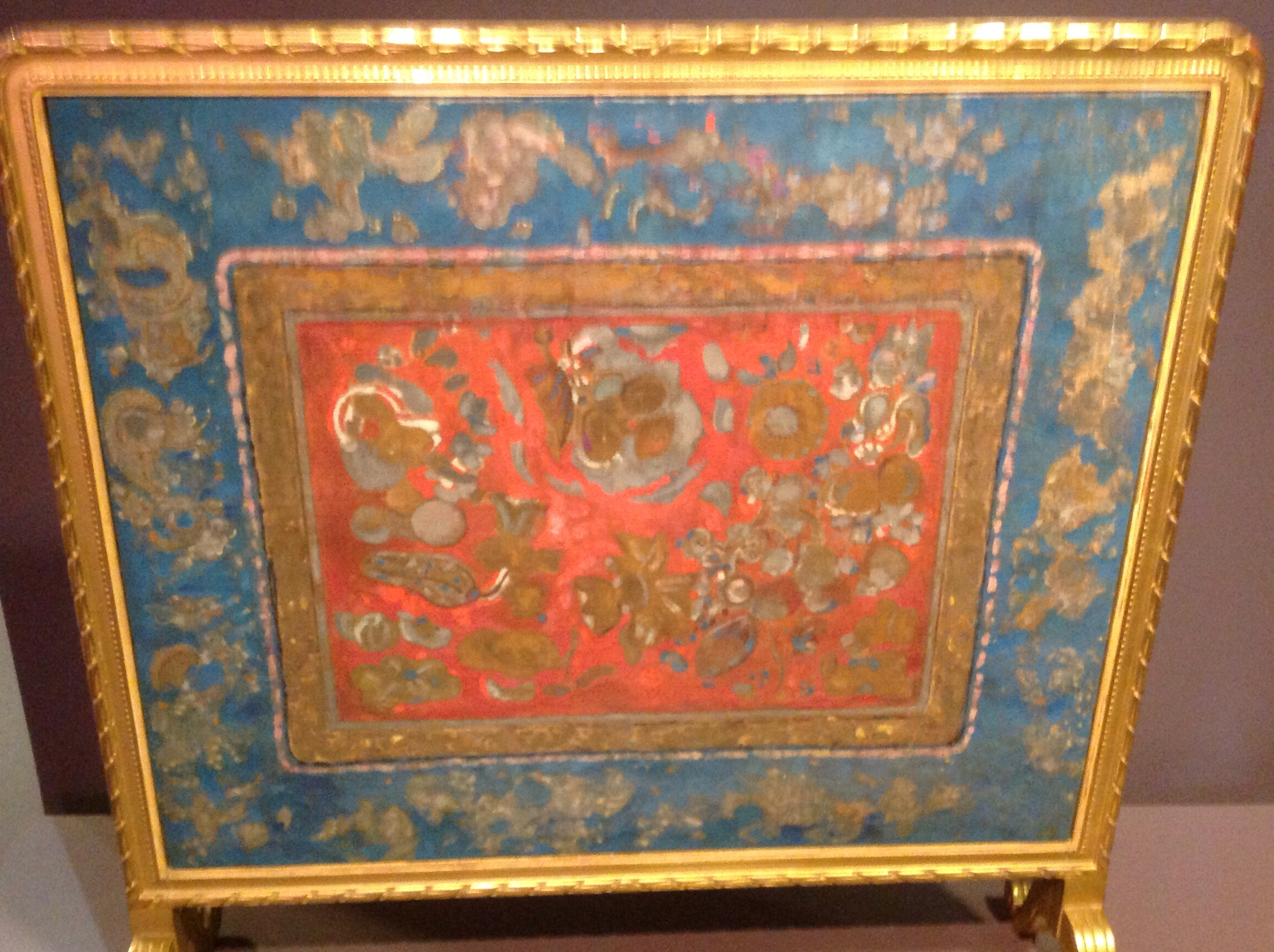
Uma tela de lareira do pintor Simbolista Odilon Redon agora no Museu de Orsay, Paris (1908)

O surgimento da Art Déco estava intimamente ligado à ascensão do status de artistas decorativos, que até o final do século 19 eram considerados simplesmente artesãos. O termo "arts décoratifs" foi inventado em 1875, dando aos designers de móveis, têxteis e outros status oficial de decoração. A Société des artistes décorateurs (Sociedade de Artistas Decorativos), ou SAD, foi fundada em 1901, e os artistas decorativos receberam os mesmos direitos de autoria dos pintores e escultores. Um movimento semelhante foi desenvolvido na Itália. A primeira exposição internacional inteiramente dedicada às artes decorativas, a Esposizione international d'Arte decorative moderna, foi realizada em Turim em 1902. Várias novas revistas dedicadas às artes decorativas foram fundadas em Paris, incluindo: Arts et décoration (Artes e decoração) e L'Art décoratif moderne (A Arte Decorativa Moderna). As seções de artes decorativas foram introduzidas nos salões anuais da Sociéte des artistes français e, posteriormente, no Salon d'automne. O nacionalismo francês também desempenhou um papel no ressurgimento das artes decorativas; Os designers franceses sentiram-se desafiados pelas crescentes exportações de móveis alemães menos caros. Em 1911, o SAD propôs a realização de uma nova e importante exposição internacional de artes decorativas em 1912. Nenhuma cópia de estilos antigos deveria ser permitida; apenas obras modernas. A exposição foi adiada até 1914; depois, por causa da guerra, adiada para 1925, quando deu nome a toda a família de estilos conhecida como Déco.
As lojas de departamentos e designers de moda de Paris também desempenharam um papel importante na ascensão do Art Déco. Firmas estabelecidas, incluindo a fabricante de malas Louis Vuitton, a empresa de prataria Christofle, o designer de vidro René Lalique e os joalheiros Louis Cartier e Boucheron, começaram a projetar produtos em estilos mais modernos. A partir de 1900, as lojas de departamento recrutaram artistas decorativos para trabalhar em seus estúdios de design. A decoração do Salon d'Automne de 1912 foi confiada à loja de departamentos Printemps. Durante o mesmo ano, a Printemps criou sua própria oficina chamada "Primavera". Em 1920, Primavera empregava mais de trezentos artistas. Os estilos variavam desde as versões atualizadas de Luís XIV, Luís XVI e, especialmente, dos móveis Louis Philippe fabricados por Louis Süe e da oficina Primavera até as formas mais modernas da oficina da loja de departamentos Au Louvre. Outros designers, incluindo Émile-Jacques Ruhlmann e Paul Foliot, se recusaram a usar a produção em massa, e insistiram que cada peça fosse feita individualmente à mão. O estilo art déco primitivo apresentava materiais luxuosos e exóticos, como ébano, marfim e seda, cores muito vivas e motivos estilizados, particularmente cestos e buquês de flores de todas as cores, dando um ar modernista.

### Théâtre des Champs-Élysées (1910–1913)

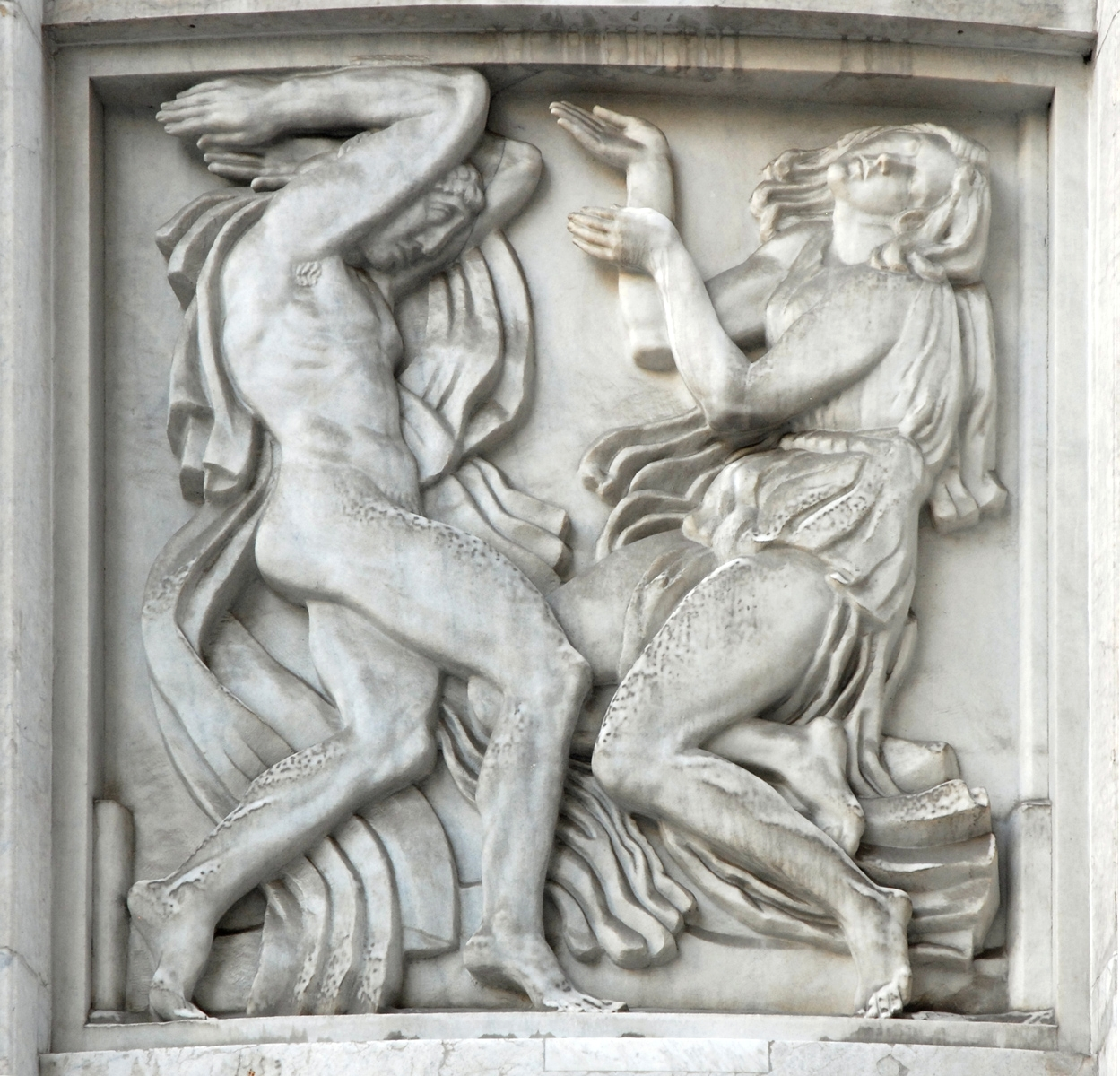
Antoine Bourdelle, La Danse, fachada do Théâtre des Champs-Elysées, Paris (1912)
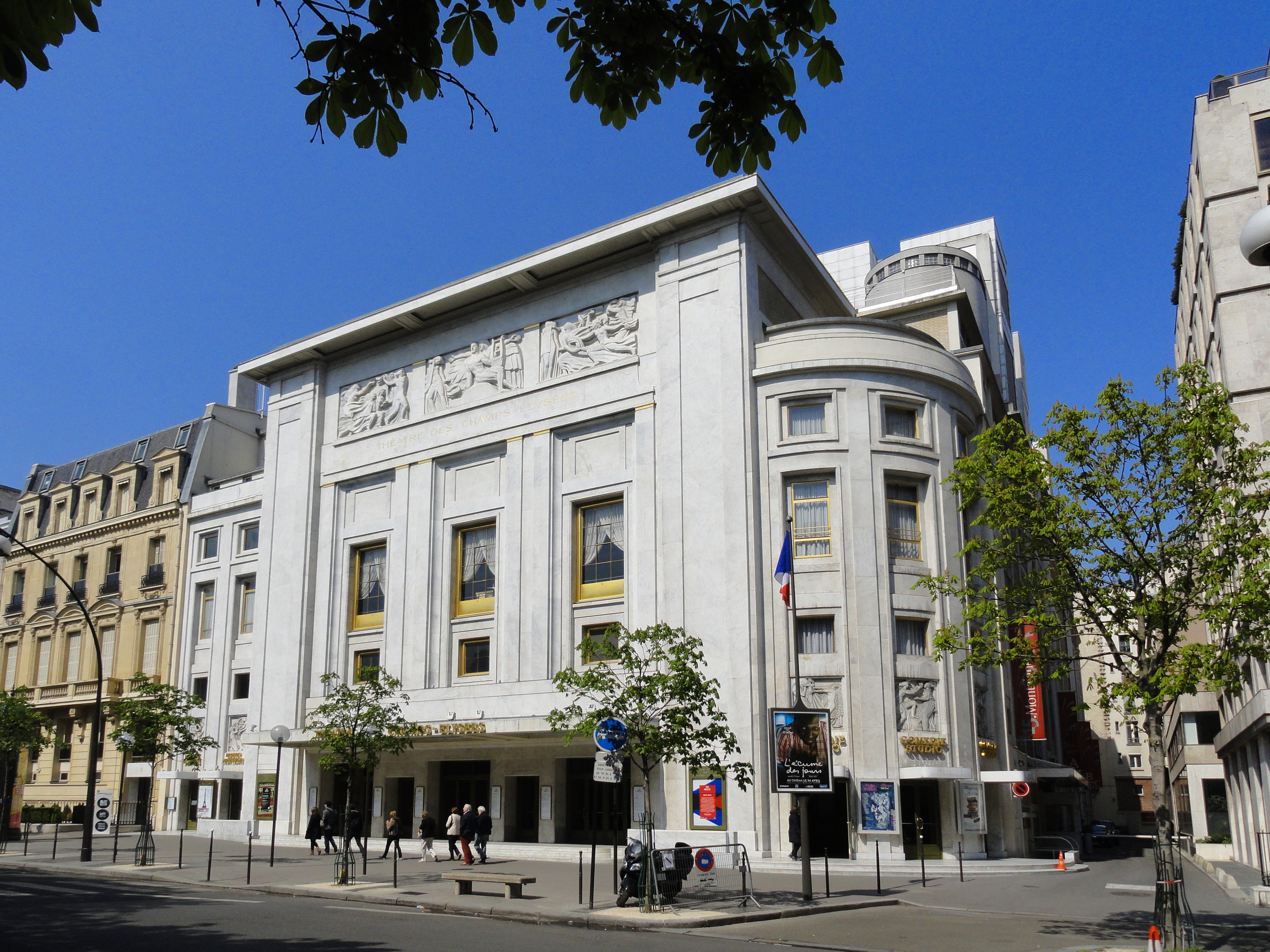
Théâtre des Champs-Élysées (Teatro dos Campos Elísios), de Auguste Perret, Avenida 15, Montaigne, Paris, (1910-1913). O concreto armado deu aos arquitetos a capacidade de criar novas formas e espaços maiores.
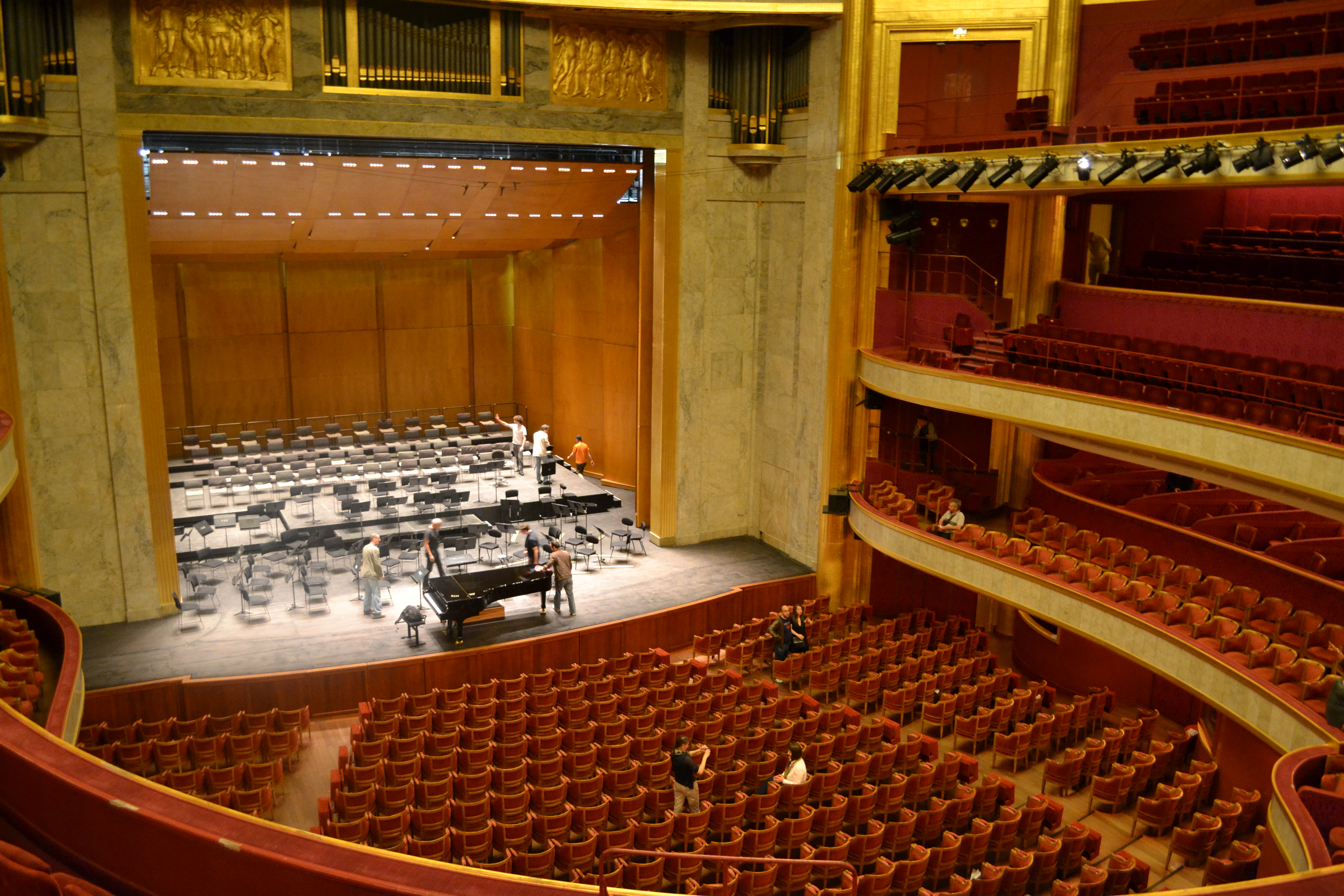
Interior do Théâtre des Champs-Élysées, com baixos-relevos de Bourdelle sobre o palco.
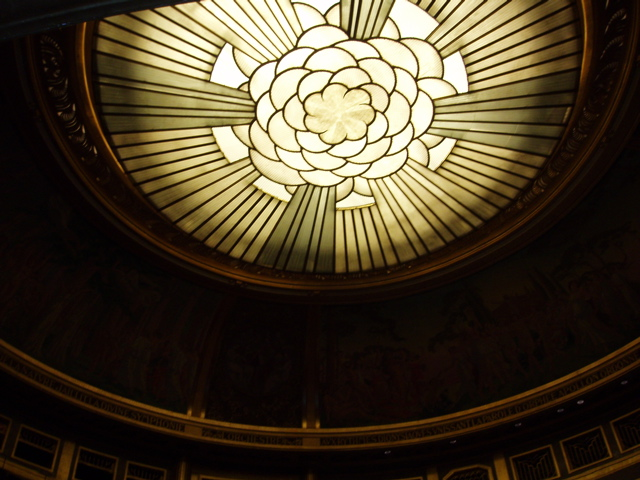
Cúpula do Teatro, com design de rosa Art Déco, de Maurice Denis

O Théâtre des Champs-Élysées (Teatro dos Campos Elísios) (1910-1913), de Auguste Perret, foi o primeiro edifício Art Déco de referência concluído em Paris. Anteriormente, o concreto armado havia sido usado apenas em prédios industriais e de apartamentos. Perret construiu o primeiro prédio moderno de concreto armado em Paris, na rua Benjamin Franklin, em 1903-04. Henri Sauvage, outro importante futuro arquiteto Art Déco, construiu outro em 1904 em Rua Trétaigne 7 (1904). De 1908 a 1910, Le Corbusier, de 21 anos, trabalhou como desenhista no escritório de Perret, aprendendo as técnicas de construção de concreto. O prédio de Perret tinha forma retangular limpa, decoração geométrica e linhas retas, as futuras marcas registradas da Art Déco. A decoração do teatro também foi revolucionária; a fachada foi decorada com placas de escultura Art Déco de Antoine Bourdelle, uma cúpula de Maurice Denis, pinturas de Édouard Vuillard e uma cortina Art Déco Ker-Xavier Roussel. O teatro tornou-se famoso como palco de muitas das primeiras apresentações dos Ballets Russes. Perret e Sauvage tornaram-se os principais arquitetos Art déco em Paris nos anos 1920.

### Salon d'Automne (1912-1913)

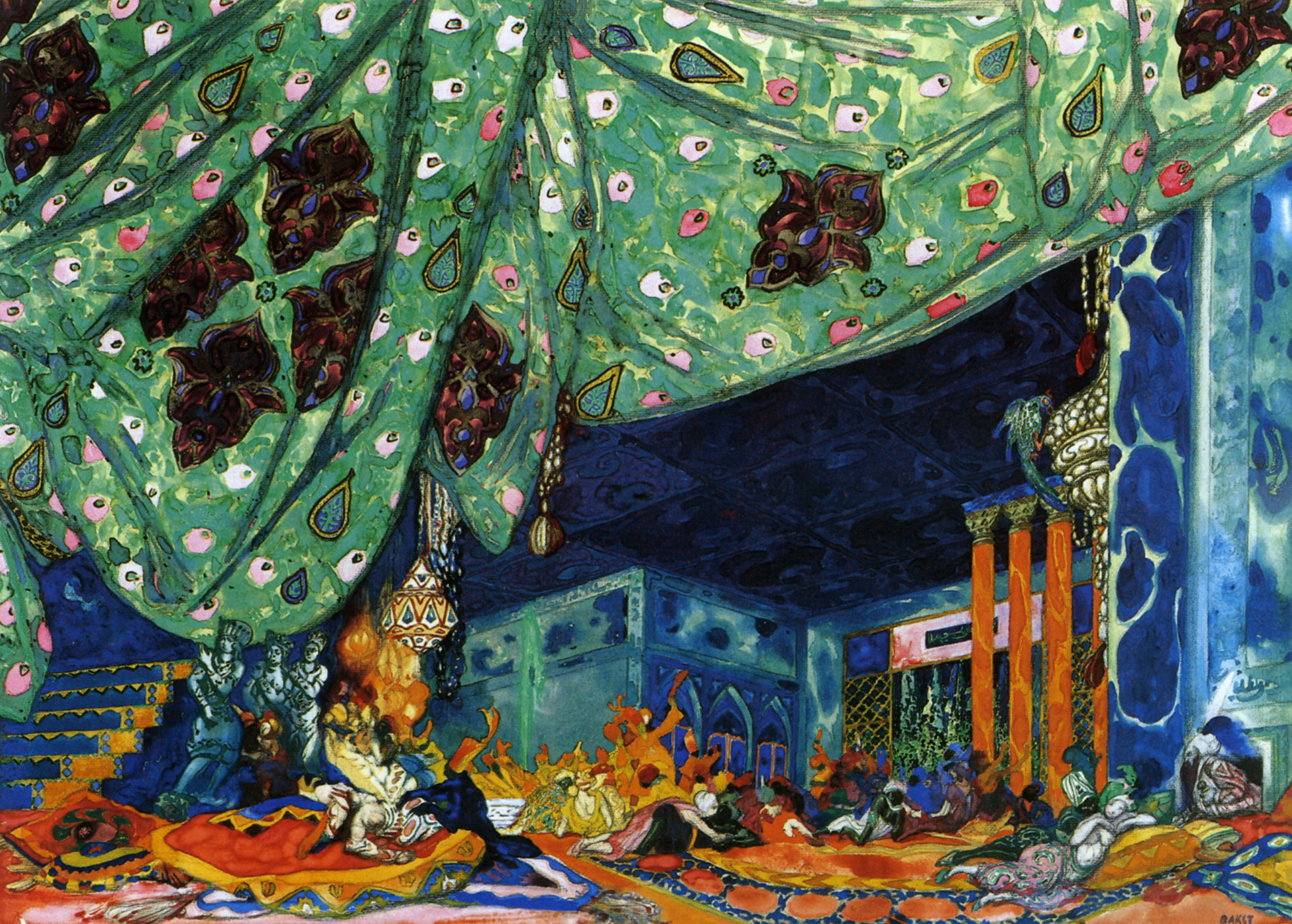
Cenário de Sheherazade (1910) por Leon Bakst
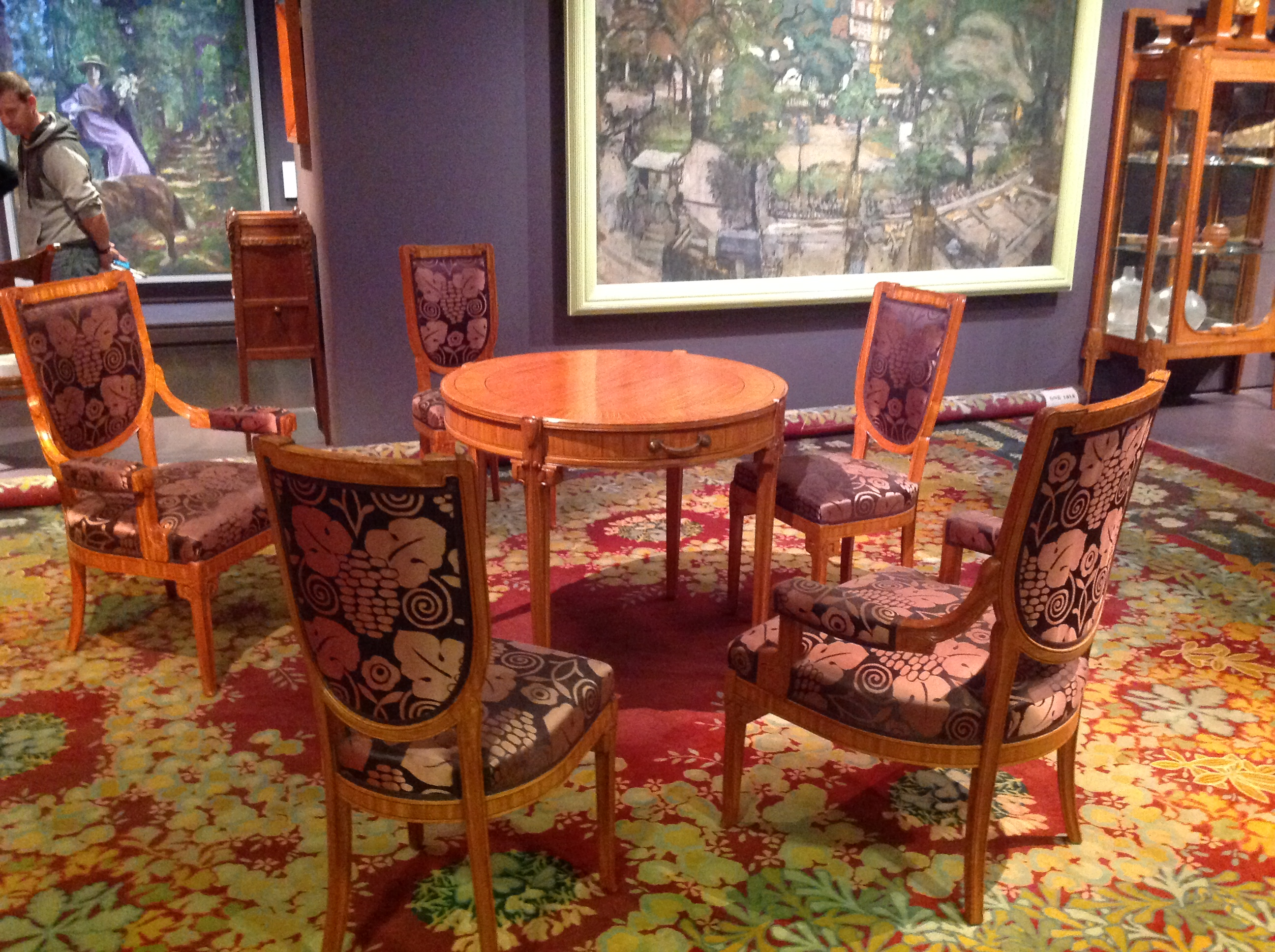
Mesa e cadeiras de Maurice Dufrene e tapete de Paul Follot no Salon des artistes décorateurs de 1912
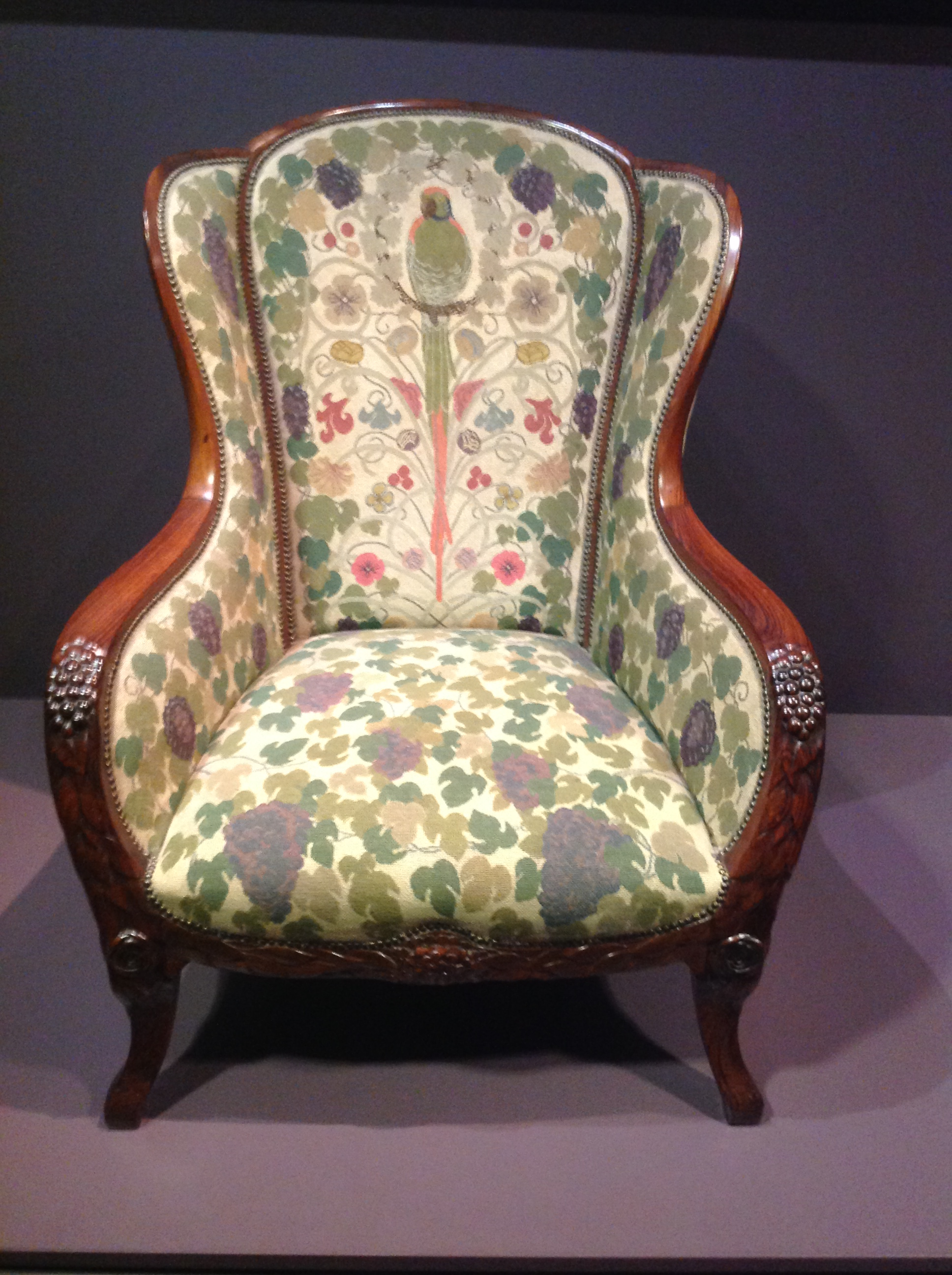
Poltrona Art Déco feita para o colecionador de arte Jacques Doucet (1912-13)
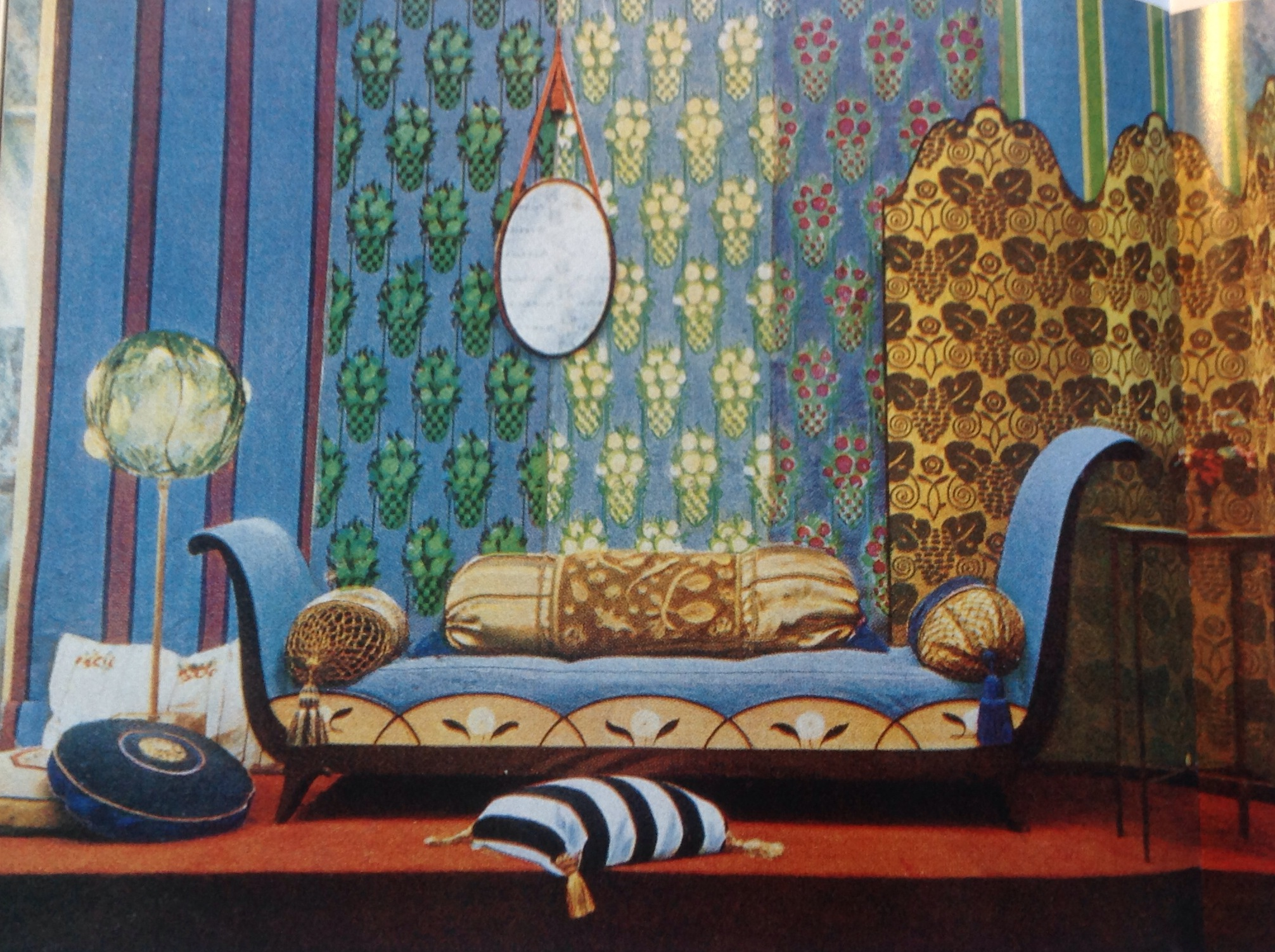
Exposição dos primeiros móveis Art Déco do Atelier Français no Salon d'Automne de 1913 da revista Art et décoration (1914)

Em seu nascimento entre 1910 e 1914, o Art Déco foi uma explosão de cores, com tons brilhantes e muitas vezes conflitantes, muitas vezes em desenhos florais, apresentados em estofos de móveis, tapetes, telas, papel de parede e tecidos. Muitas obras coloridas, incluindo cadeiras e uma mesa de Maurice Dufrene e um tapete Gobelin brilhante de Paul Follot foram apresentadas no Salon des artistes décorateurs de 1912. Em 1912-1913, o designer Alfred Karbowsky fez uma cadeira floral com um desenho de papagaio para o pavilhão de caça do colecionador de arte Jacques Doucet. Os designers de mobiliário Louis Süe e André Mare fizeram a sua primeira aparição na exposição de 1912, sob o nome de Atelier Française, combinando tecidos coloridos com materiais exóticos e caros, incluindo ébano e marfim. Após a Primeira Guerra Mundial, tornaram-se uma das empresas de design de interiores francesas mais proeminentes, produzindo móveis para os salões e cabines de primeira classe dos transatlânticos franceses.
As cores vivas do Art Déco vieram de muitas fontes, incluindo os desenhos exóticos de Leon Bakst para os Ballets Russes, que causaram sensação em Paris pouco antes da Primeira Guerra Mundial. Algumas das cores foram inspiradas pelo movimento anterior do Fauvismo liderado por Henri Matisse; outras pelo Orfismo de pintores como Sonia Delaunay; outros pelo movimento conhecido como Nabis, e no trabalho do pintor simbolista Odilon Redon, que projetou telas de lareira e outros objetos decorativos. As cores brilhantes foram uma característica do trabalho do designer de moda Paul Poiret, cujo trabalho influenciou tanto a moda Art Déco quanto o design de interiores.

### Casa Cubista (1912)

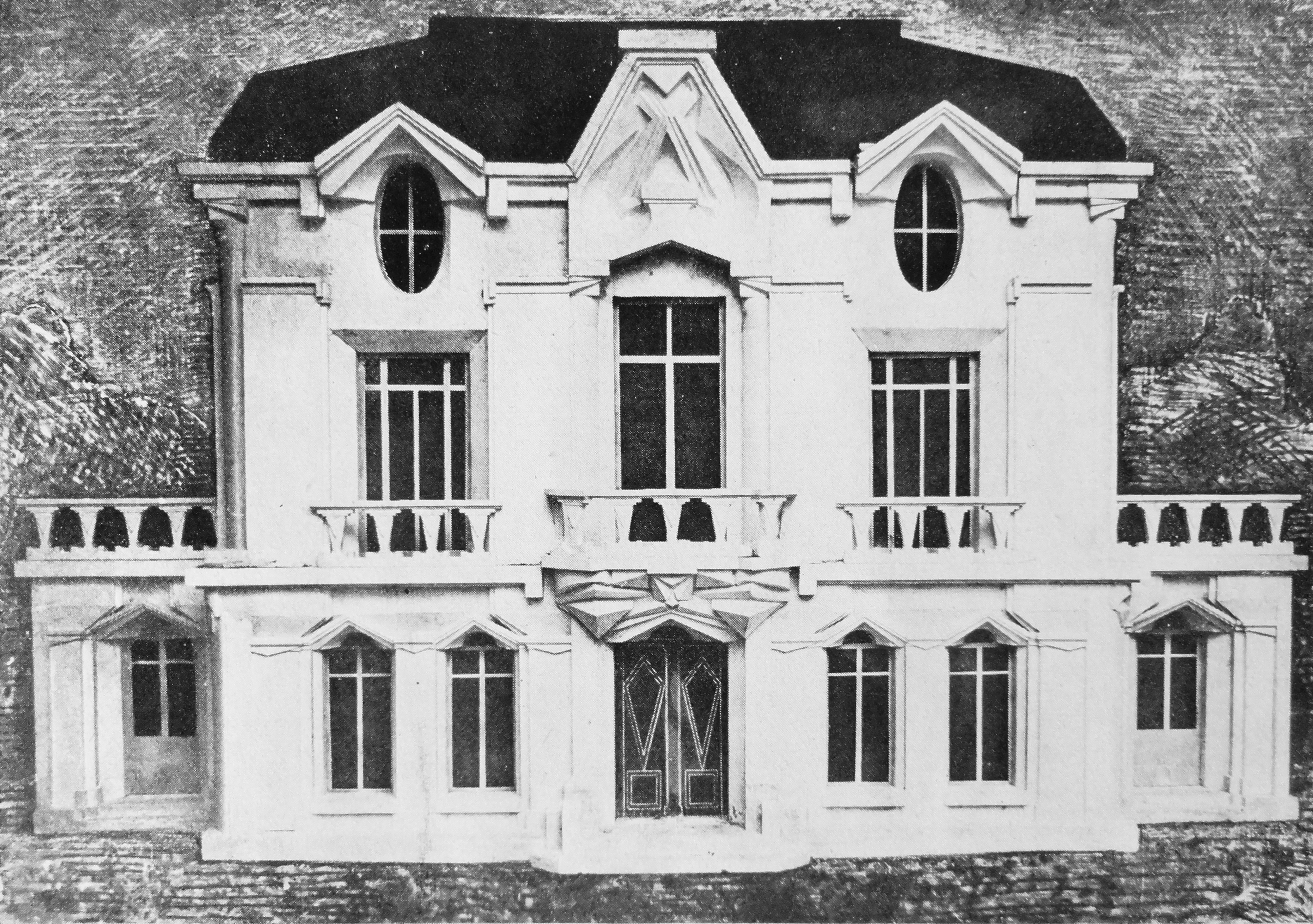
Design para a fachada de La Maison Cubiste (Casa Cubista) por Raymond Duchamp-Villon (1912)
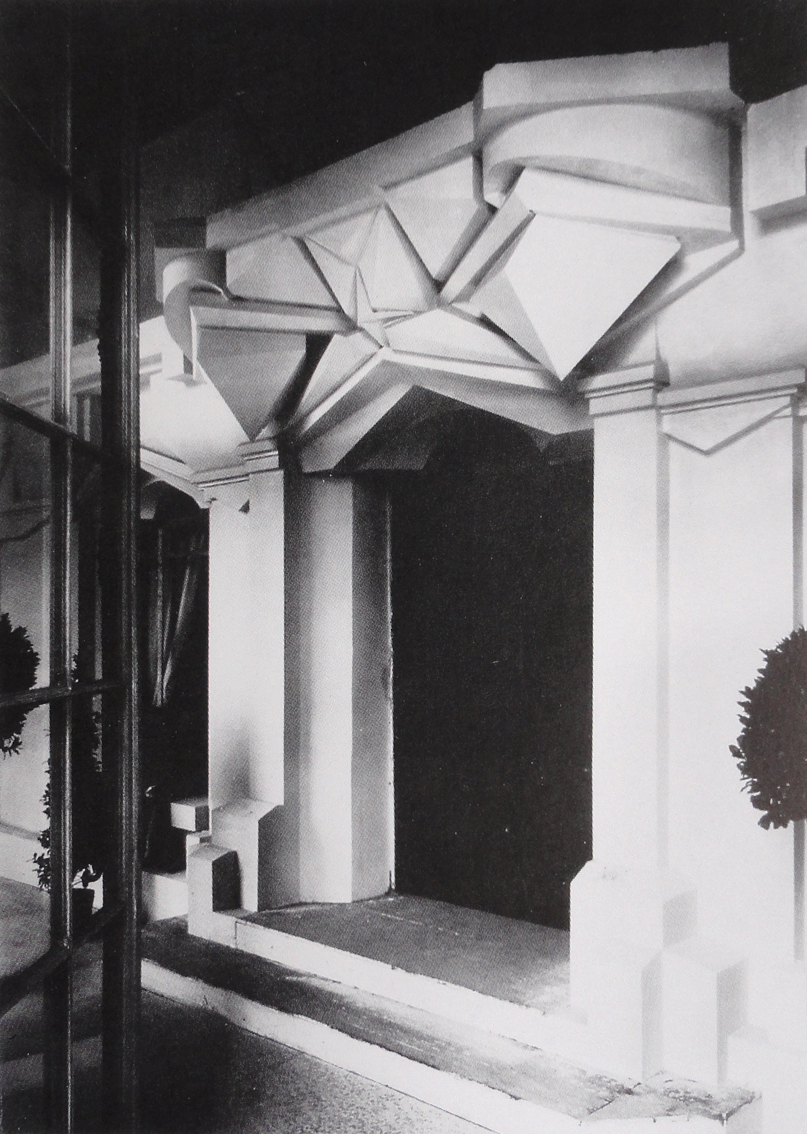
Raymond Duchamp-Villon, 1912, La Maison Cubiste (A Casa Cubista) no Salon d'Automne, 1912. Detalhe da entrada
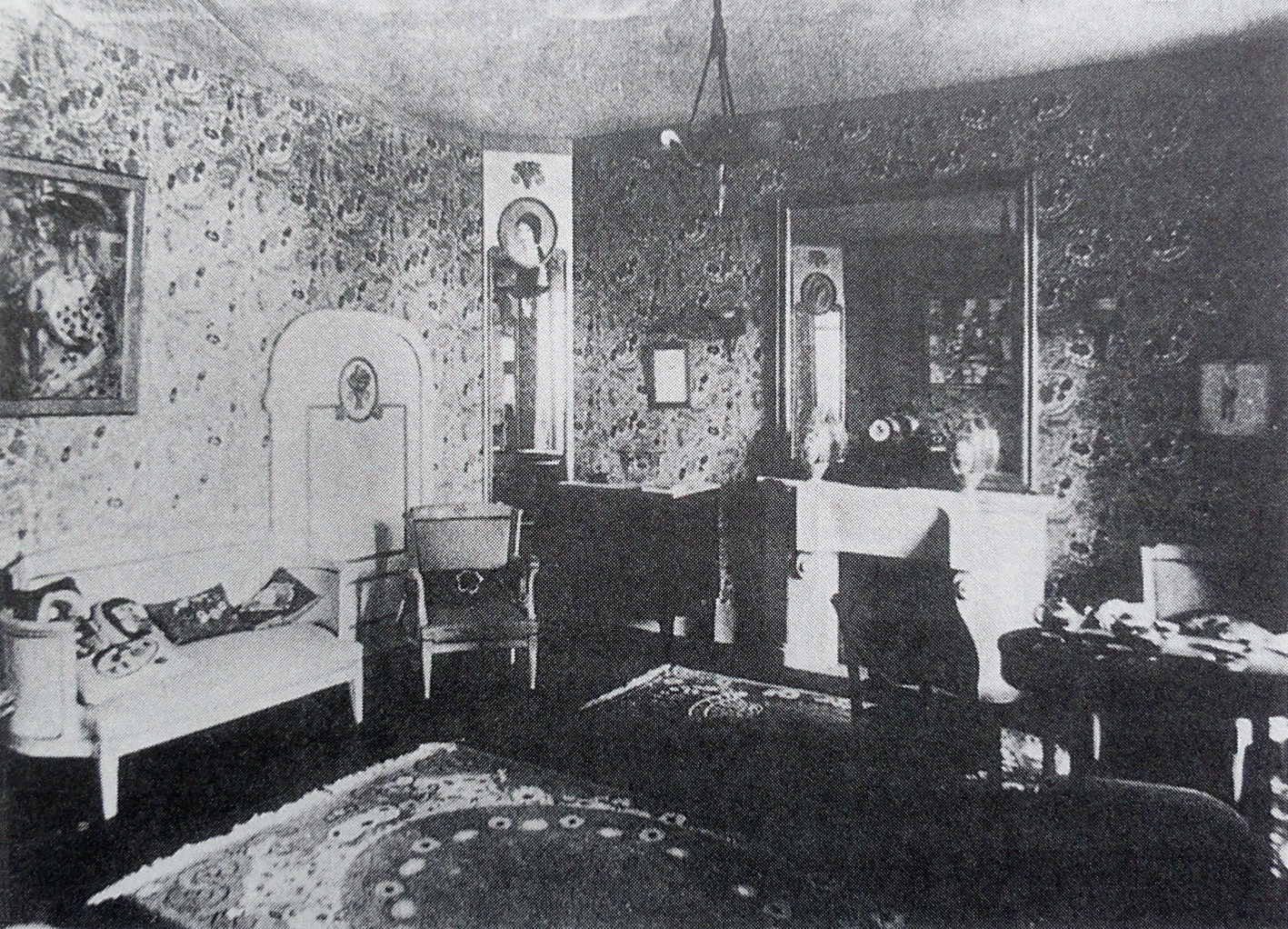
Le Salon Bourgeois, projetado por André Mare dentro de La Maison Cubiste, na seção de artes decorativas do Salon d'Automne, 1912, Paris. Femme à l'Éventail de Metzinger na parede esquerda

O estilo de arte conhecido como Cubismo apareceu na França entre 1907 e 1912, influenciando o desenvolvimento da Art Déco. Os cubistas, eles próprios sob a influência de Paul Cézanne, interessaram-se pela simplificação das formas aos seus princípios geométricos: o cilindro, a esfera, o cone.
Em 1912, os artistas da Seção d'Or exibiram obras consideravelmente mais acessíveis ao público em geral do que o cubismo analítico de Picasso e Braque. O vocabulário cubista estava pronto para atrair moda, móveis e designers de interiores.
Nos escritos de 1912 de André Vera, Le Nouveau style, publicado na revista L'Art décoratif, ele expressou a rejeição das formas do Art Nouveau (assimétricas, policromáticas e pitorescas) e apelou à simplicité volontaire, symétrie manifeste, l'ordre et l'harmonie (simplicidade voluntária, simetria manifesta, ordem e harmonia), temas que eventualmente se tornariam comum dentro Art Déco; embora com o tempo o estilo Déco fosse muitas vezes extremamente colorido e tudo menos simples.
Na seção Art Décoratif do Salon d'Automne de 1912, foi exibida uma instalação arquitetônica conhecida como La Maison Cubiste (A Casa Cubista). A fachada foi projetada por Raymond Duchamp-Villon. A decoração da casa era da firma de Louis Süe e André Mare, que haviam formado uma empresa chamada Atlelier Français em 1912. La Maison Cubiste era uma instalação mobiliada com fachada, escada, corrimão de ferro forjado, quarto, uma sala de estar - o Salon Bourgeois, onde pinturas de Albert Gleizes, Jean Metzinger, Marie Laurencin, Marcel Duchamp, Fernand Léger e Roger de La Fresnaye foram pendurados. Milhares de espectadores no salão passaram pelo modelo em escala real.

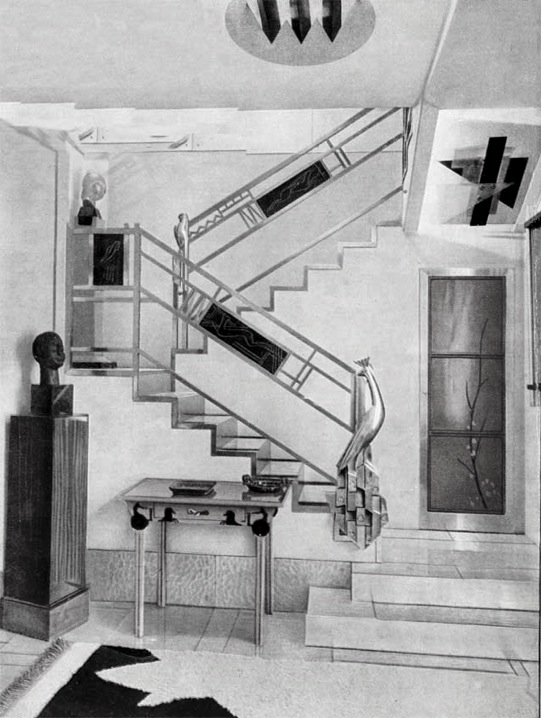
Escadas do hotel particular de Jacques Doucet

A fachada da casa, projetada por Duchamp-Villon, não era muito radical para os padrões modernos; os lintéis e frontões tinham formas prismáticas, mas, por outro lado, a fachada lembrava uma casa comum do período. Os quartos foram mobiliados por Mare com cadeiras e sofás de estilo neo-Luís XVI e Louis-Philippe, que foram atualizados com detalhes mais angulosos para combinar com as pinturas cubistas. O crítico Emile Sedeyn descreveu o trabalho de Mare na revista Art et Décoration: "Ele não se constrange com a simplicidade, porque ele multiplica flores onde quer que elas possam ser colocadas. O efeito que ele busca é obviamente de estranheza e alegria. Ele consegue isso". O elemento cubista foi fornecido pelas pinturas. Apesar de sua mansidão, a instalação foi atacada por alguns críticos como extremamente radical, o que ajudou a garantir seu sucesso. Esta instalação arquitetônica foi posteriormente exibida no Armory Show de 1913, Nova York, Chicago e Boston. Graças em grande parte à exposição, o termo "cubista" começou a ser aplicado a qualquer coisa moderna, de cortes de cabelo femininos a roupas e performances de teatro.
O estilo cubista continuou dentro do Art Déco, mesmo quando o Déco se ramificou em muitas outras direções. Em 1927, os cubistas Joseph Csaky, Jacques Lipchitz, Louis Marcoussis, Henri Laurens, o escultor Gustave Miklos e outros colaboraram na decoração de uma casa de estúdios, a Rue Saint-James, em Neuilly-sur-Seine, projetada pelo arquiteto Paul Ruaud e de propriedade do estilista francês Jacques Doucet, também colecionador de arte pós-impressionista de Henri Matisse e pinturas cubistas (incluindo Les Demoiselles d'Avignon, que ele comprou diretamente do estúdio de Picasso). Laurens projetou a fonte, Csaky projetou a escadaria de Doucet, Lipchitz fez a cornija da lareira, e Marcoussis fez um tapete cubista.
Além dos artistas cubistas, Doucet trouxe outros designers de interiores Déco para ajudar na decoração da casa, incluindo Pierre Legrain, que estava encarregado de organizar a decoração, e Paul Iribe, Marcel Coard, André Groult, Eileen Gray e Rose Adler para fornecer móveis. A decoração incluía peças maciças feitas de ébano de macassar, inspiradas na arte africana, e móveis cobertos com couro de Marrocos, pele de crocodilo e pele de cobra, e padrões tirados de desenhos africanos.

## Influências

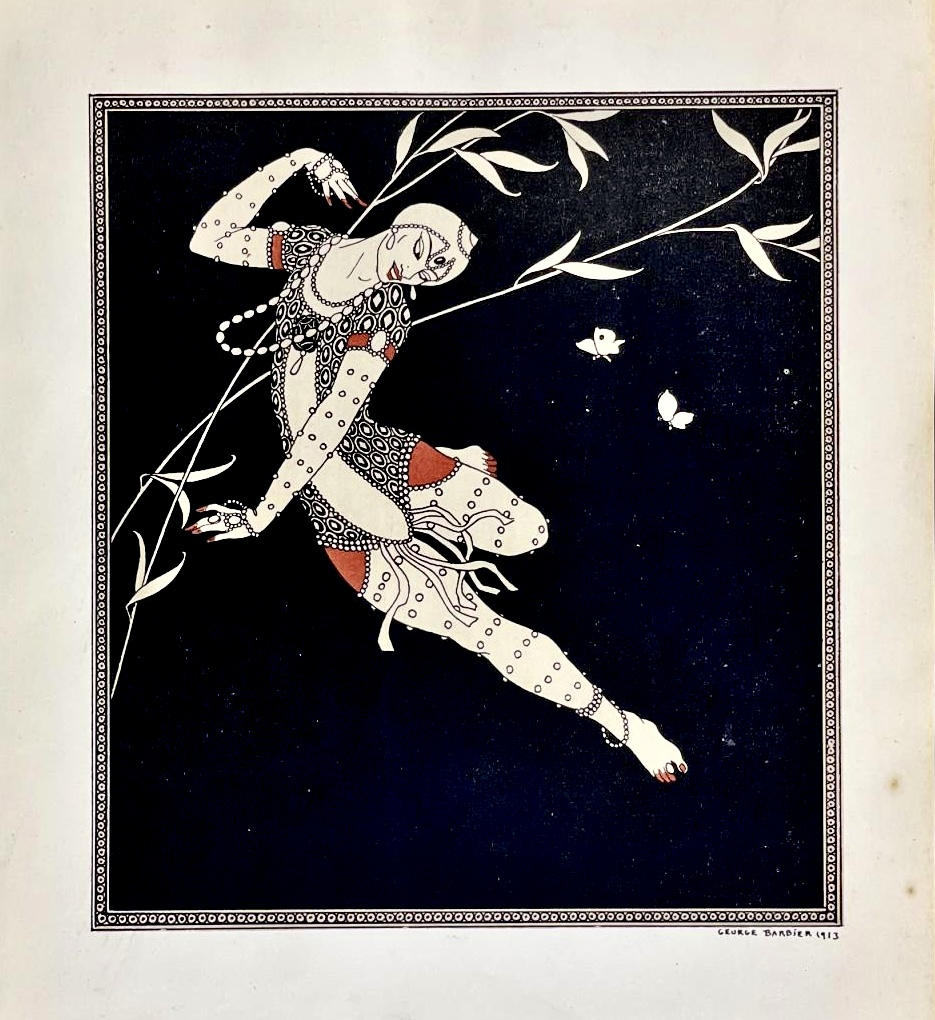
O exotismo dos Ballets Russes teve uma forte influência no começo de Déco. Um desenho do dançarino Vaslav Nijinsky, do artista de moda de Paris Georges Barbier (1913)
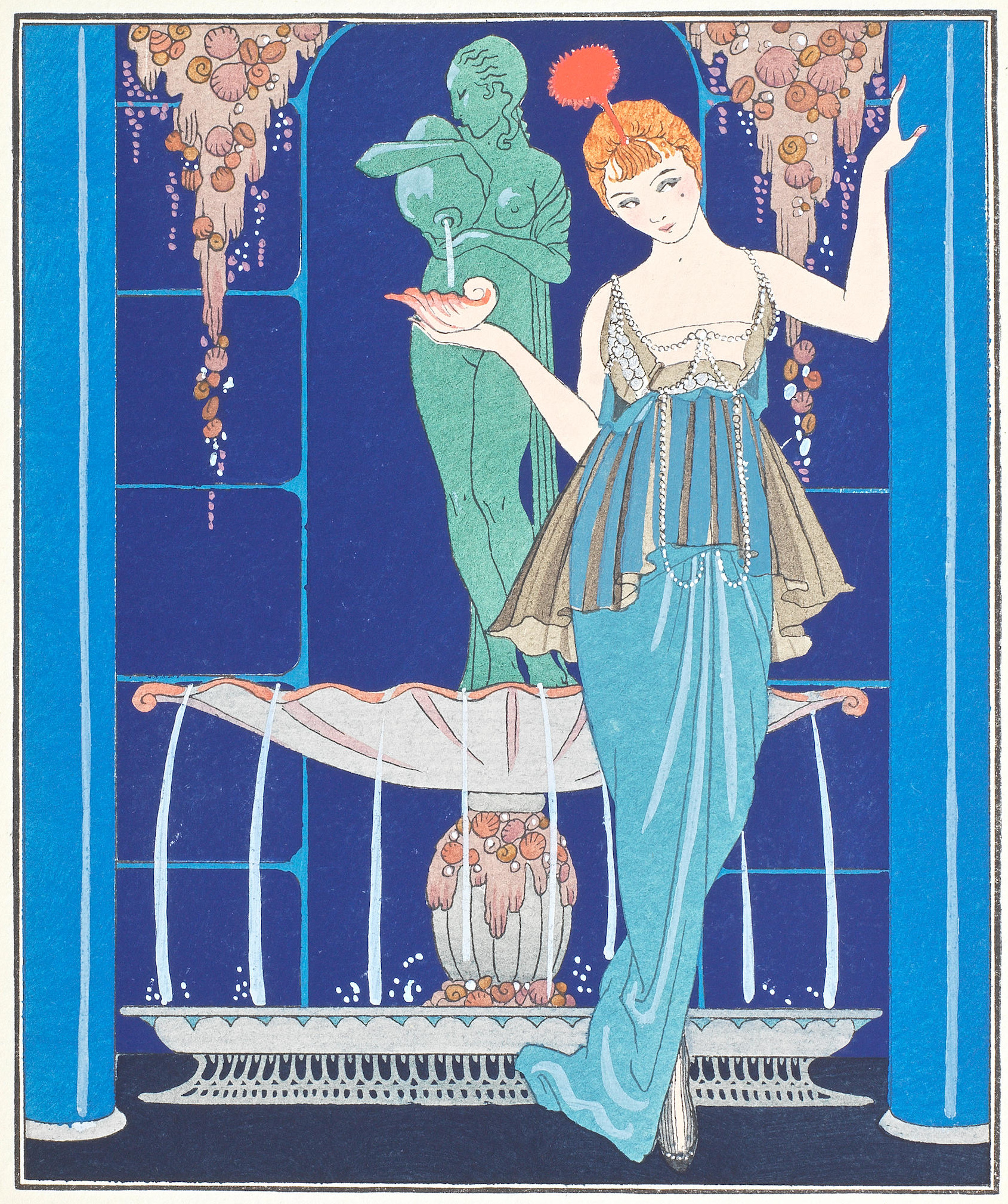
Ilustração de Georges Barbier de um vestido de Paquin (1914). Desenhos florais estilizados e cores brilhantes eram uma característica do início da Art Deco.
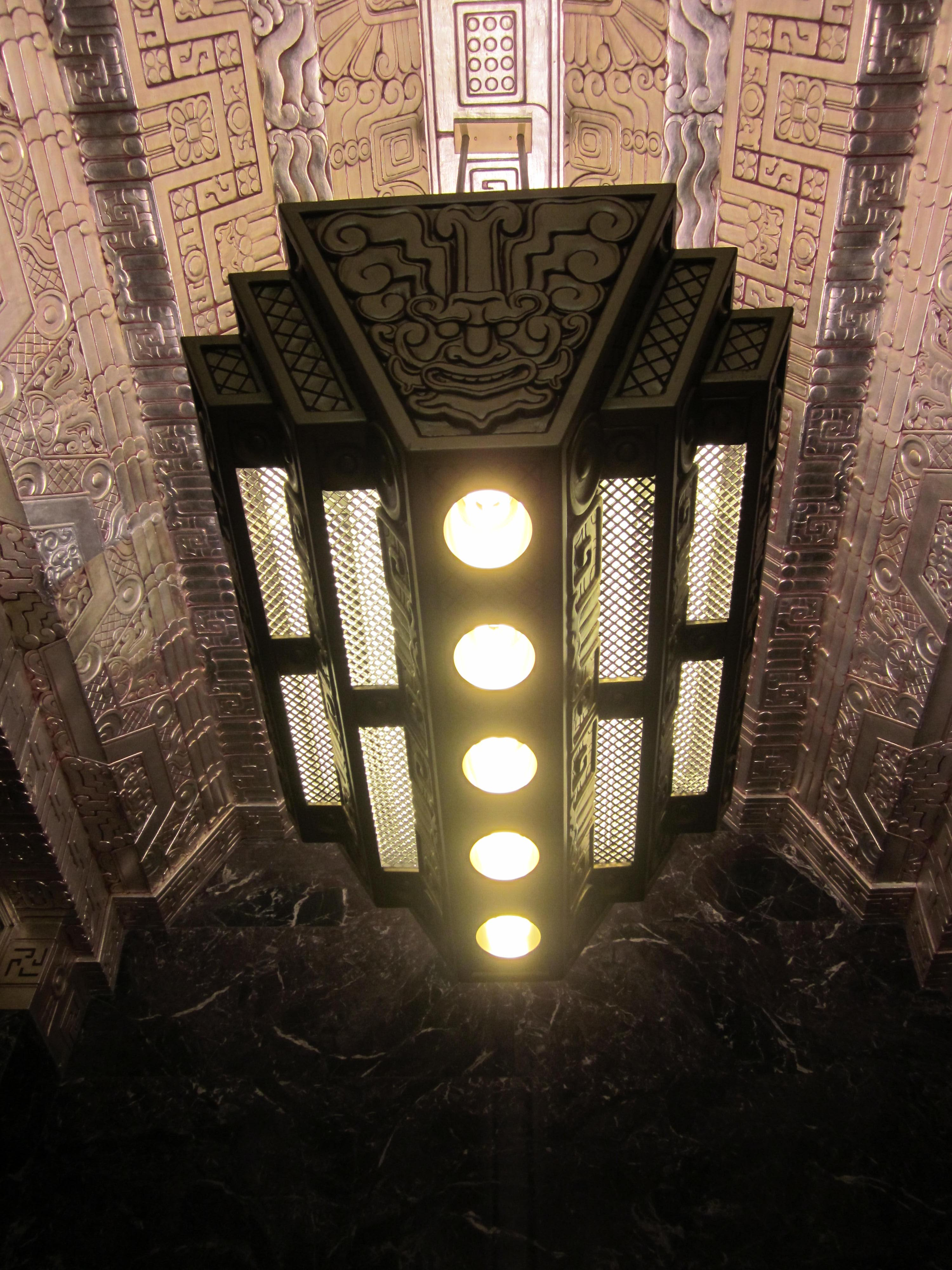
Saguão da 450 Sutter Street, em São Francisco, de Timothy Pflueger, (1929) inspirado na arte maia antiga
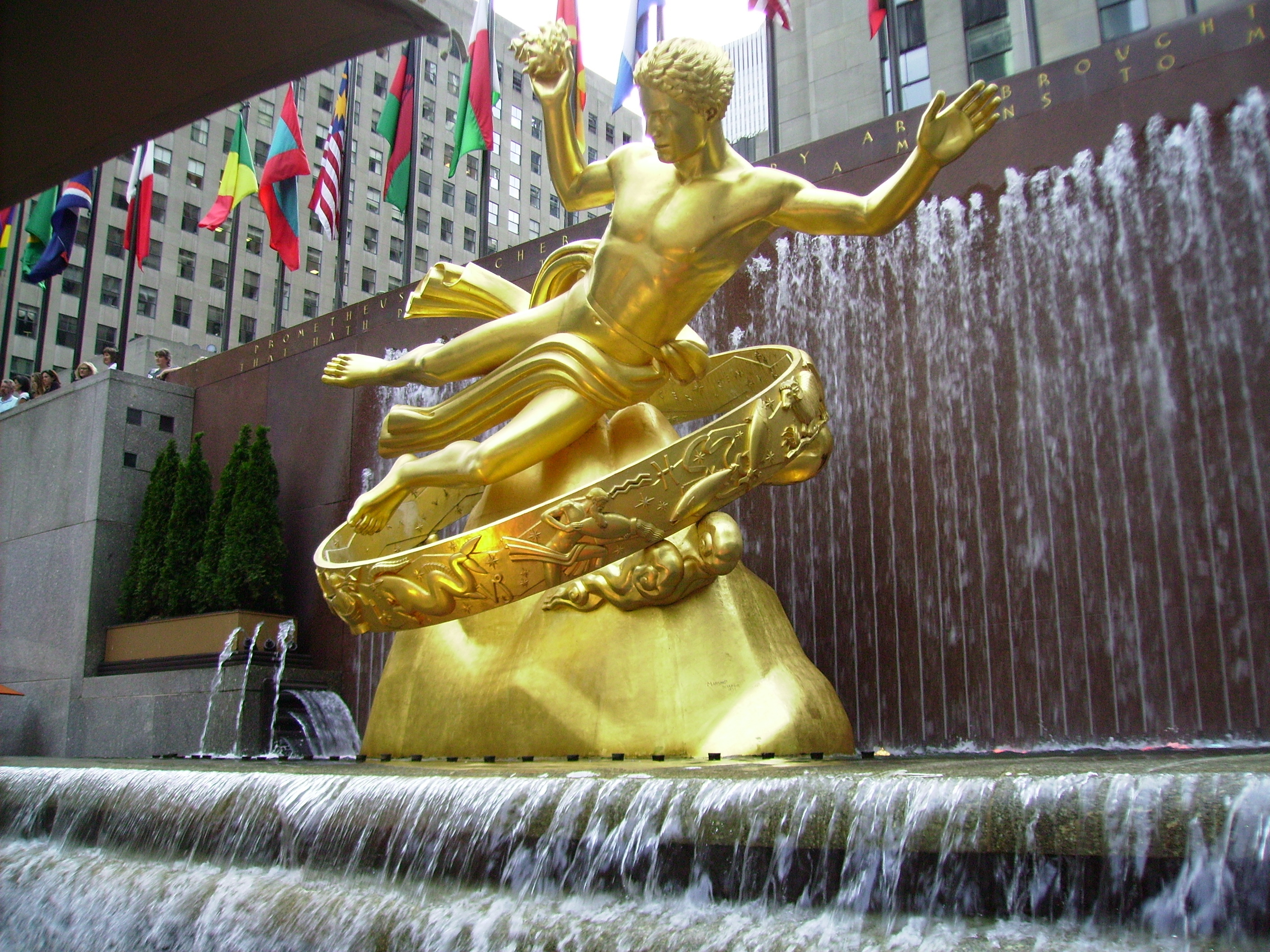
O Prometheus de bronze dourado no Rockefeller Center por Paul Manship (1934), uma atualização de Art Déco estilizada de escultura clássica (1936)
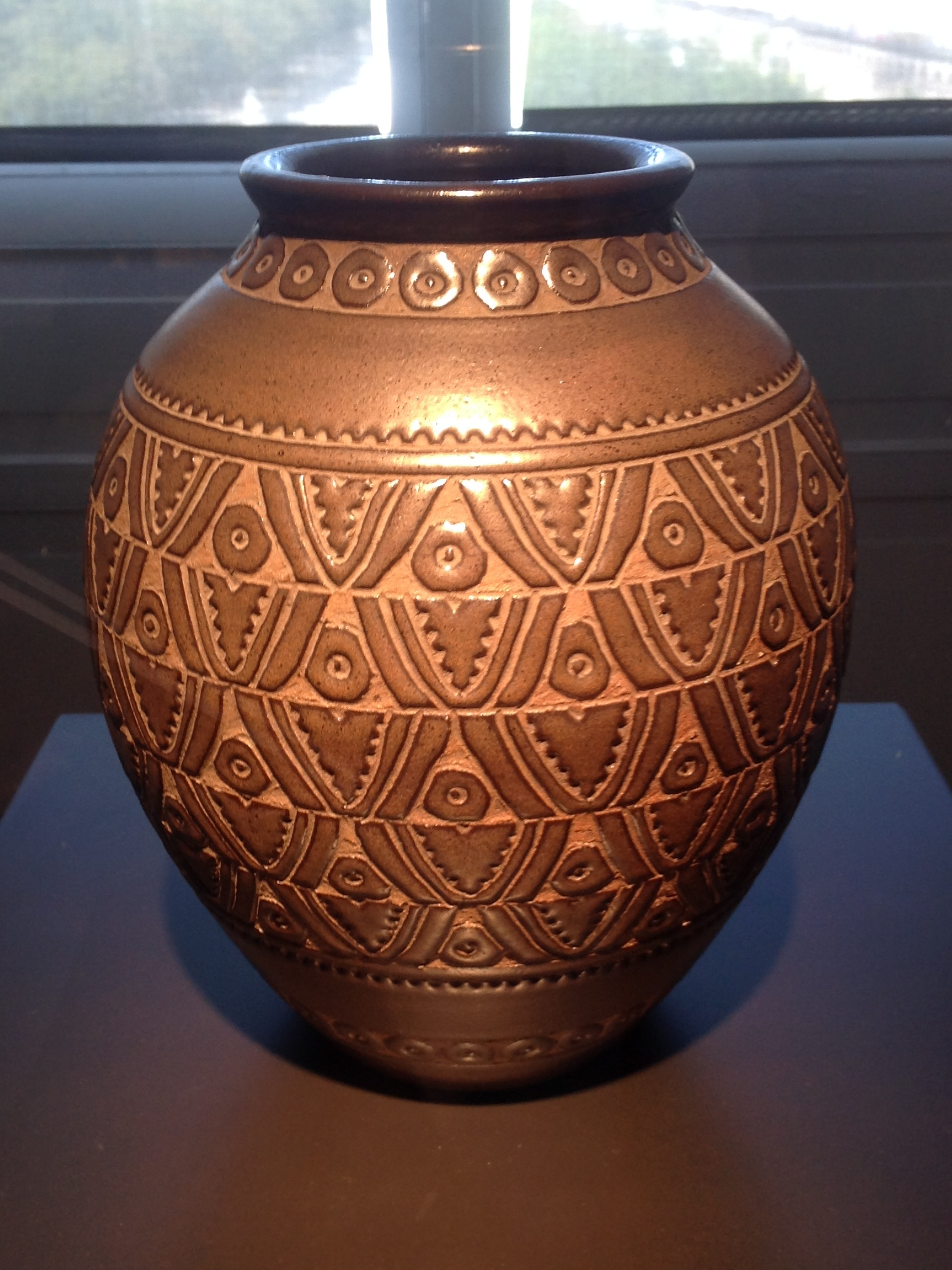
Um vaso de cerâmica inspirado em motivos da tradicional escultura esculpida em madeira africana, de Emile Lenoble (1937), Museu de Artes Decorativas, Paris.

O Art Déco não era um estilo único, mas uma coleção de estilos diferentes e às vezes contraditórios. Na arquitetura, o Art Déco foi o sucessor e a reação contra a Art Nouveau, um estilo que floresceu na Europa entre 1895 e 1900, e também substituiu gradualmente as Beaux-Arts (Belas Artes) e o neoclássico que predominavam na arquitetura europeia e americana. Em 1905, Eugène Grasset escreveu e publicou o Méthode de Composition Ornementale, Éléments Rectilignes (Método de Composição Ornamental, Elementos Retilíneos), no qual ele explorou sistematicamente os aspectos decorativos (ornamentais) de elementos geométricos, formas, motivos e suas variações, em contraste com (e como uma partida) o estilo ondulante de Art Nouveau de Hector Guimard, tão popular em Paris alguns anos antes. Grasset enfatizou o princípio de que várias formas geométricas simples, como triângulos e quadrados, são a base de todos os arranjos composicionais. Os edifícios de concreto armado de Auguste Perret e Henri Sauvage, e particularmente o Teatro dos Champs-Elysées, ofereceram uma nova forma de construção e decoração que foi copiada em todo o mundo.
Na decoração, muitos estilos diferentes foram emprestados e usados pelo Art Déco. Eles incluíam a arte pré-moderna de todo o mundo e observável no Musée du Louvre, no Musée de l'Homme e no Musée national des Arts d'Afrique e d'Océanie. Houve também interesse popular em arqueologia devido a escavações em Pompeia, Troia e o túmulo da 18ª dinastia do faraó Tutancâmon. Artistas e designers integraram motivos do antigo Egito, Mesopotâmia, Grécia, Roma, Ásia, Mesoamérica e Oceania com elementos da Era da Máquina.
Outros estilos emprestados incluem o Construtivismo russo e o Futurismo italiano, assim como o Orfismo, o Funcionalismo e o Modernismo em geral. O Art Déco também usou as cores e desenhos do Fauvismo, especialmente no trabalho de Henri Matisse e André Derain, inspirando os designs de tecidos, papel de parede e cerâmica pintada art déco. Levou ideias do vocabulário de alta moda do período, que contou com desenhos geométricos, chevrons, ziguezagues e buquês estilizados de flores. Foi influenciado por descobertas na Egiptologia, e teve crescente interesse pelo Oriente e pela arte africana. A partir de 1925, foi muitas vezes inspirado pela paixão por novas máquinas, como dirigíveis, automóveis e transatlânticos, e em 1930 essa influência resultou no estilo chamado streamline moderno.

## Estilo de luxo e modernidade

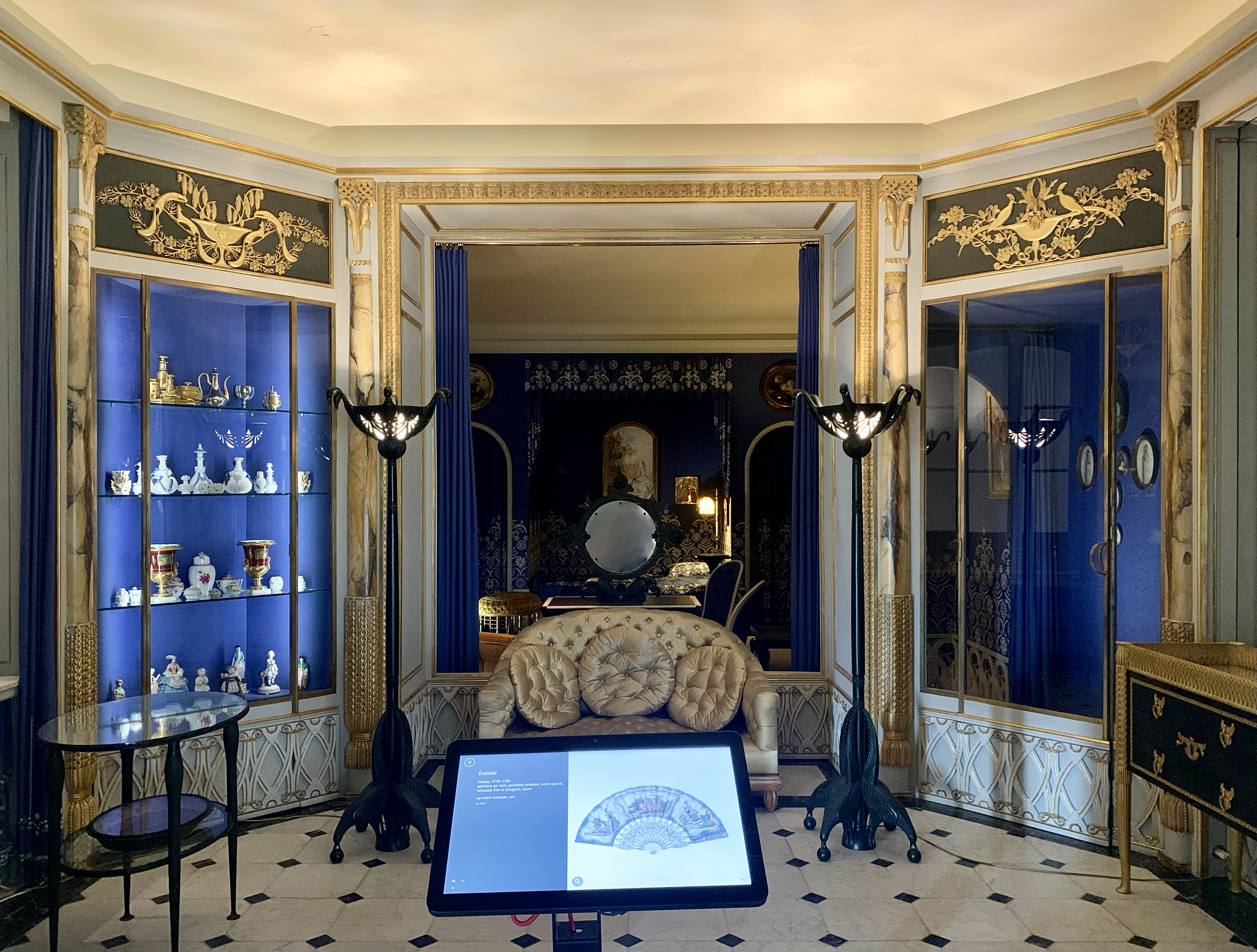
O boudoir (vestiário para senhoras) da estilista Jeanne Lanvin (1922-1925) agora no Museu de Artes Decorativas de Paris.
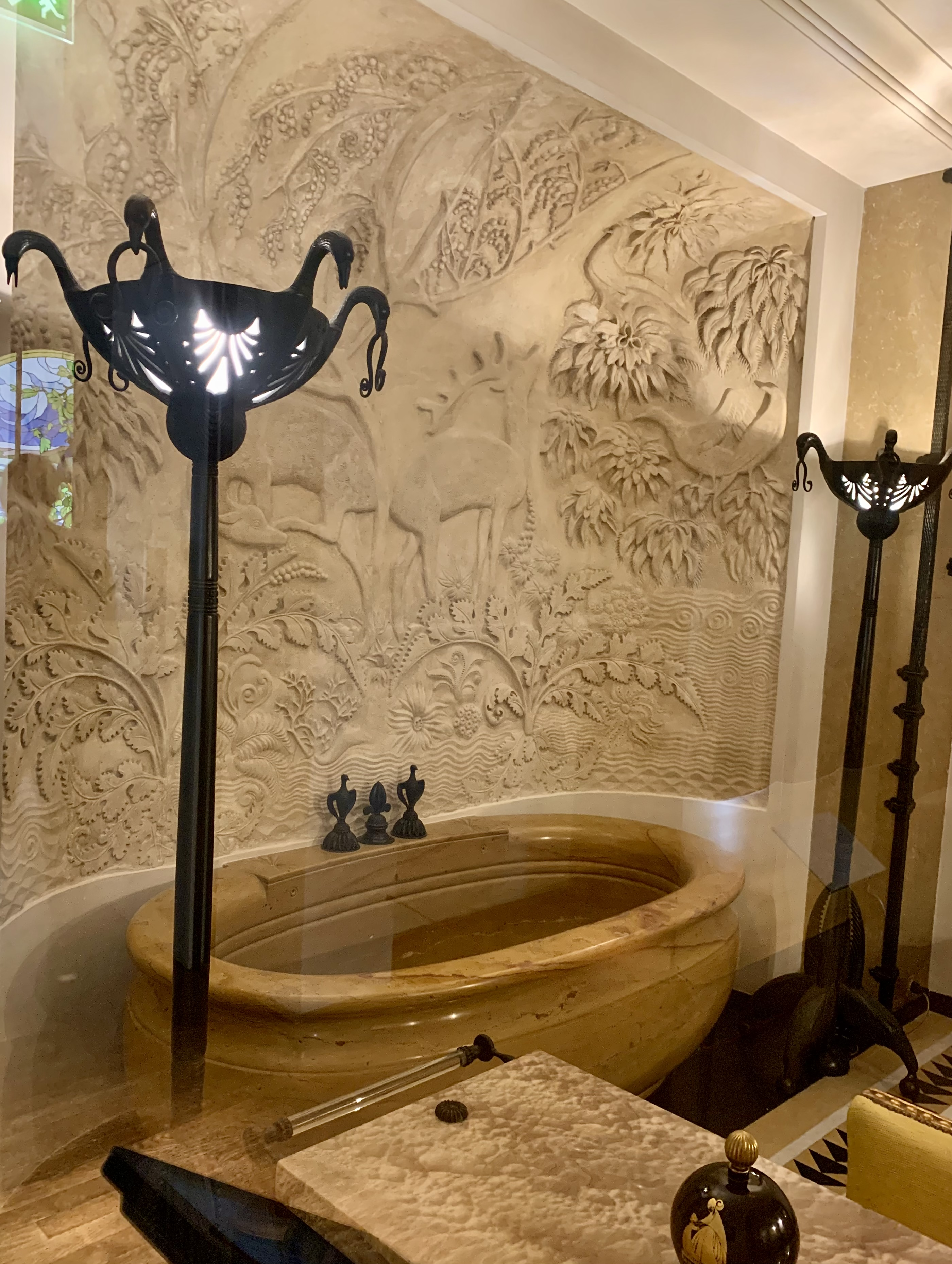
Banheira de Jeanne Lanvin, de mármore Sienna, com decoração de estuque esculpido e bronze (1922–25)
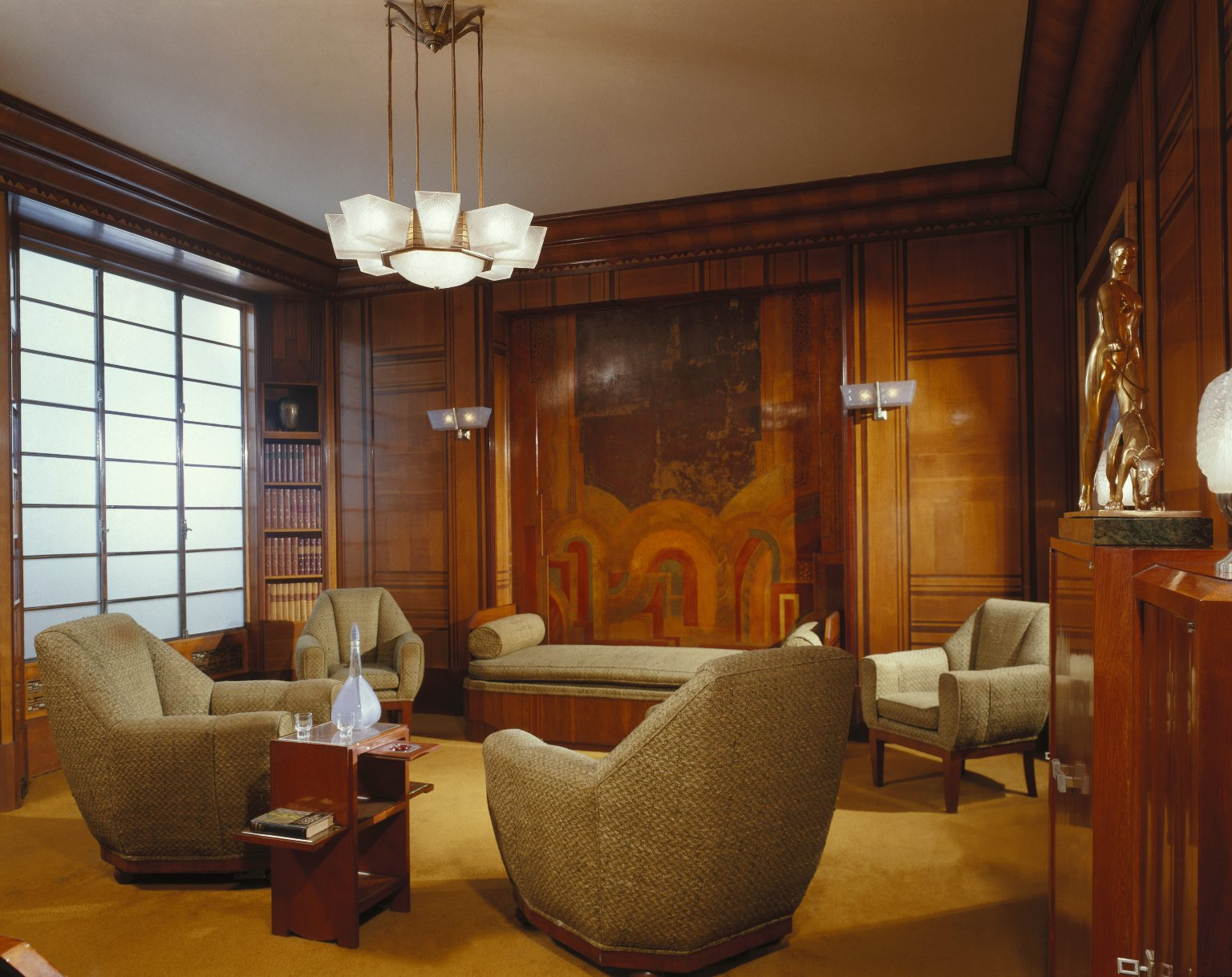
Um estudo Art Deco da firma de design de Paris Alavoine, agora no Brooklyn Museum (1928-30)
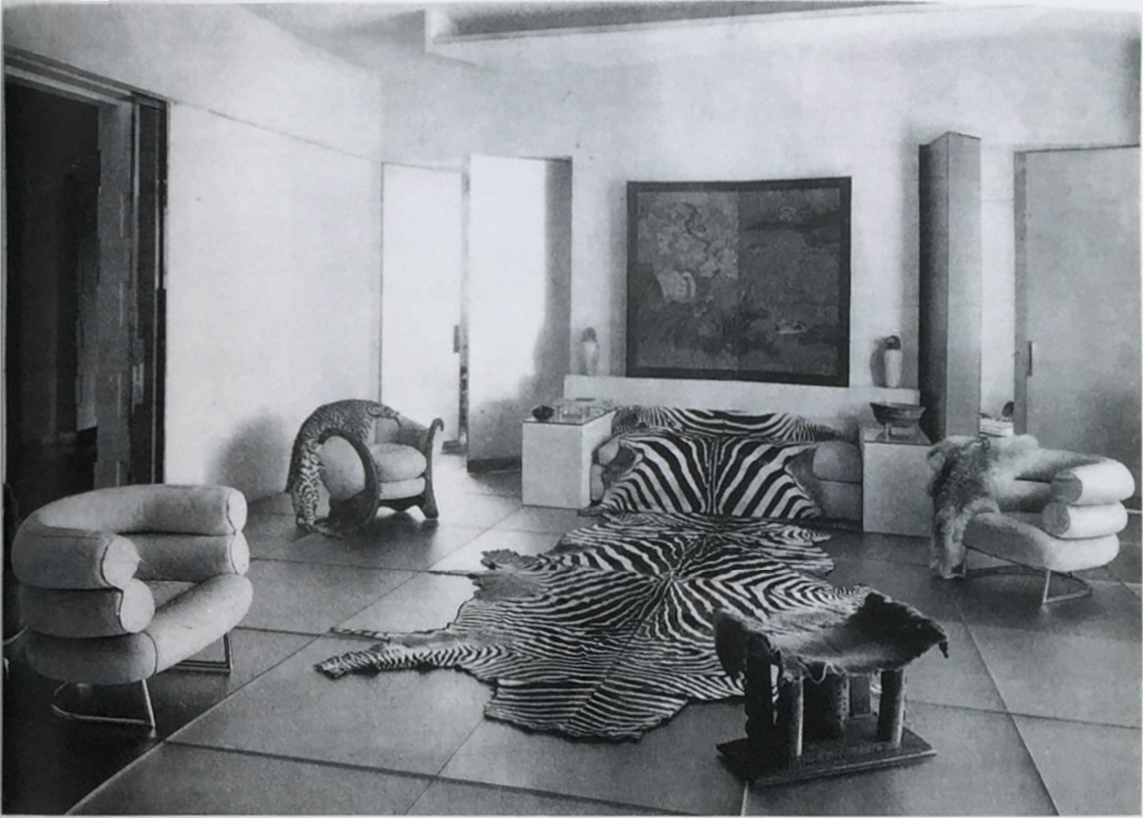
Salão de Vidro (Le Salon de Verre) desenhado por Paul Ruaud com mobília de Eileen Gray, para Madame Mathieu-Levy (modista da boutique J. Suzanne Talbot), 9, rue de Lota, Paris, 1922 (publicado em L'Illustration, 27 de maio de 1933)

O Art Déco estava associado ao luxo e à modernidade; Combinou materiais muito caros e artesanato requintado colocado em formas modernistas. Nada era barato em Art Deco: peças de mobília incluíam incrustações de marfim e prata, e peças de joias art déco combinavam diamantes com platina, jade e outros materiais preciosos. O estilo foi usado para decorar os salões de primeira classe de transatlânticos, trens de luxo e arranha-céus. Foi usado em todo o mundo para decorar os grandes palácios de cinema do final dos anos 1920 e 1930. Mais tarde, após a Grande Depressão, o estilo mudou e ficou mais sóbrio.
Um bom exemplo do estilo de luxo da Art Deco é o boudoir da estilista Jeanne Lanvin, desenhada por Armand-Albert Rateau (1882-1938), feita entre 1922-1925. Ele estava localizado em sua casa na Rua Barbet de Jouy, 16, em Paris, que foi demolida em 1965. A sala foi reconstruída no Museu de Artes Decorativas de Paris. As paredes estão cobertas de lambris moldados abaixo de baixos-relevos esculpidos em estuque. A alcova é emoldurada com colunas de mármore com bases e um plinto de madeira esculpida. O chão é de mármore branco e preto, e nos armários são expostos objetos decorativos sobre um fundo de seda azul. Seu banheiro tinha uma banheira e pia de mármore Sienna, com uma parede de estuque entalhado e acessórios de bronze.
Em 1928, o estilo tornou-se mais confortável, com poltronas de couro. O estudo desenhado pela firma de Paris Alavoine para um empresário americano em 1928-30, agora no Brooklyn Museum (Museu do Brooklin), tinha uma característica americana única. Desde que foi construído durante a Lei Seca, quando o consumo de álcool era proibido, incluía uma tranca secreta escondida atrás dos painéis.
Na década de 1930, o estilo tinha sido um pouco simplificado, mas ainda assim era extravagante. Em 1932, o decorador Paul Ruoud fez o Salão de Vidro para Suzanne Talbot. Apresentava uma poltrona serpentina e duas poltronas tubulares de Eileen Gray, um piso de placas de vidro prateado, um painel de padrões abstratos em prata e laca preta e uma variedade de peles de animais.

## Exposição Internacional de Artes Decorativas e Industriais Modernas (1925)

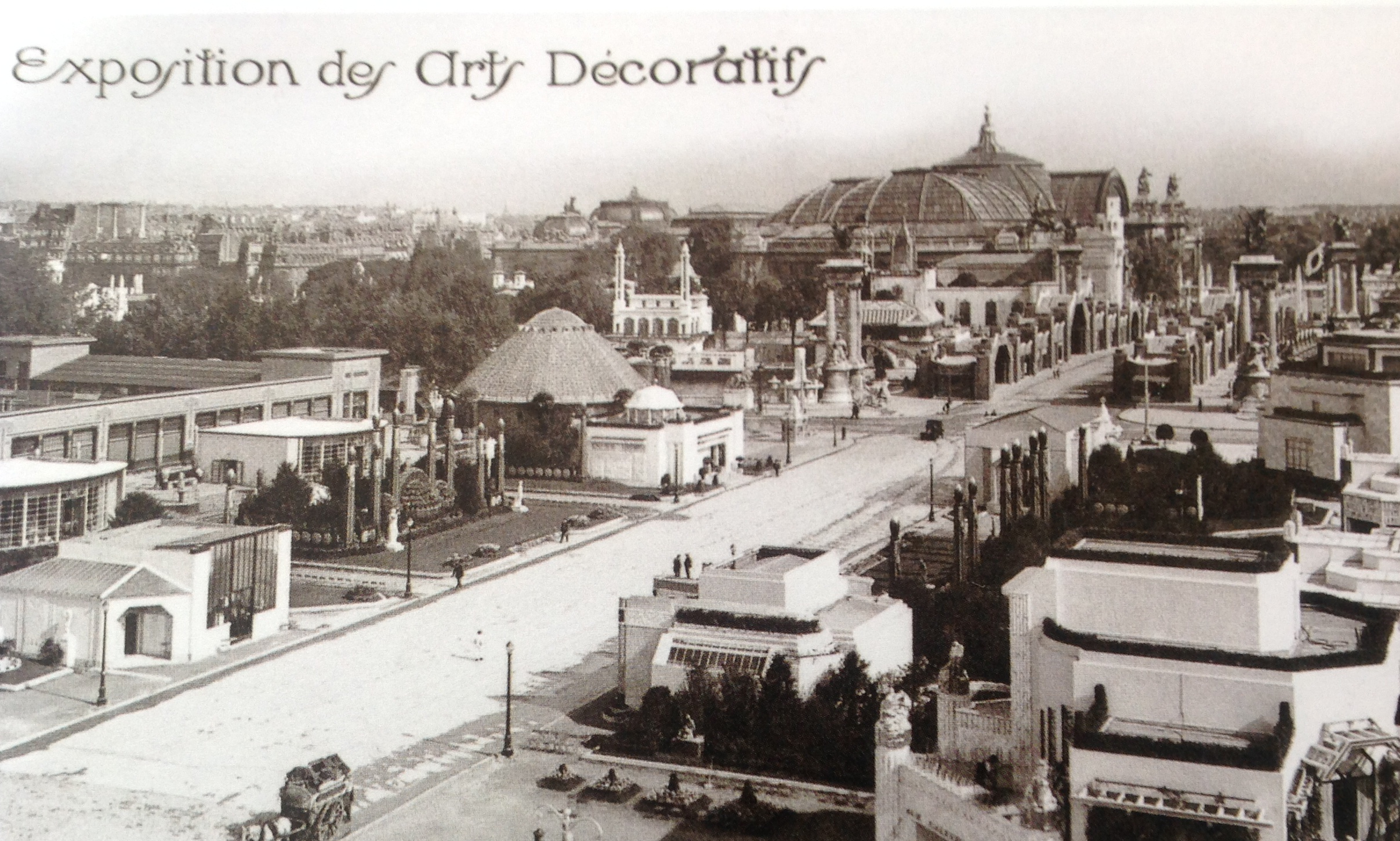
Cartão-postal da Exposição Internacional de Artes Decorativas e Industriais Modernas em Paris (1925)
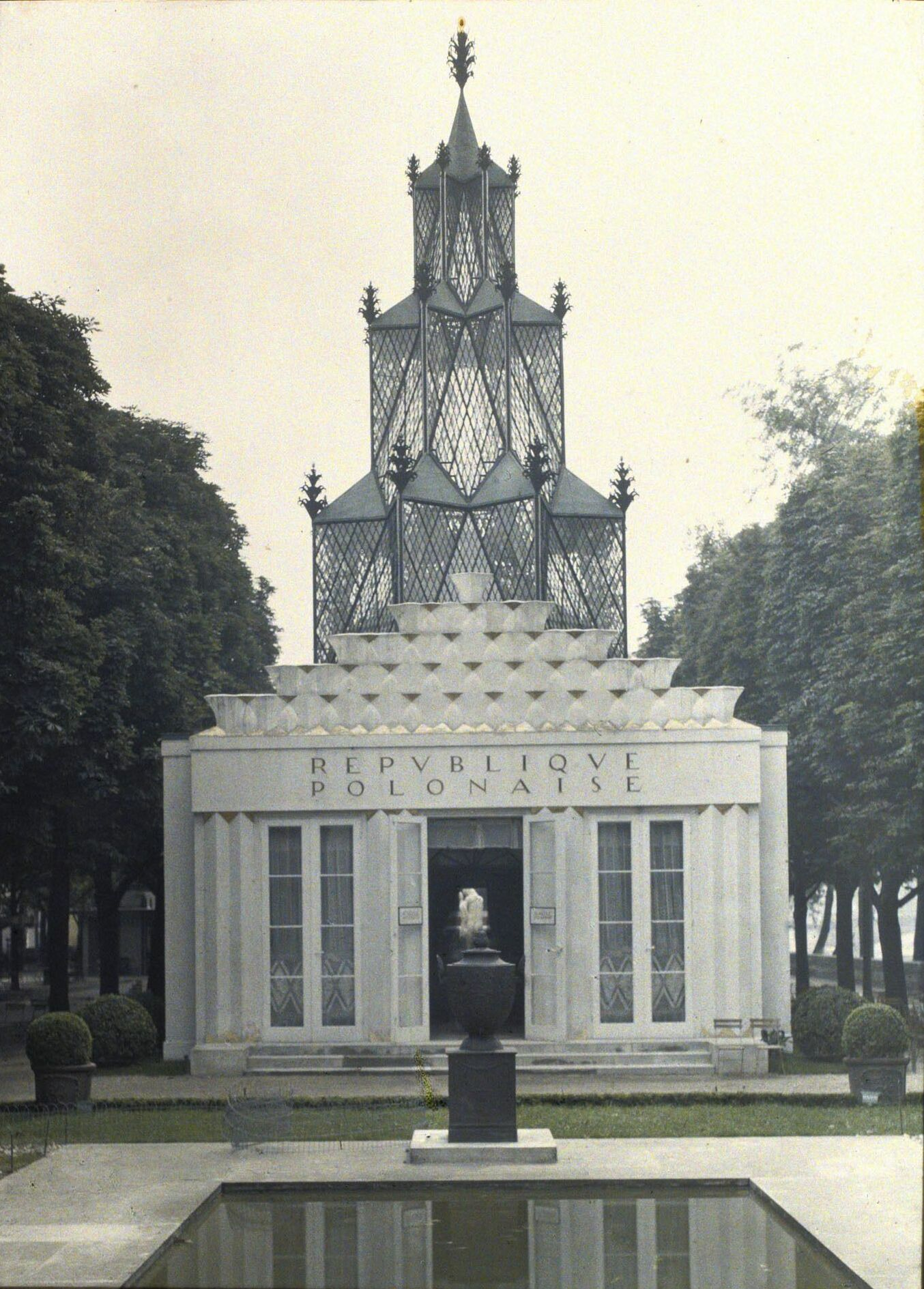
Pavilhão polonês em Paris (1925)
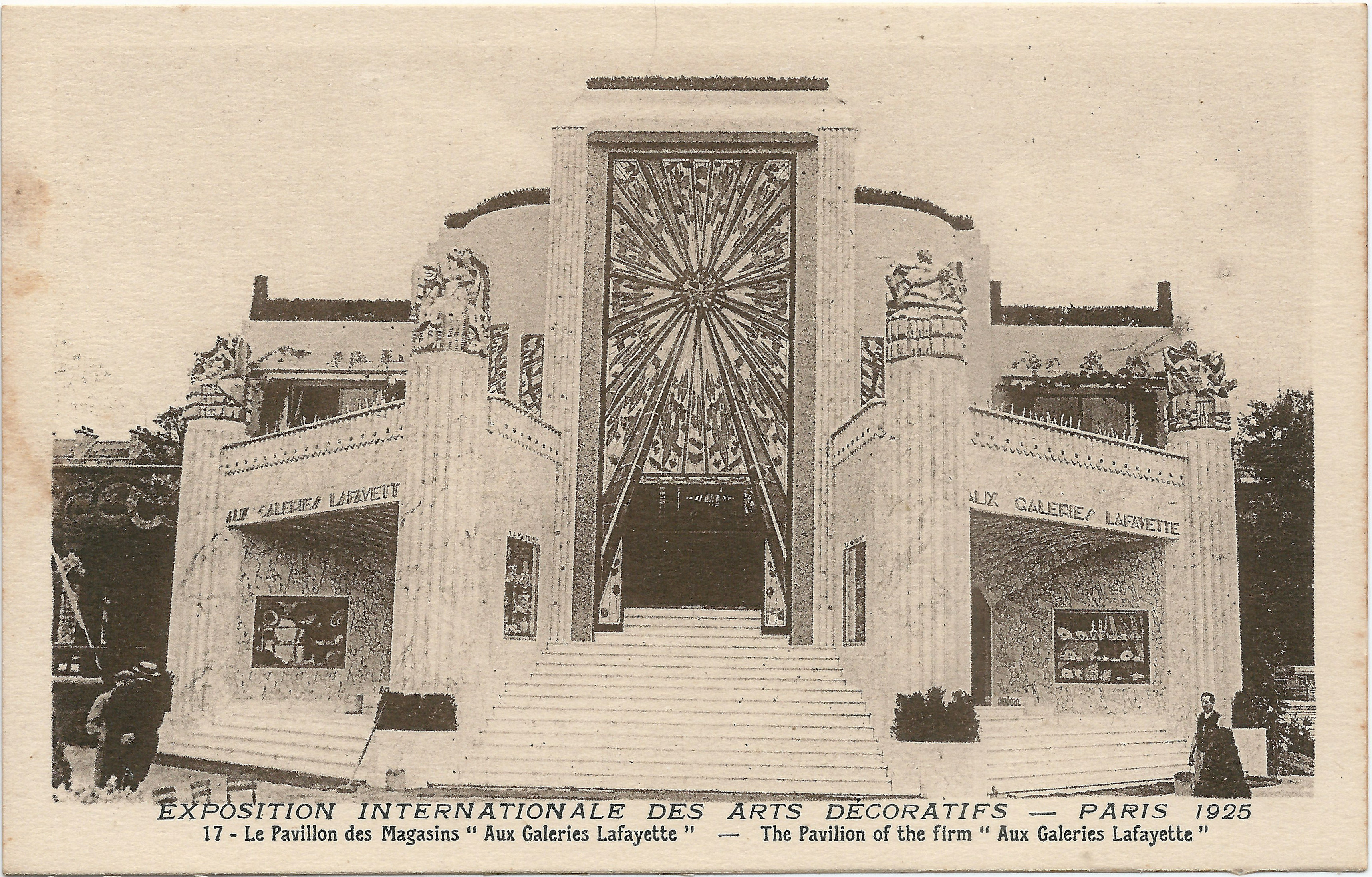
Pavilhão da Galeries Lafayette Department Store na Exposição de 1925
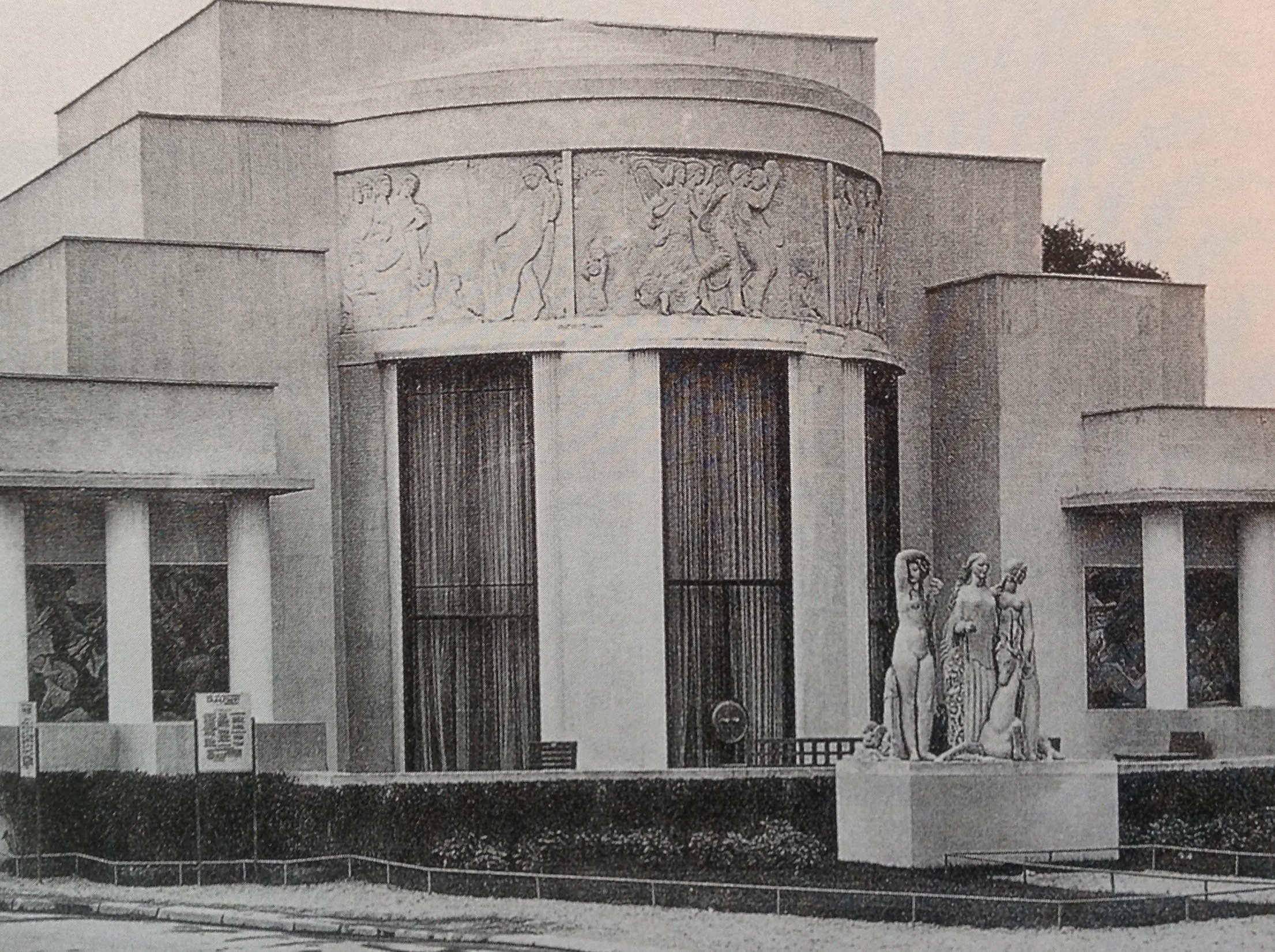
O Hôtel du Riche Collectionneur, pavilhão do fabricante de móveis Émile-Jacques Ruhlmann
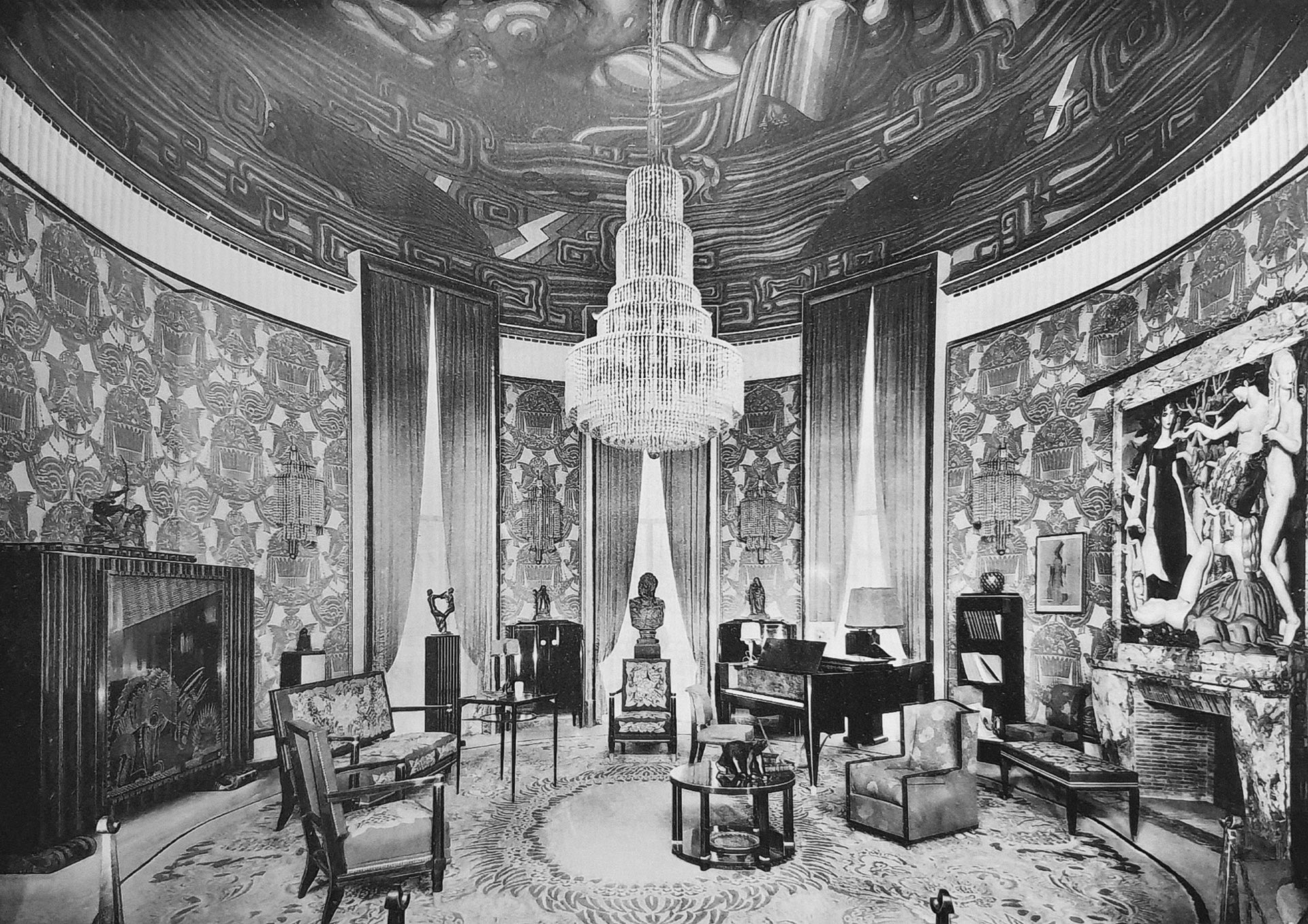
Salão do Hôtel du Riche Collectionneur da Exposição Internacional de Artes Decorativas de 1925, mobilada por Émile-Jacques Ruhlmann; pintura de Jean Dupas.

O evento que marcou o auge do estilo e deu o seu nome foi a Exposição Internacional de Artes Decorativas e Industriais Modernas, que teve lugar em Paris de abril a outubro de 1925. Este foi oficialmente patrocinado pelo governo francês, e cobriu uma área em Paris de 55 acres, correndo do Grand Palais, na margem direita, até Les Invalides, na margem esquerda, e ao longo das margens do Sena. O Grand Palais, o maior salão da cidade, estava cheio de exposições de artes decorativas dos países participantes. Havia 15.000 expositores de vinte países diferentes, incluindo Inglaterra, Itália, Espanha, Polônia, Tchecoslováquia, Bélgica, Japão e a nova União Soviética, embora a Alemanha não tenha sido convidada por causa de tensões após a guerra e os Estados Unidos, entendendo mal o objetivo da exposição, se recusaram a participar. Foi visitado por dezesseis milhões de pessoas durante seus sete meses de execução. As regras da exposição exigiam que todo o trabalho fosse moderno; nenhum estilo histórico foi permitido. O principal objetivo da exposição era promover os fabricantes franceses de móveis de luxo, porcelana, vidro, metalurgia, têxteis e outros produtos decorativos. Para promover ainda mais os produtos, todas as principais lojas de departamento e grandes designers de Paris tinham seus próprios pavilhões. A exposição teve um objetivo secundário na promoção de produtos de colônias francesas na África e na Ásia, incluindo marfim e madeiras exóticas.
O Hôtel du Riche Collectionneur (Hotel do Rico Colecionador) era uma atração popular na Exposição. Exibia os novos desenhos de móveis de Émile-Jacques Ruhlmann, bem como tecidos art déco, tapetes e uma pintura de Jean Dupas. O design de interiores seguia os mesmos princípios de simetria e formas geométricas que o diferenciavam da Art Nouveau, e cores vivas, materiais artesanais raros e caros que o diferenciavam da funcionalidade estrita do estilo modernista. Enquanto a maioria dos pavilhões eram luxuosamente decorados e cheios de móveis de luxo feitos à mão, dois pavilhões, os da União Soviética e do Pavilhão do Nouveau Esprit, construídos pela revista de mesmo nome dirigida por Le Corbusier, foram construídos em um estilo austero com paredes brancas e sem decoração; eles estavam entre os primeiros exemplos de arquitetura modernista.

## Arranha-céus

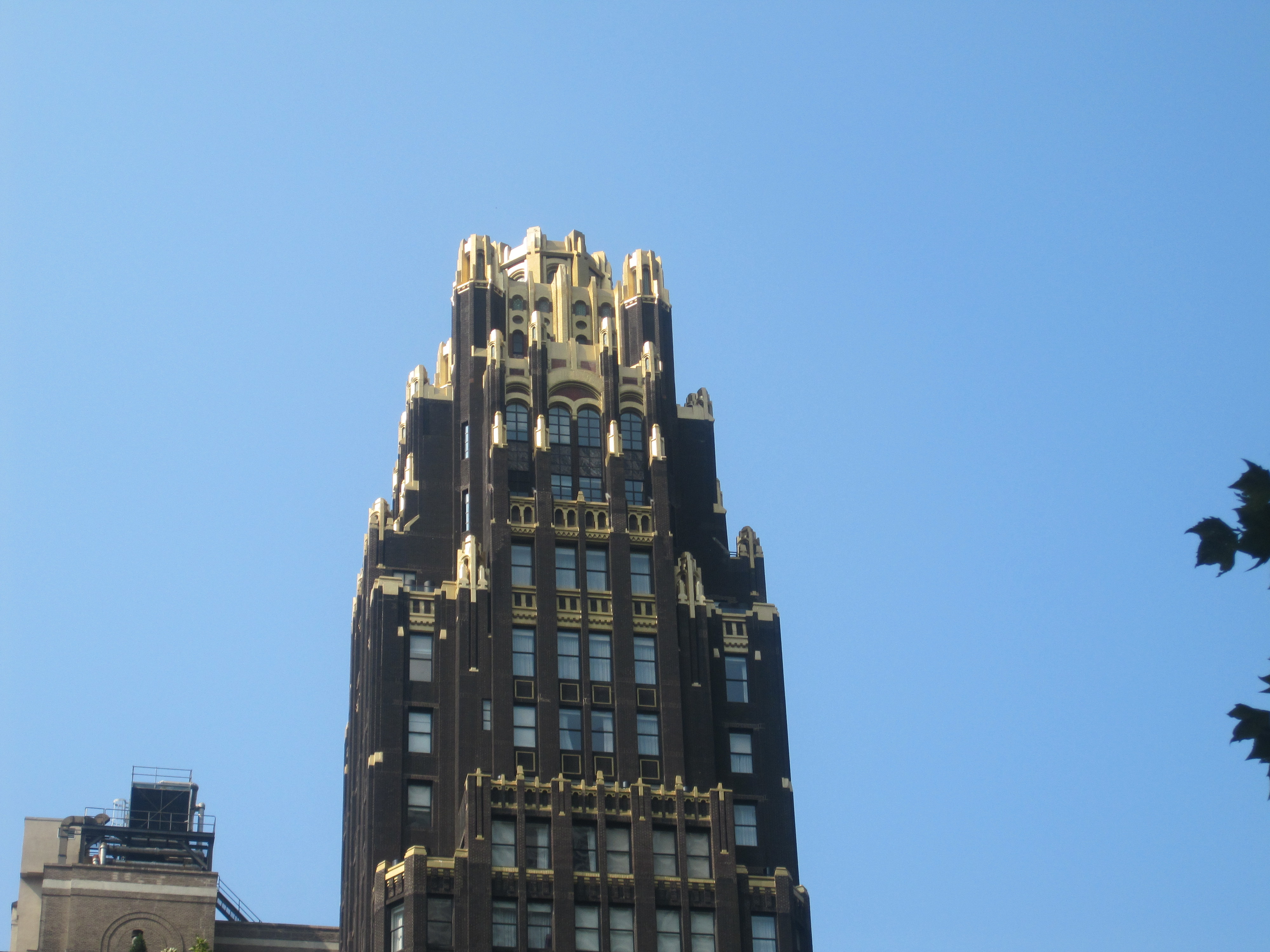
O American Radiator Building em Nova York por Raymond Hood (1924)
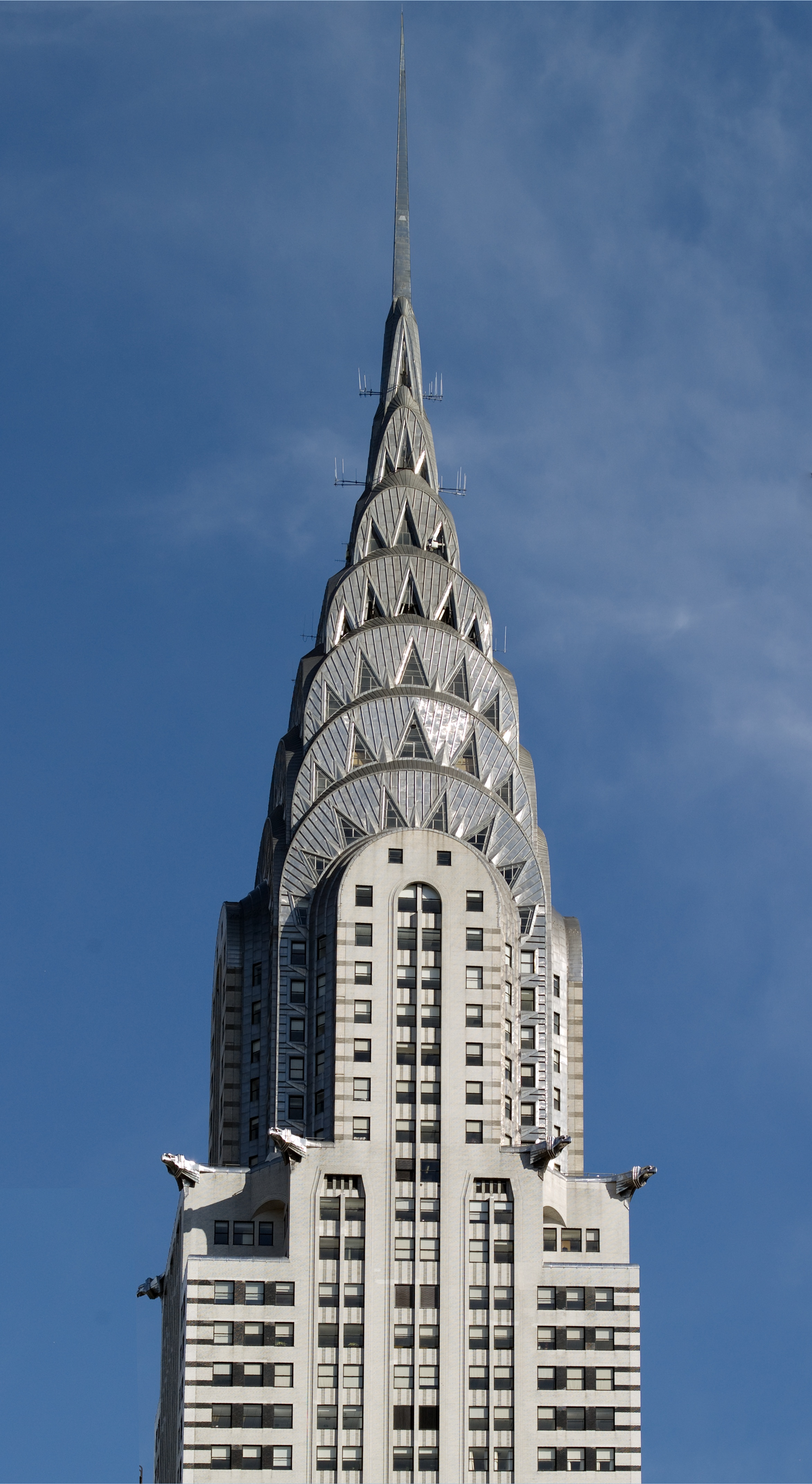
Edifício Chrysler em Nova York, por William Van Alen (1928–1930)
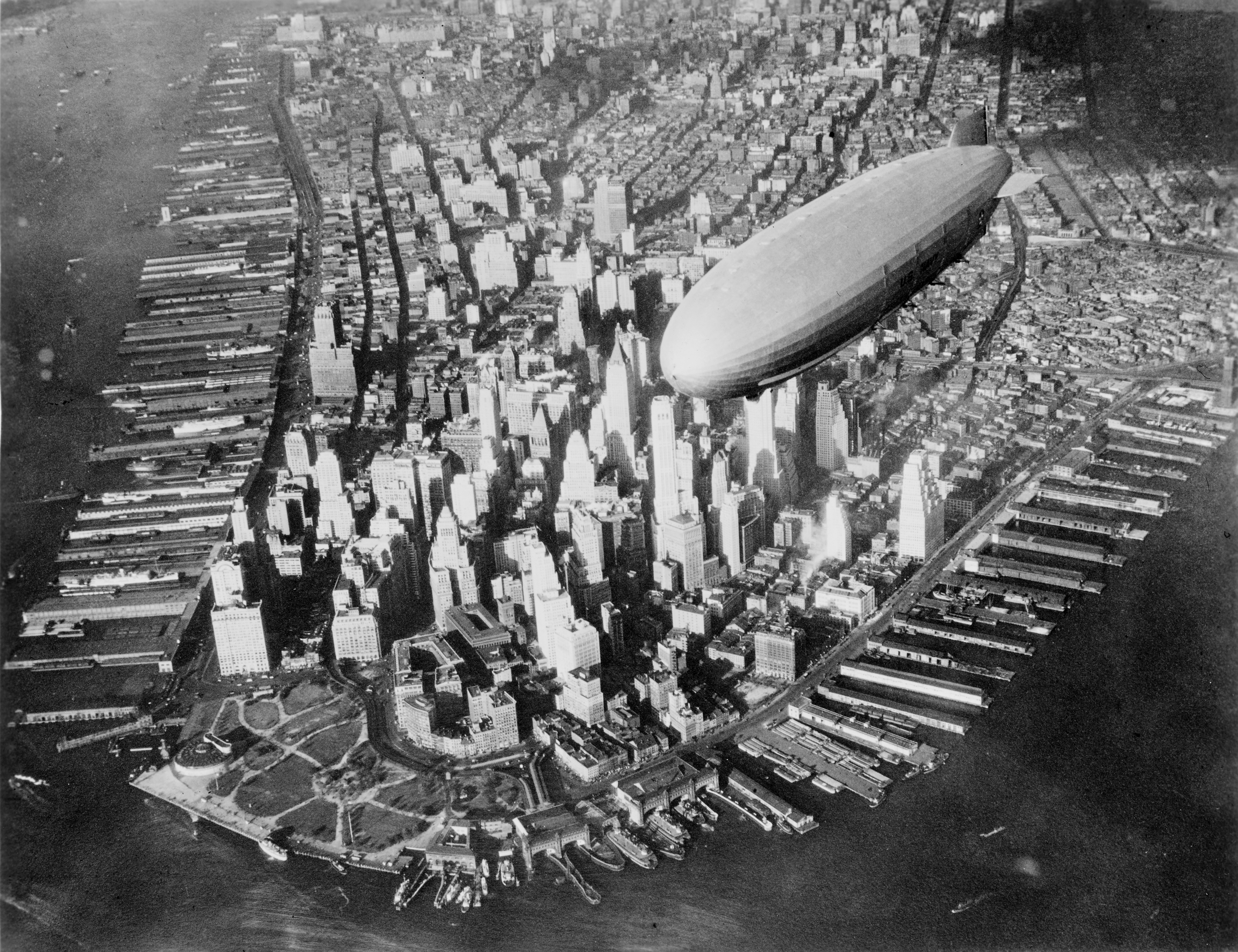
Horizonte da cidade de Nova York (1931-1933)
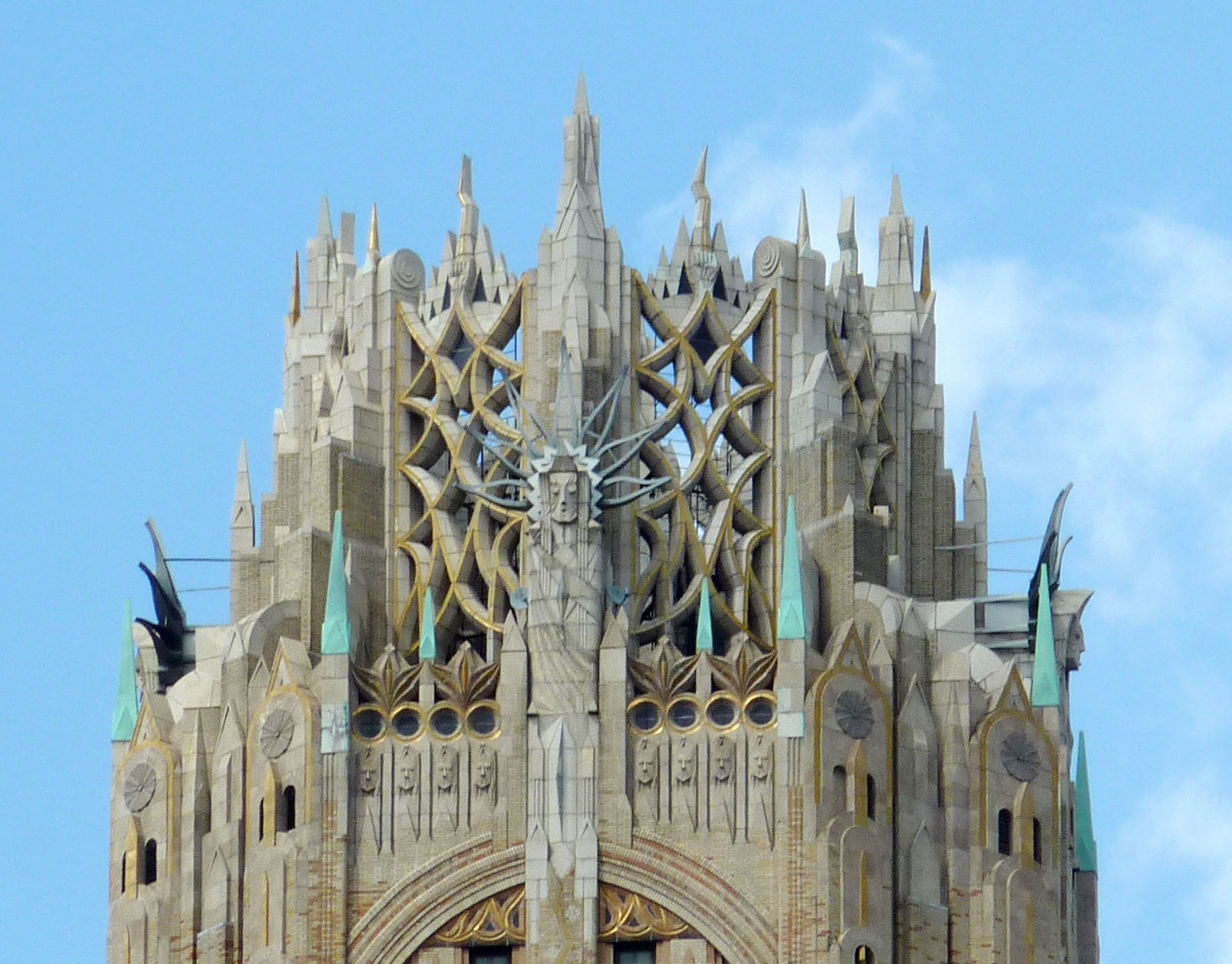
Coroa do Edifício General Electric (também conhecido como 570 Lexington Avenue) por Cross & Cross (1933)
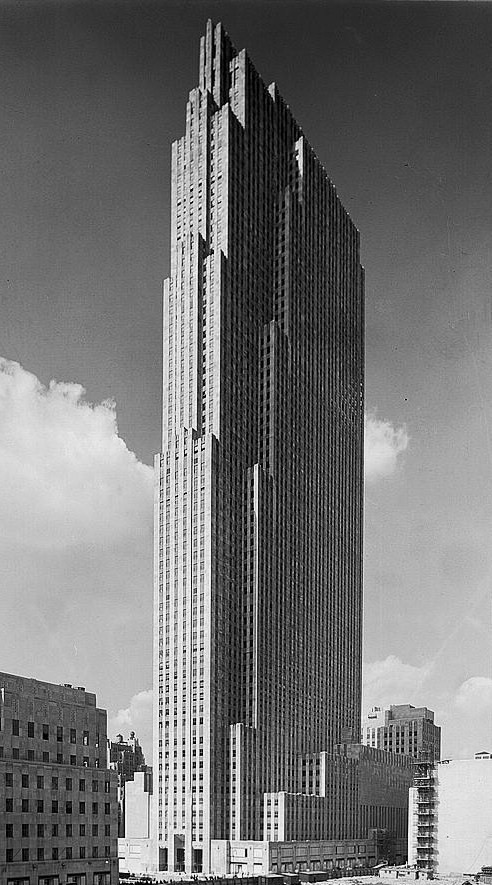
30 Rockefeller Center, agora Comcast Building, de Raymond Hood (1933)
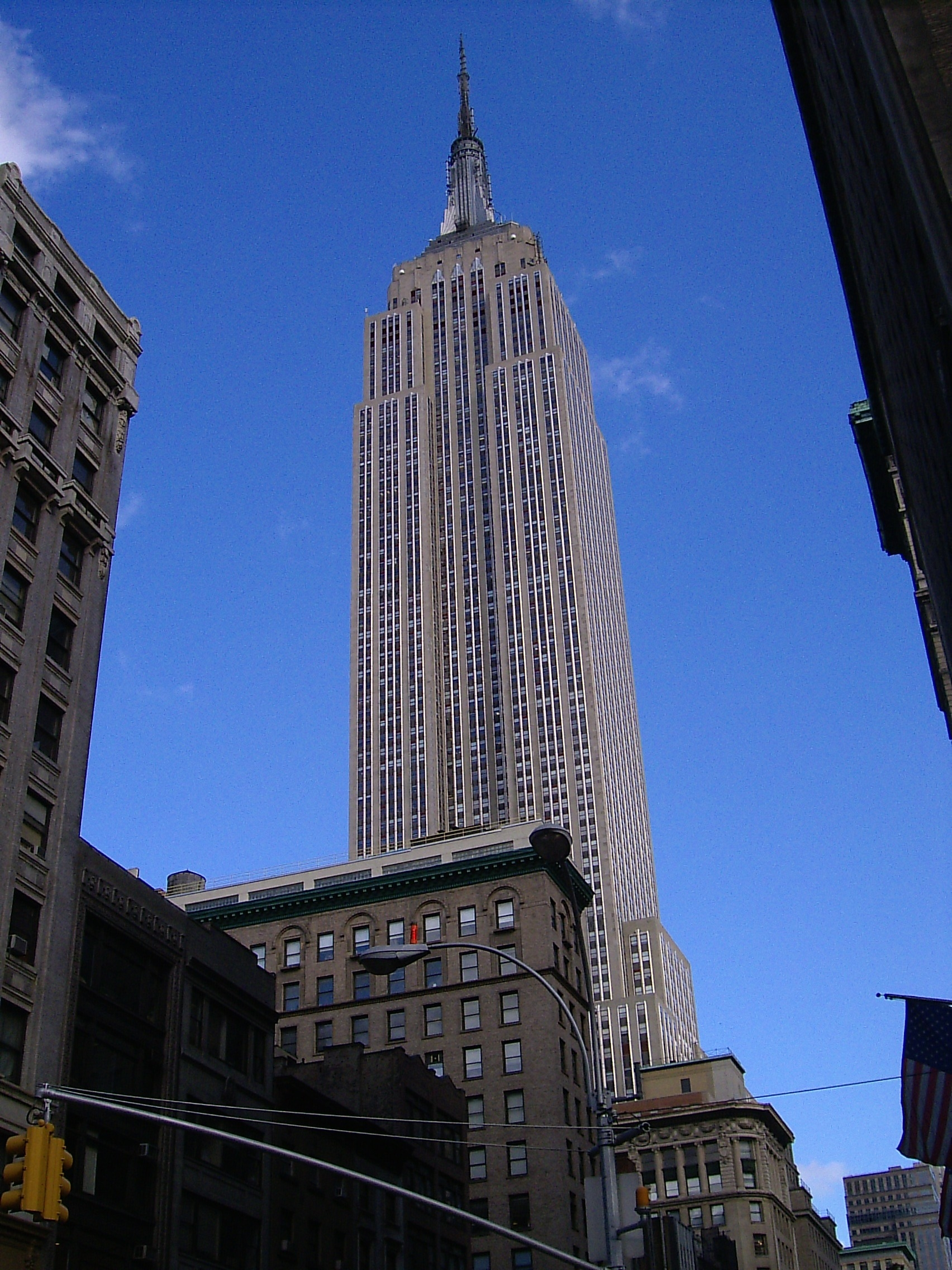
O Empire State Building, por 40 anos o maior arranha-céu do mundo, e, sem dúvidas, uma das maiores manifestações deste estilo.

Os Arranha-céus americanos marcaram o ápice do estilo Art Déco: eles se tornaram os edifícios modernos mais altos e mais reconhecidos do mundo. Eles foram projetados para mostrar o prestígio de seus construtores através de sua altura, sua forma, sua cor e sua iluminação dramática à noite. O primeiro arranha-céu de Nova York, o Woolworth Building, em estilo neoclássico, foi concluído em 1913, e o American Telephone and Telegraph Building (1924) tinha colunas jônicas e dóricas e um hipostilo dórico clássico com um friso. O American Radiator Building de Raymond Hood (1924) combinou elementos góticos e artísticos modernos no design do edifício. O tijolo preto na fachada do edifício (simbolizando carvão) foi selecionado para dar uma ideia de solidez e dar ao edifício uma massa sólida. Outras partes da fachada estavam cobertas de tijolos de ouro (simbolizando fogo), e a entrada era decorada com mármore e espelhos negros. Outro arranha-céu Art Déco foi o Guardian Building de Detroit, inaugurado em 1929. Projetado pelo modernista Wirt C. Rowland, o prédio foi o primeiro a empregar aço inoxidável como elemento decorativo e o uso extensivo de desenhos coloridos no lugar de ornamentos tradicionais.
O horizonte de Nova York foi radicalmente alterado pelo Chrysler Building, em Manhattan (concluído em 1930), projetado por William Van Alen. Era uma propaganda gigante de setenta e sete andares para os automóveis da Chrysler. O topo foi coroado por uma torre de aço inoxidável, e foi ornamentado por "gárgulas" déco na forma de decorações de tampas de radiador de aço inoxidável. A base da torre, trinta e três andares acima da rua, era decorada com frisos art déco coloridos, e o lobby era decorado com símbolos art déco e imagens expressando modernidade.
O Chrysler Building foi seguido pelo Empire State Building por William F. Lamb (1931) e o RCA Building (agora chamado Comcast Building) no Rockefeller Center, de Raymond Hood (1933), que juntos mudaram completamente o horizonte de Nova York. Os topos dos edifícios foram decorados com coroas e torres de Art Déco cobertas com aço inoxidável e, no caso do edifício Chrysler, com gárgulas Art Déco modeladas com ornamentos de radiador, enquanto as entradas e lobbies eram ricamente decoradas com a escultura Art Déco, cerâmica e design. Edifícios semelhantes, embora não tão altos, logo apareceram em Chicago e em outras grandes cidades americanas. O Edifício Chrysler foi logo superado em altura pelo Empire State Building, em um estilo Deco um pouco menos luxuoso. O Rockefeller Center adicionou um novo elemento de design: vários edifícios altos agrupados em torno de uma praça aberta, com uma fonte no centro.

## Art Déco Tardio

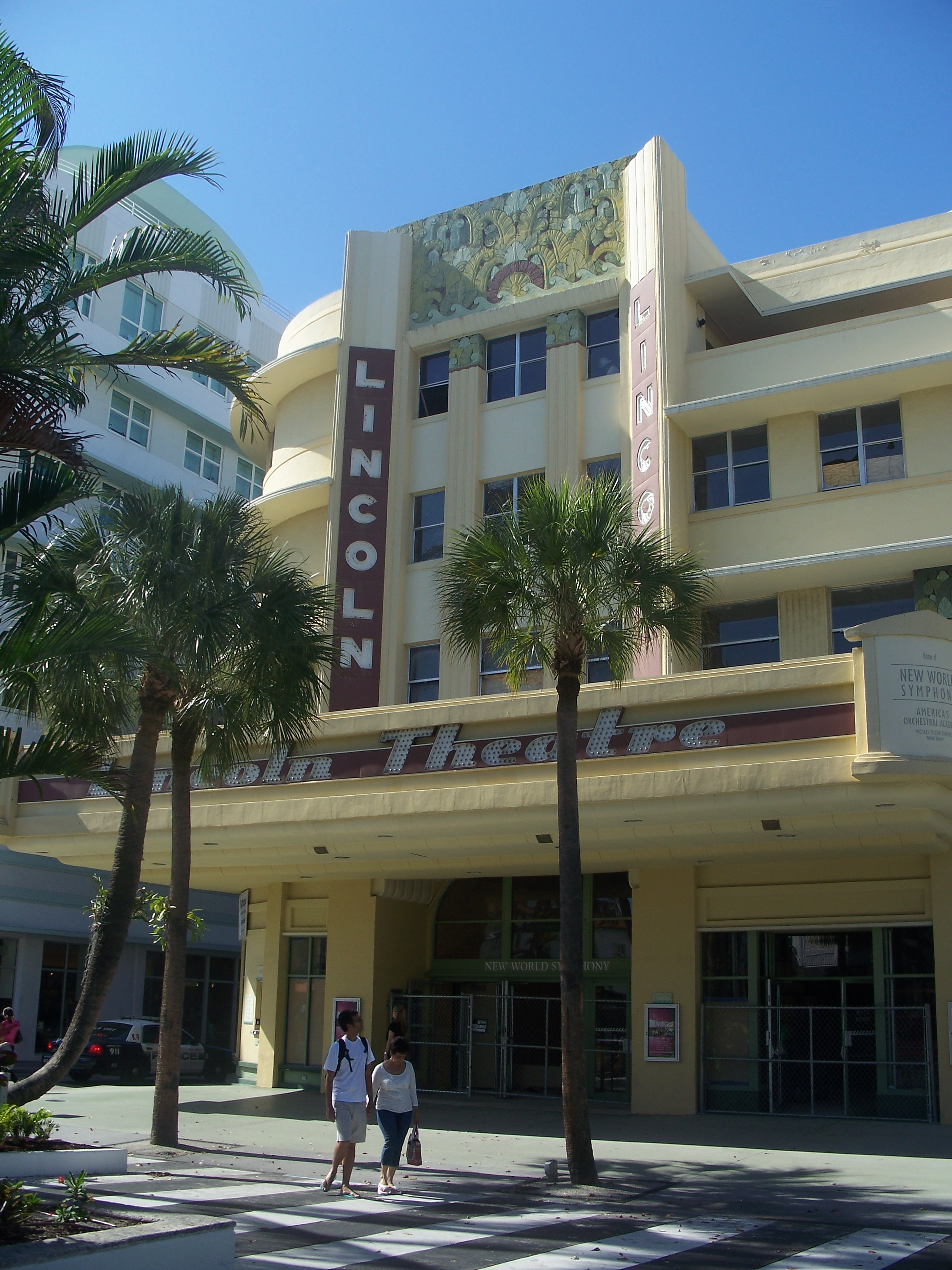
Teatro Lincoln em Miami Beach, Flórida por Thomas W. Lamb (1936)
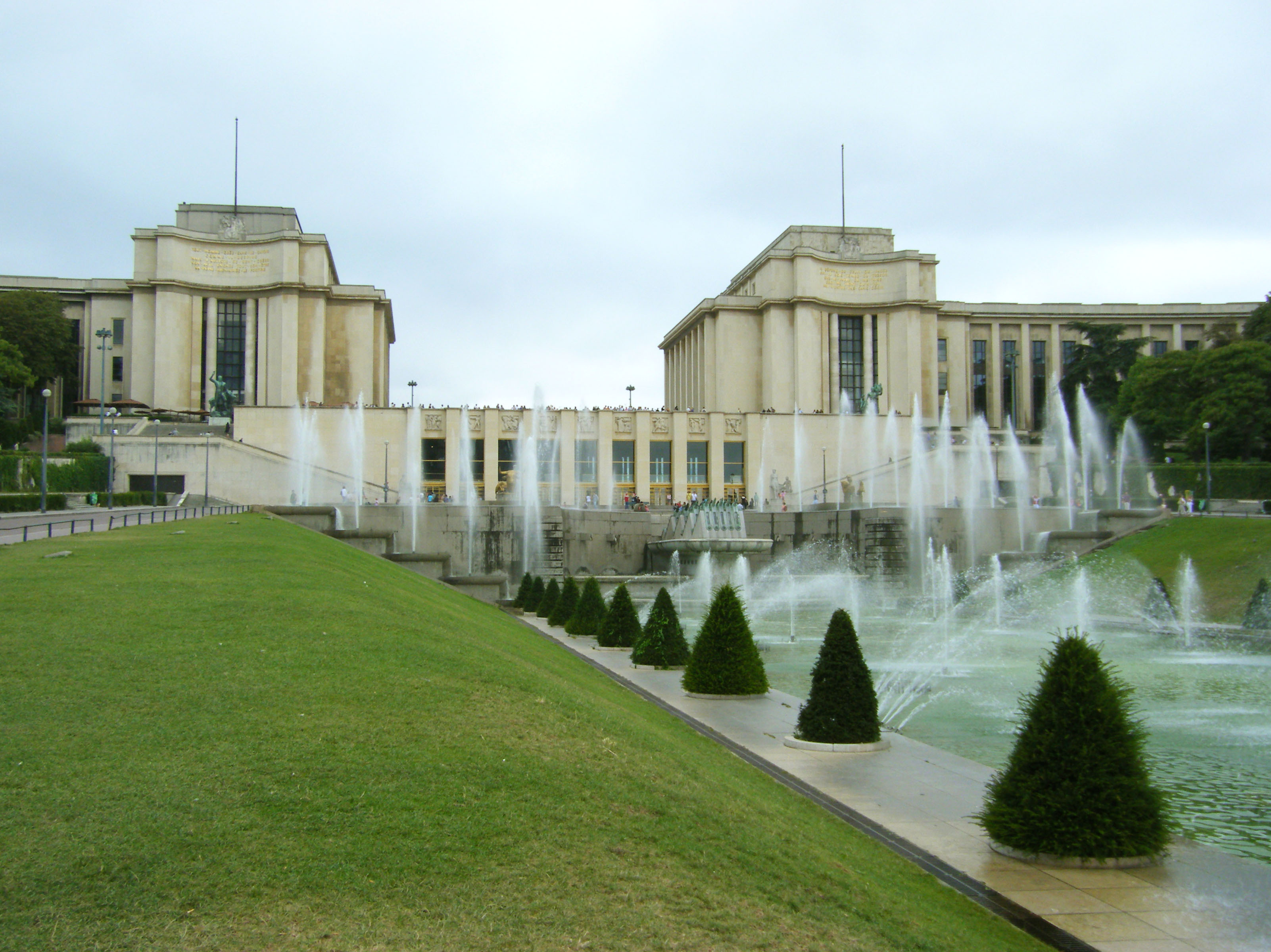
O Palais de Chaillot de Louis-Hippolyte Boileau, Jacques Carlu e Léon Azéma da Exposição Internacional de Paris de 1937
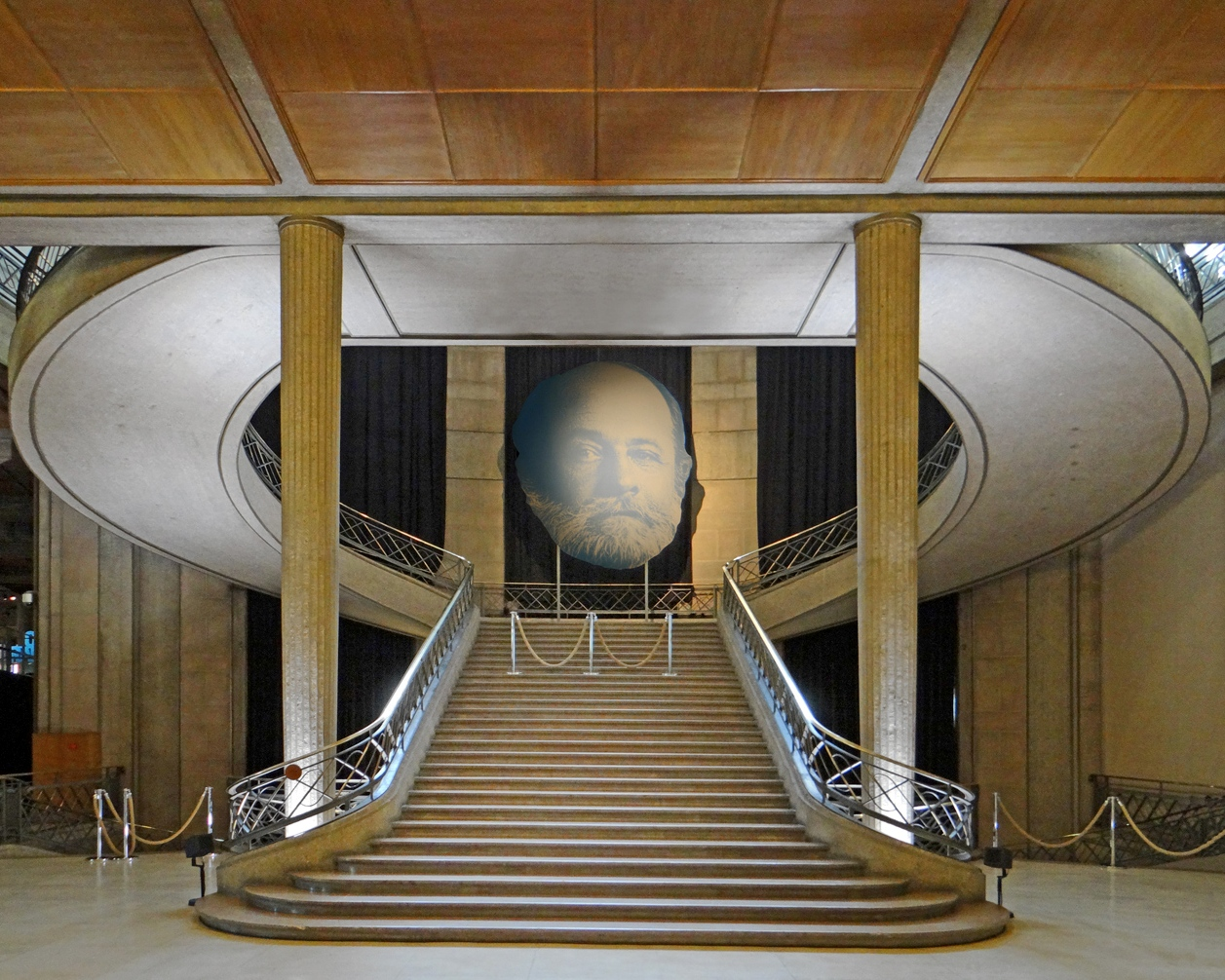
Escadaria do Conselho Econômico e Social em Paris, originalmente o Museu de Obras Públicas, construído para a Exposição Internacional de Paris de 1937 por Auguste Perret (1937)
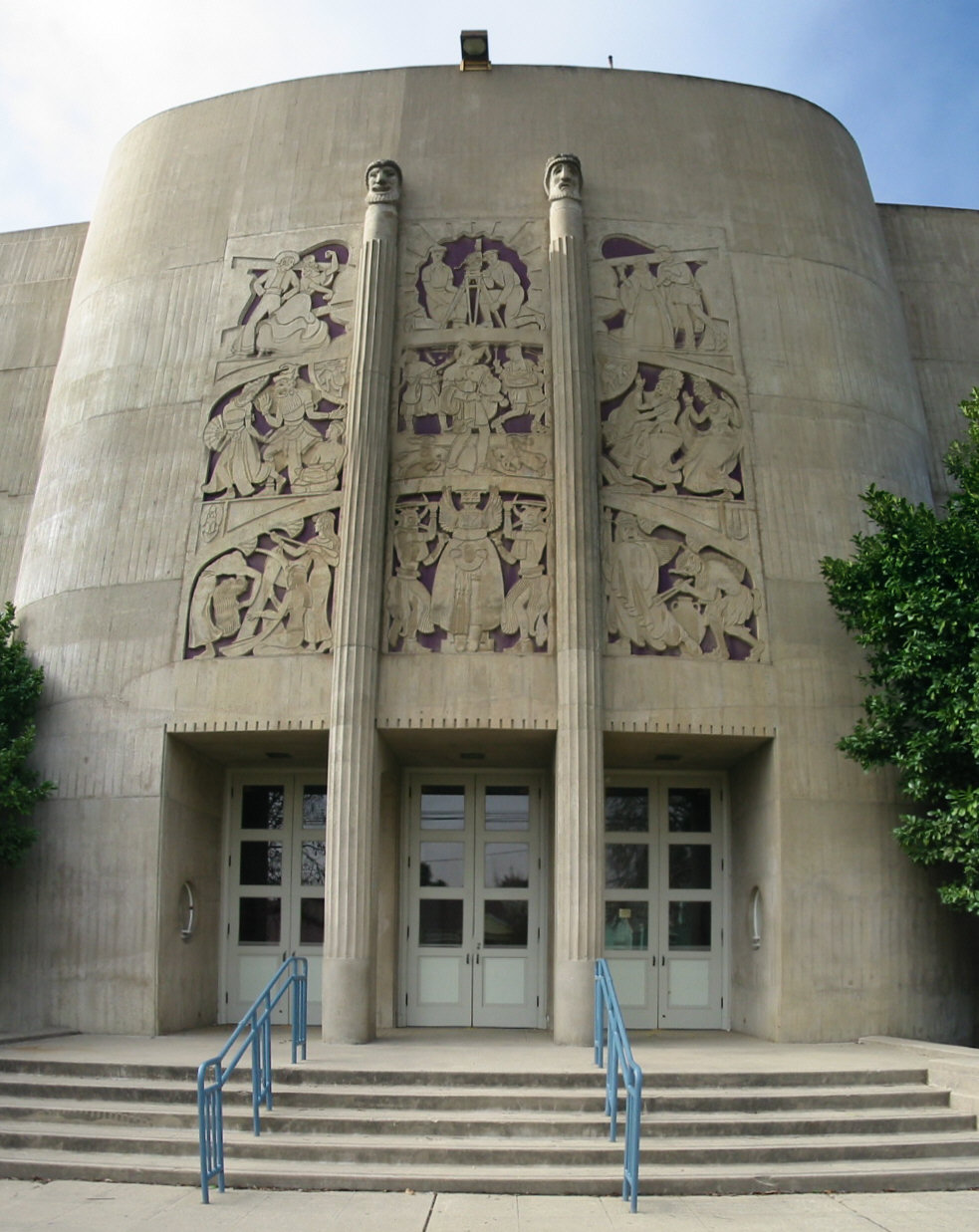
Escola Secundária em King City, Califórnia, construída por Robert Stanton para a Works Progress Administration (1939)

Em 1925, duas diferentes escolas concorrentes coexistiram no Art Déco: os tradicionalistas, que haviam fundado a Sociedade de Artistas Decorativos, que incluiu o designer de móveis Emile-Jacques Ruhlmann, Jean Dunard, o escultor Antoine Bourdelle e o designer Paul Poiret; eles combinaram formas modernas com artesanato tradicional e materiais caros. Do outro lado estavam os modernistas, que cada vez mais rejeitavam o passado e queriam um estilo baseado em avanços com as novas tecnologias, simplicidade, falta de decoração, materiais baratos e produção em massa. Os modernistas fundaram sua própria organização, a União Francesa de Artistas Modernos, em 1929. Seus membros incluíam os arquitetos Pierre Chareau, Francis Jourdain, Robert Mallet-Stevens, Corbusier e, na União Soviética, Konstantin Melnikov; a designer irlandesa Eileen Gray e a designer francesa Sonia Delaunay, os joalheiros Jean Fouquet e Jean Puiforcat. Eles atacaram ferozmente o estilo tradicional de Art Déco, que, segundo eles, foi criado apenas para os ricos, e insistiram que edifícios bem construídos deveriam estar disponíveis para todos, e essa forma deveria seguir a função. A beleza de um objeto ou edifício residia em saber se era perfeitamente adequado para cumprir sua função. Modernos métodos industriais significavam que móveis e edifícios poderiam ser produzidos em massa, não feitos à mão.
O designer de interiores Art Déco Paul Follot defendeu o Art Deco desta forma: "Sabemos que o homem nunca se contenta com o indispensável e que o supérfluo é sempre necessário... Se não, teríamos que nos livrar da música, flores e perfumes ..!" No entanto, Le Corbusier foi um brilhante publicista para a arquitetura modernista; ele afirmou que uma casa era simplesmente "uma máquina para viver", e incansavelmente promoveu a ideia de que o Art Déco era o passado e modernismo era o futuro. As ideias de Le Corbusier foram gradualmente adotadas pelas escolas de arquitetura, e a estética do Art Déco foi abandonada. As mesmas características que tornaram o Art Déco popular no início (seu artesanato, materiais ricos e ornamentos) levaram ao seu declínio. A Grande Depressão, que começou nos Estados Unidos em 1929 e chegou à Europa pouco depois, reduziu enormemente o número de clientes ricos que podiam pagar pelo mobiliário e objetos de arte. No clima econômico da Depressão, poucas empresas estavam prontas para construir novos arranha-céus. Até mesmo a empresa de Ruhlmann recorreu à produção de peças de mobiliário em série, em vez de itens individuais feitos à mão. Os últimos edifícios construídos em Paris no novo estilo foram o Museu de Obras Públicas de Auguste Perret (atual Conselho Econômico, Social e Ambiental da França) e o Palais de Chaillot de Louis-Hippolyte Boileau, Jacques Carlu e Léon Azéma e o Palais de Tóquio da Exposição Internacional de Paris de 1937; eles ficavam face-a-face com o grandioso pavilhão da Alemanha nazista, projetado por Albert Speer, que enfrentava o igualmente grandioso pavilhão socialista-realista da União Soviética de Stálin.
Após a Segunda Guerra Mundial, o estilo arquitetônico dominante tornou-se o Estilo Internacional, pioneiro de Le Corbusier e Mies Van der Rohe. Um punhado de hotéis Art Déco foi construído em Miami Beach após a Segunda Guerra Mundial, mas em outros lugares o estilo desapareceu em grande parte, exceto no design industrial, onde continuou a ser usado no estilo de automóveis e produtos como juke boxes. Na década de 1960, experimentou um modesto renascimento acadêmico, graças em parte aos escritos de historiadores da arquitetura, como Bevis Hillier. No final da Década de 1960 e início da Década de 1970, foram feitos esforços nos Estados Unidos e na Europa para preservar os melhores exemplos da arquitetura Art Déco, e muitos prédios foram restaurados e reaproveitados. A Arquitetura pós-moderna, que apareceu pela primeira vez na década de 1970, como o Art Déco, muitas vezes inclui características puramente decorativas. O Déco continua a inspirar designers e é frequentemente usado na moda contemporânea, joias e produtos de higiene pessoal.

## Pinturas

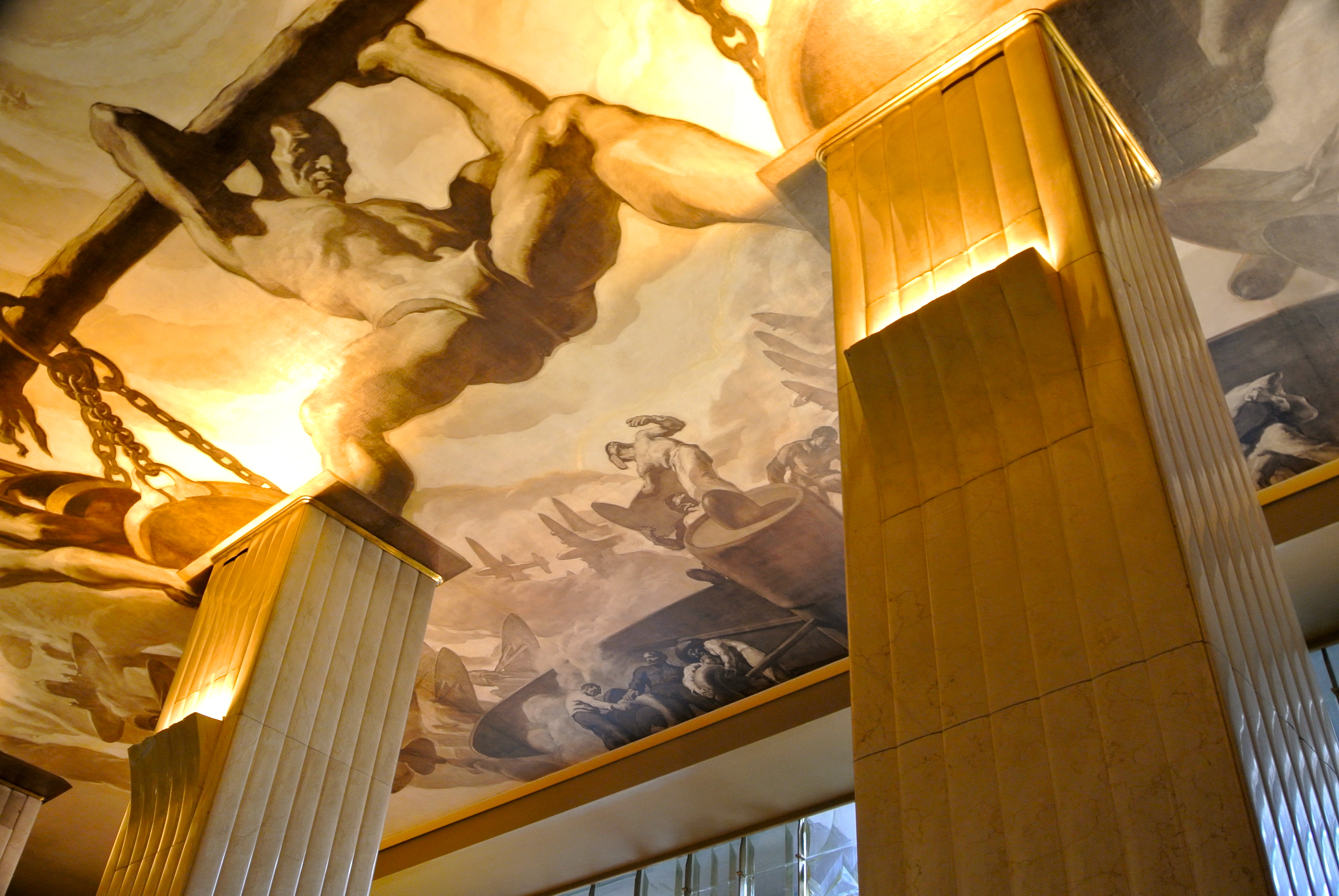
Detalhe de Tempo, 1941. Mural no teto do lobby do Rockefeller Center pelo pintor espanhol Josep Maria Sert
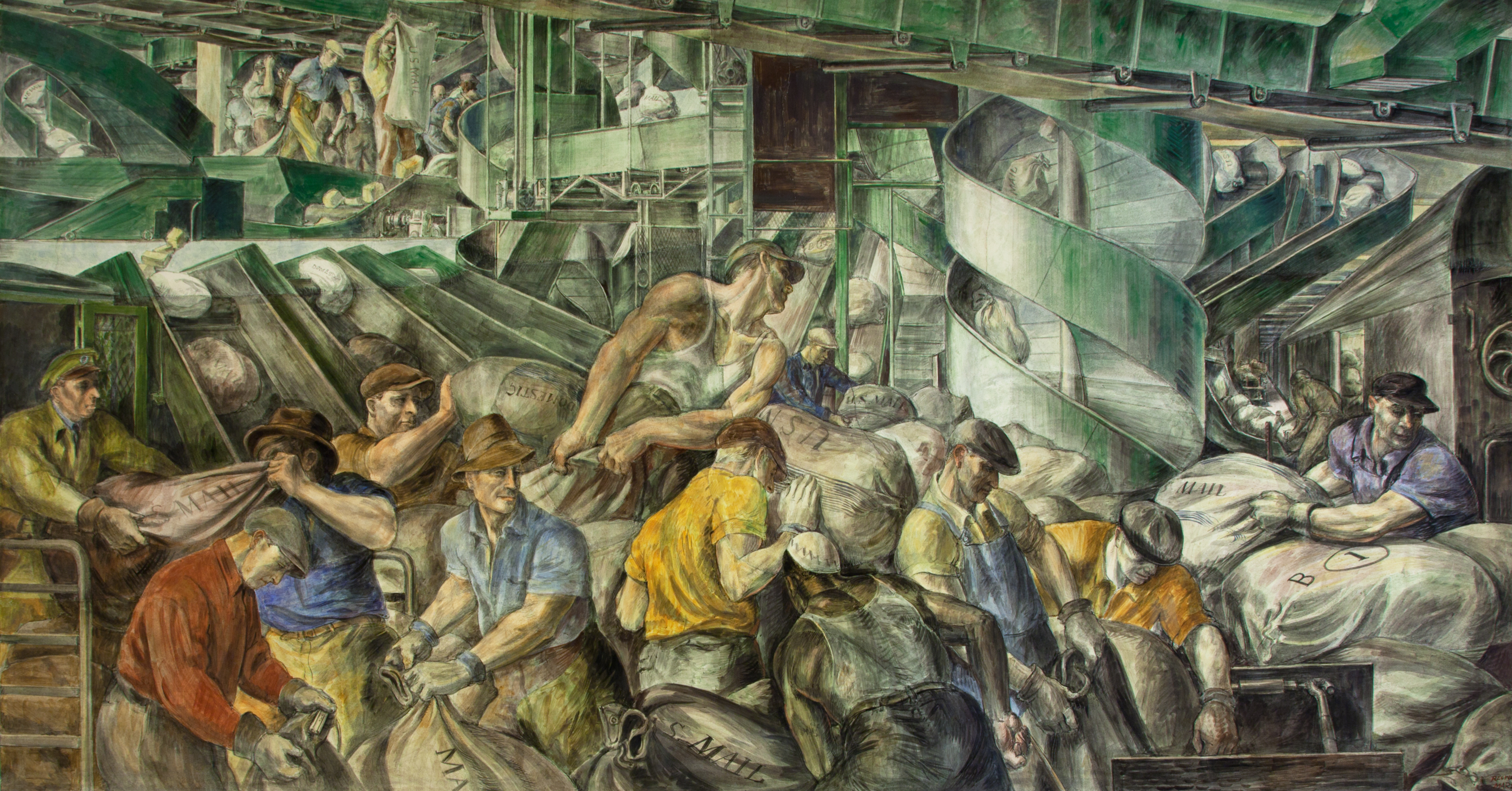
Reginald Marsh, 1936. Trabalhadores classificando a correspondência. Mural na Alfândega dos EUA em Nova York
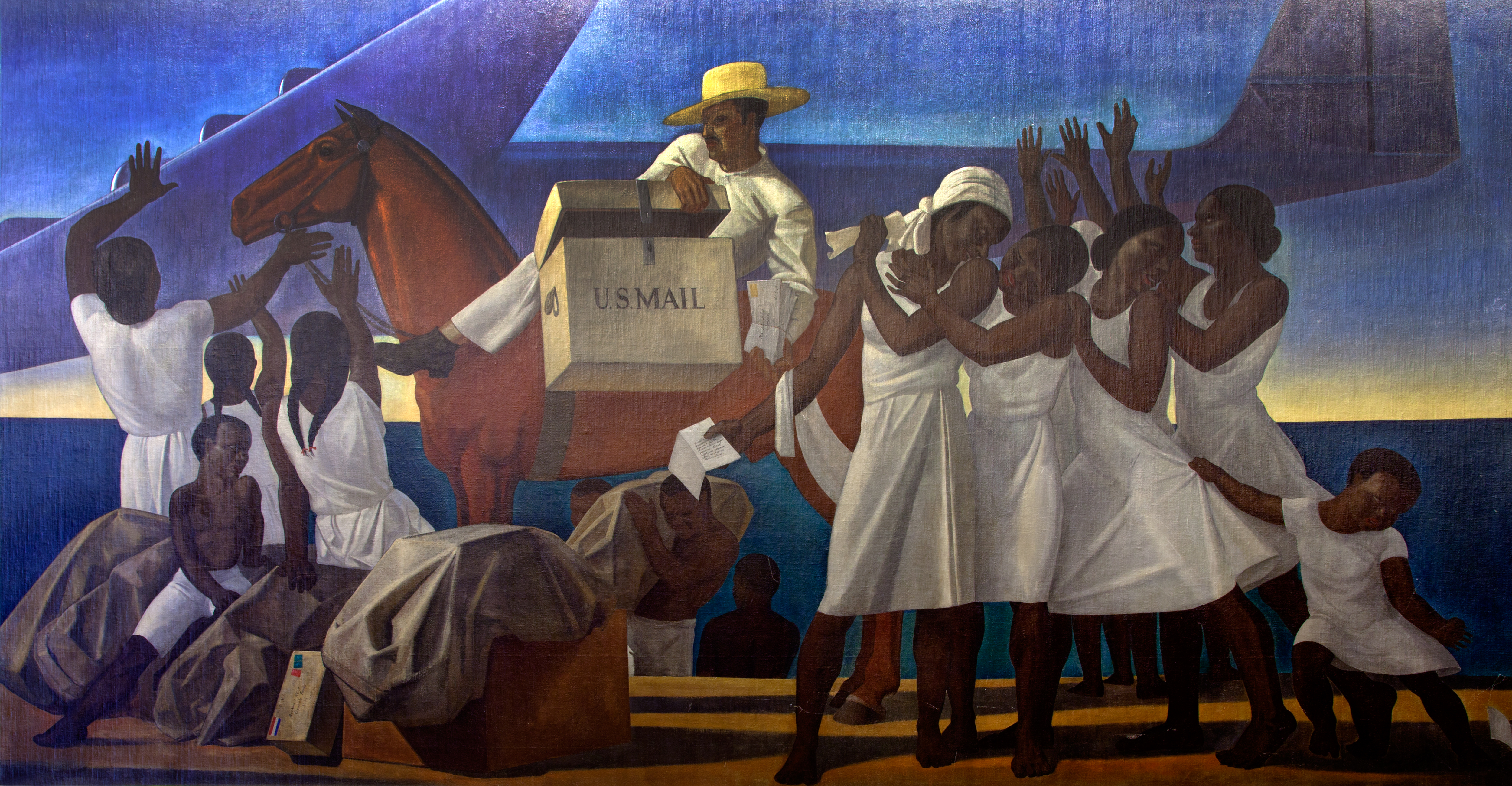
Rockwell Kent, 1938. Arte nos trópicos. Mural no Edifício Federal William Jefferson Clinton

Não havia nenhuma seção reservada para pintura na Exposição de 1925. A pintura Art Déco era, por definição, decorativa, projetada para decorar uma sala ou obra de arquitetura, de modo que poucos pintores trabalharam exclusivamente no estilo, sendo dois pintores intimamente associados ao Art Déco. Jean Dupas pintou murais Art Déco para o Pavilhão de Bordeaux na Exposição de Artes Decorativas de 1925, em Paris, e também pintou a imagem sobre a lareira na exposição Maison de la Collectioneur na Exposição de 1925, que contou com o mobiliário de Ruhlmann e outros proeminentes designers art déco. Seus murais também eram proeminentes na decoração do transatlântico francês SS Normandie. Seu trabalho era puramente decorativo, projetado como pano de fundo ou acompanhamento de outros elementos da decoração. A outra pintora intimamente associada ao estilo é Tamara de Lempicka. Nascida na Polônia em uma família aristocrática, ela emigrou para Paris após a Revolução Russa. Lá ela se tornou uma estudante do artista Maurice Denis, do movimento chamado Les Nabis, e do cubista André Lhote e emprestou muitos elementos de seus estilos. Ela pintou quase exclusivamente retratos em um estilo Art Déco realista, dinâmico e colorido.
Na década de 1930, uma nova forma dramática de pintura art déco apareceu nos Estados Unidos. Durante a Grande Depressão, o Federal Art Project (Projeto Federal de Arte) da Works Progress Administration (Administração do Progresso do Trabalho) foi criado para dar trabalho a artistas desempregados. Muitos receberam a tarefa de decorar edifícios governamentais, hospitais e escolas. Não havia estilo art déco específico usado nos murais; artistas engajados em pintar murais em prédios do governo vieram de muitas escolas diferentes, do regionalismo americano ao realismo social; eles incluíram Reginald Marsh, Rockwell Kent e o mexicano Diego Rivera. Os murais eram art déco porque eram todos decorativos e relacionados às atividades no prédio ou na cidade em que foram pintados: Reginald Marsh e Rockwell Kent ambos decoravam os edifícios dos correios americanos e mostravam funcionários dos correios no trabalho enquanto Diego Rivera mostrava trabalhadores de fábricas de automóveis para o Detroit Institute of Arts. O mural American Progress para o Rockefeller Center, de Diego Rivera, apresentava um retrato não autorizado de Lênin. Quando Rivera se recusou a remover Lênin, a pintura foi destruída e um novo mural foi pintado pelo artista espanhol Josep Maria Sert.

## Escultura

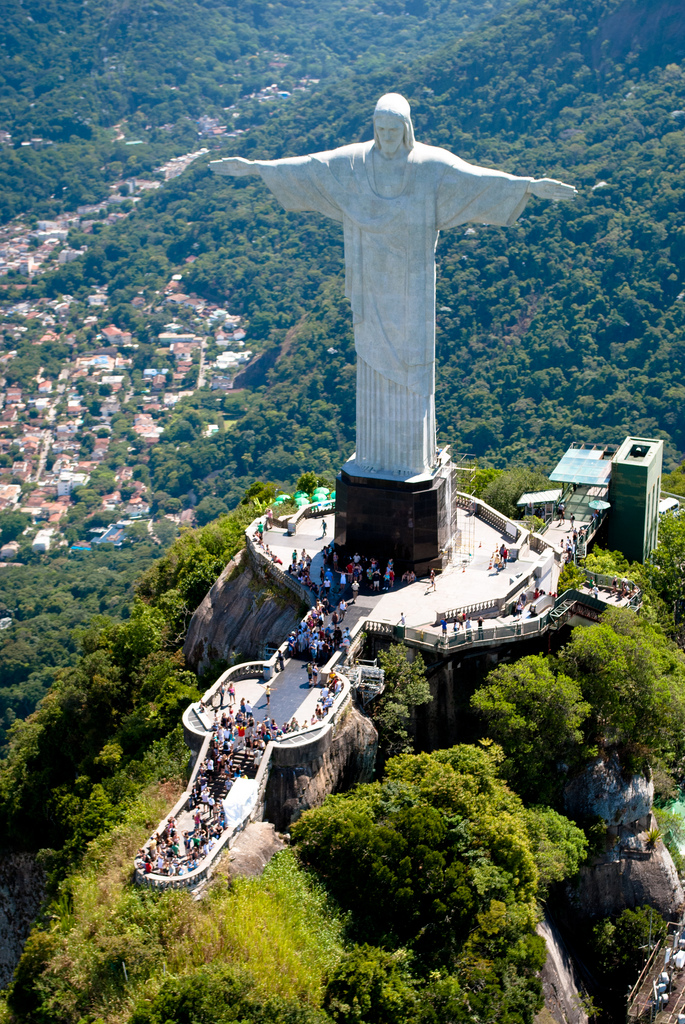
Cristo Redentor, de Paul Landowski (1931); pedra-sabão, Corcovado, Rio de Janeiro
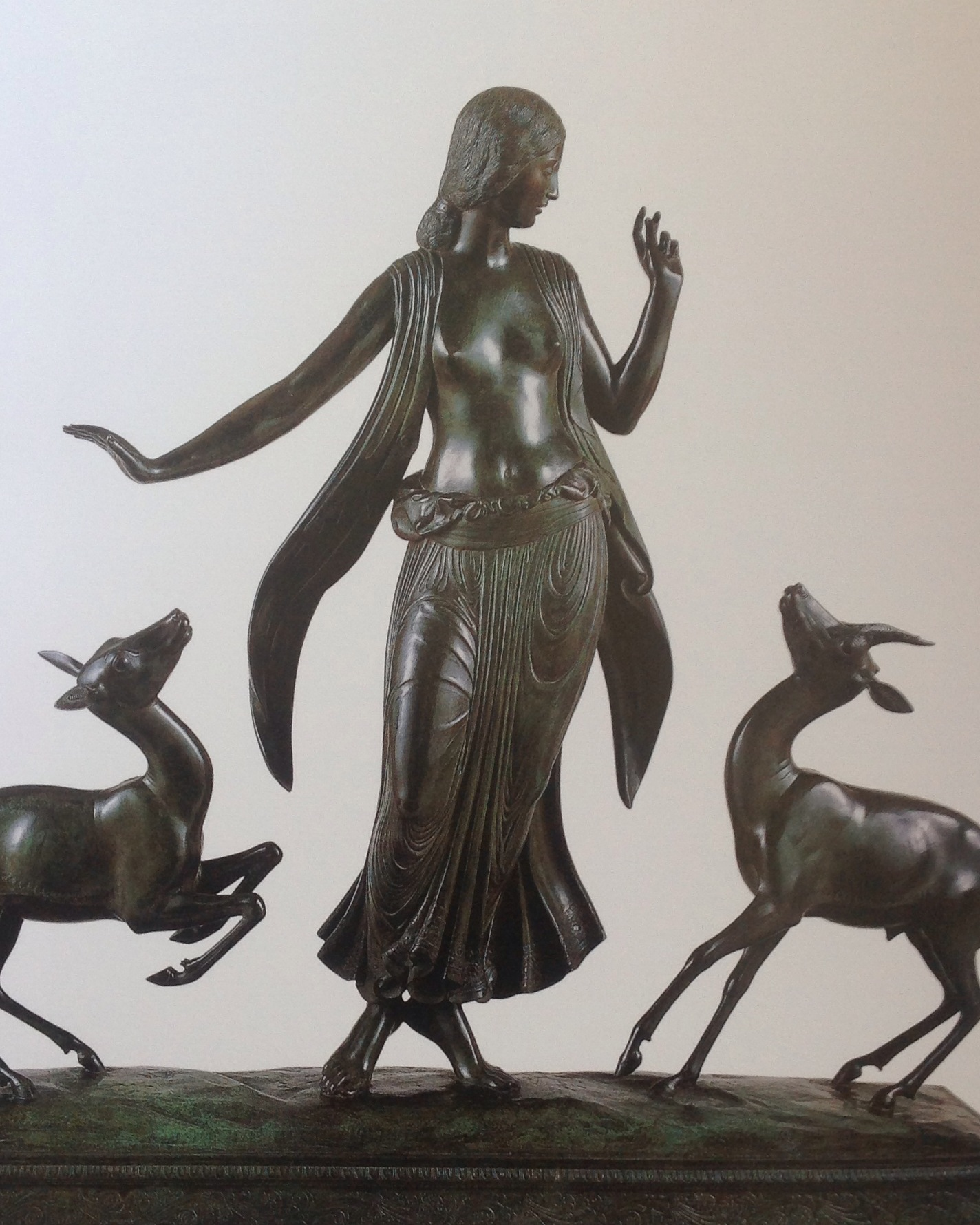
Dançarina e Gazelas de Paul Manship, (1916), bronze, Museu de Arte Metropolitan
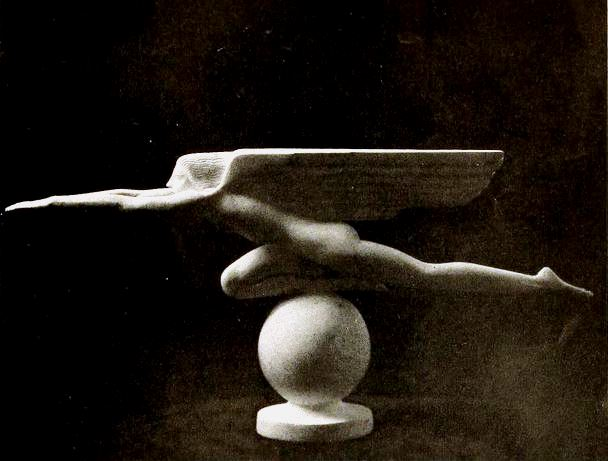
Velocidade do escultor americano Harriet Whitney Frishmuth (1922)
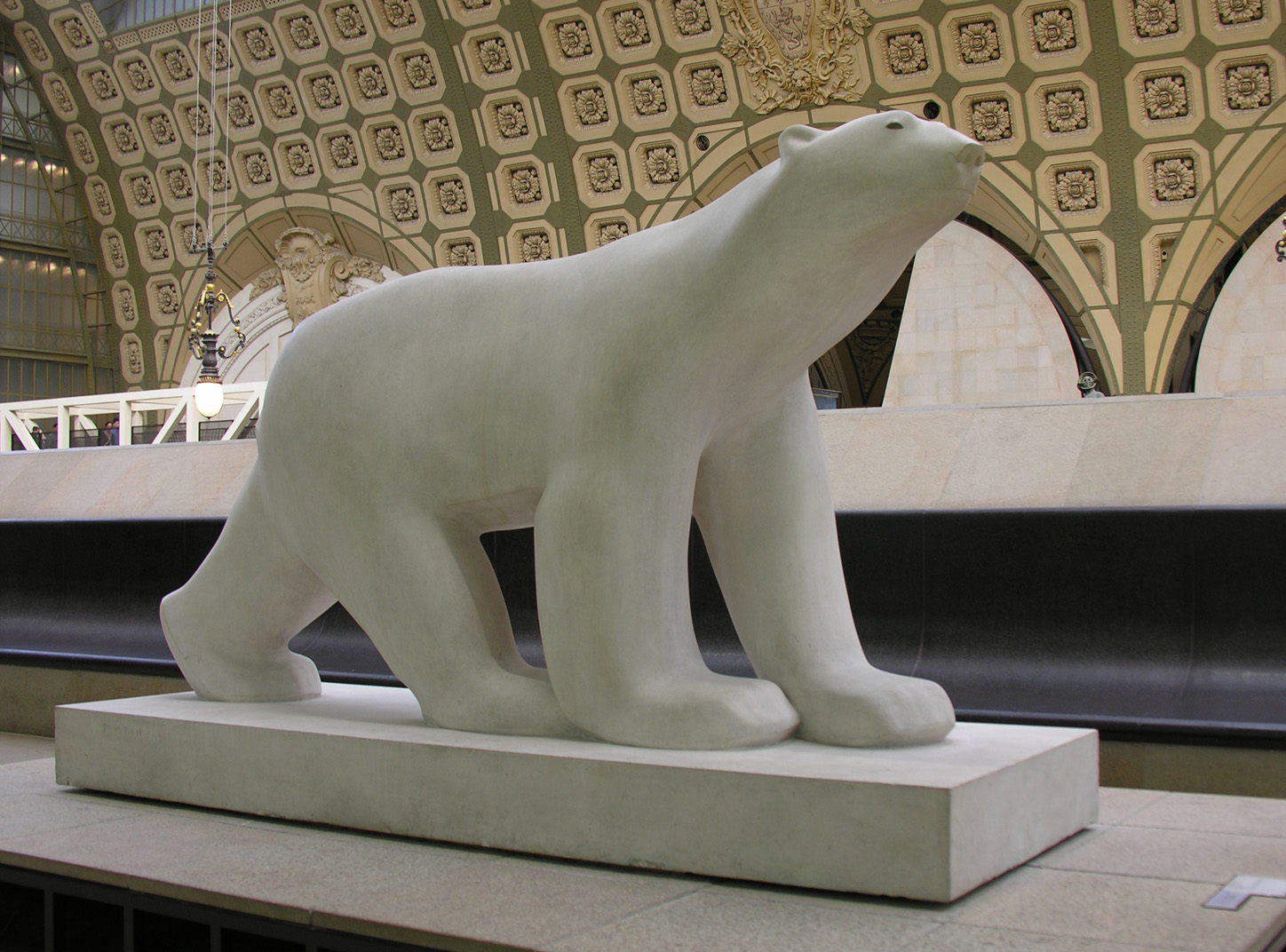
François Pompon, Ours blanc (Urso Polar), Musée d'Orsay (1922)
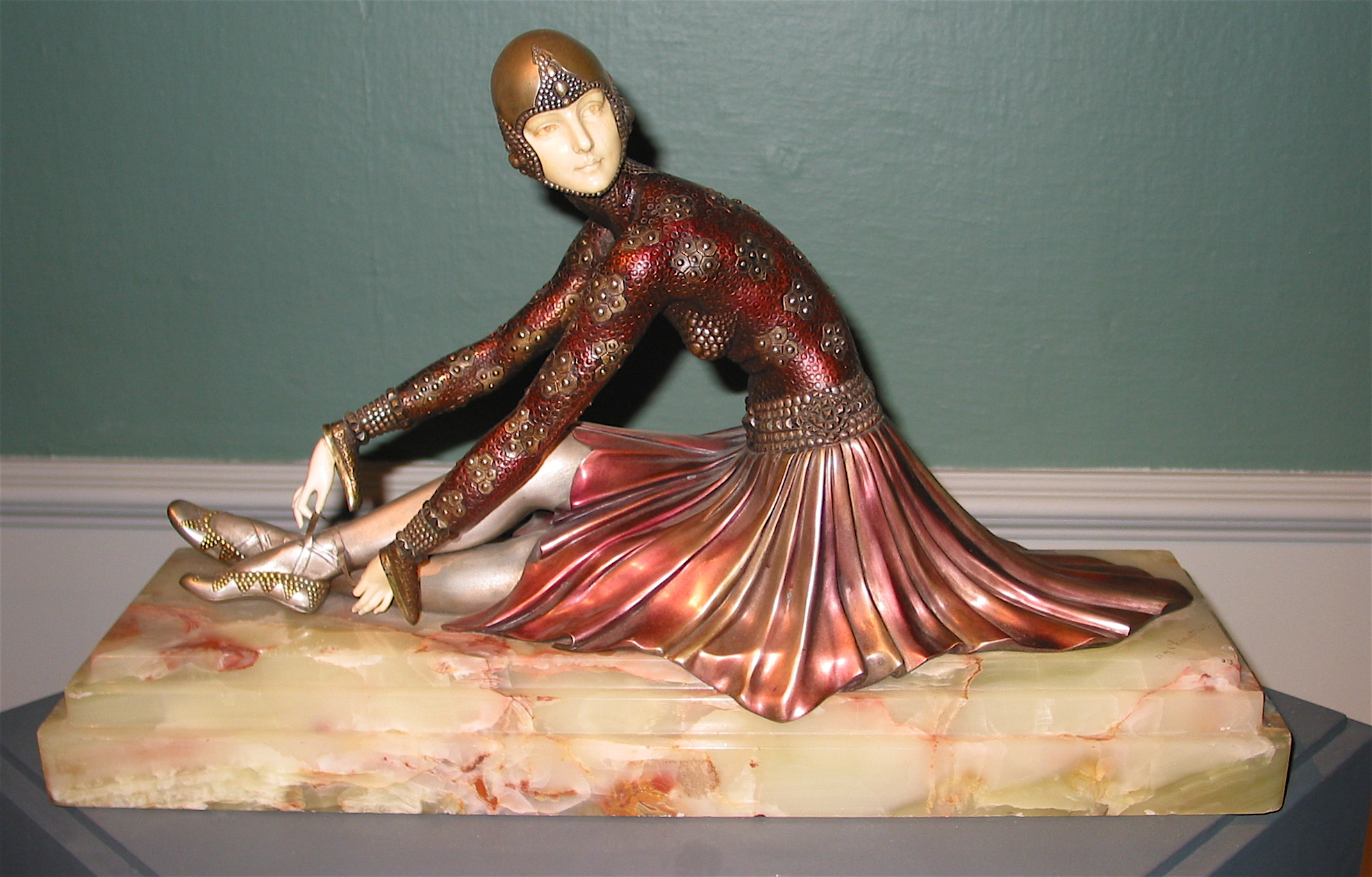
Demétre Chiparus. Tanara, bronze, marfim e ônix (c. 1925)
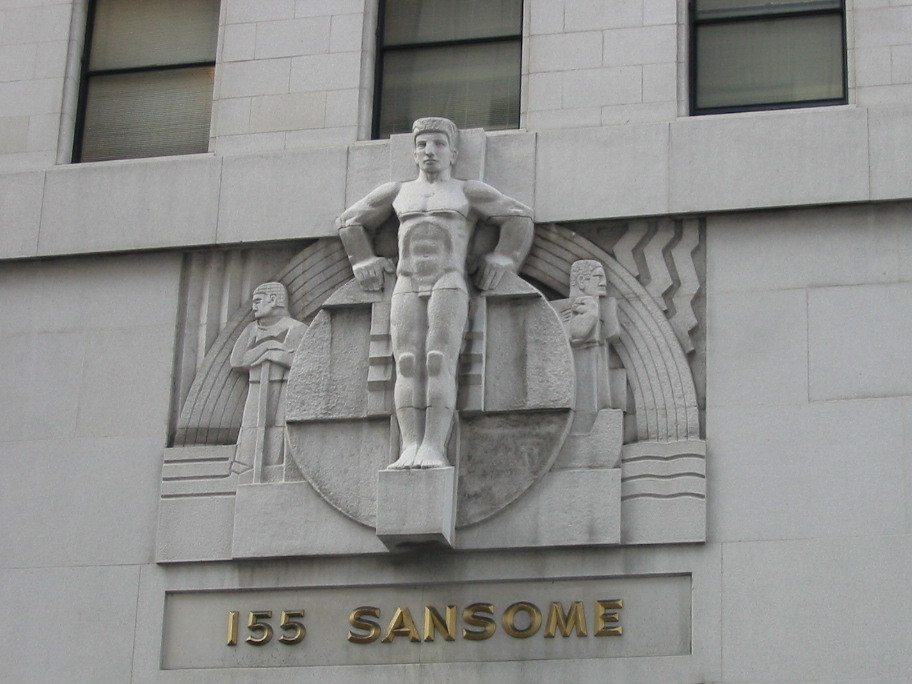
Grupo de escultura de Ralph Stackpole sobre a porta da Bolsa de Valores de São Francisco (1930)
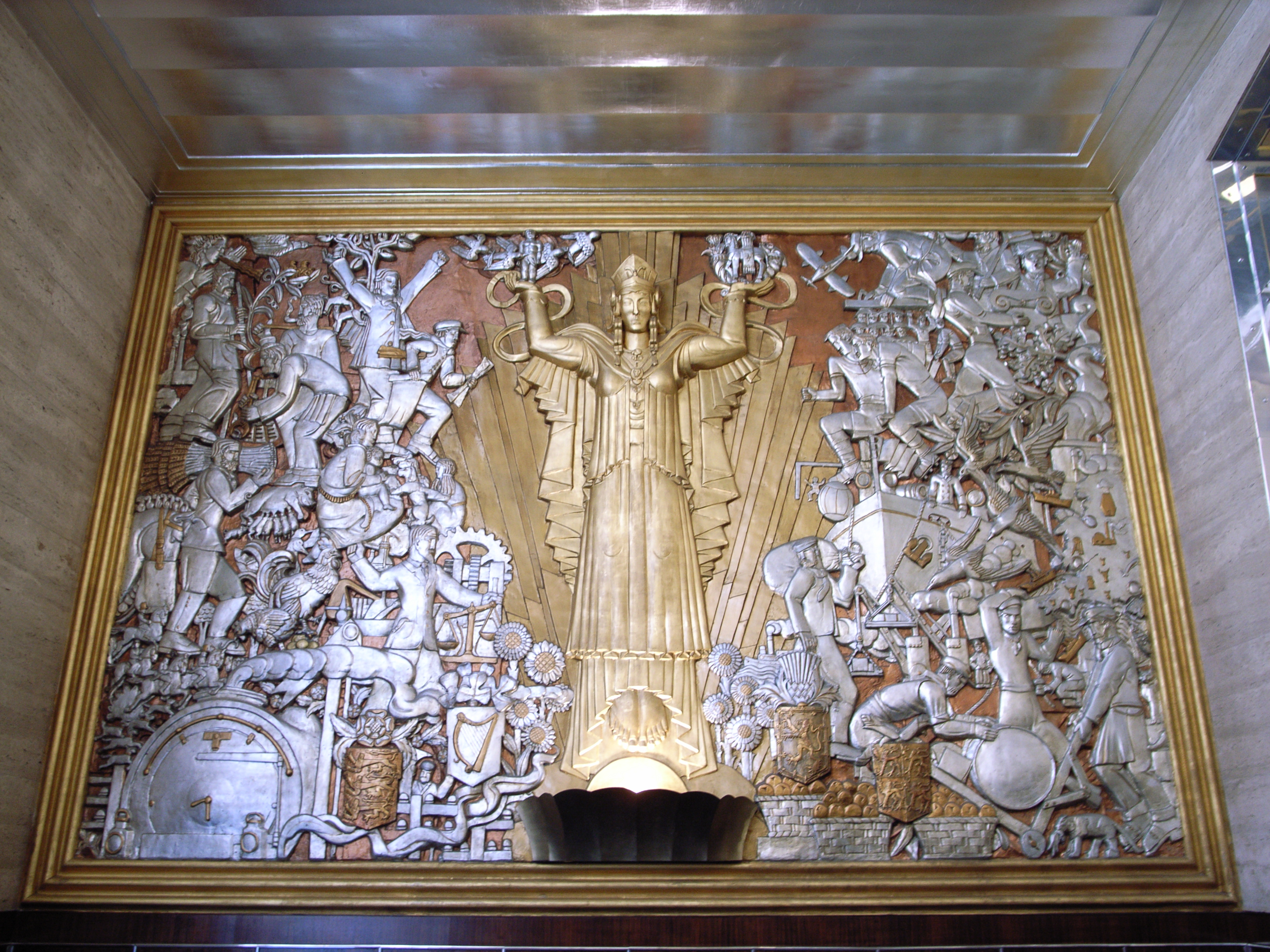
Escultura de alívio no lobby do antigo Daily Express Building em Londres (1932)
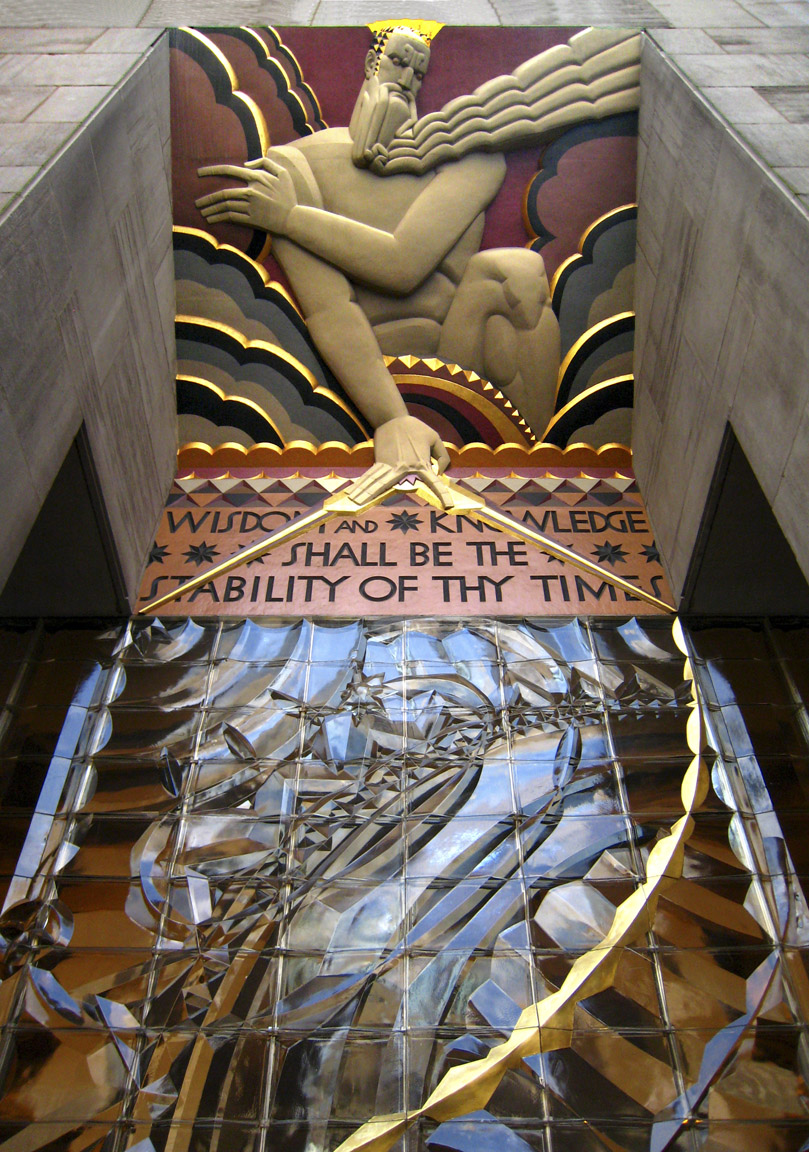
Portal de decoração Sabedoria por Lee Lawrie, Rockefeller Center, Nova York (1933)
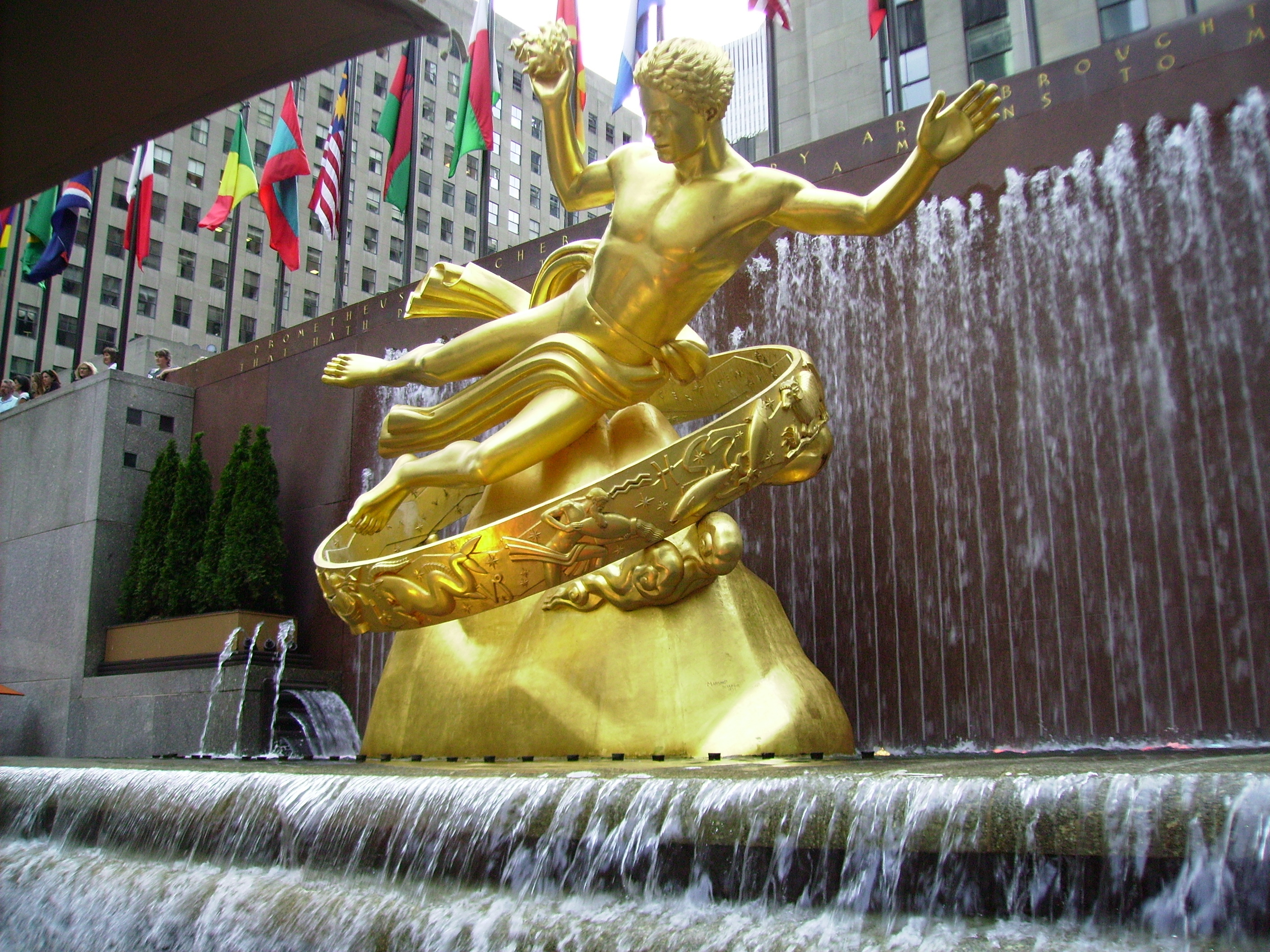
Prometheus de Paul Manship, Rockefeller Center, Nova York (1937)
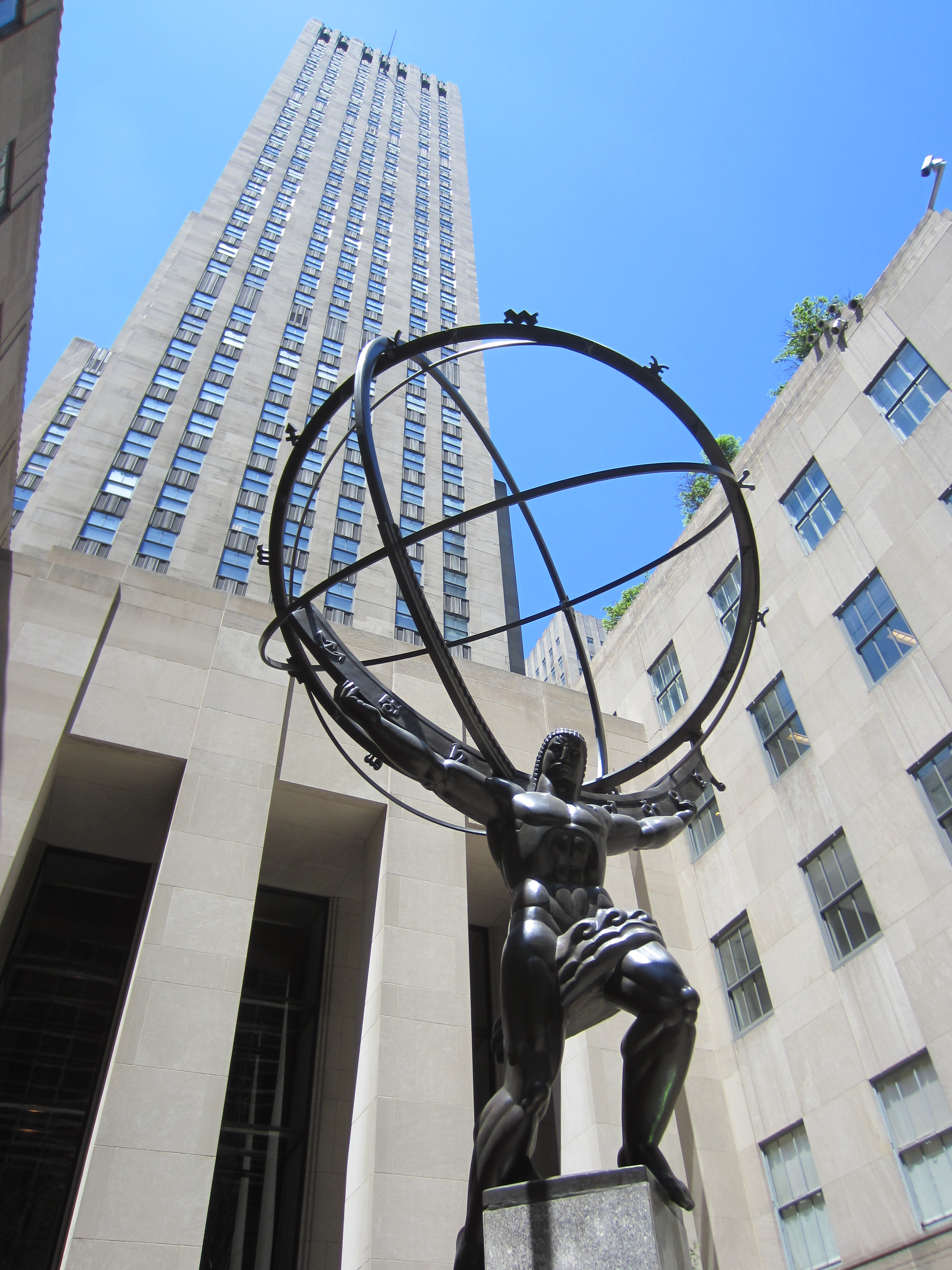
Lee Lawrie, 1936-1937. Estátua de Atlas, em frente ao Rockefeller Center em Nova York (instalada em 1937)
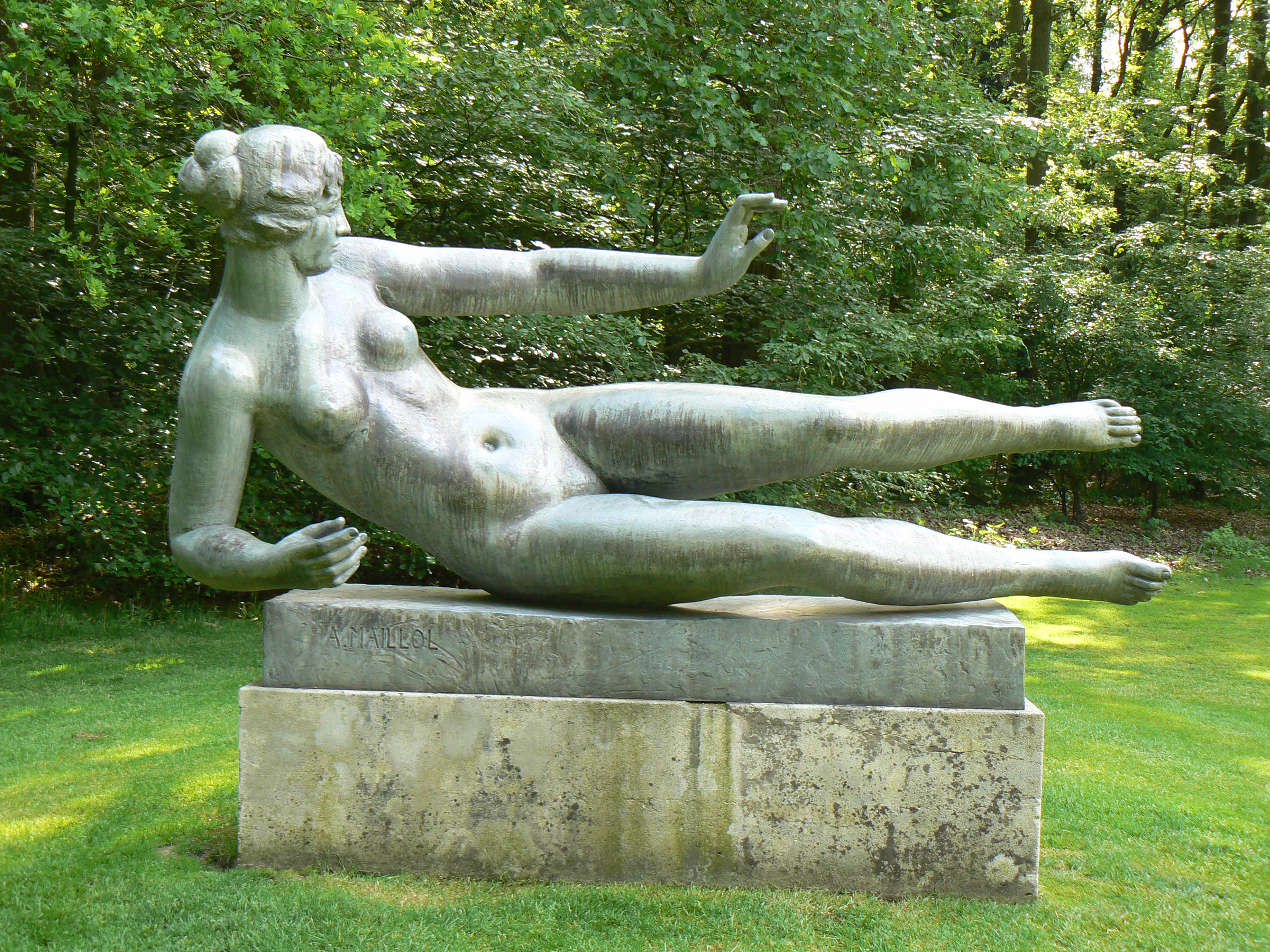
Ar, por Aristide Maillol, no Jardins das Tulherias, Paris (1938)
Monumento às Bandeiras, granito, de Victor Brecheret, no Parque do Ibirapuera, em São Paulo (1954)

A maior parte da escultura do período Art Déco era, como o nome sugere, puramente decorativa; foi projetado não para museus, mas para enfeitar prédios de escritórios, edifícios governamentais, praças públicas e salões privados. Era quase sempre representacional, geralmente de figuras heroicas ou alegóricas relacionadas com o propósito do edifício; os temas eram geralmente escolhidos pelo patrono, e a escultura abstrata para decoração era extremamente rara. Era freqüentemente anexado a fachada de edifícios, particularmente em cima da entrada.
As esculturas alegóricas da dança e da música de Antoine Bourdelle foram a característica decorativa essencial do mais antigo marco Art Déco em Paris, o Théâtre des Champs-Élysées, em 1912. O escultor Aristide Maillol reinventou o ideal clássico para sua estátua do rio (1939), agora no Museu de Arte Moderna de Nova York. Na década de 1930, toda uma equipe de escultores fez esculturas para a Exposition Internationale des Arts et Techniques dans la Vie Moderne at Chaillot (Exposição Internacional de Artes e Técnicas na Vida Moderna em Chaillot). Os edifícios da Exposição estavam cobertos com esculturas de baixo-relevo e estátuas. Alfred Janniot fez as esculturas de relevo na fachada do Palais de Tokyo. O Museu de Arte Moderna da Cidade de Paris e a esplanada em frente ao Palais de Chaillot, de frente para a Torre Eiffel, estavam repleta de novas estátuas de Charles Malfray, Henry Arnold e muitos outros.
Nos Estados Unidos, muitos escultores europeus formados na École des Beaux Arts de Paris vieram trabalhar; eles incluíram Gutzon Borglum, escultor do Monte Rushmore e do Lincoln Memorial. Outros escultores americanos, incluindo Harriet Whitney Frishmuth, estudaram com Auguste Rodin em Paris. A quebra da bolsa de 1929 destruiu em grande parte o mercado de esculturas monumentais, mas um grande projeto permaneceu: o novo Rockefeller Center. Os escultores americanos Lee Lawrie e Paul Manship projetaram figuras alegóricas heroicas para a fachada e a praça. Em São Francisco, Ralph Stackpole forneceu esculturas para a fachada da nova Bolsa de Valores de São Francisco.
Uma das mais conhecidas e certamente a maior escultura Art Déco é o Cristo Redentor do escultor francês Paul Landowski, concluído entre 1922 e 1931, localizado no topo de uma montanha com vista para o Rio de Janeiro, Brasil. François Pompon foi um pioneiro da escultura animalier moderna e estilizada. Ele não foi totalmente reconhecido por suas realizações artísticas até a idade de 67 anos no Salon d'Automne de 1922 com a obra Ours blanc (também conhecida como O Urso Branco), agora no Musée d'Orsay, em Paris.
Muitas das primeiras esculturas Art Déco eram pequenas, destinadas a decorar salões. Um gênero desta escultura foi a chamada estatuetas Chryselephantine (Criselefantino), nome dado para um estilo de estátuas de templo grego antigo feito de ouro e marfim. Um dos escultores de salão art déco mais conhecidos foi o romeno Demétre Chiparus, que produziu pequenas esculturas coloridas de dançarinos. Outros escultores de salão notáveis incluíram Ferdinand Preiss, Josef Lorenzl, Alexander Kelety, Dorothea Charol e Gustav Schmidtcassel.
Paralelo a esses escultores mais neoclássicos, escultores mais vanguardistas e abstratos atuavam em Paris e Nova York. Os mais proeminentes foram Constantin Brâncuși, Joseph Csaky, Alexander Archipenko, Henri Laurens, Jacques Lipchitz, Gustave Miklos, Jean Lambert-Rucki, Jan et Joël Martel, Chana Orloff e Pablo Gargallo.

## Artes gráficas

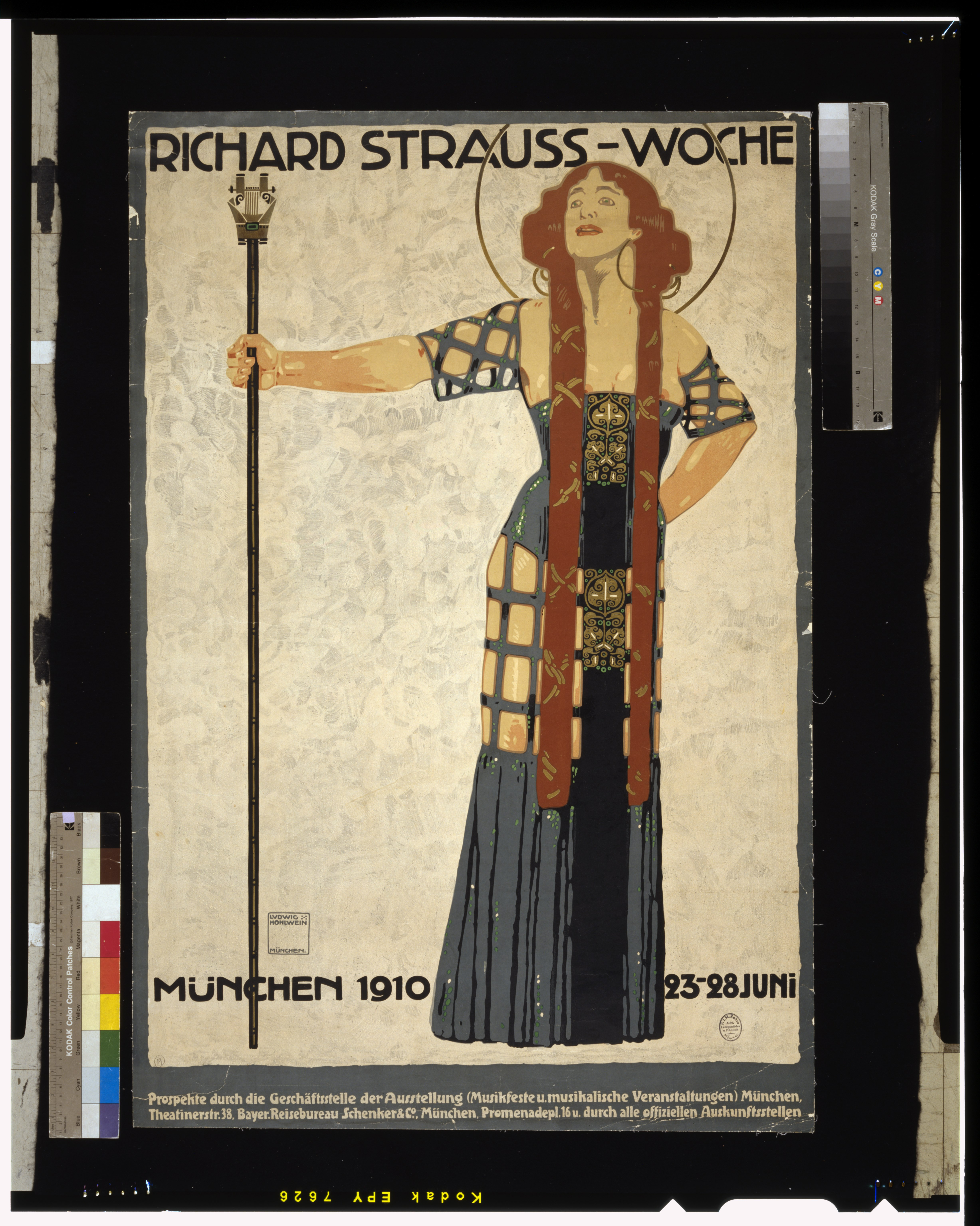
Cartaz de festival por Ludwig Hohlwein (1910)
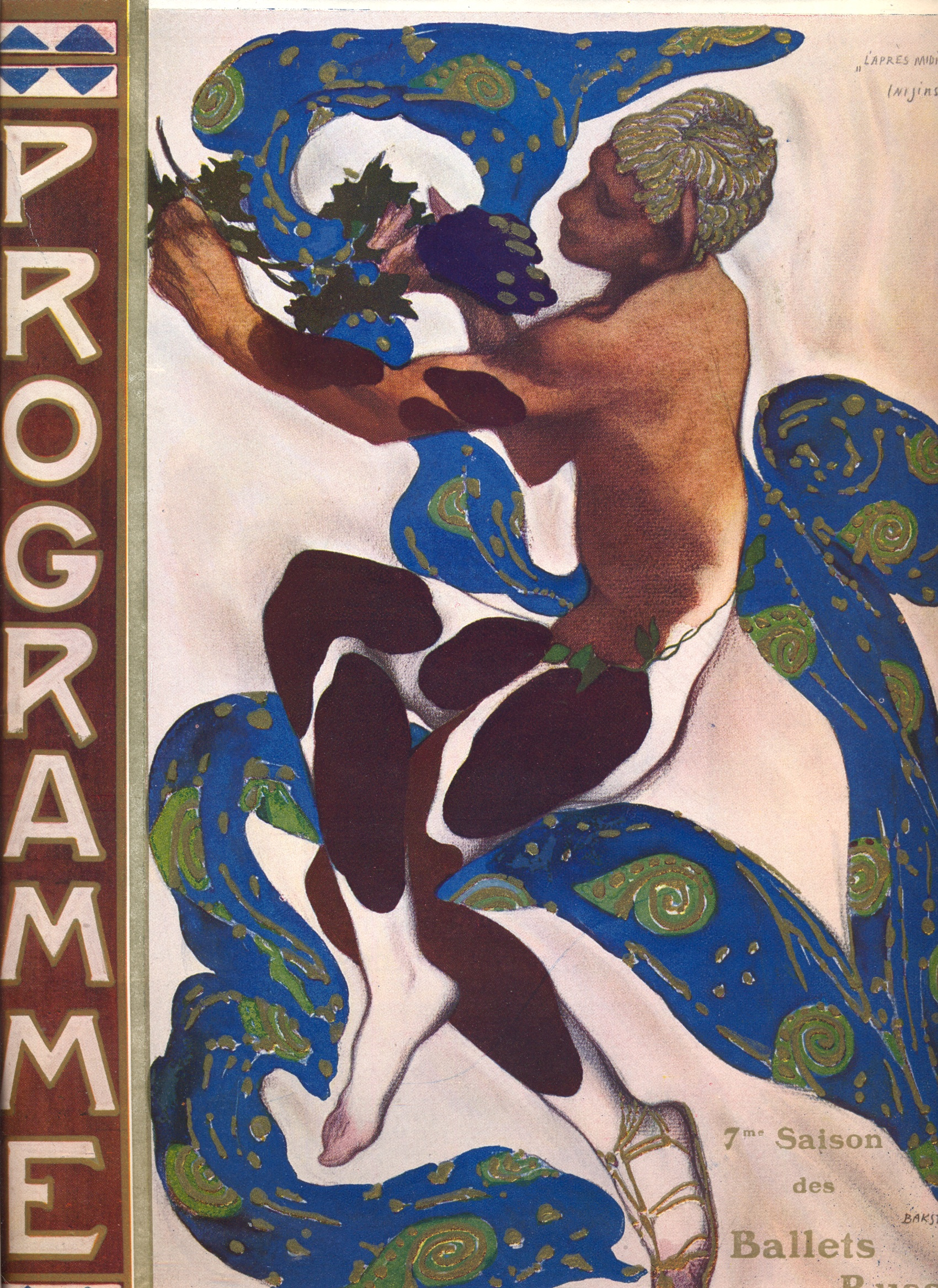
Programa para os Balés Russos, de Leon Bakst (1912)
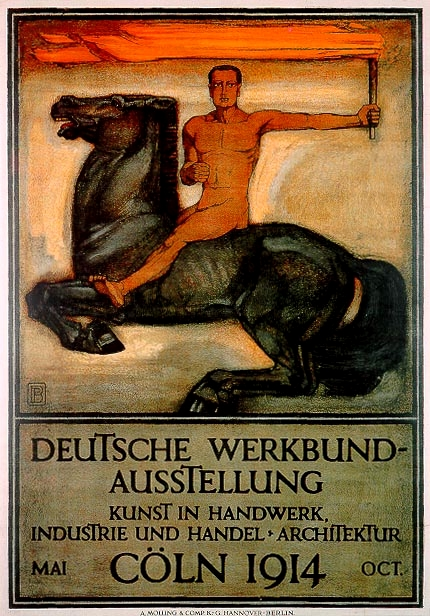
Cartaz da exposição Deutscher Werkbund, de Peter Behrens (1914)
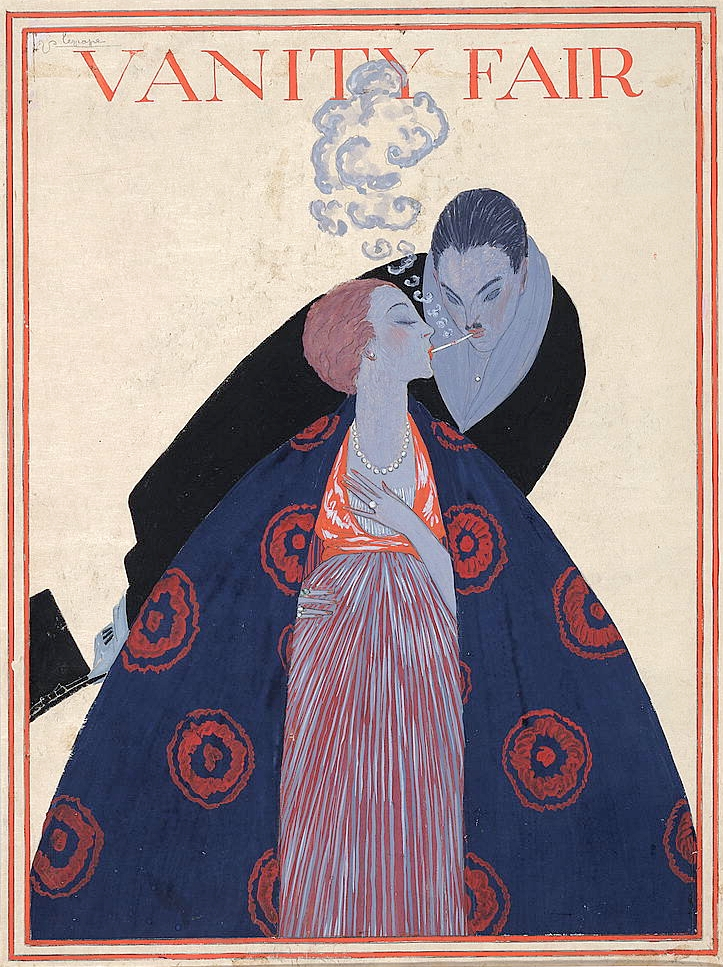
Uma capa da Vanity Fair, de Georges Lepape (1919)
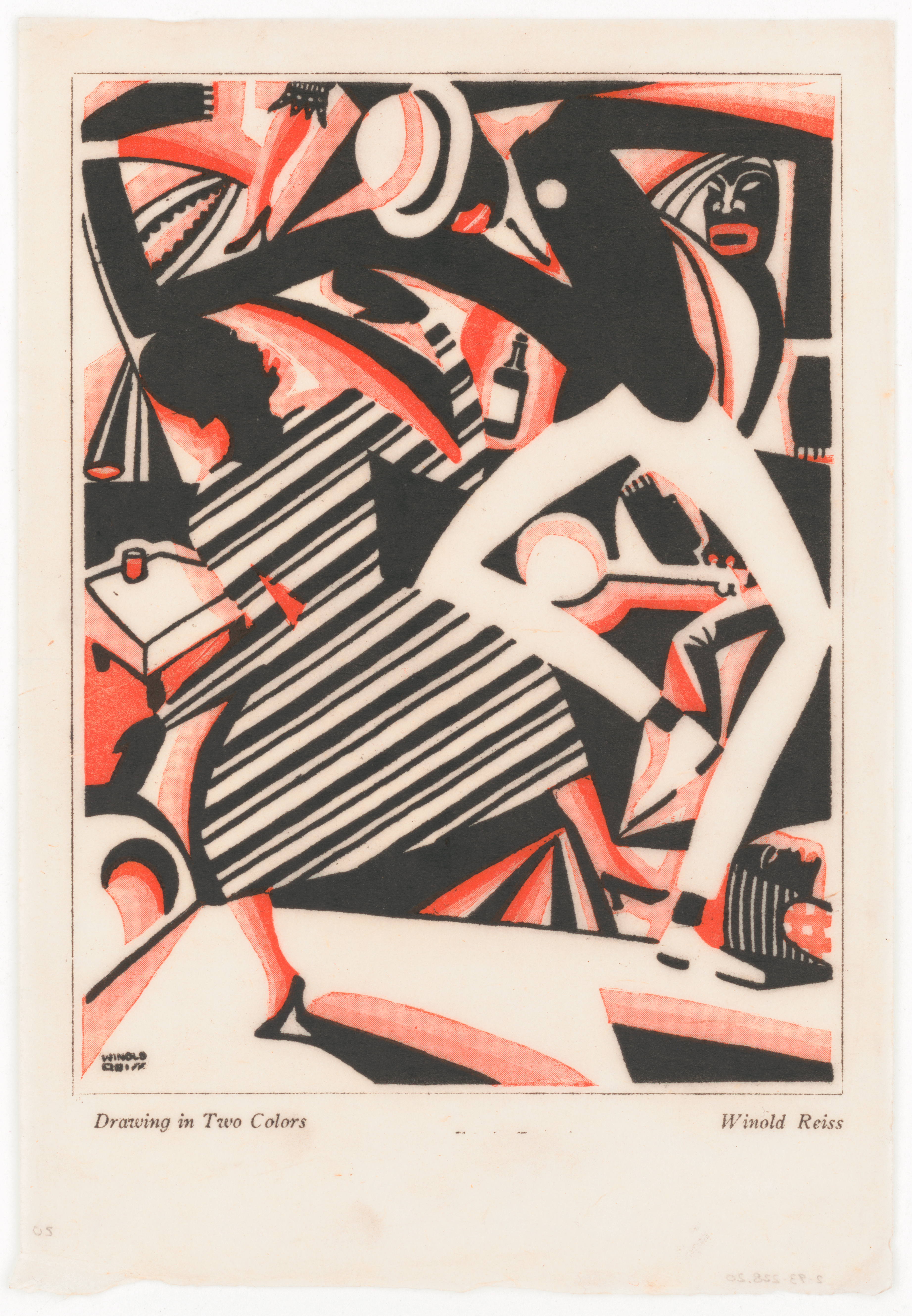
Interpretação do Harlem Jazz I de Winold Reiss (c.1920)
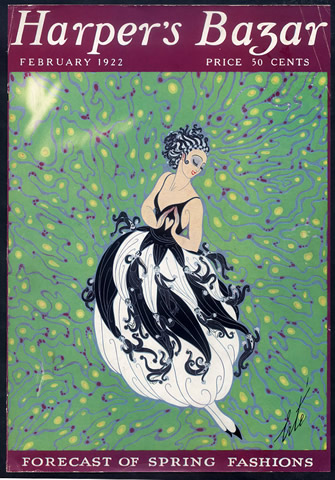
Capa do Harper's Bazaar, de Erté (1922)
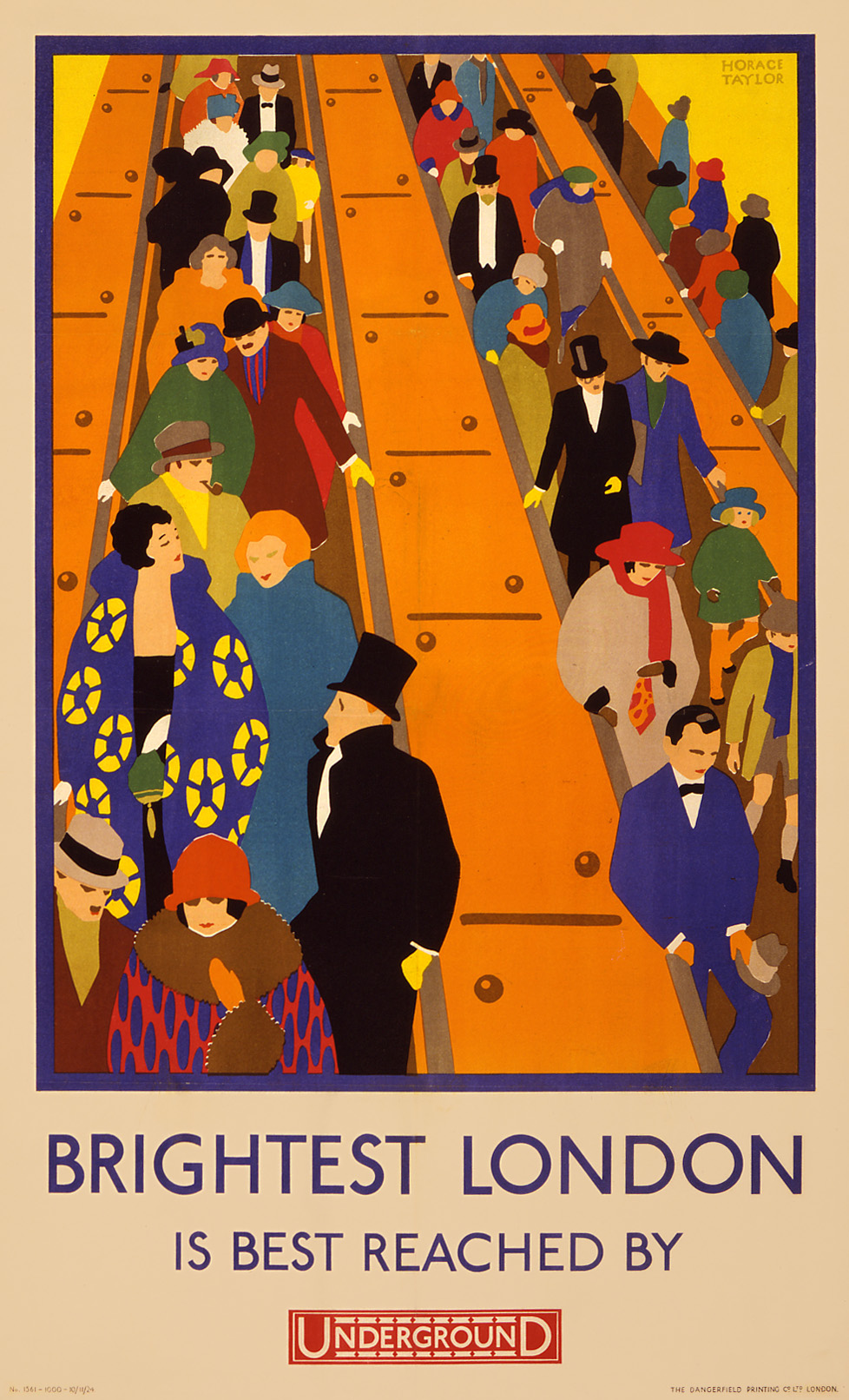
Cartaz do Metrô de Londres por Horace Taylor (1924)
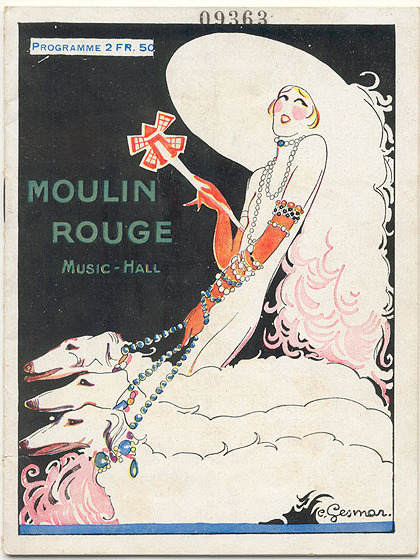
Cartaz do Moulin Rouge por Charles Gesmar (1925)
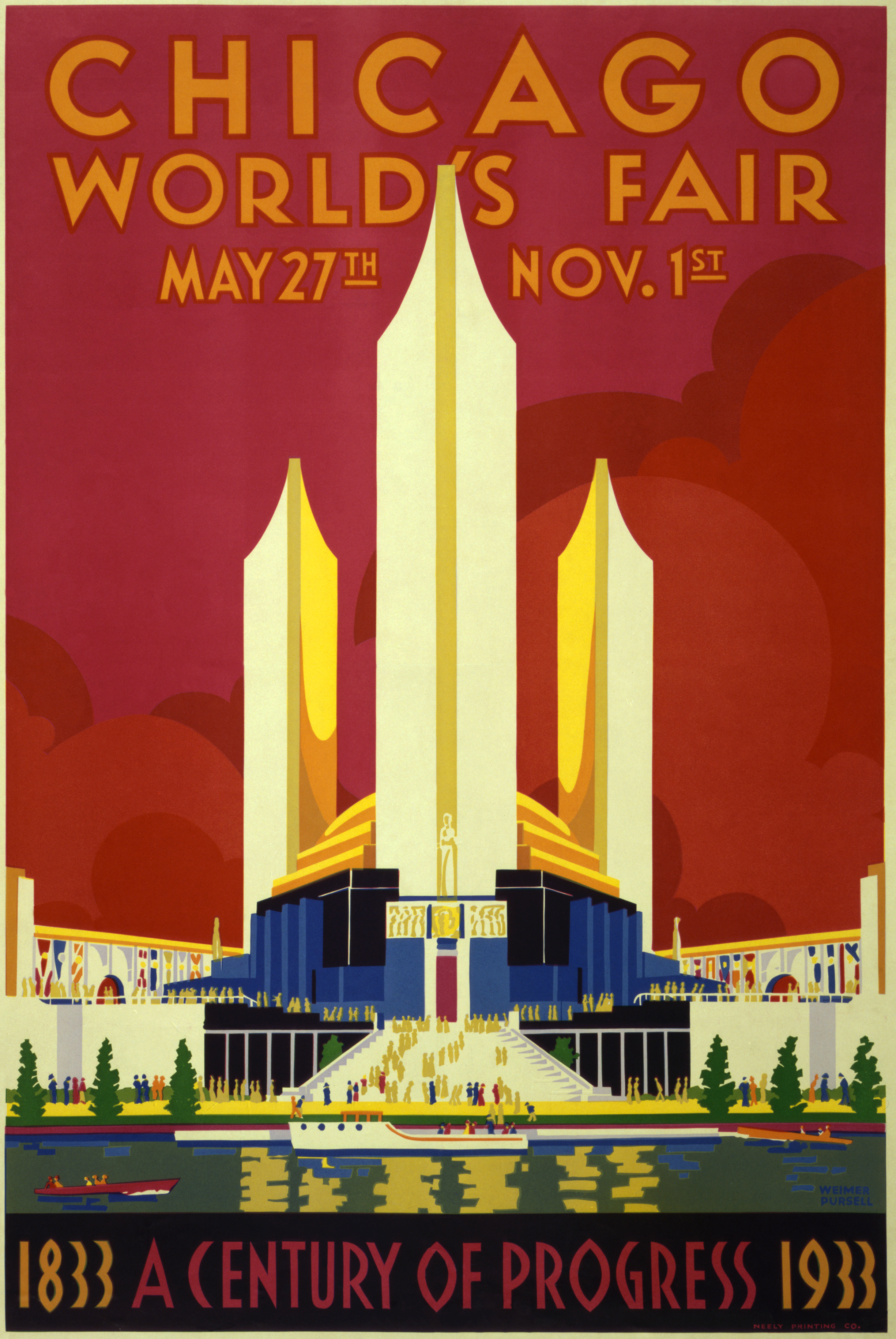
Cartaz para a Feira Mundial de Chicago (1933)

O estilo Art Déco surgiu no início das artes gráficas, nos anos imediatamente anteriores à Primeira Guerra Mundial. Apareceu em Paris nos cartazes e nos figurinos de Leon Bakst para os Ballets Russes e nos catálogos do estilista Paul Poiret. As ilustrações de Georges Barbier e Georges Lepape e as imagens da revista de moda La Gazette du bon ton capturaram perfeitamente a elegância e sensualidade do estilo. Na década de 1920, o visual mudou: as modas enfatizadas eram mais casuais, esportivas e ousadas, com os modelos femininos fumando cigarros. Revistas de moda americanas como Vogue, Vanity Fair e Harper's Bazaar rapidamente pegaram o novo estilo e o popularizou nos Estados Unidos (também influenciou o trabalho de ilustradores de livros americanos, como Rockwell Kent). Na Alemanha, o artista de cartazes mais famoso do período foi Ludwig Hohlwein, que criou cartazes coloridos e dramáticos para festivais de música, cervejas e, no final de sua carreira, para o Partido Nazista.. No Brasil, o maior expoente da ilustração em revistas com a estética Art Déco foi o ilustrador e designer gráfico J. Carlos, destacando-se suas capas para as revistas Paratodos (entre 1926 e 1931) e O Malho .
Durante o período do Art Nouveau, os cartazes geralmente anunciavam produtos teatrais ou cabarés. Na década de 1920, cartazes de viagem, feitos para linhas de navios a vapor e companhias aéreas, tornaram-se extremamente populares. O estilo mudou notavelmente na década de 1920, para focar a atenção no produto anunciado. As imagens tornaram-se mais simples, precisas, mais lineares, mais dinâmicas e foram frequentemente colocadas contra um fundo de cor única. Na França, estilistas populares de Art Déco, como Charles Loupot e Paul Colin, ficaram famosos por seus pôsteres da cantora e dançarina americana Josephine Baker. Jean Carlu desenhou cartazes para filmes, novelas e cinemas de Charlie Chaplin; no final dos anos 1930, ele emigrou para os Estados Unidos, onde, durante a Guerra Mundial, criou cartazes para incentivar a produção de guerra. O estilista Charles Gesmar ficou famoso fazendo cartazes para o cantor Mistinguett e para a Air France. Entre os mais conhecidos designers de cartazes art déco franceses estava Cassandre, que fez o célebre cartaz do transatlântico SS Normandie em 1935.
Na década de 1930, um novo gênero de cartazes apareceu nos Estados Unidos durante a Grande Depressão. O Federal Art Project contratou artistas americanos para criar cartazes para promover o turismo e eventos culturais.

## Arquitetura

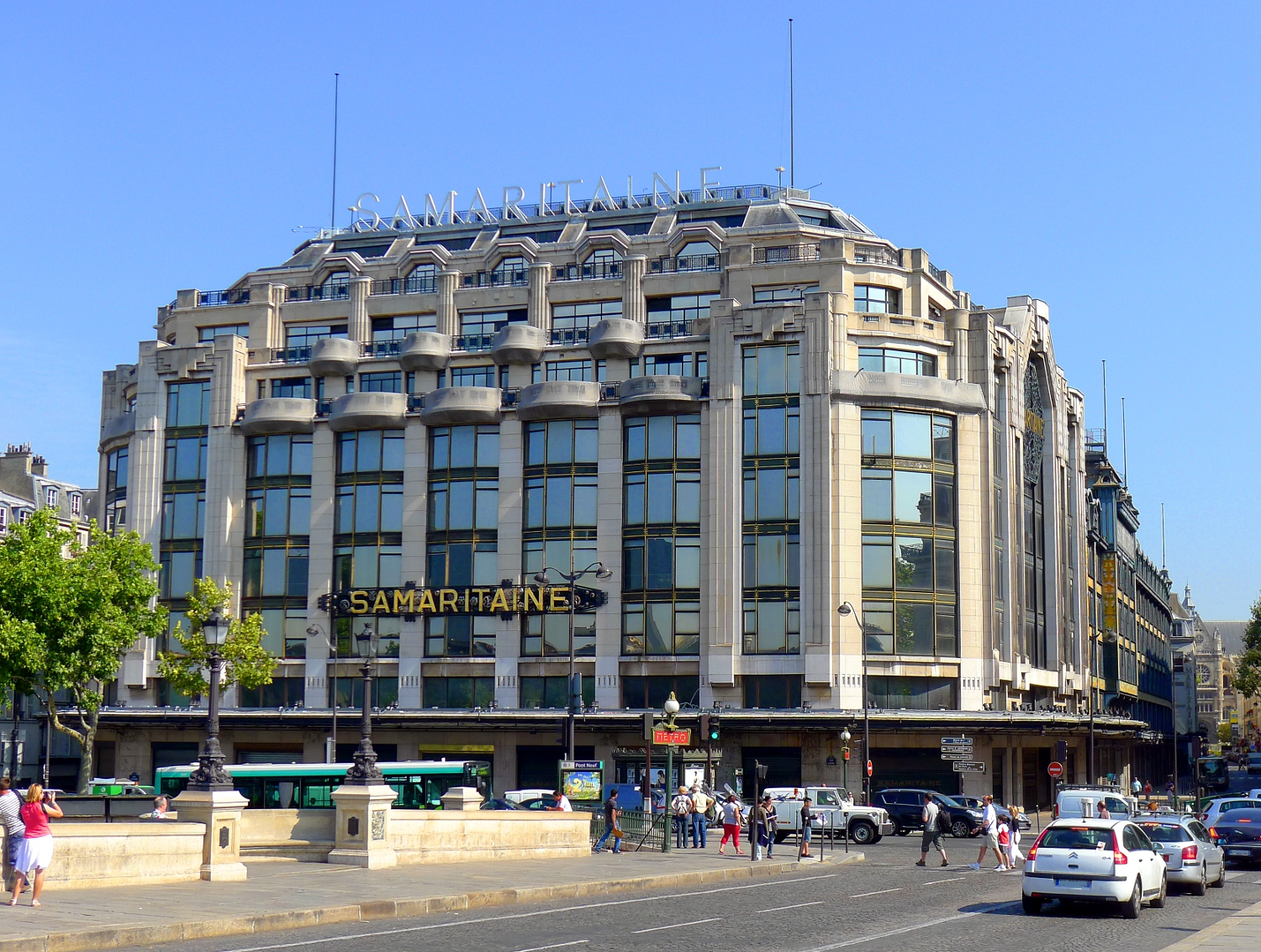
Loja de departamentos La Samaritaine, de Henri Sauvage, Paris, (1925-28)
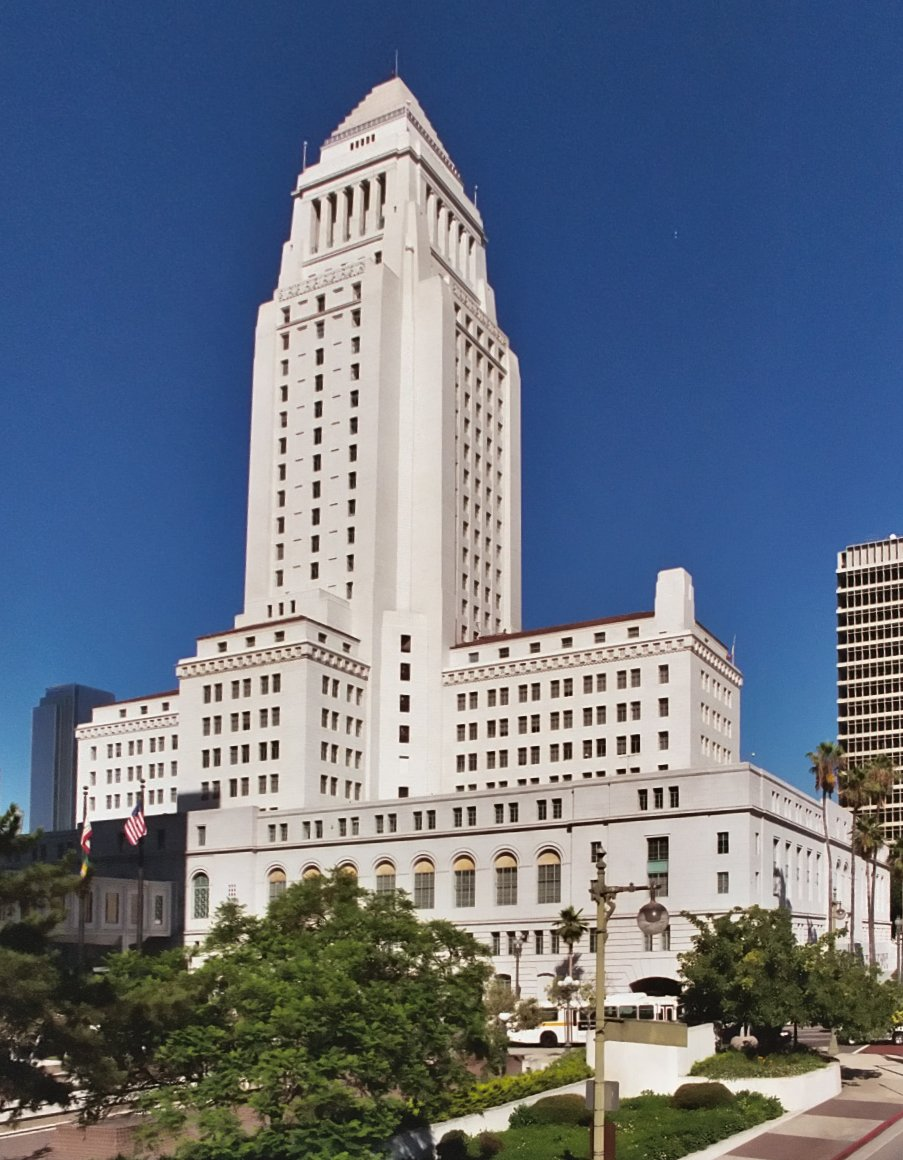
Prefeitura de Los Angeles por John Parkinson, John C. Austin e Albert C. Martin Sr (1928)
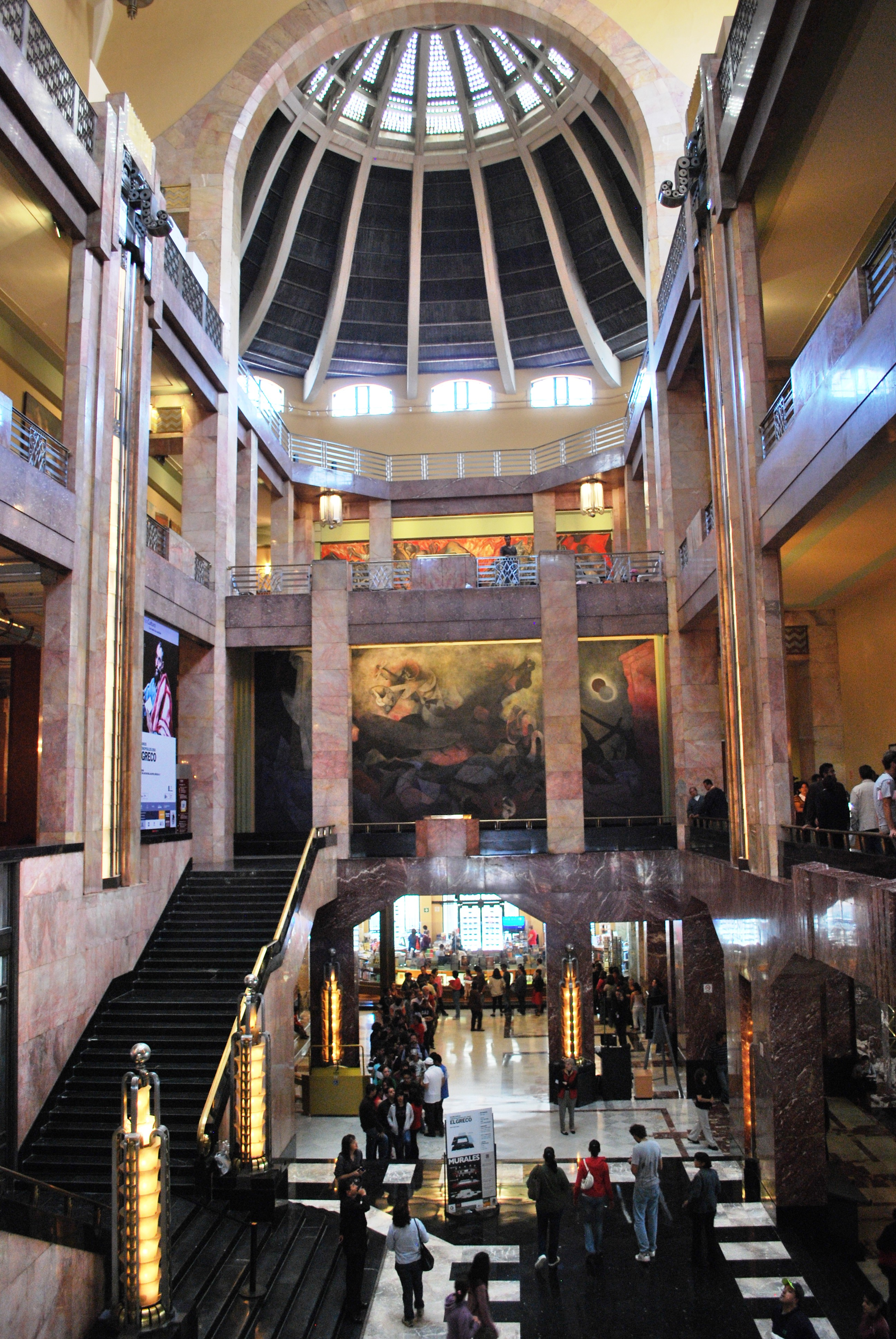
Interior do Palacio de Bellas Artes (Palácio de Belas Artes) na Cidade do México (1934)
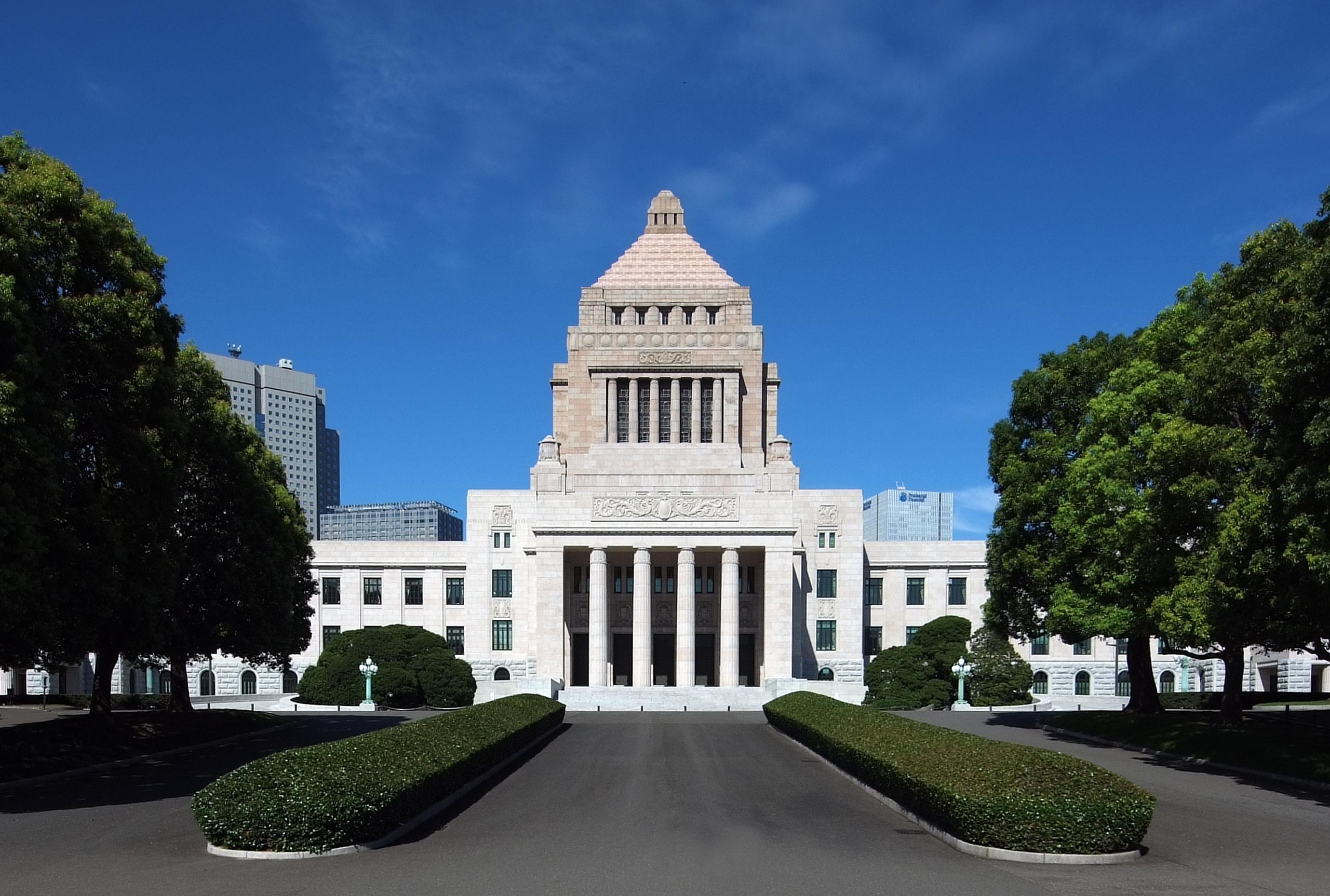
Prédio da Dieta Nacional em Tóquio, Japão (1936)
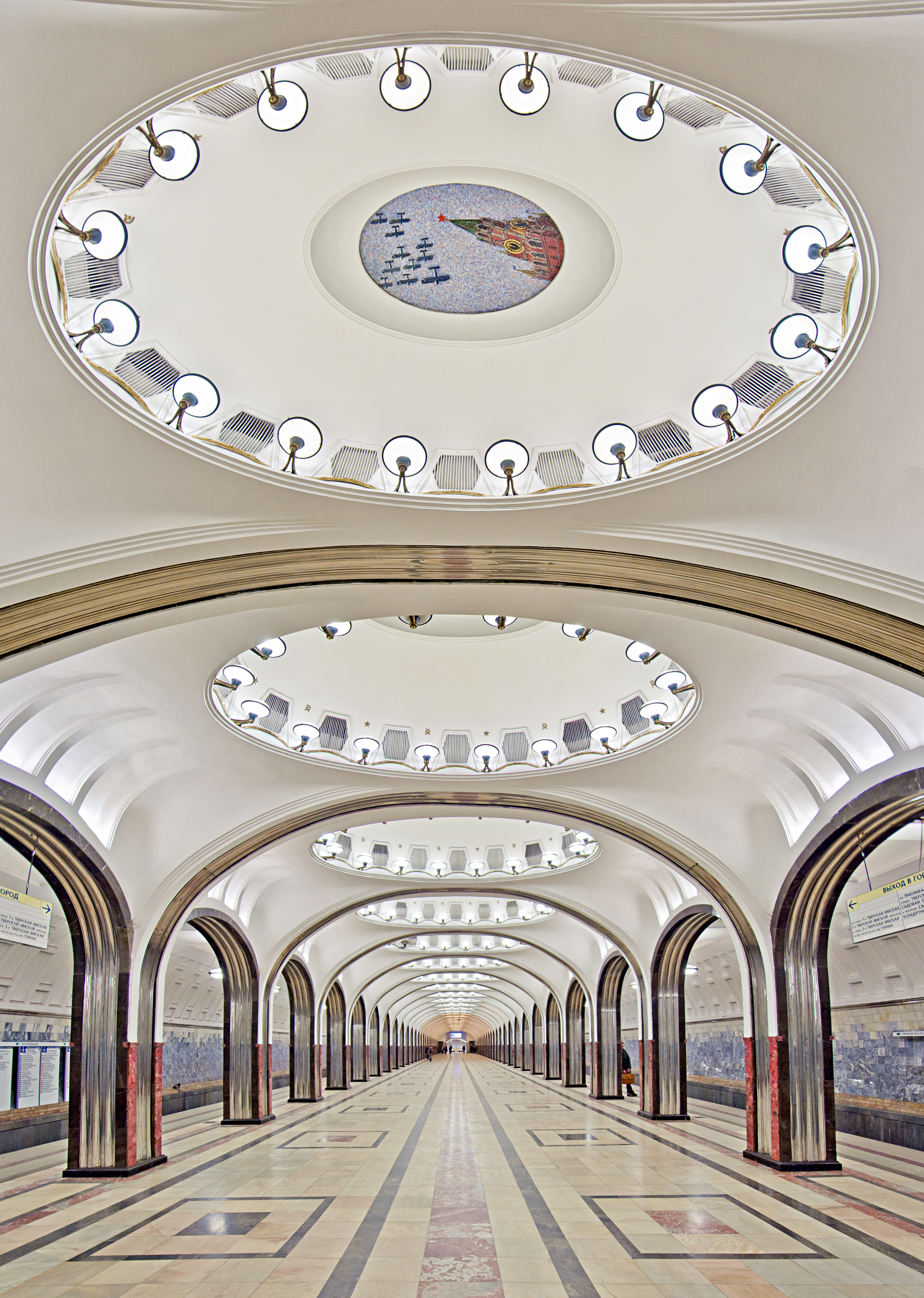
Estação de Metro Mayakovskaya em Moscou (1936)

De forma geral, a arquitetura Art Déco representou uma certa tendência de passagem entre a arquitetura produzida pelos estilos Art Nouveau, ecletismo e modernismo. Assim, observam-se elementos de avanço de estilo, com certos comedimentos em relação aos estilos predecessores. Observa-se, por exemplo, uma tentativa de racionalização dos volumes e dos elementos de ornamentação, ainda que houvesse ornamentações pontuais com materiais que representassem modernidade e que os volumes seguissem a composição tripartite clássica (base, corpo principal e coroamento).
O estilo arquitetônico do art déco fez sua estreia em Paris em 1903-04, com a construção de dois prédios de apartamentos em Paris, um de Auguste Perret na rue Trétaigne e outro na rue Benjamin Franklin de Henri Sauvage. Os dois jovens arquitetos usaram concreto armado pela primeira vez em edifícios residenciais de Paris; os novos prédios tinham linhas limpas, formas retangulares e nenhuma decoração nas fachadas; eles marcaram uma ruptura com o estilo Art Nouveau. Entre 1910 e 1913, Perret usou sua experiência em prédios de apartamentos de concreto para construir o Théâtre des Champs-Élysées, na 15 Avenue Montaigne. Entre 1925 e 1928 construiu a nova fachada art déco da loja de departamentos La Samaritaine, em Paris.
Depois da Primeira Guerra Mundial, edifícios art déco de aço e concreto armado começaram a aparecer nas grandes cidades da Europa e dos Estados Unidos. Nos Estados Unidos, o estilo era mais usado para edifícios de escritórios, edifícios governamentais, cinemas e estações ferroviárias. Às vezes combinava com outros estilos; a Prefeitura de Los Angeles combinou Art Déco com um telhado baseado no antigo Mausoléu Grego de Halicarnasso, enquanto a estação de trem de Los Angeles combinou o Déco com a arquitetura da missão espanhola. Elementos art déco também apareceram em projetos de engenharia, incluindo as torres da Golden Gate Bridge e as torres de entrada da Represa Hoover. Em 1920 e 1930, tornou-se um estilo verdadeiramente internacional, com exemplos, incluindo o Palacio de Bellas Artes (Palácio de Belas Artes) na Cidade do México por Federico Mariscal, a Estação de Metro Mayakovskaya em Moscou e o Prédio da Dieta Nacional em Tóquio por Watanabe Fukuzo.
O estilo Art Deco não se limitava a edifícios em terra; o transatlântico SS Normandie, cuja primeira viagem foi em 1935, apresentava design Art Déco, incluindo uma sala de jantar cujo teto e decoração eram feitos de vidro por Lalique.

### "Catedrais de Comércio"

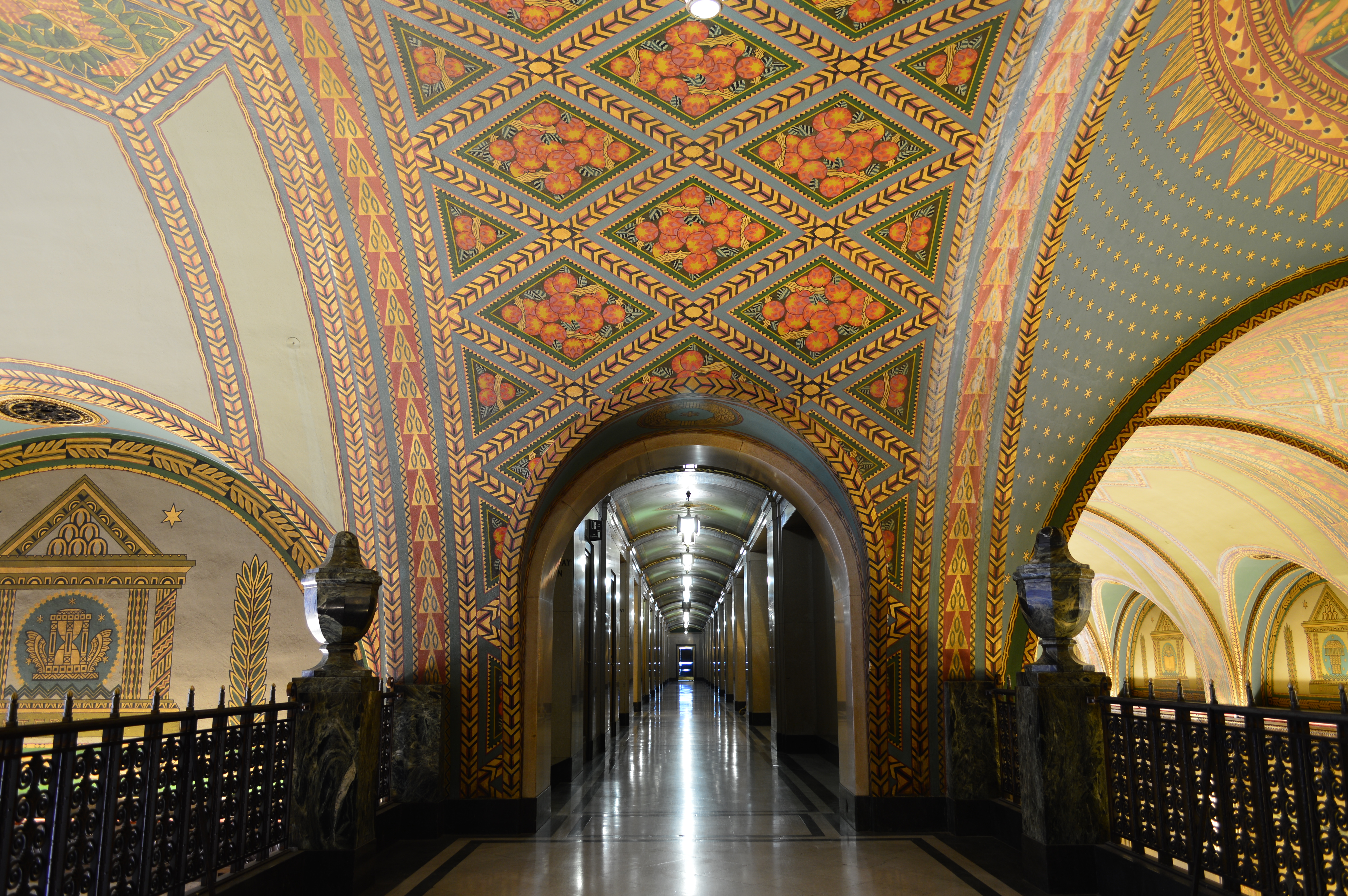
O Edifício Fisher em Detroit por Joseph Nathaniel French (1928)
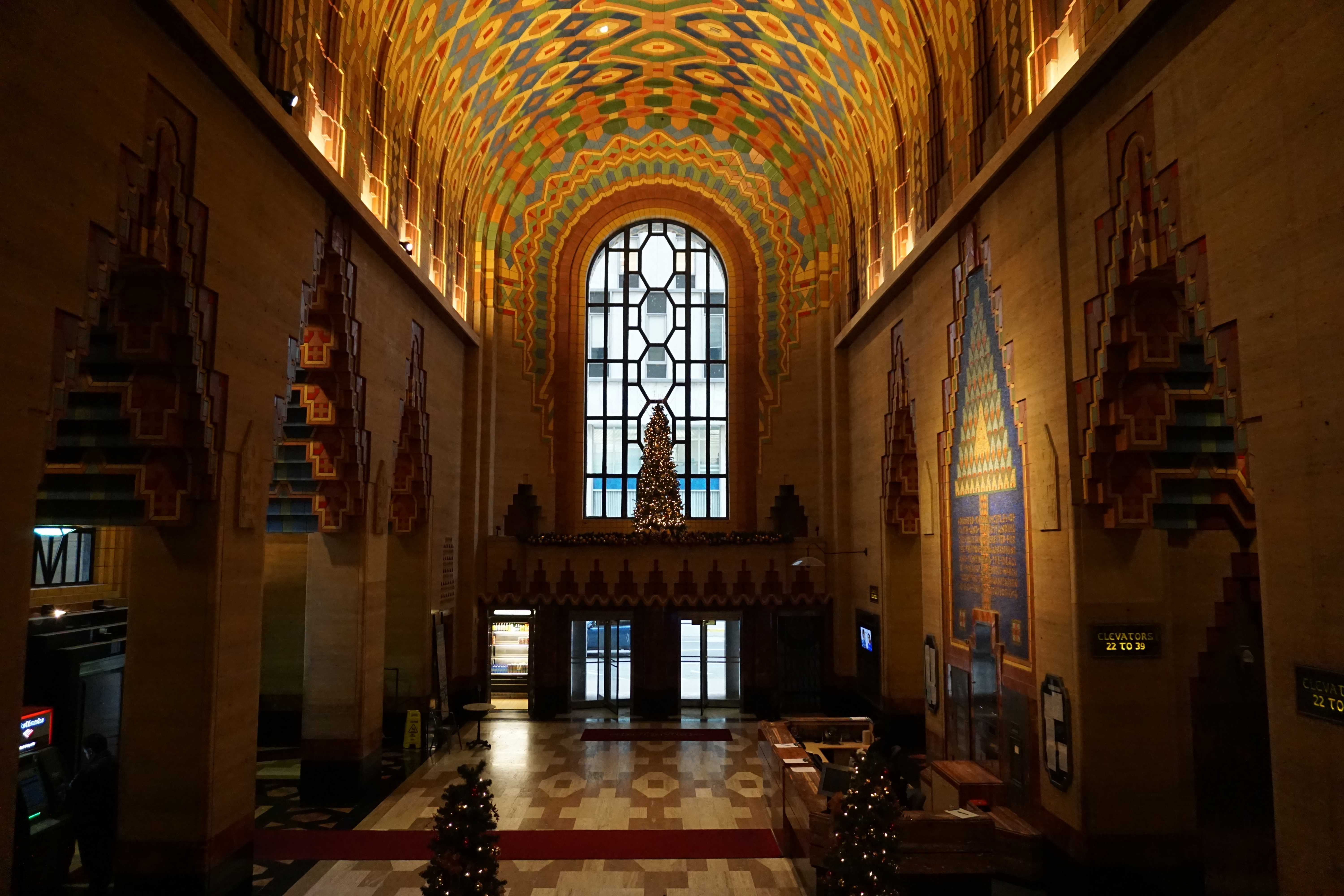
Lobby inferior do Guardian Building em Detroit por Wirt Rowland (1929)
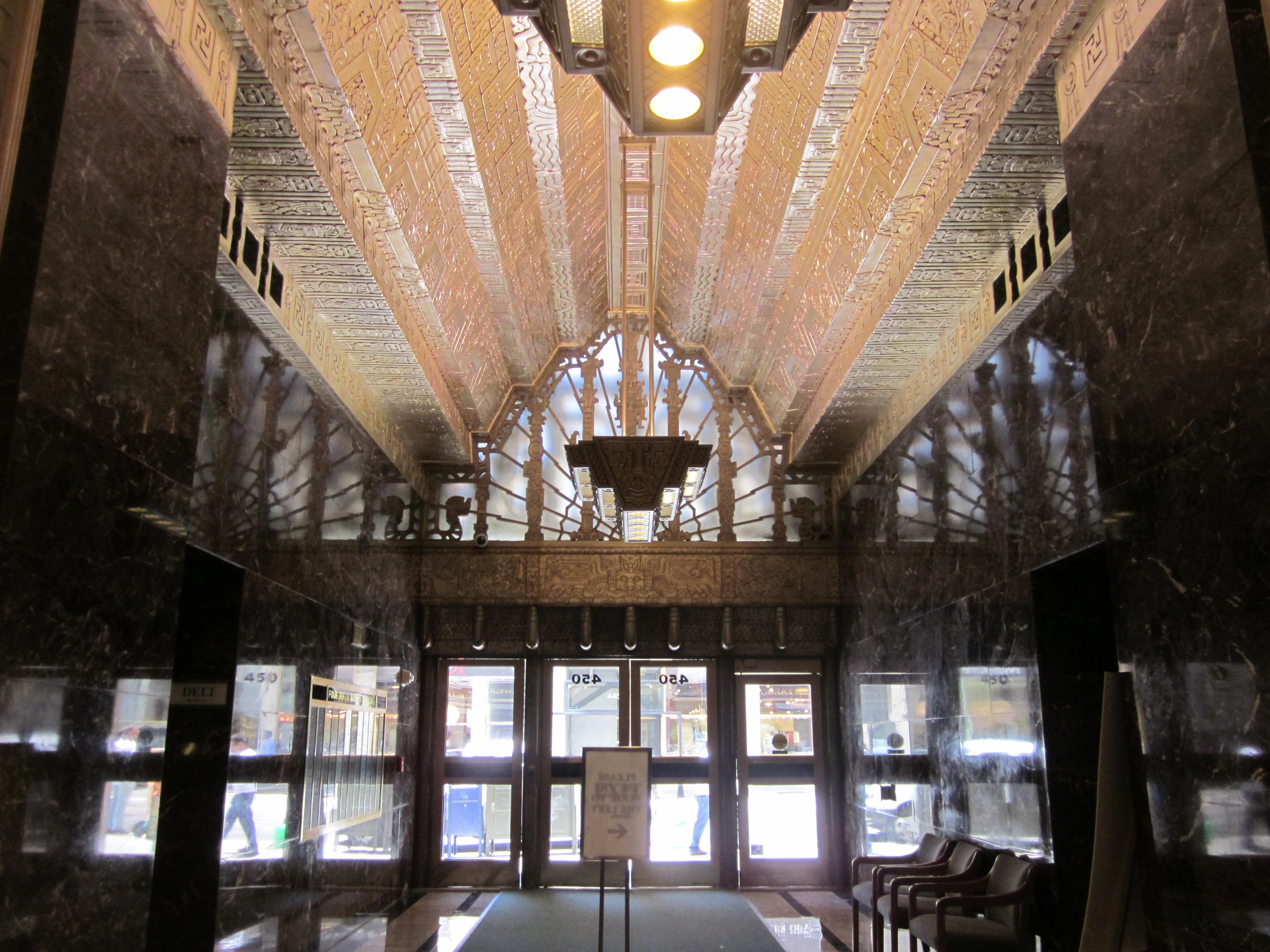
Saguão da 450 Sutter Street, em São Francisco, por Timothy Pflueger (1929)
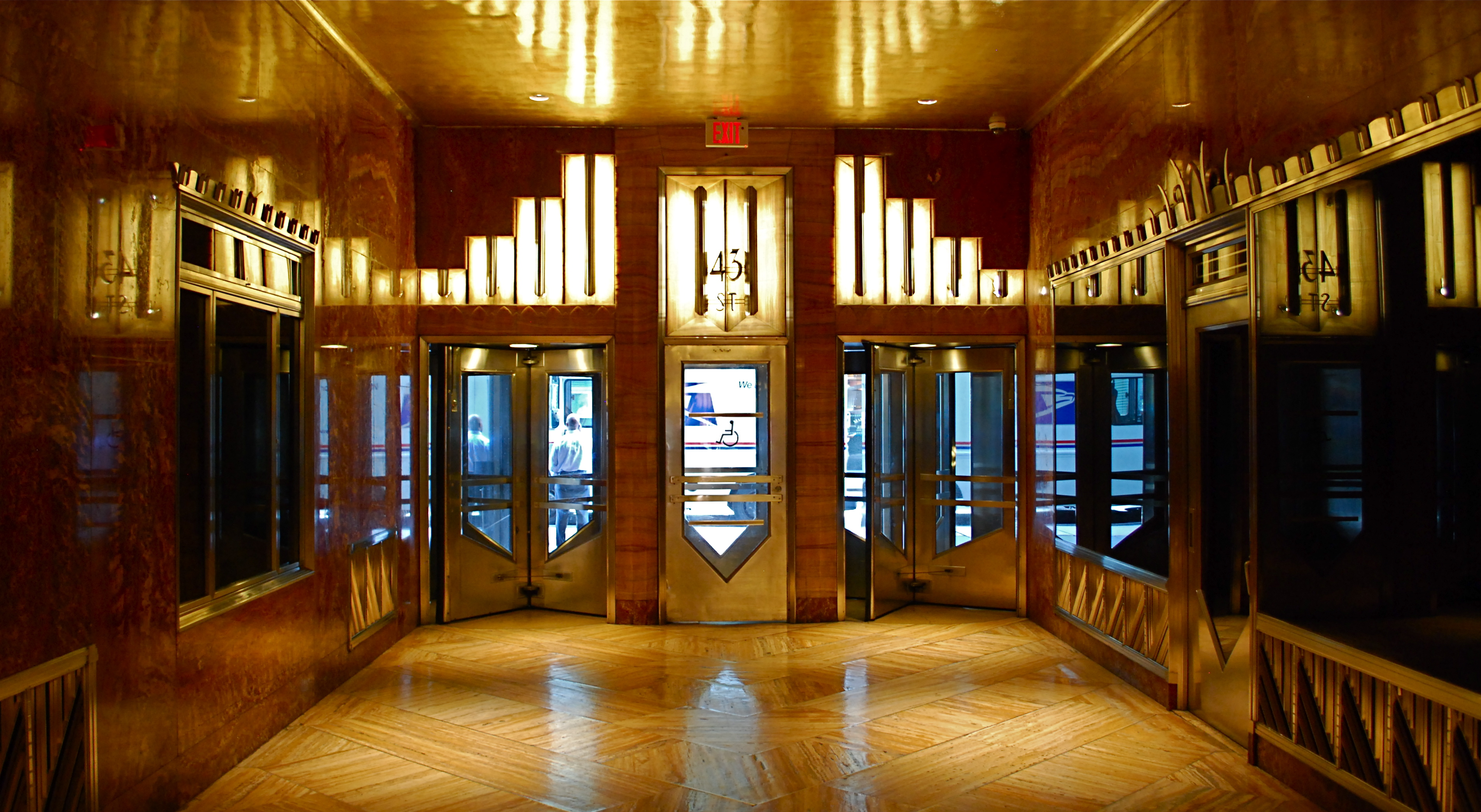
Saguão do Edifício Chrysler, de William Van Alen, em Nova York (1930)
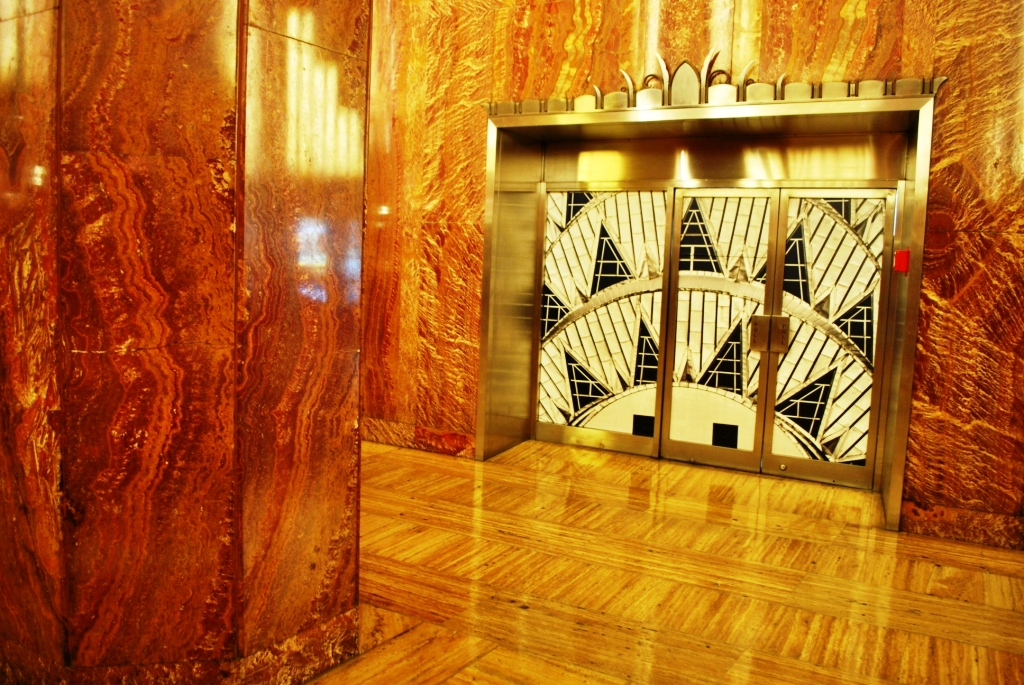
Elevador do Edifício Chrysler (1930)

As grandes vitrines do design de interiores art déco eram os lobbies dos prédios do governo, dos teatros e especialmente dos prédios de escritórios. Os interiores eram extremamente coloridos e dinâmicos, combinando escultura, murais e design geométrico ornamentado em mármore, vidro, cerâmica e aço inoxidável. Um dos primeiros exemplos foi o Edifício Fisher em Detroit, por Joseph Nathaniel French; o lobby foi altamente decorado com escultura e cerâmica. O Guardian Building (originalmente o Union Trust Building) em Detroit, por Wirt Rowland (1929), foi decorado com mármore vermelho e preto e cerâmica de cores vivas, destacado por portas e contadores de elevador em aço polido. A decoração escultural instalada nas paredes ilustrava as virtudes da indústria e da economia; o edifício foi imediatamente chamado de "Catedral do Comércio". O Medical and Dental Building chamado 450 Sutter Street, em São Francisco, projetado por Timothy Pflueger, foi inspirado na arquitetura maia, de uma forma altamente estilizada; usava formas de pirâmide e as paredes interiores eram cobertas de fileiras altamente estilizadas de hieróglifos.
Na França, o melhor exemplo de um interior Art Déco durante o período foi o Palais de la Porte Dorée (1931), de Albert Laprade, Léon Jaussely e Léon Bazin. O edifício (agora o Museu Nacional da Imigração, com um aquário no porão) foi construído para a Exposição Colonial de Paris de 1931, para celebrar as pessoas e os produtos das colônias francesas. A fachada exterior era inteiramente coberta de esculturas, e o saguão criava uma harmonia Art Déco com piso de assoalho de madeira em um padrão geométrico, um mural que retratava o povo das colônias francesas, e uma composição harmoniosa de portas verticais e varandas horizontais.

### Palácios do Cinema

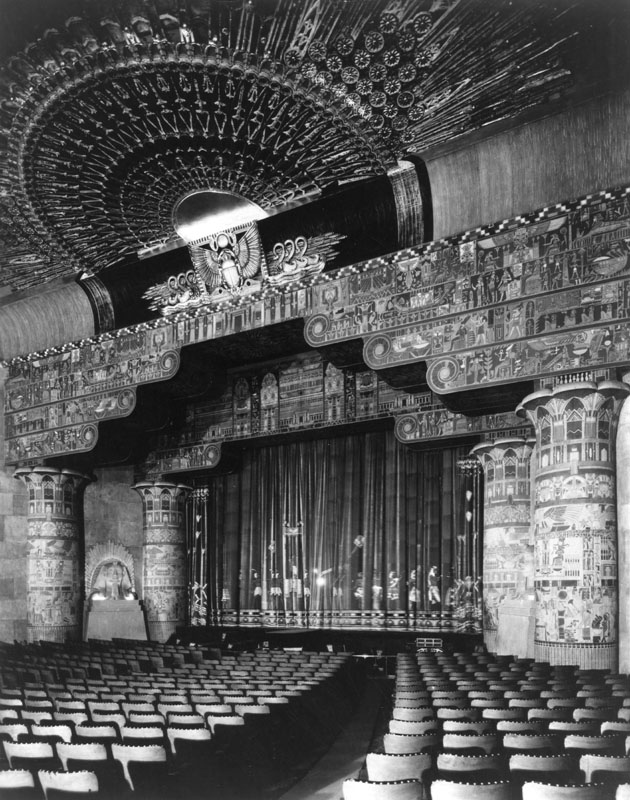
Teatro Egípcio de Grauman em Hollywood (1922)
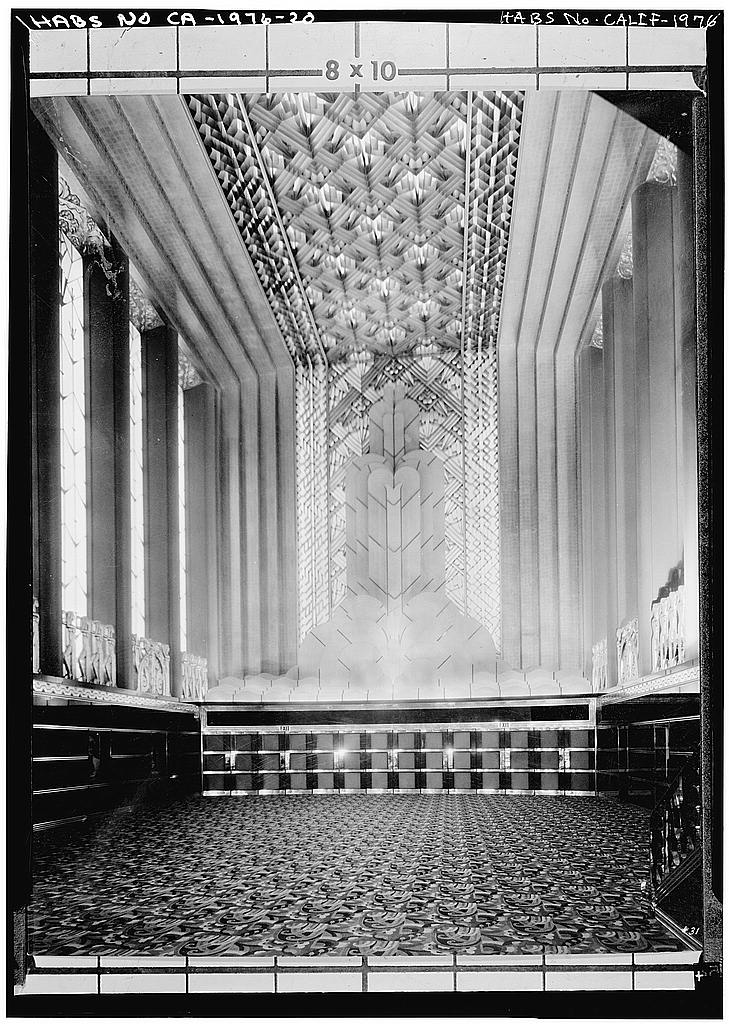
Grande saguão de quatro andares do Paramount Theatre, Oakland (1932)
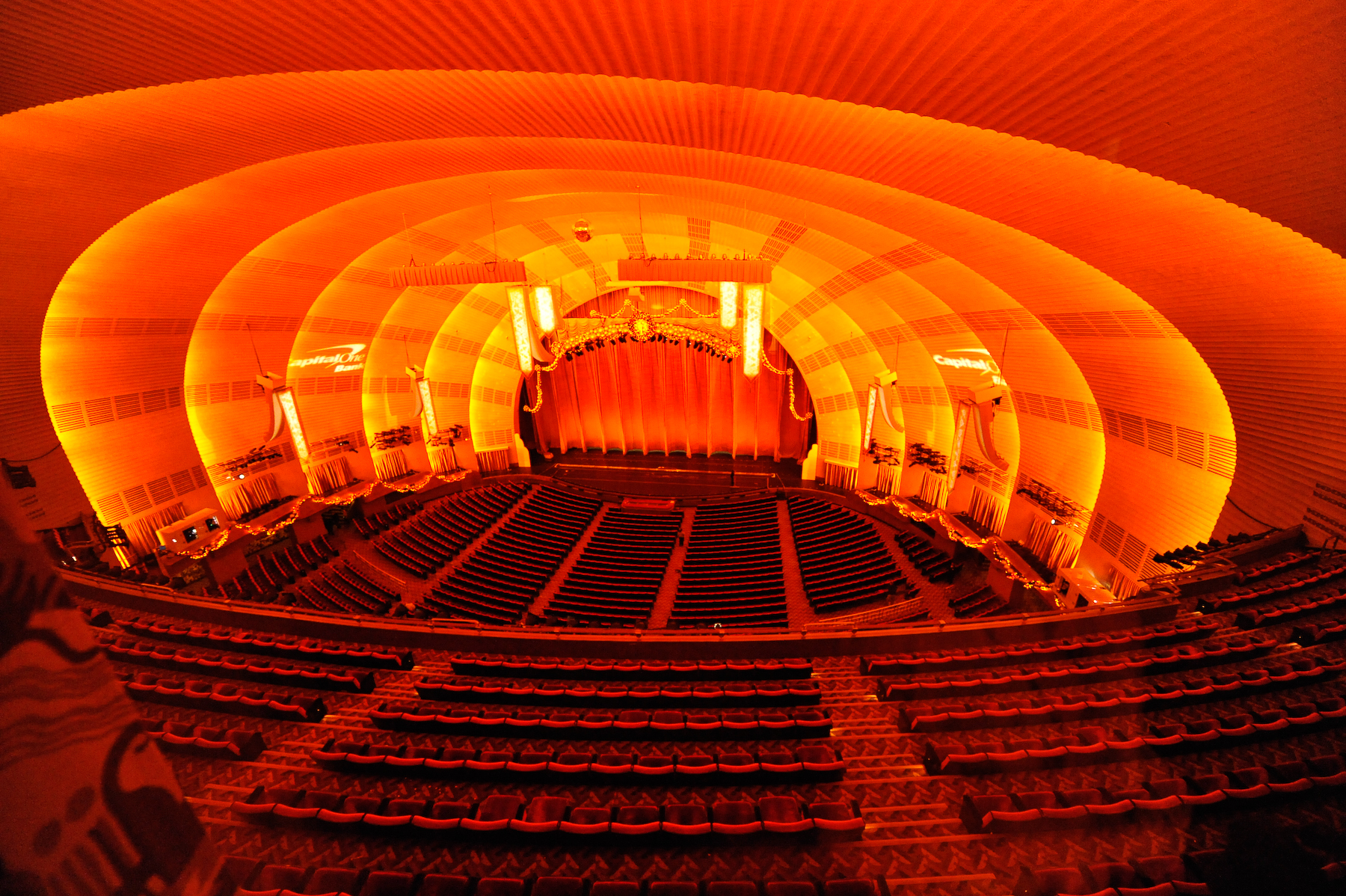
Auditório e palco do Radio City Music Hall, Nova York (1932)
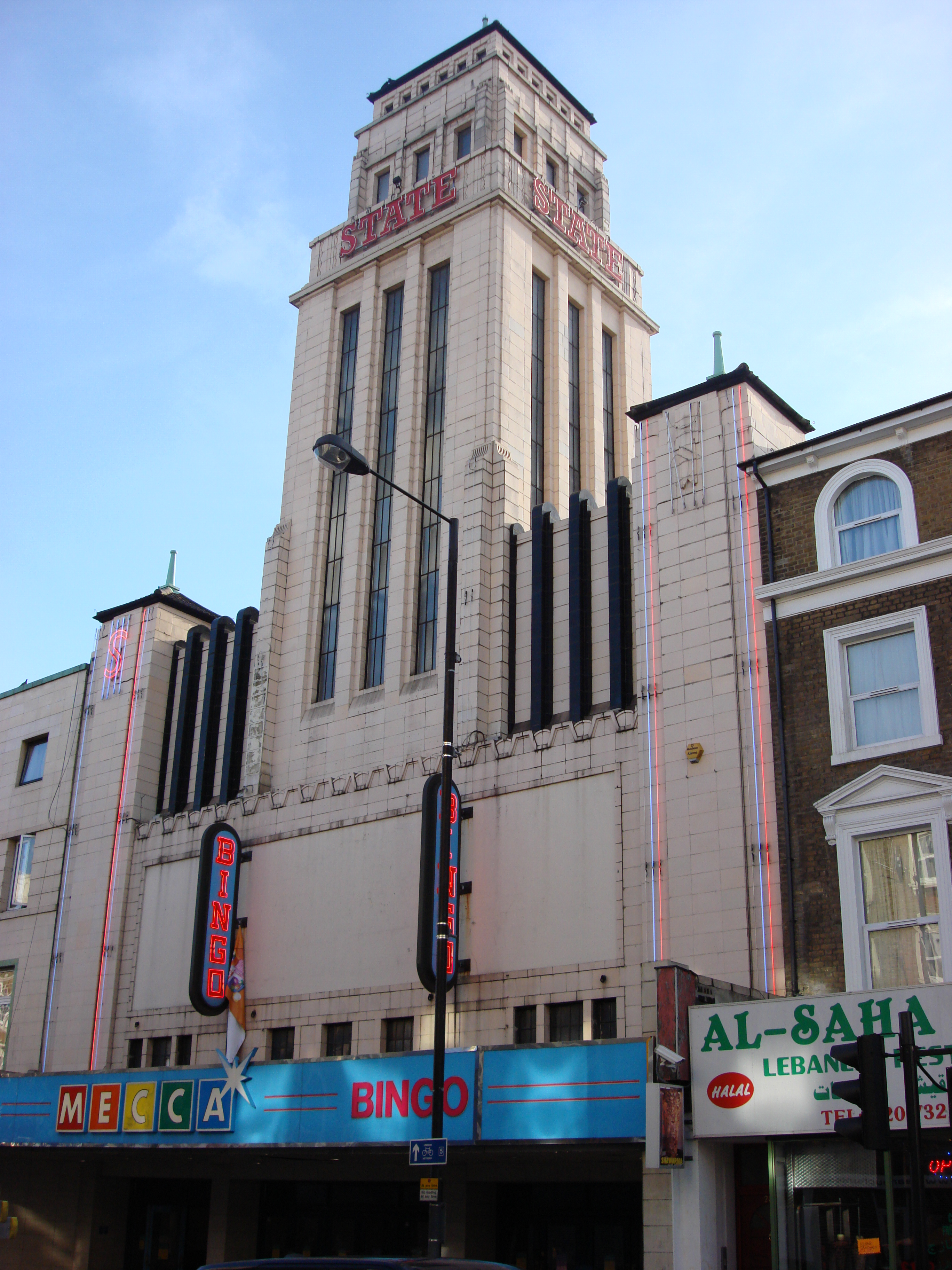
Cinema Gaumont State em Londres (1937)
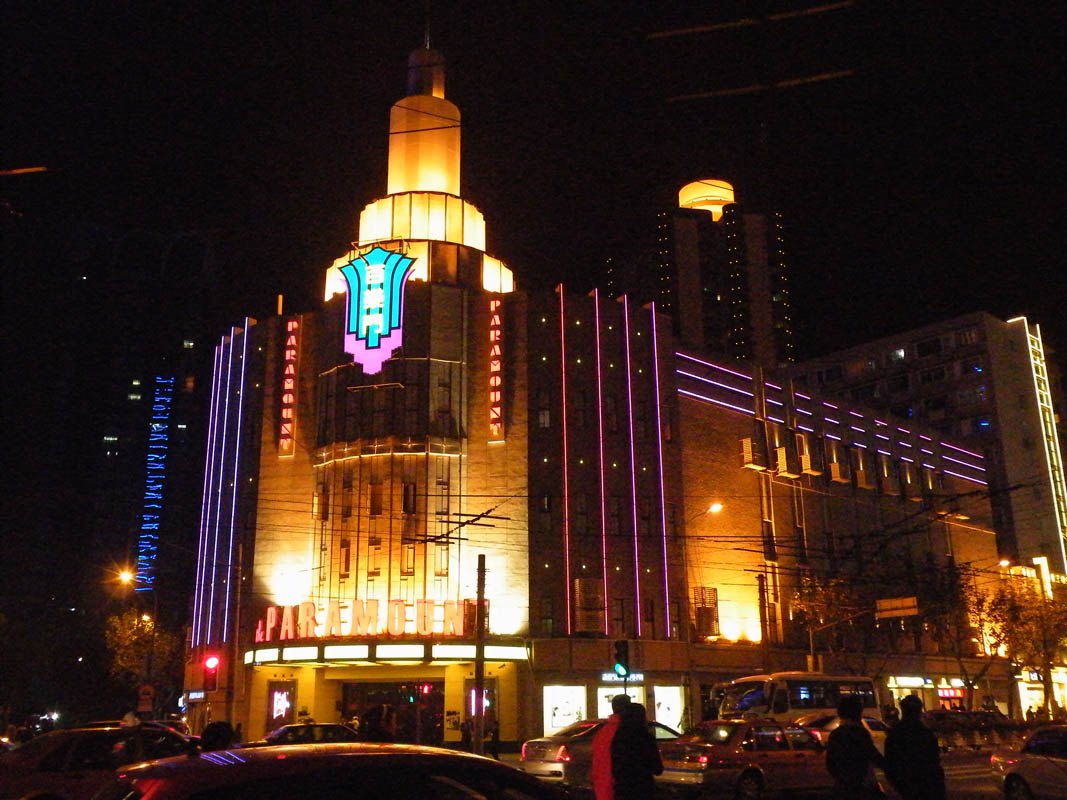
Paramount em Xangai, China (1933)

Muitos dos melhores exemplos sobreviventes de Art Déco são cinemas construídos nas décadas de 1920 e 1930. O período Art Déco coincidiu com a conversão dos filmes mudos em som, e as empresas de cinema construíram enormes teatros nas principais cidades para capturar a enorme audiência que vinha assistir filmes. Palácios de cinema na década de 1920 muitas vezes combinavam temas exóticos com estilo art déco; o Teatro Egípcio de Grauman em Hollywood (1922) foi inspirado nas antigas tumbas e pirâmides egípcias, enquanto o Fox Theater em Bakersfield, Califórnia, anexou uma torre em estilo Mission da Califórnia a um salão Art Déco. O maior de todos é o Radio City Music Hall em Nova York, inaugurado em 1932. Originalmente projetado como um teatro de palco, rapidamente se transformou em um cinema, que poderia acomodar 6.015 pessoas. O design de interiores de Donald Deskey usou vidro, alumínio, cromo e couro para criar um escape colorido da realidade. O Teatro Paramount, em Oakland, Califórnia, de Timothy Pflueger, tinha uma fachada de cerâmica colorida, um saguão de quatro andares e salas separadas para fumantes em estilo art déco para cavalheiros e damas.
Grandes palácios semelhantes apareceram na Europa. O Grand Rex em Paris (1932), com sua imponente torre, foi o maior cinema da Europa. O Cinema Gaumont State em Londres (1937) tinha uma torre modelada da mesma forma como o Empire State, coberta de azulejos de cor creme e um interior em estilo renascentista Art Déco italiano. O Teatro Paramount em Xangai, na China (1933) foi originalmente construído como um salão de dança chamado The gate of 100 pleasures (o portão dos 100 prazeres); foi convertido em um cinema depois da Revolução Comunista em 1949, e agora é um salão de festas e discoteca. Nos anos 1930, os arquitetos italianos construíram um pequeno palácio cinematográfico, o Cinema Impero, em Asmara, no que hoje é a Eritreia. Hoje, muitos dos cinemas foram subdivididos em multiplexes, mas outros foram restaurados e são usados como centros culturais em suas comunidades.

### Streamline Moderno

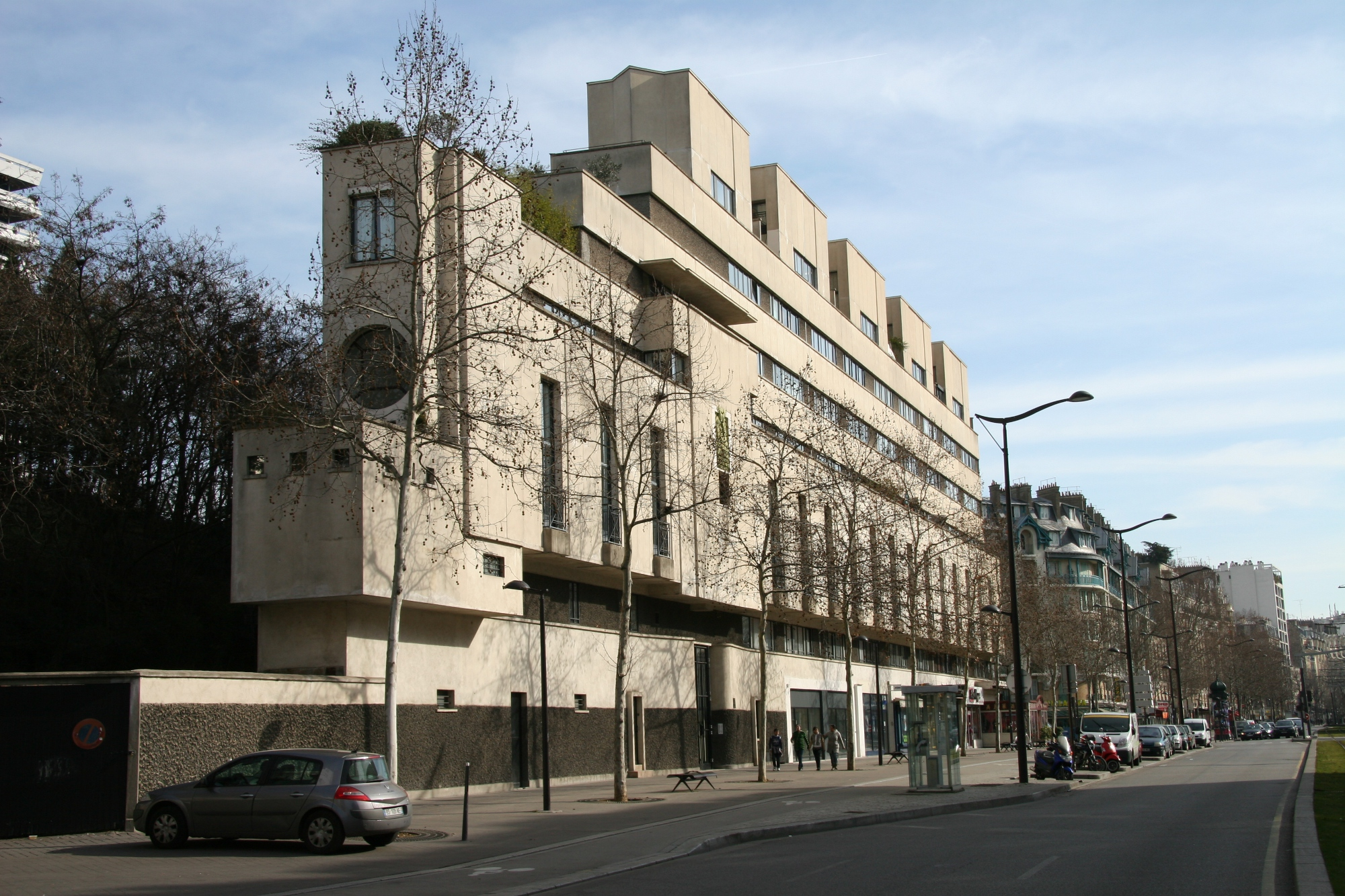
Edifício Paris no estilo Paquebot ou transatlântico, 3 Boulevard Victor (1935)
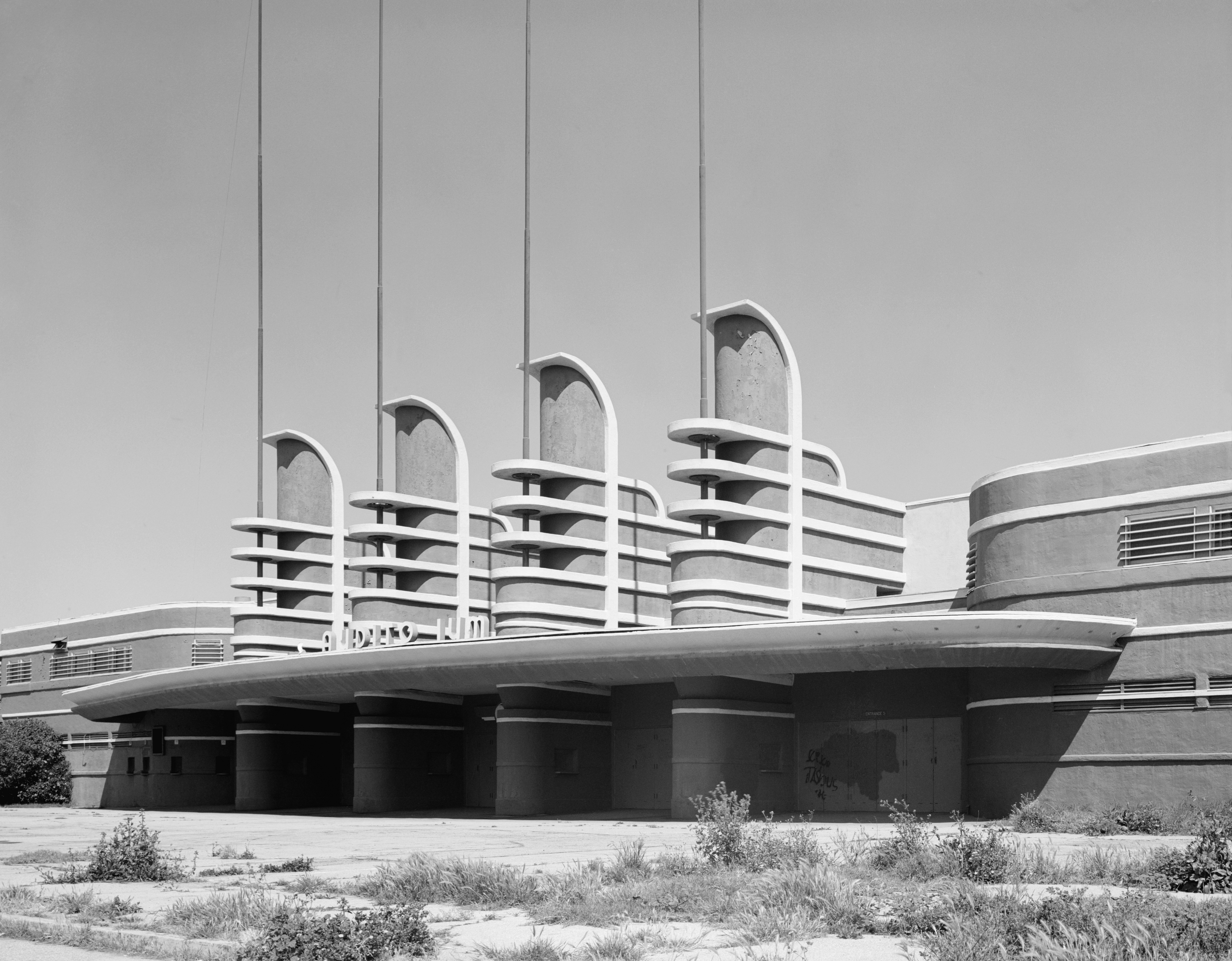
Auditório Pan-Pacífic em Los Angeles (1936)
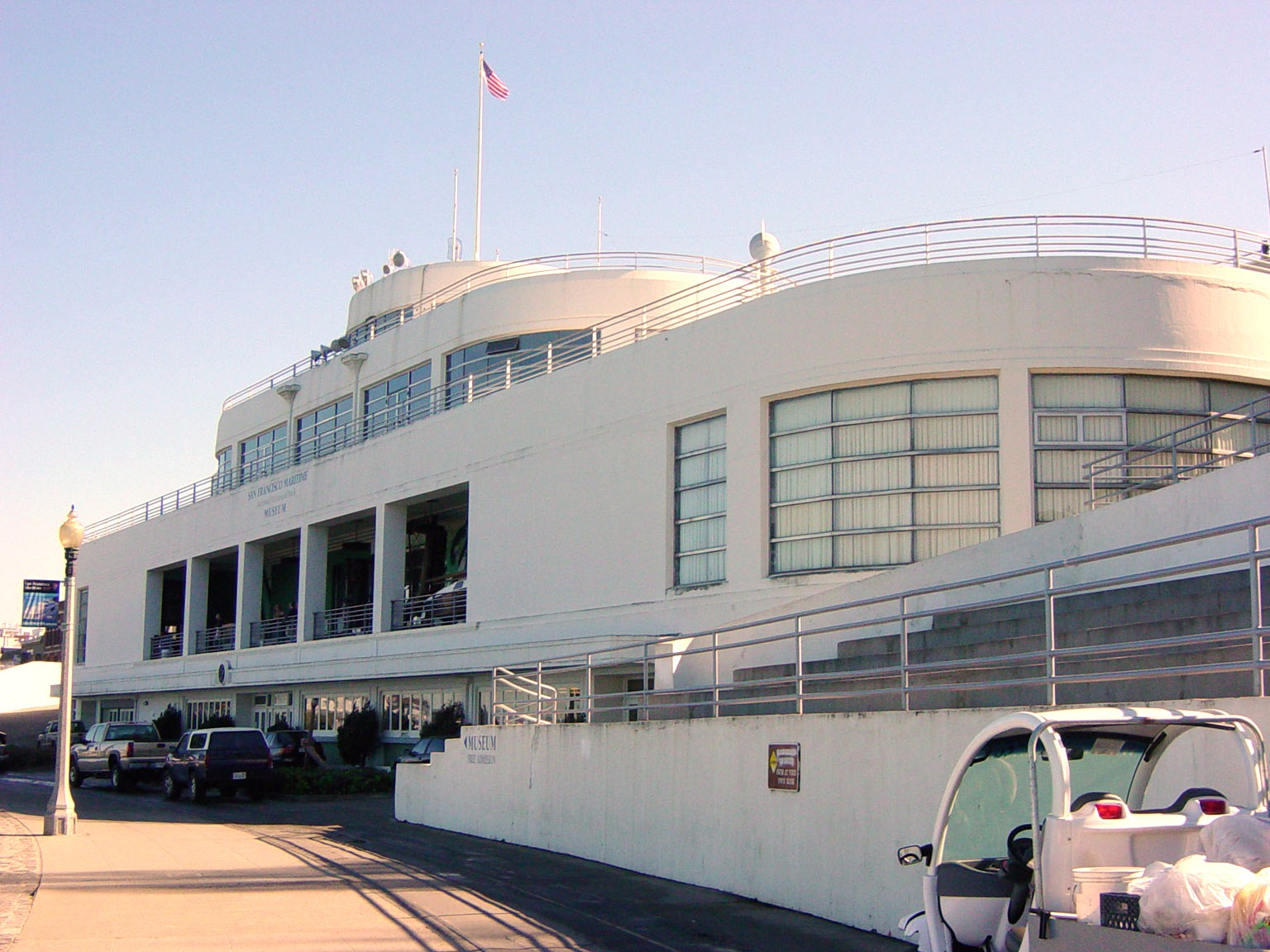
O Museu Marítimo de São Francisco foi originalmente uma casa de banho pública (1936)
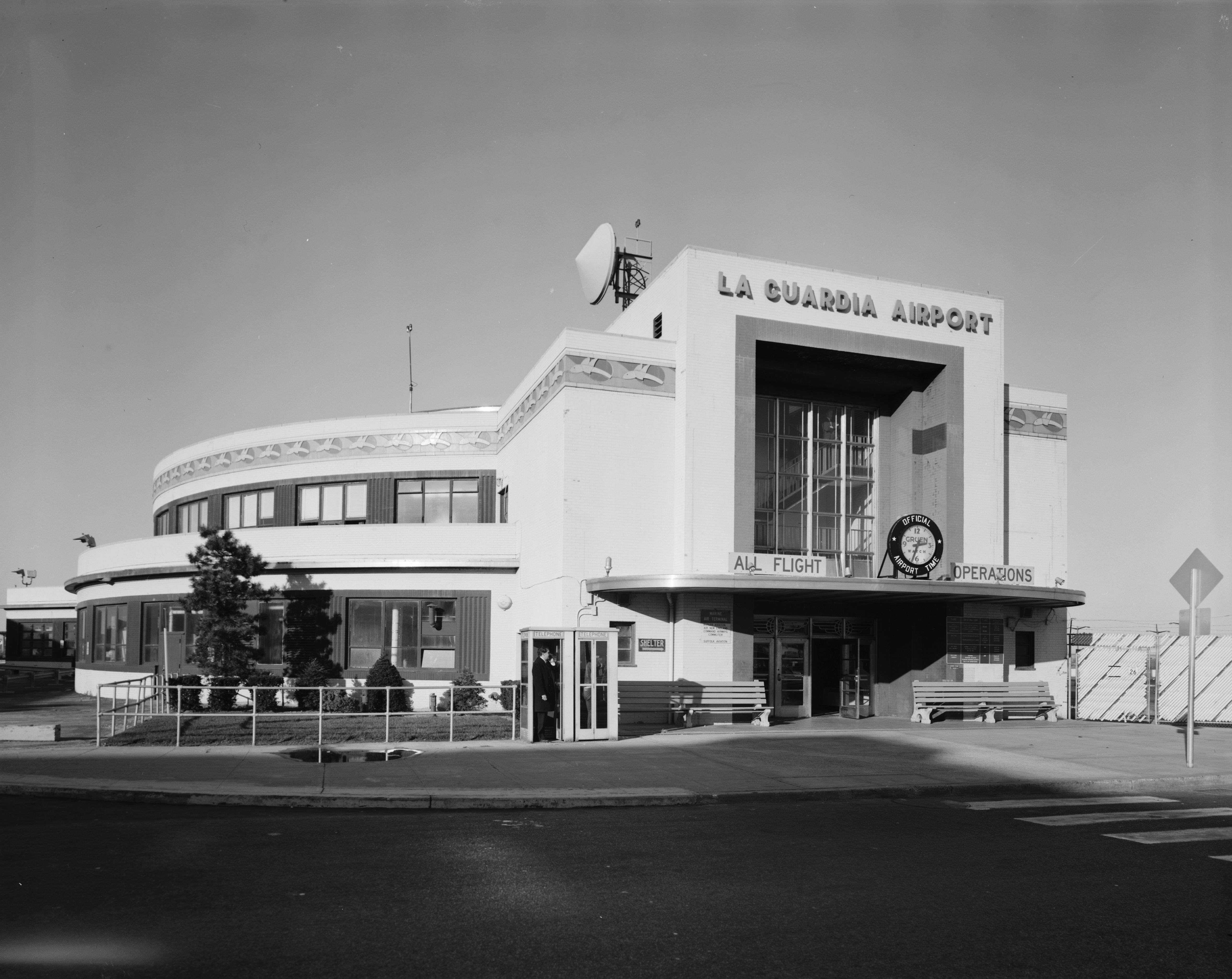
O Terminal Aéreo-Marítimo no Aeroporto de La Guardia (1937) foi o terminal de Nova York para os voos de hidroaviões de casco da Pan Am Clipper para a Europa
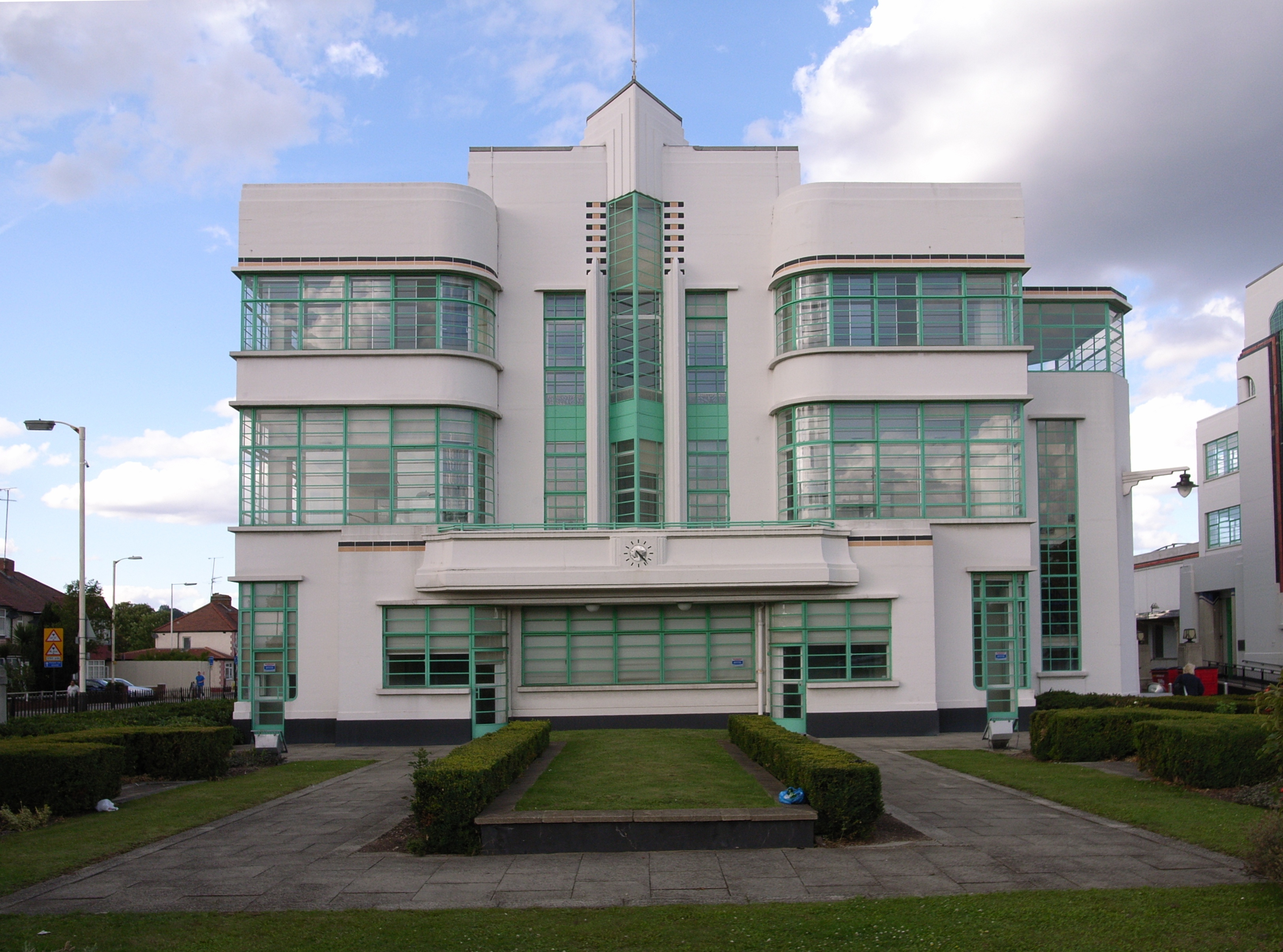
A cantina Hoover Building em Perivale nos subúrbios de Londres, por Wallis, Gilbert and Partners (1938)
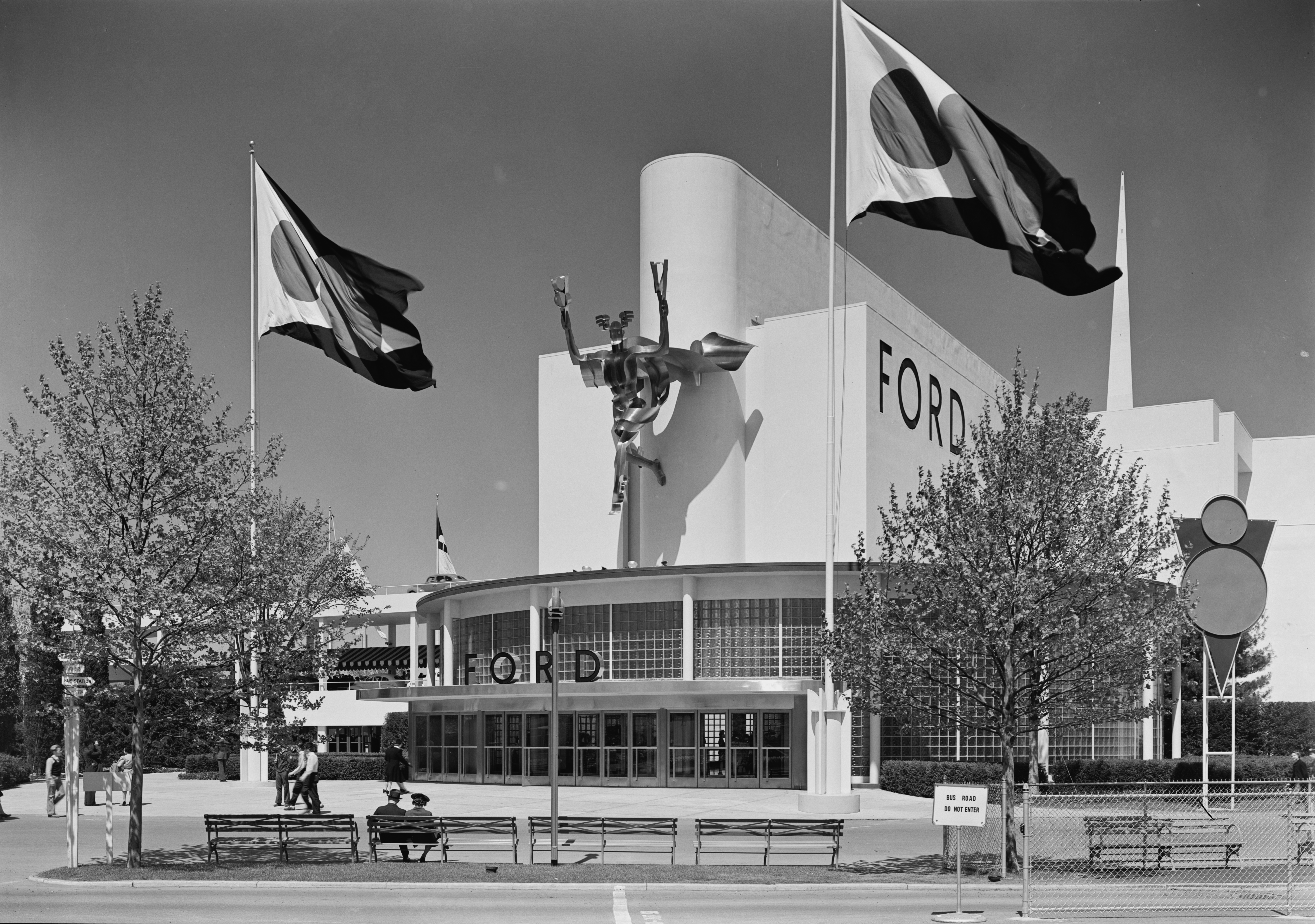
O Pavilhão da Ford na Feira Mundial de Nova York de 1939
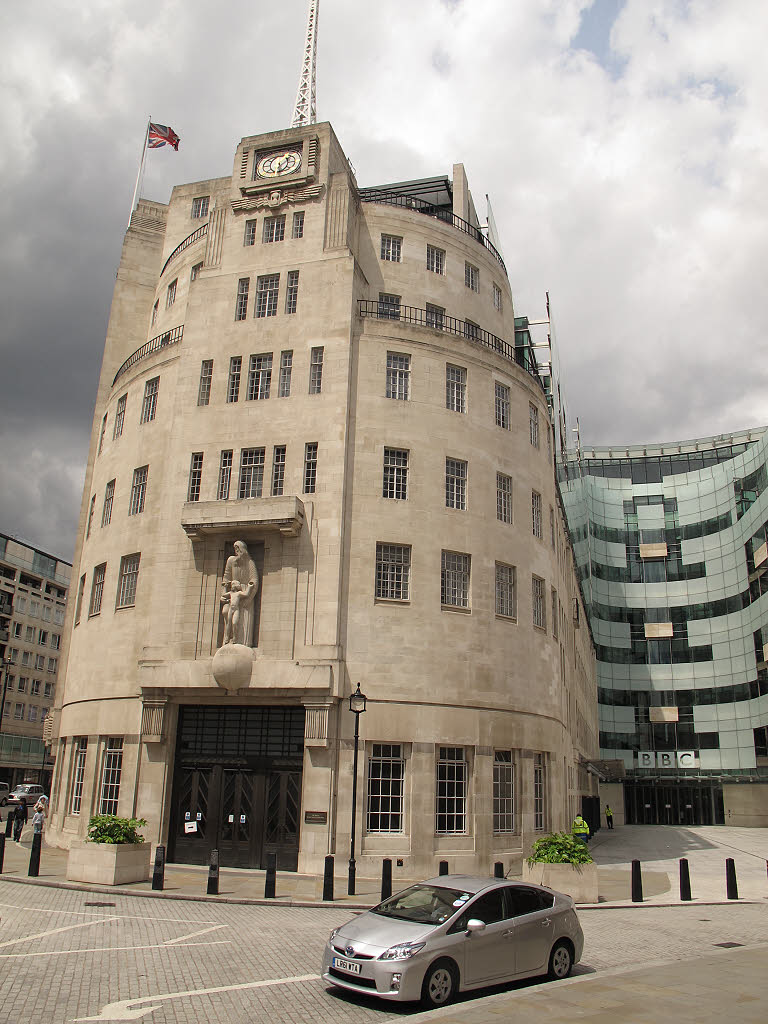
O canto arredondado de estilo náutico da BBC Broadcasting House (1931)

No final da década de 1930, uma nova variedade de arquitetura art déco tornou-se comum: foi o chamado Streamline Moderno ou simplesmente Streamline, ou, na França, o Style Paquebot, ou o estilo Ocean Liner. Os edifícios no estilo tiveram cantos arredondados, linhas horizontais longas; eles eram construídos de concreto armado e quase sempre eram brancos; e às vezes tinha características náuticas, como grades que se assemelhavam àquelas em um navio. O canto arredondado não era inteiramente novo: apareceu em Berlim, em 1923, na Mossehaus, de Erich Mendelsohn, e mais tarde no Hoover Building, um complexo industrial no subúrbio londrino de Perivale. Nos Estados Unidos, tornou-se mais estreitamente associado ao transporte; O streamline moderno era raro em prédios de escritórios, mas era frequentemente usado para estações de ônibus e terminais de aeroportos, como o terminal do aeroporto de La Guardia, em Nova York, que fazia os primeiros voos transatlânticos, via hidroaviões de casco da PanAm; e na arquitetura de beira de estrada, como postos de gasolina e lanchonetes. No final da década de 1930, uma série de lanchonetes, modeladas a partir de ferrovias aerodinâmicas, foram produzidas e instaladas em cidades da Nova Inglaterra, Estados Unidos; pelo menos dois exemplos ainda permanecem e são agora edifícios históricos registrados.

## Decoração e motivos

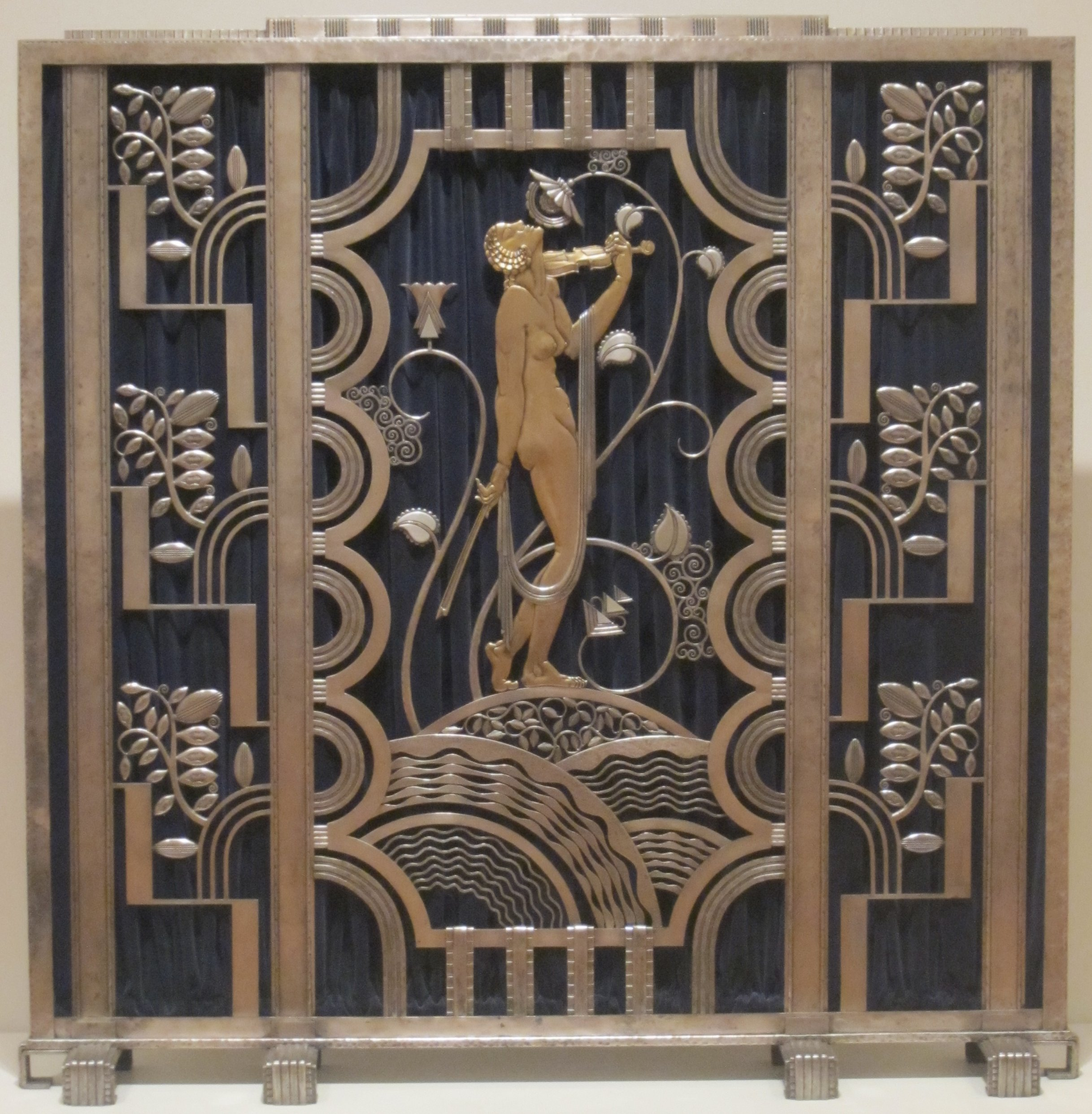
Tela de lareira de ferro, da empresa Rose Iron Works, Cleveland (1930)
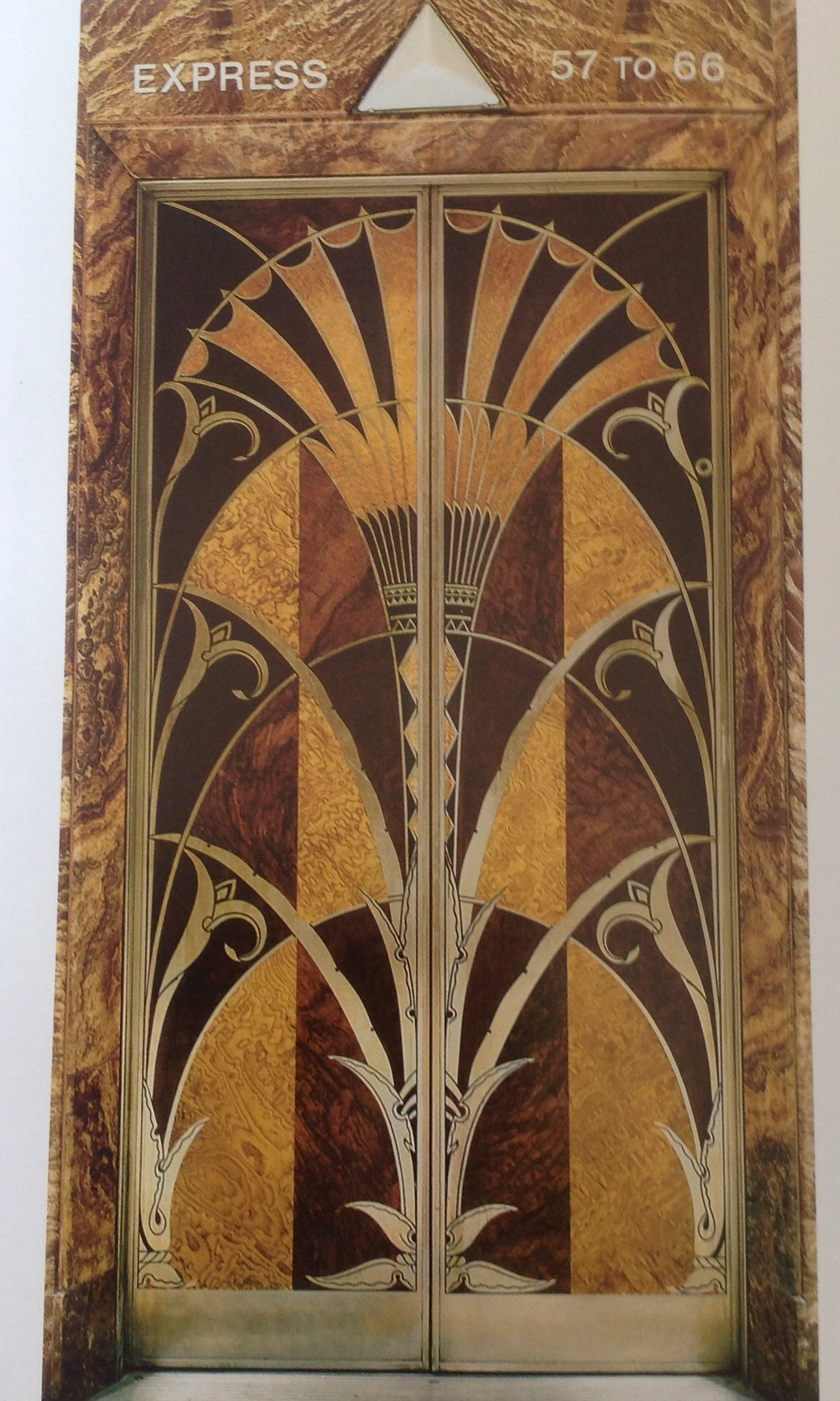
Portas do elevador do Edifício Chrysler, por William Van Alen (1927–1930)
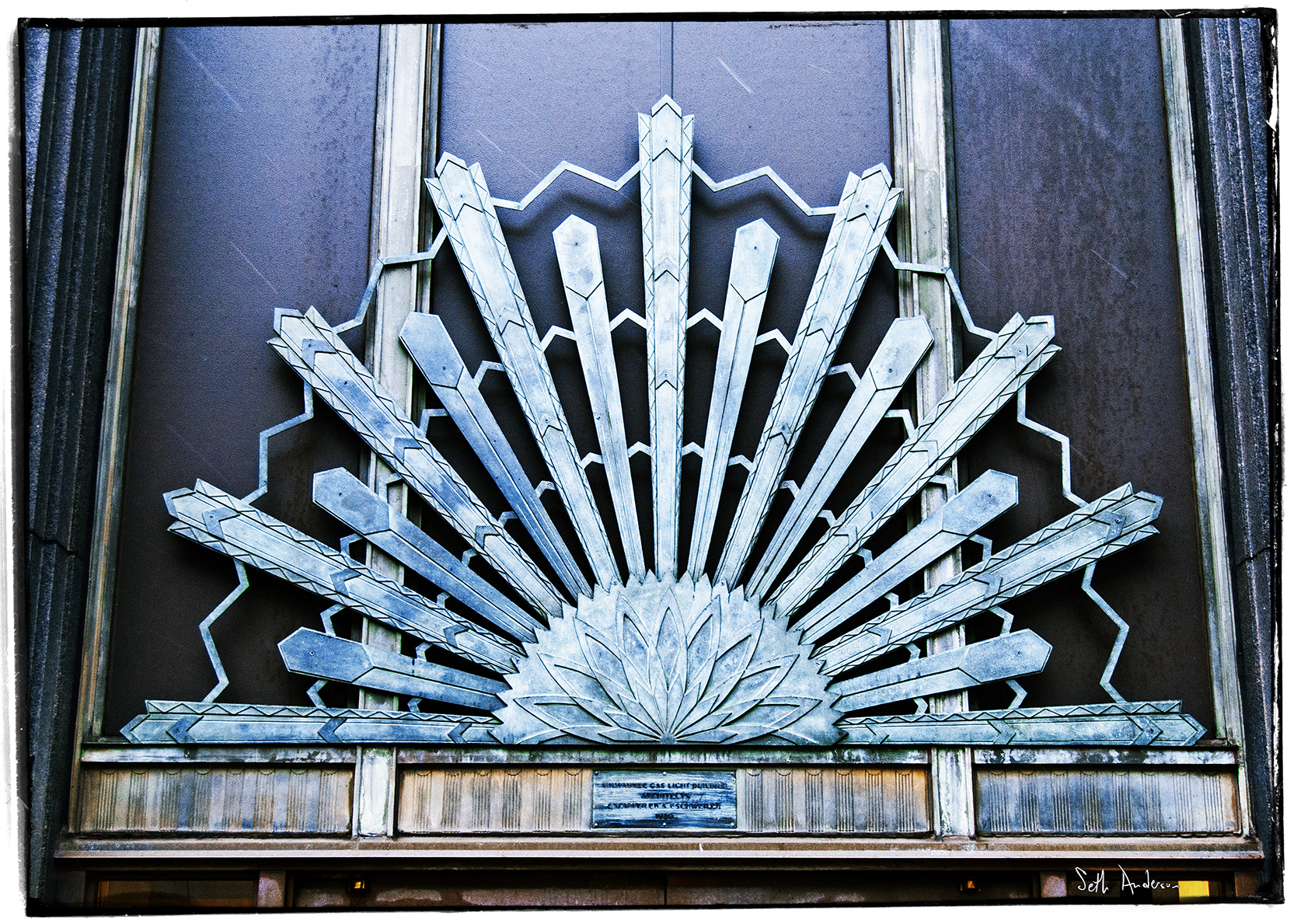
Motivo de nascer do sol, do Wisconsin Gas Building (1930)
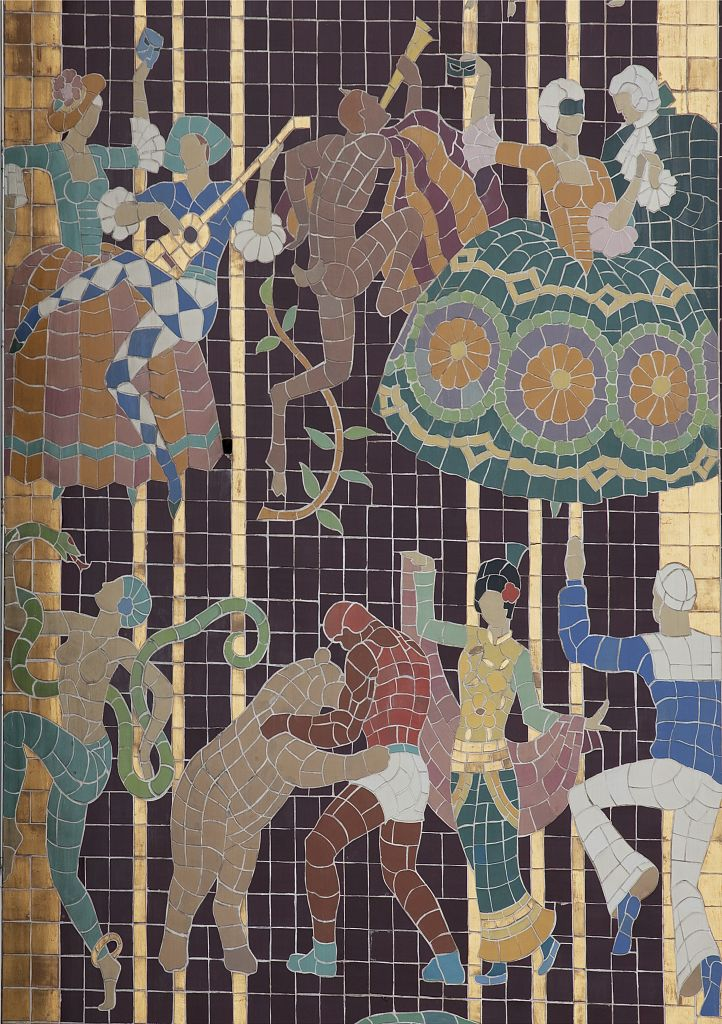
Detalhe da fachada de mosaico do Teatro Paramount (Oakland, Califórnia) (1931)

A decoração no período Art Déco passou por várias fases distintas. Entre 1910 e 1920, quando o Art Nouveau estava esgotado, os estilos de design tiveram um retorno à tradição, particularmente no trabalho de Paul Iribe. Em 1912, André Vera publicou um ensaio na revista L'Art Décoratif, pedindo um retorno ao artesanato e aos materiais dos séculos anteriores, e usando um novo repertório de formas retiradas da natureza, particularmente cestas e guirlandas de frutas e flores. Uma segunda tendência do Art Déco, também de 1910 a 1920, foi inspirada nas cores vivas do movimento artístico conhecido como os Fauves e pelos trajes e conjuntos coloridos dos Ballets Russes. Este estilo foi muitas vezes expresso com materiais exóticos, como pele de tubarão, madrepérola, marfim, couro colorido, madeira laqueada e pintada, e incrustações decorativas em móveis que enfatizavam sua geometria. Este período do estilo alcançou seu ponto alto na Exposição de Artes Decorativas de Paris de 1925. No final dos anos 1920 e 1930, o estilo decorativo mudou, inspirado em novos materiais e tecnologias. Tornou-se mais elegante e menos ornamental. Os móveis, como a arquitetura, começaram a ter bordas arredondadas e a assumir um visual polido e aerodinâmico, tirado do estilo streamline moderno. Novos materiais, como o aço cromado, alumínio e baquelite, uma das primeiras formas de plástico, começaram a aparecer nos móveis e na decoração.
Ao longo do período Art Déco, e particularmente nos anos 1930, os motivos da decoração expressavam a função do edifício. Os teatros eram decorados com esculturas que ilustravam música, dança e excitação; empresas de energia elétrica mostraram o nascer do sol, o prédio da Chrysler mostrou ornamentos de capuz estilizados; Os frisos do Palais de la Porte Dorée na Exposição Colonial de Paris de 1931 mostravam os rostos das diferentes nacionalidades das colônias francesas. O estilo Streamline fez parecer que o próprio edifício estava em movimento. Os murais da WPA dos anos 30 apresentavam pessoas comuns, trabalhadores de fábricas, trabalhadores dos correios, famílias e agricultores, no lugar dos heróis clássicos.

## Móveis

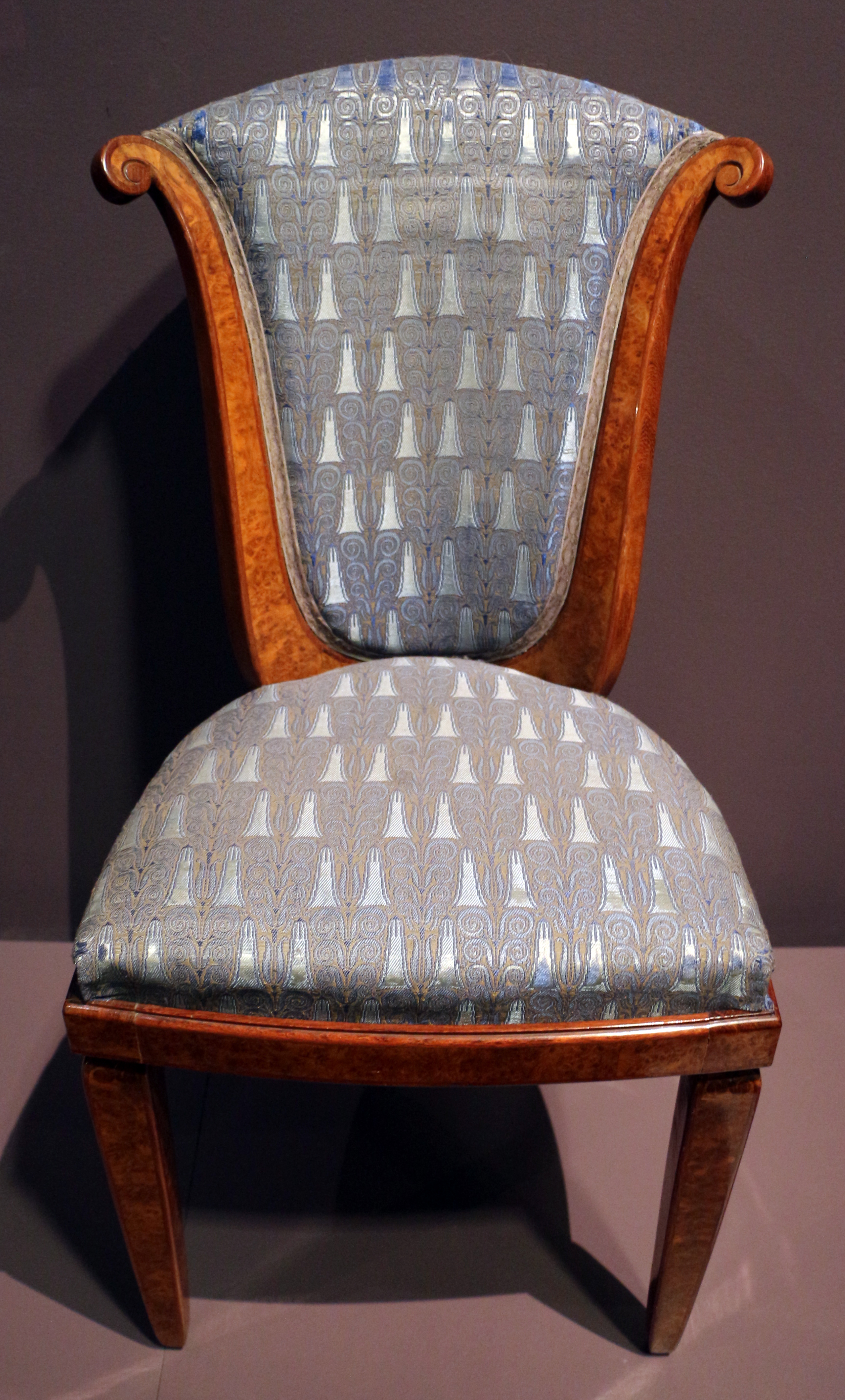
Cadeira de Paul Follot (1912–1914)
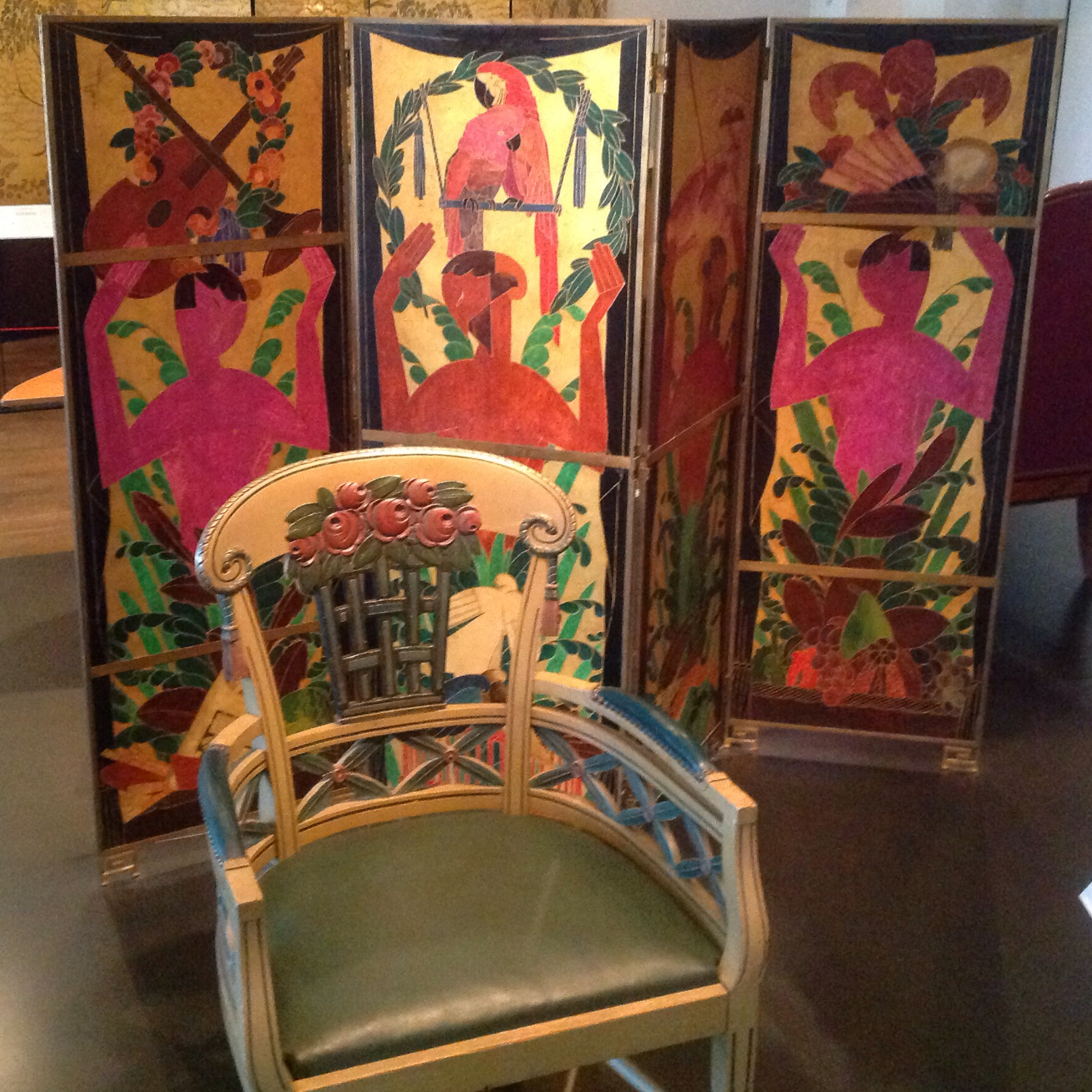
Poltrona de Louis Süe (1912) e tela pintada por André Mare (1920)
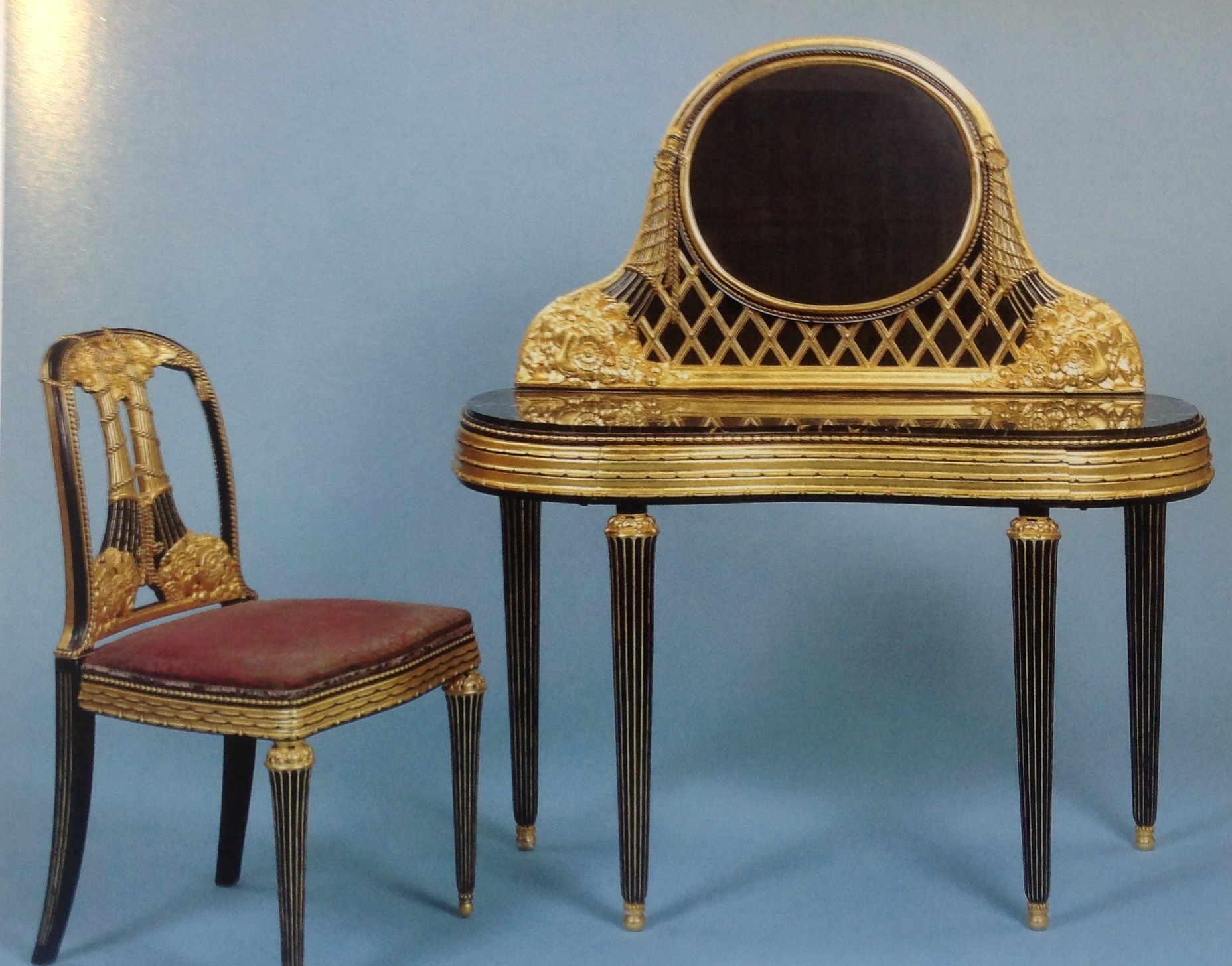
Penteadeira e cadeira de mármore e madeira encrustada, lacada e deslizante por Paul Follot (1919-1920)
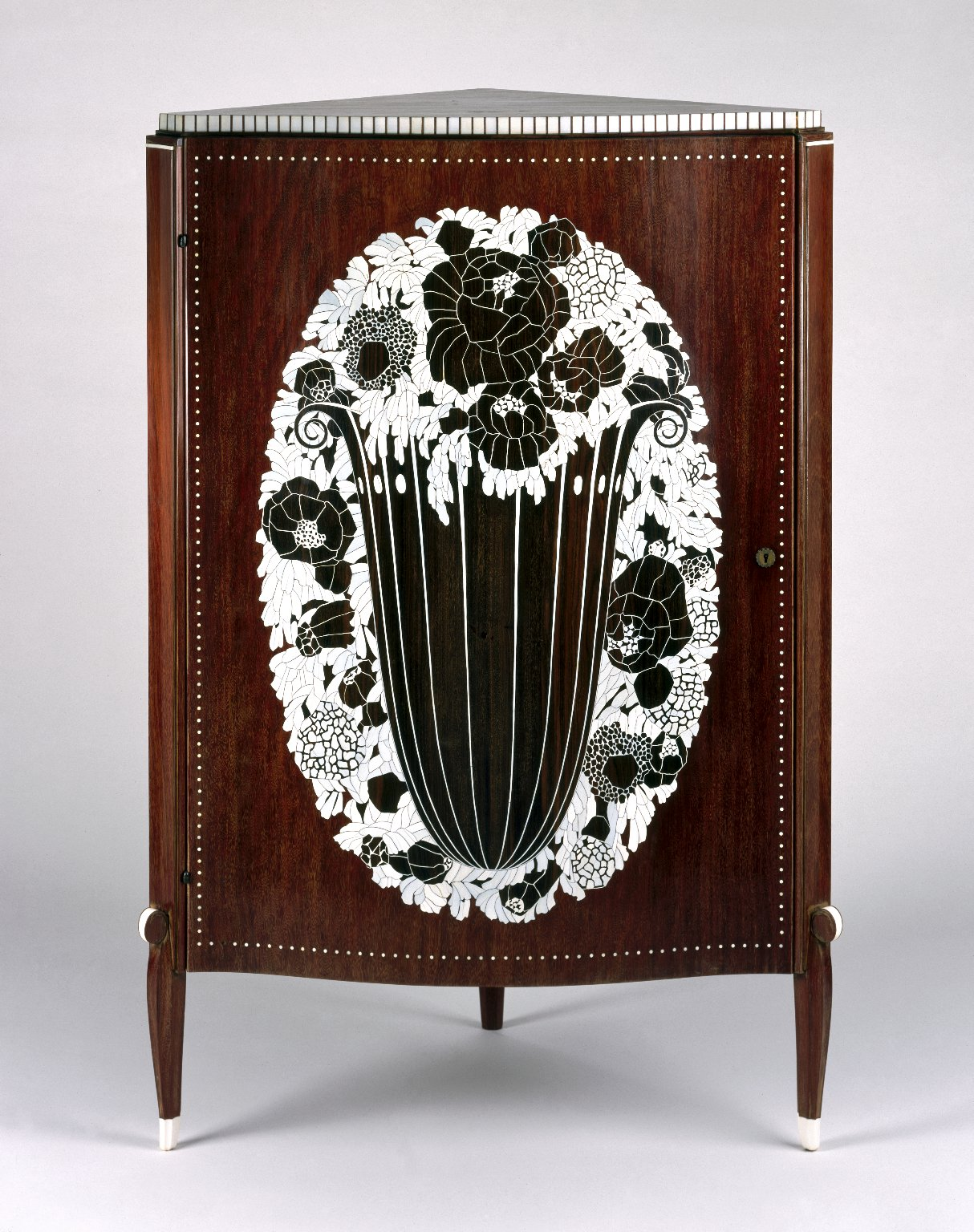
Armário de Canto em Mogno com design de cesto rosa, de marfim incrustado por Émile-Jacques Ruhlmann (1923)
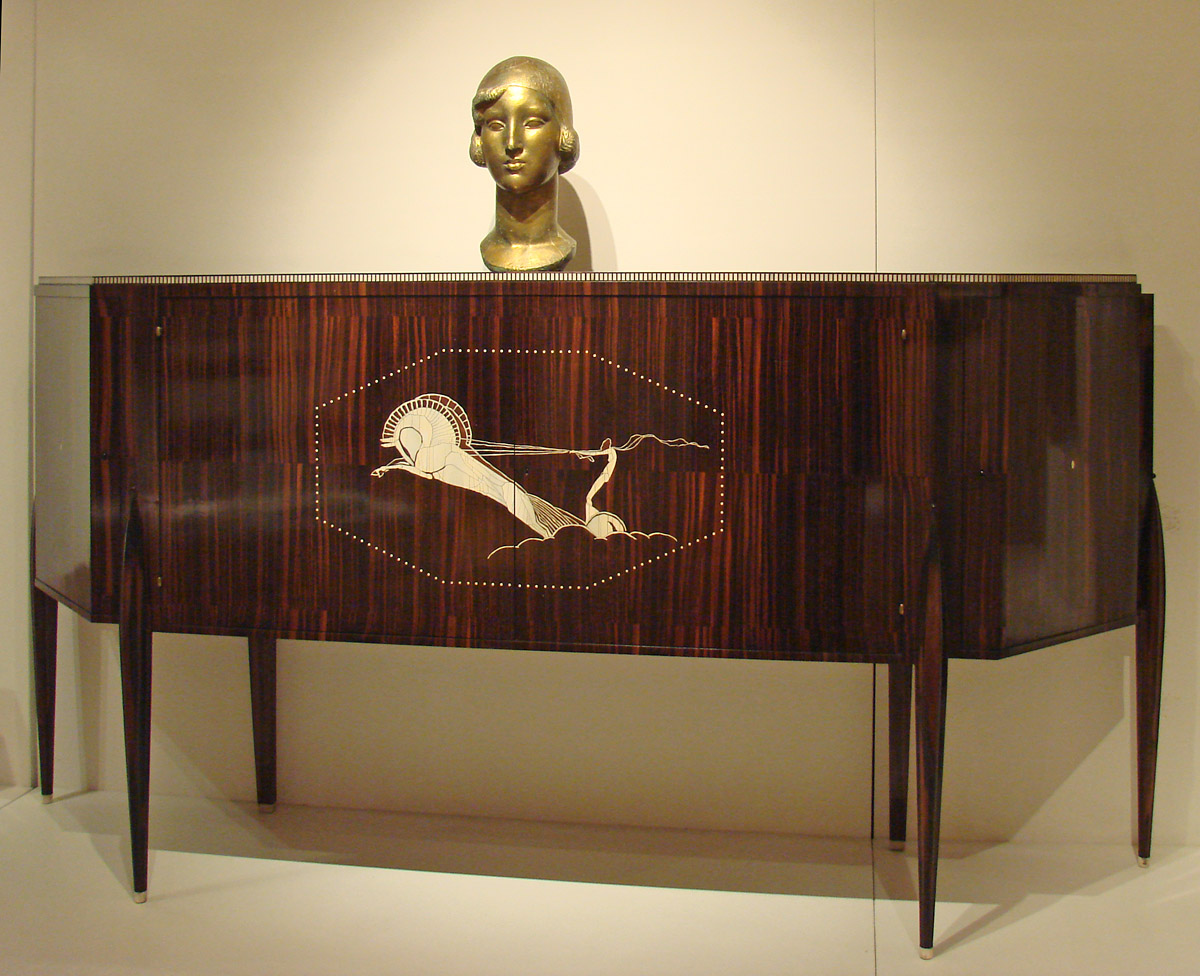
Gabinete de Émile-Jacques Ruhlmann (1926)
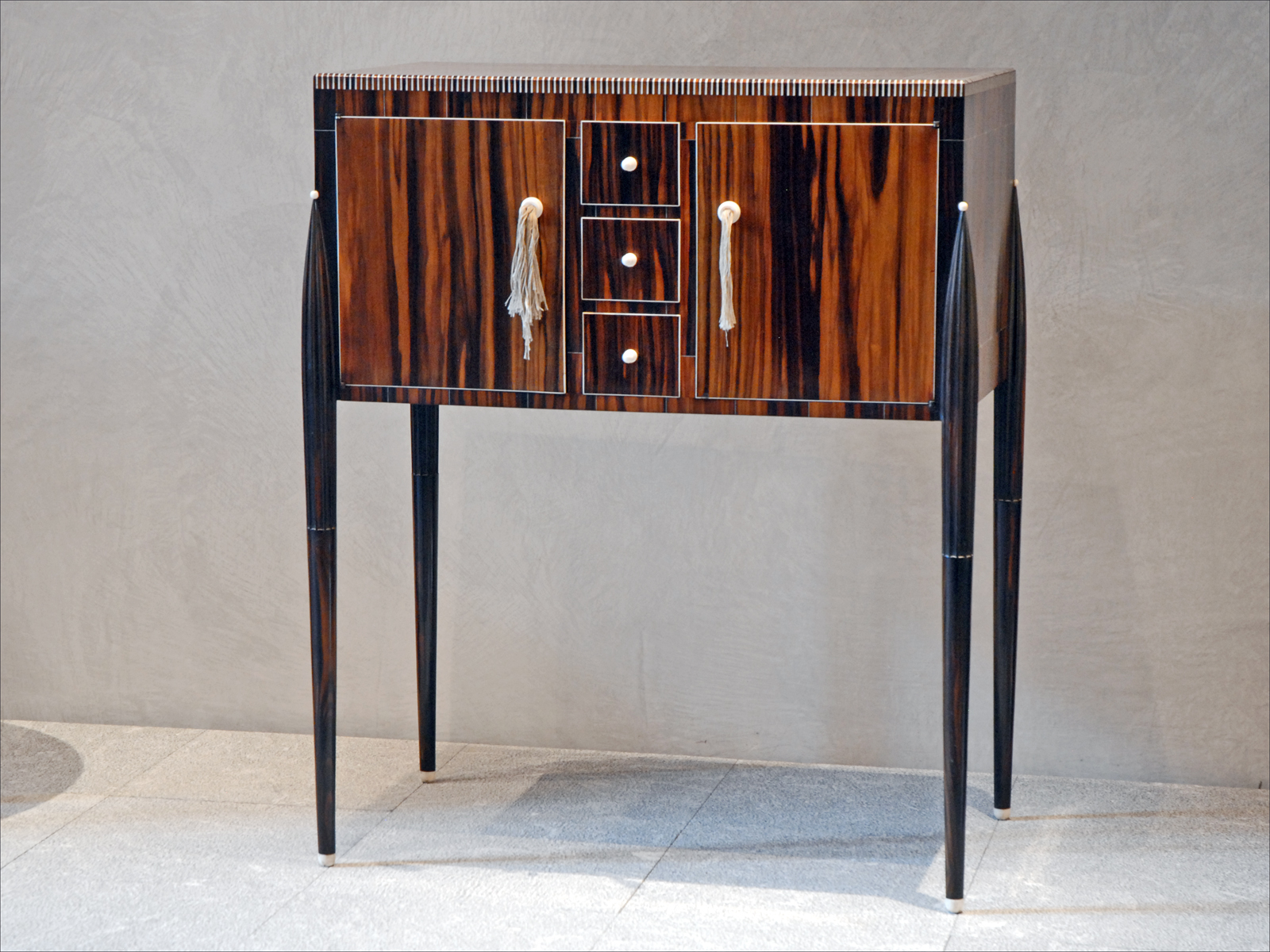
Design de Armário por Émile-Jacques Ruhlmann
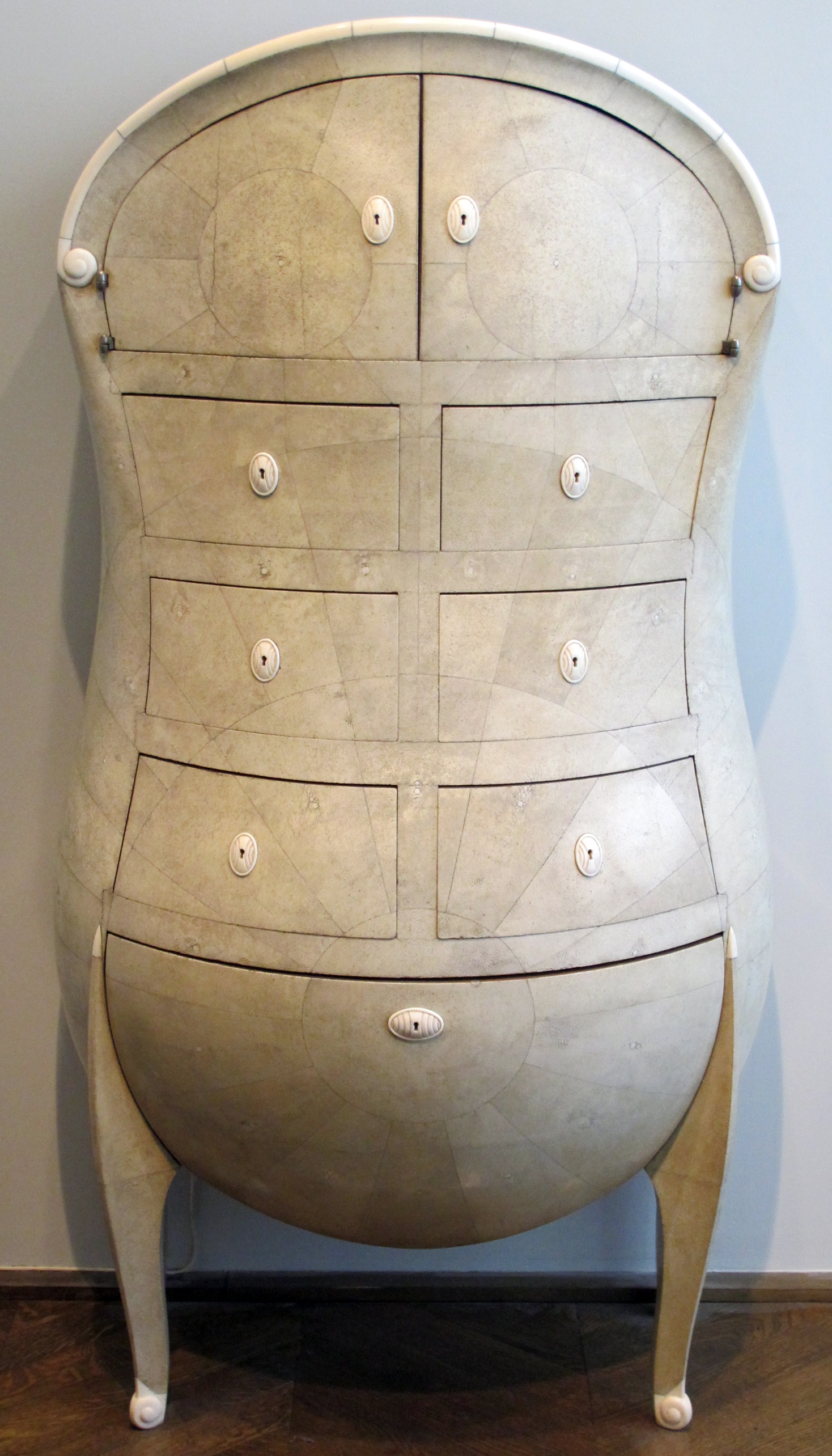
Armário coberto com shagreen ou sharkskin, de André Groult (1925)
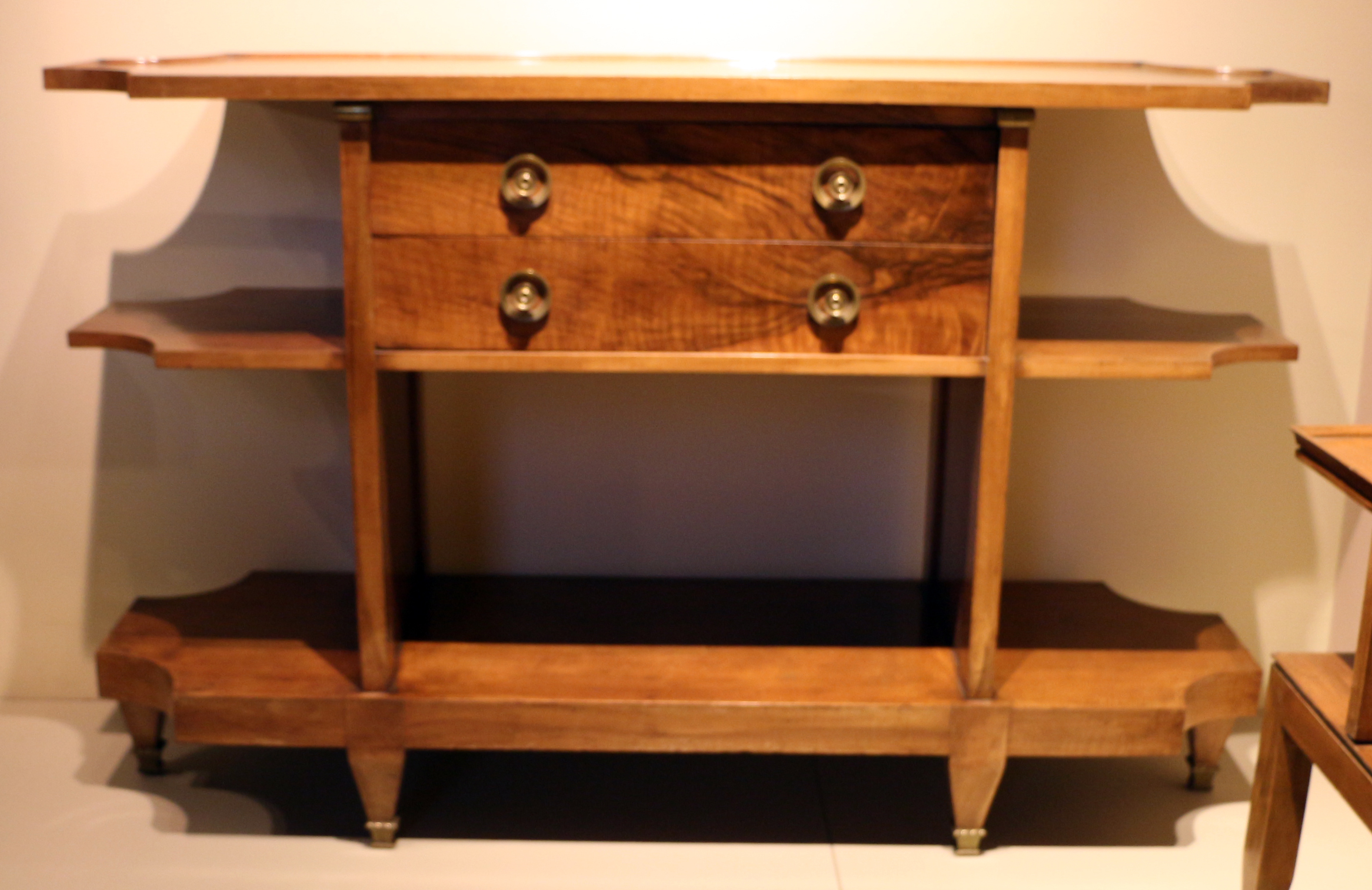
Móveis por Gio Ponti (1927)
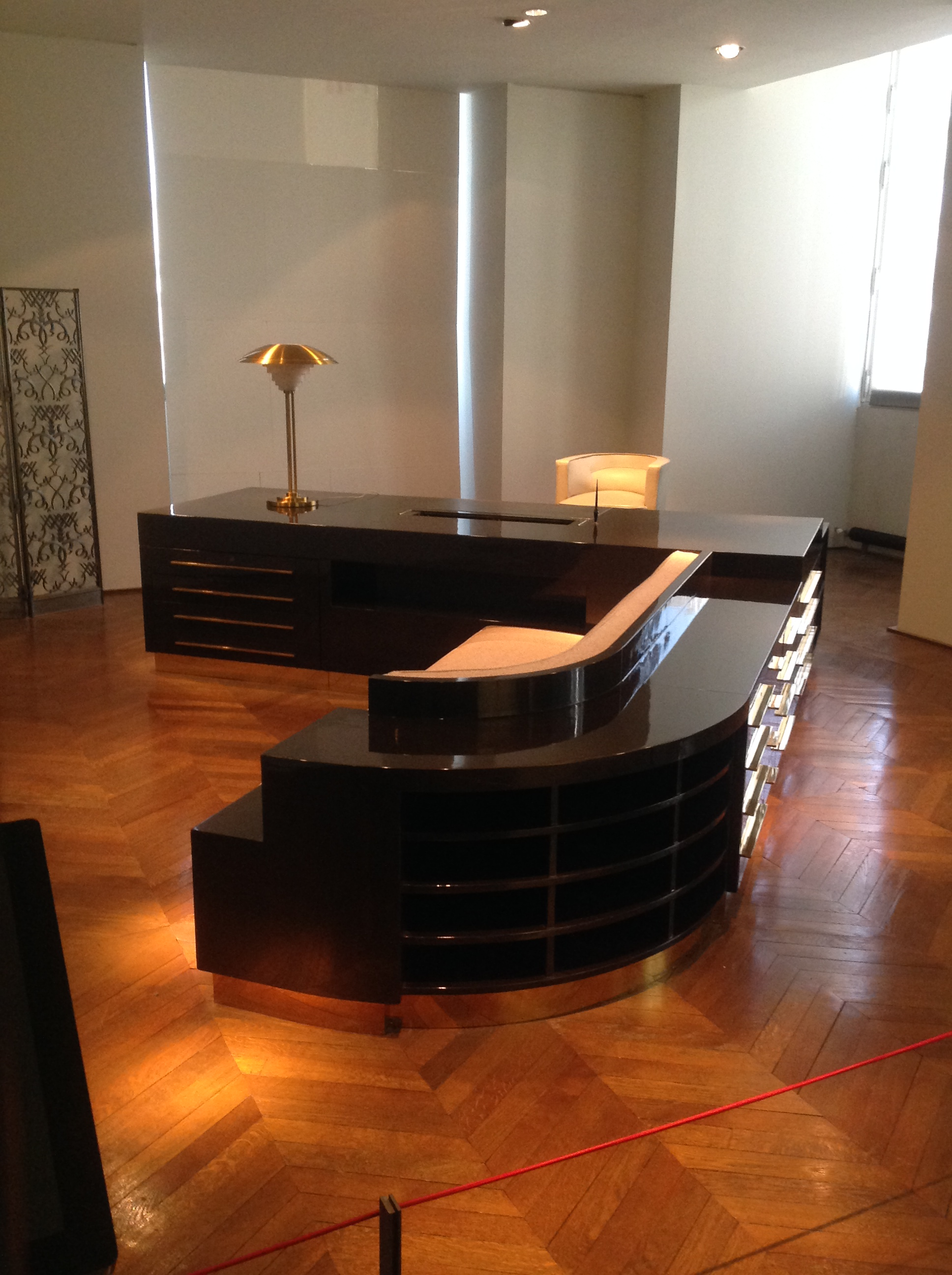
Secretaria de um administrador, de Michel Roux-Spitz, para o Salão dos Artistas Decorativos de 1930
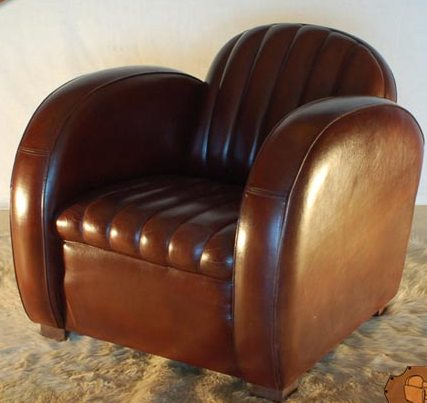
Uma cadeira de clube art déco (década de 1930)
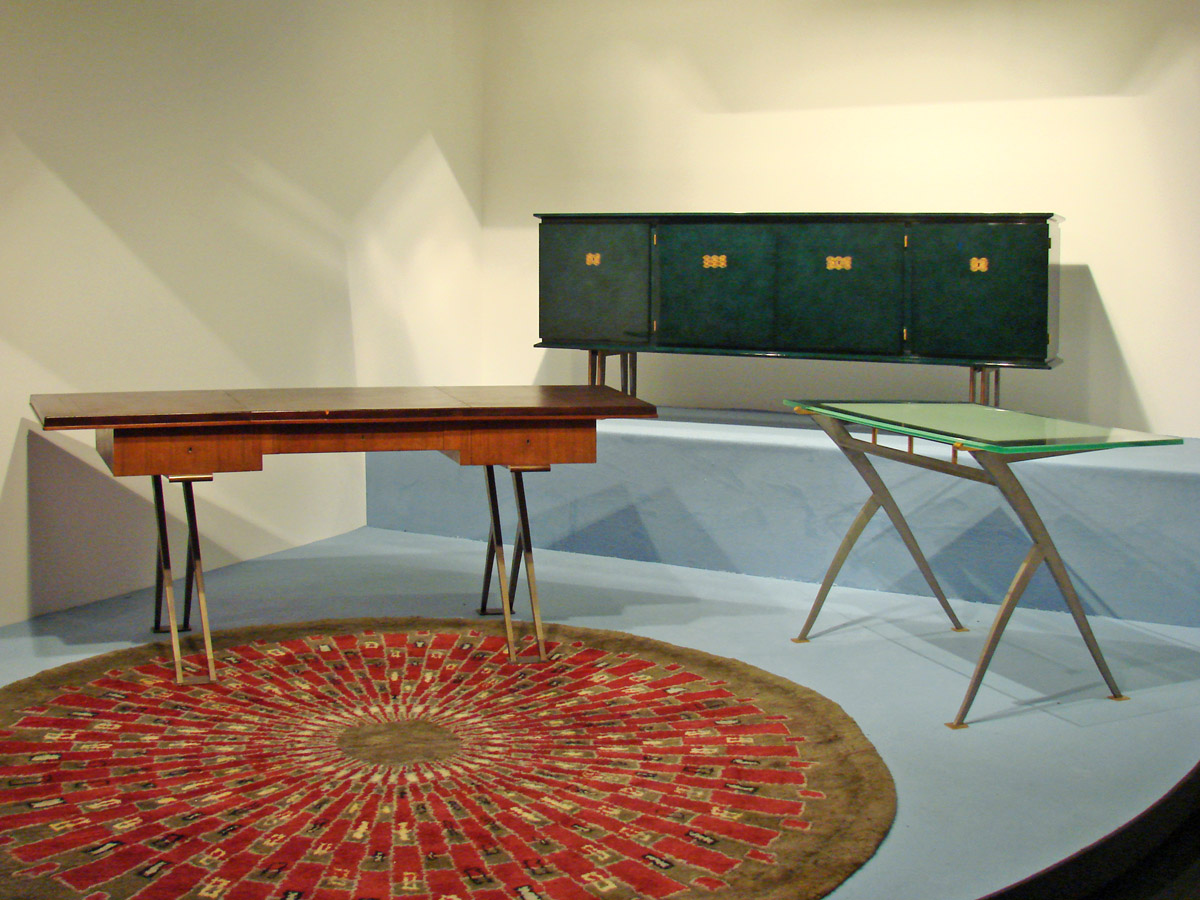
Móveis e tapete estilo Art Deco por Jules Leleu (anos 1930)
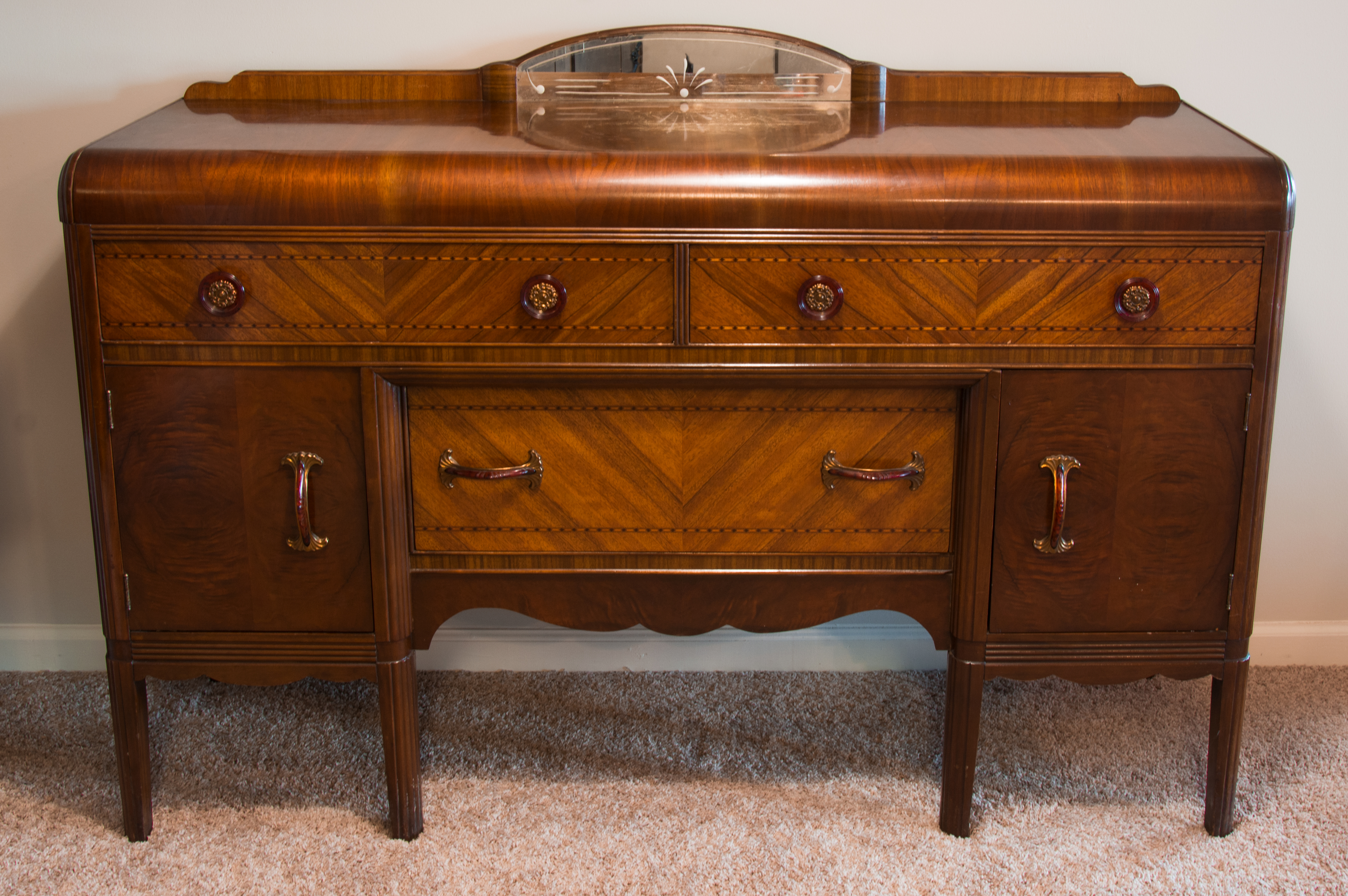
Uma mesa de buffet estilo Cachoeira

A mobília francesa de 1910 até o início da década de 1920 foi em grande parte uma atualização dos estilos de móveis tradicionais franceses, e os designs Art Nouveau de Louis Majorelle, Charles Plumet e outros fabricantes de móveis franceses sentiram-se ameaçados pela crescente popularidade dos fabricantes e estilos alemães, particularmente o estilo Biedermeier, que era simples e limpo. O designer francês Frantz Jourdain, o presidente do Salon d'Automne de Paris, convidou designers de Munique para participar do Salão de 1910. Os designers franceses viram o novo estilo alemão e decidiram enfrentar o desafio. Os designers franceses decidiram apresentar novos estilos franceses no Salão de 1912. As regras do Salon indicavam que apenas estilos modernos seriam permitidos. Todos os principais designers de móveis franceses participaram do Salon: Paul Follot, Paul Iribe, Maurice Dufrene, André Groult, André Mare e Louis Suë participaram, apresentando novos trabalhos que atualizaram os estilos tradicionais franceses de Luís XVI e Luís Filipe com mais cantos angulares inspirados no cubismo e cores mais vivas inspiradas no Fauvismo e no Nabis.
O pintor André Mare e o designer de móveis Louis Suë participaram do Salão de 1912. Depois da guerra, os dois homens se juntaram para formar sua própria companhia, formalmente chamada de Compagnie des Arts Française (Companhia de Artes Francesas), mais geralmente conhecida simplesmente como Suë e Mare. Ao contrário dos proeminentes designers Art Nouveau como Louis Majorelle, que pessoalmente projetou cada peça, eles reuniram uma equipe de artesãos especializados e produziram desenhos de interiores completos, incluindo móveis, objetos de vidro, tapetes, cerâmicas, papéis de parede e iluminação. Seu trabalho apresentava cores vivas, móveis e madeiras nobres, como ébano incrustado de madrepérola, abalone e metal prateado para criar buquês de flores. Eles projetaram tudo, desde o interior de transatlânticos até frascos de perfume para o rótulo de Jean Patou. A empresa prosperou no início da década de 1920, mas os dois homens eram melhores artesãos do que empresários. A empresa foi vendida em 1928 e os dois homens foram embora.
O designer de móveis mais proeminente da Exposição de Artes Decorativas de 1925 foi Émile-Jacques Ruhlmann, da Alsácia. Ele expôs suas obras pela primeira vez no Salão de Outono de 1913, e depois teve seu próprio pavilhão, a "Casa do Rico Colecionador", na Exposição de 1925. Ele usava apenas materiais mais raros e caros, incluindo ébano, mogno, jacarandá, ambão e outras madeiras exóticas, decoradas com incrustações de marfim, conchas de tartaruga, madrepérola, e pequenos pompons de seda decoravam as alças das gavetas dos armários. Sua mobília era baseada em modelos do século XVIII, mas simplificada e reformulada. Em todos os seus trabalhos, a estrutura interna da mobília estava completamente oculta. A estrutura, geralmente de carvalho, estava completamente coberta com uma sobreposição de tiras finas de madeira, então coberta por uma segunda camada de tiras de madeiras raras e caras. Este foi então coberto com um verniz e polido, de modo que a peça parecia ter sido cortada de um único bloco de madeira. O contraste com a madeira escura era fornecido por incrustações de marfim e placas e alças de marfim. Segundo Ruhlmann, as poltronas tinham que ser projetadas de maneira diferente de acordo com as funções das salas onde elas apareciam; poltronas da sala foram projetadas para serem aconchegantes, cadeiras de escritório eram confortáveis e poltronas voluptuosas. Apenas um pequeno número de peças de cada desenho de mobiliário foi feito.
Jules Leleu era um designer de mobiliário tradicional que se mudou suavemente para o Art Déco nos anos 20; desenhou os móveis para a sala de jantar do Palácio do Eliseu e para as cabanas de primeira classe do navio a vapor Normandie. Seu estilo foi caracterizado pelo uso de ébano, madeira de Macassar, nogueira, com decoração de placas de marfim e madrepérola. Ele introduziu o estilo de móveis Art Déco laqueados no final de 1920, e no final dos anos 1930 introduziu móveis de metal com painéis de vidro fumê. Na Itália, o designer Gio Ponti era famoso por seus designs simplificados.
Os móveis caros e exóticos de Ruhlmann e de outros tradicionalistas enfureceram os modernistas, incluindo o arquiteto Le Corbusier, fazendo com que ele escrevesse uma série famosa de artigos denunciando o estilo de decoração das artes. Ele atacou móveis feitos apenas para os ricos e convocou os designers a criar móveis feitos com materiais baratos e estilo moderno, que as pessoas comuns podiam comprar. Ele projetou suas próprias cadeiras, criadas para serem baratas e produzidas em massa.
Na década de 1930, surgiram designs de móveis adaptados à forma, com superfícies mais lisas e formas curvas. Os mestres do estilo tardio incluíram Donald Deskey, que foi um dos designers mais influentes; ele criou o interior do Radio City Music Hall. Ele usou uma mistura de materiais tradicionais e muito modernos, incluindo alumínio, cromo e baquelite, uma das primeiras formas de plástico. O estilo Cachoeira era popular nos anos 1930 e 1940 (a forma de mobiliário Art Déco mais predominante na época). Peças eram tipicamente de compensado acabado com verniz louro e com bordas arredondadas, parecendo uma cachoeira.

## Design

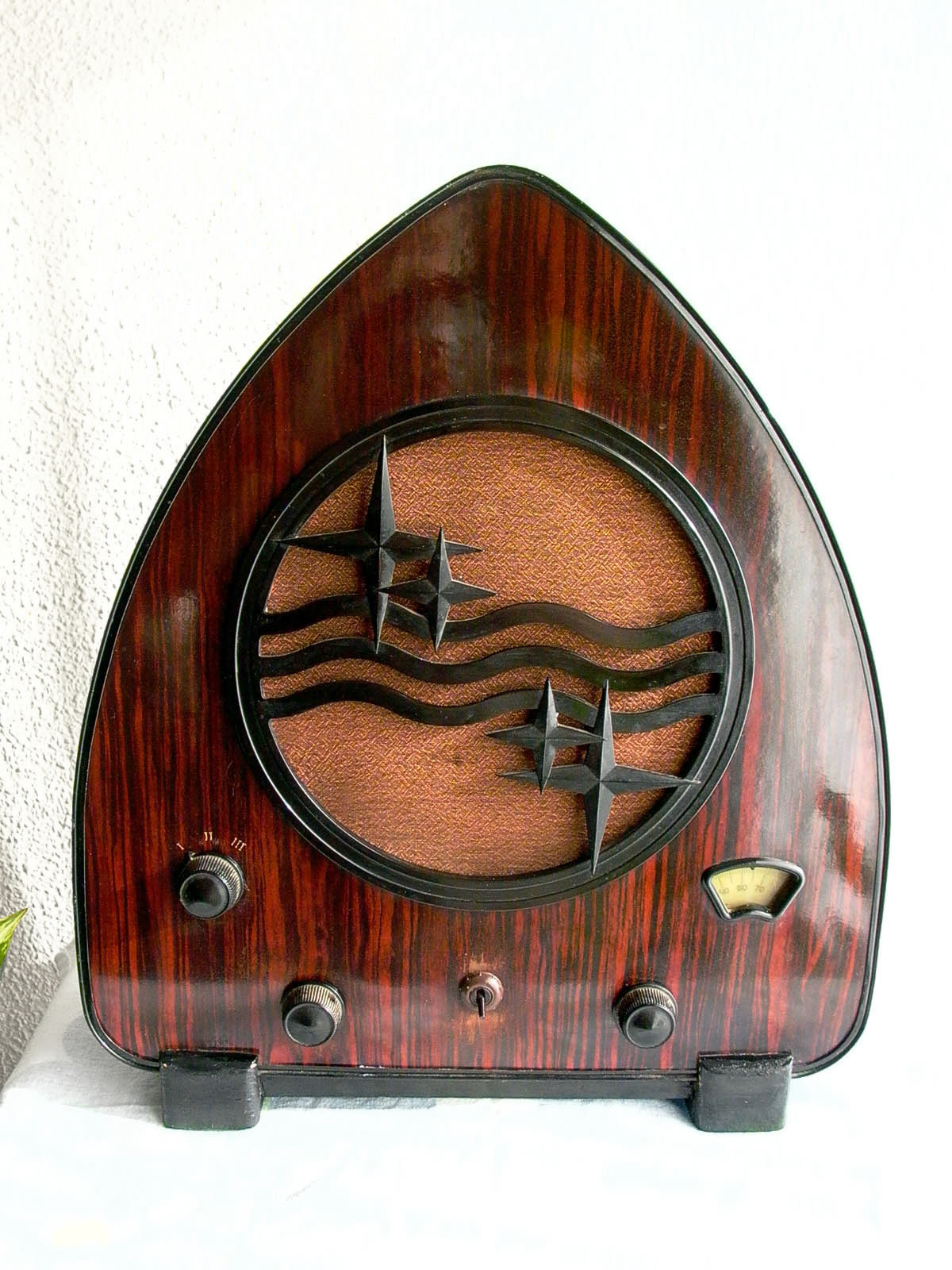
Rádio Philips Art Deco (1931)
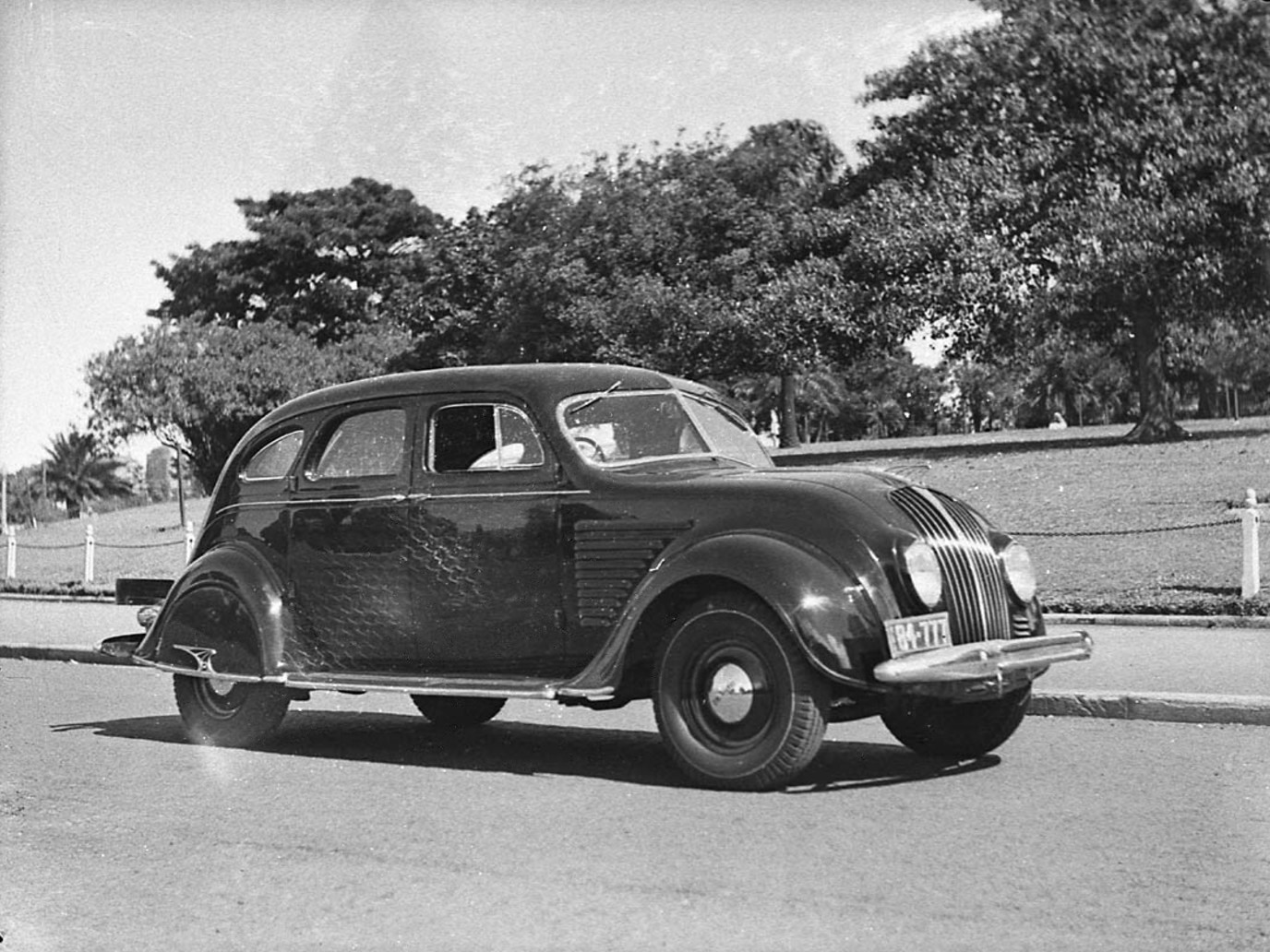
Sedan Chrysler Airflow, desenhado por Carl Breer (1934)
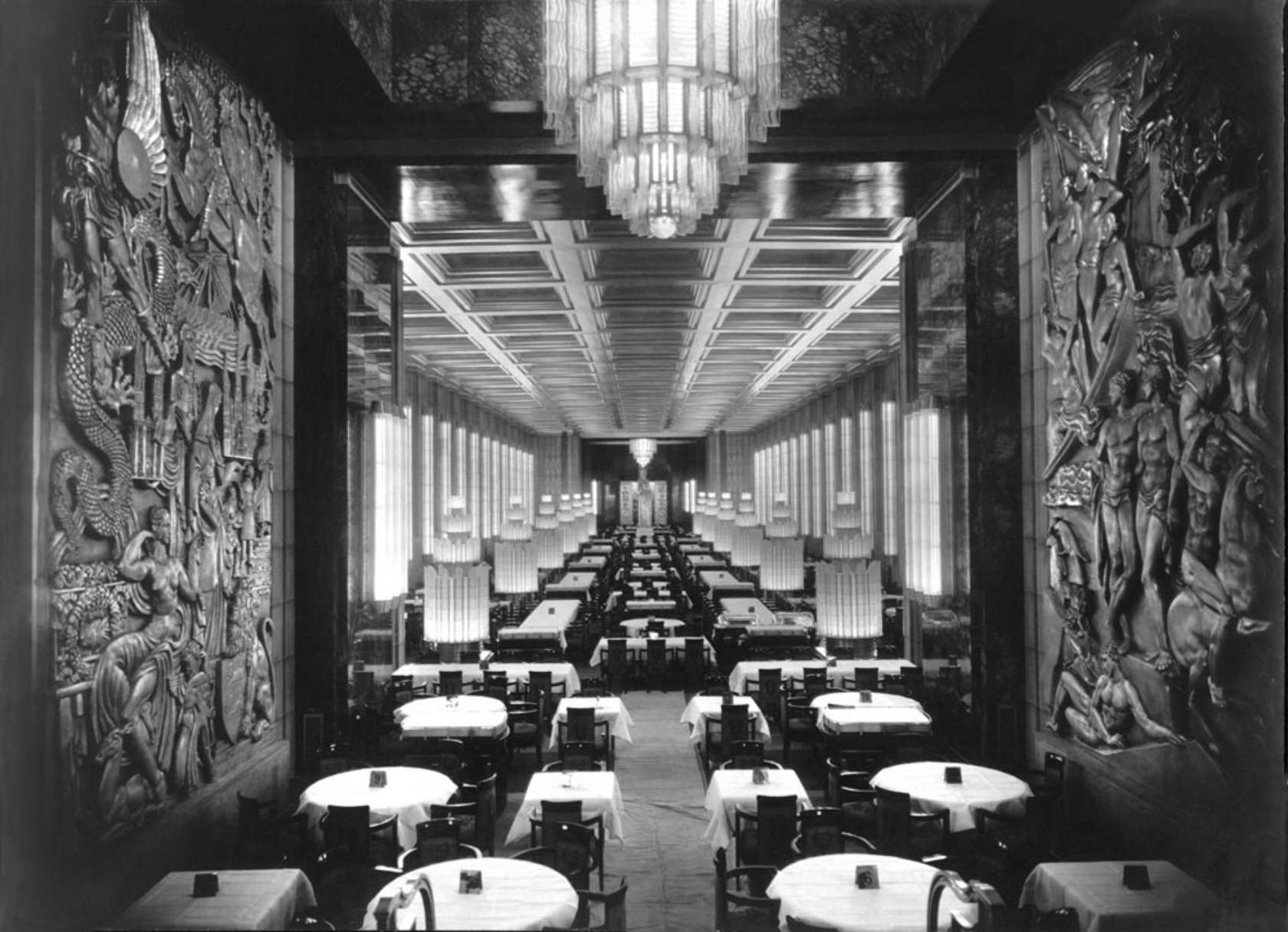
Grande sala de jantar do transatlântico SS Normandie (1935), baixos-relevos de Raymond Delamarre
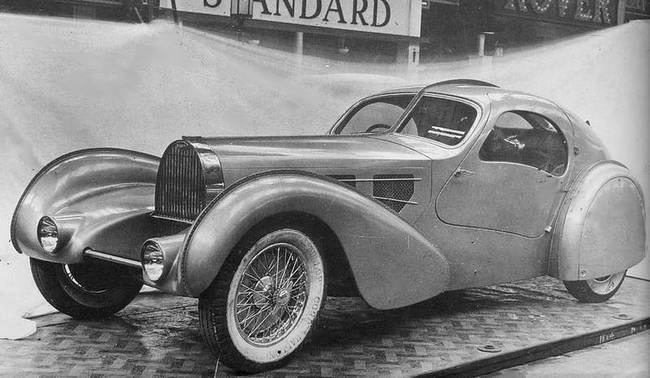
Bugatti Aérolithe (1936)
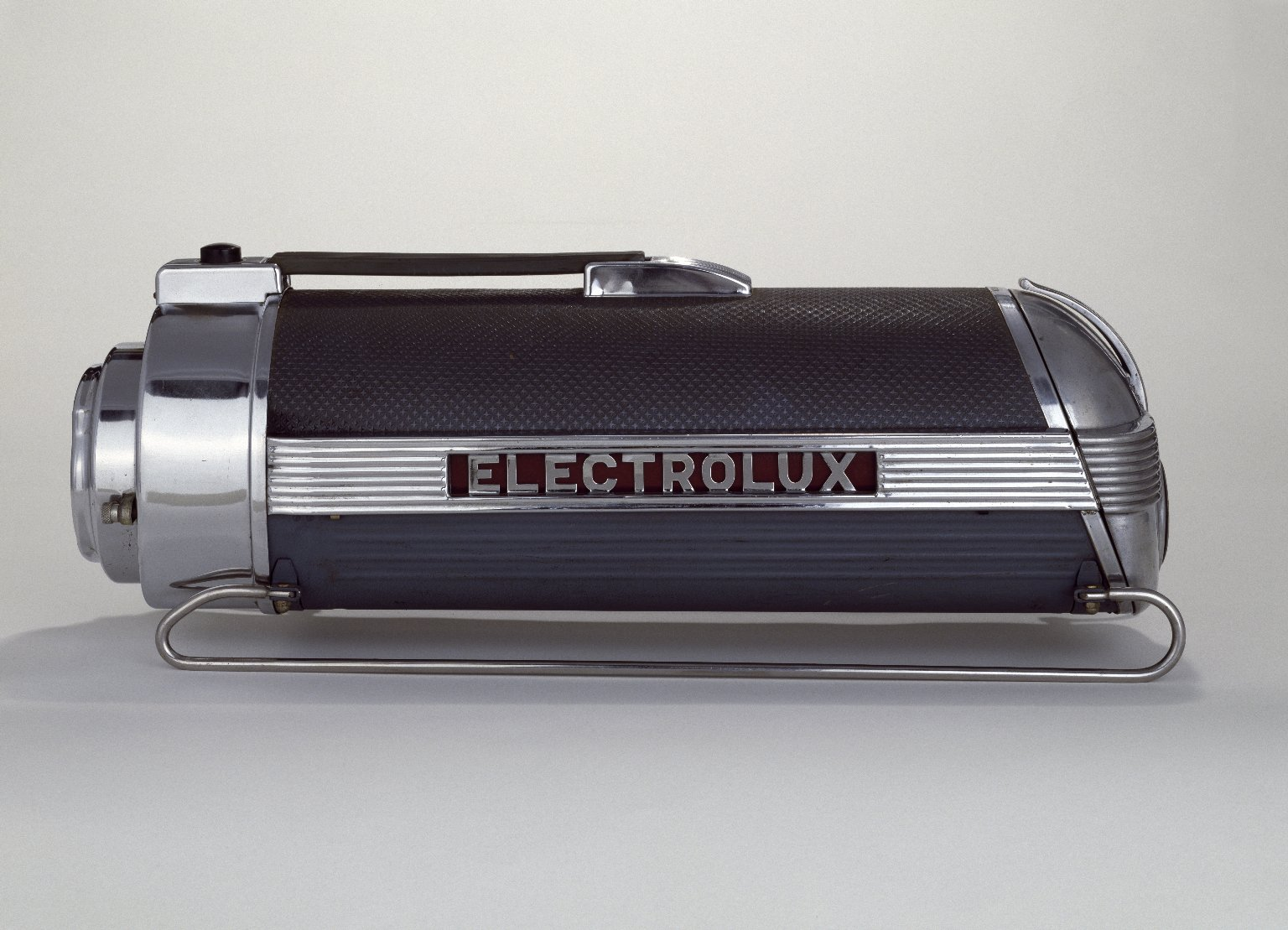
Aspirador Electrolux (1937)
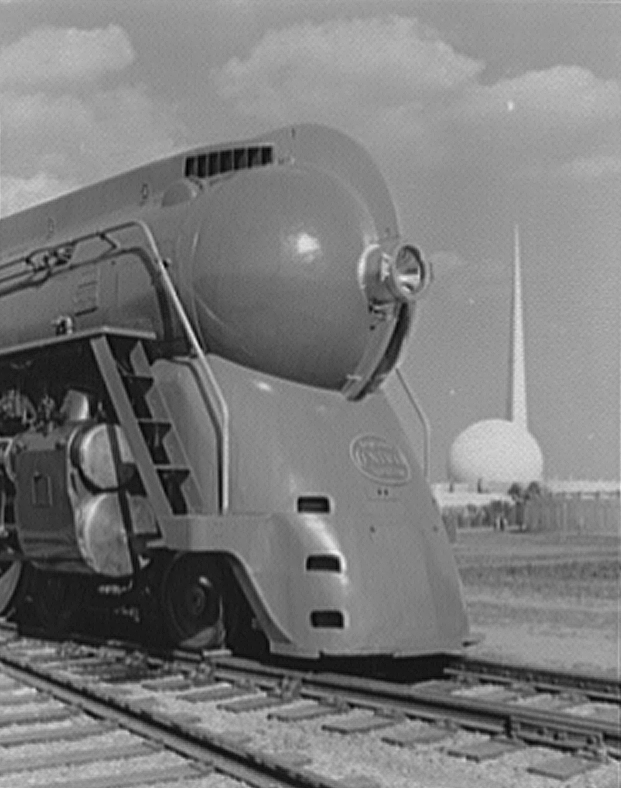
Locomotiva de ferrovia em estilo aerodinâmico (streamline) (1939)

O Streamline foi uma variedade de Art Déco que surgiu em meados da década de 1930. Foi influenciado pelos modernos princípios aerodinâmicos desenvolvidos para a aviação e balística para reduzir o atrito do ar em altas velocidades. As formas de bala foram aplicadas por projetistas em carros, trens, navios e até mesmo objetos que não se destinavam a se mover, como refrigeradores, bombas de gasolina e prédios. Um dos primeiros veículos produzidos neste estilo foi o Chrysler Airflow de 1933. Ele não teve sucesso comercial, mas a beleza e a funcionalidade de seu design criaram um precedente: significava modernidade. Isso continuou a ser utilizado nos designs dos carros bem depois da Segunda Guerra Mundial.
Novos materiais industriais começaram a influenciar o design de carros e objetos domésticos. Estes incluíam alumínio, cromo e baquelite, uma forma inicial de plástico. A baquelite poderia ser facilmente moldada em diferentes formas, e logo foi usada em telefones, rádios e outros aparelhos.
Os transatlânticos adotaram também um estilo de Art Déco, conhecido em francês como o Estilo Paquebot, ou "Ocean Liner Style (Estilo Transatlântico)". O exemplo mais famoso foi o SS Normandie, que fez sua primeira viagem transatlântica em 1935. Ele foi projetado especialmente para trazer americanos abastados a Paris para fazer compras. As cabines e salões apresentavam o mais recente mobiliário e decoração Art Déco. O Grand Salon do navio, que era o restaurante para passageiros de primeira classe, era maior que o Salão dos Espelhos do Palácio de Versalhes. Ele era iluminado por luzes elétricas dentro de doze pilares de cristal Lalique; trinta e seis pilares correspondentes alinhavam-se nas paredes. Este foi um dos primeiros exemplos de iluminação sendo diretamente integrado à arquitetura. O estilo dos navios logo foi adaptado aos edifícios. Um exemplo notável é encontrado na orla de San Francisco, onde o prédio do Museu Marítimo, construído como um banho público em 1937, se assemelha a uma balsa, com grades de navios e cantos arredondados. O Terminal Star Ferry, em Hong Kong, também usou uma variação do estilo.

## Joalheria

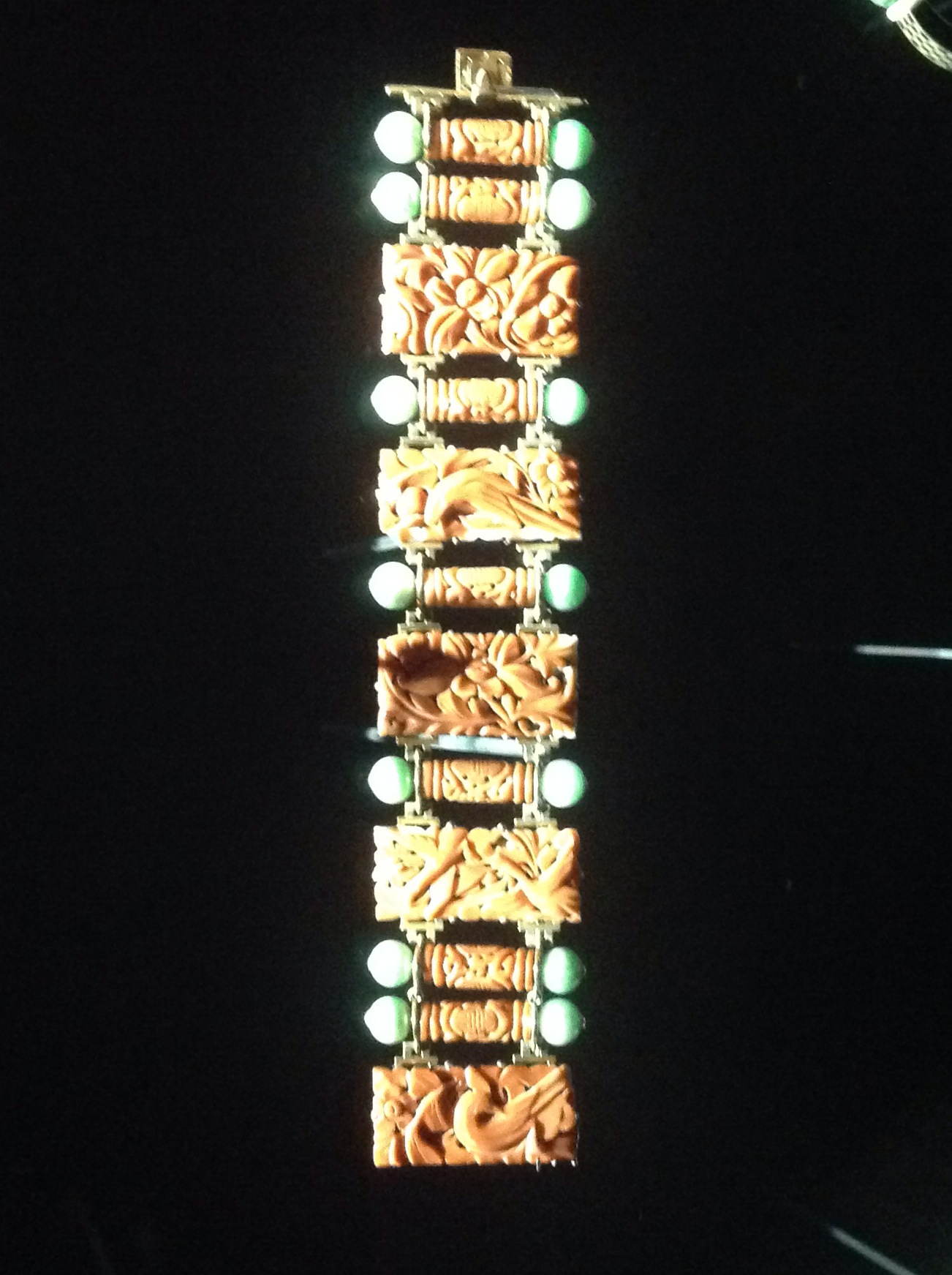
Bracelete Art Déco de ouro, coral e jade (1925) (Museu de Artes Decorativas, Paris)
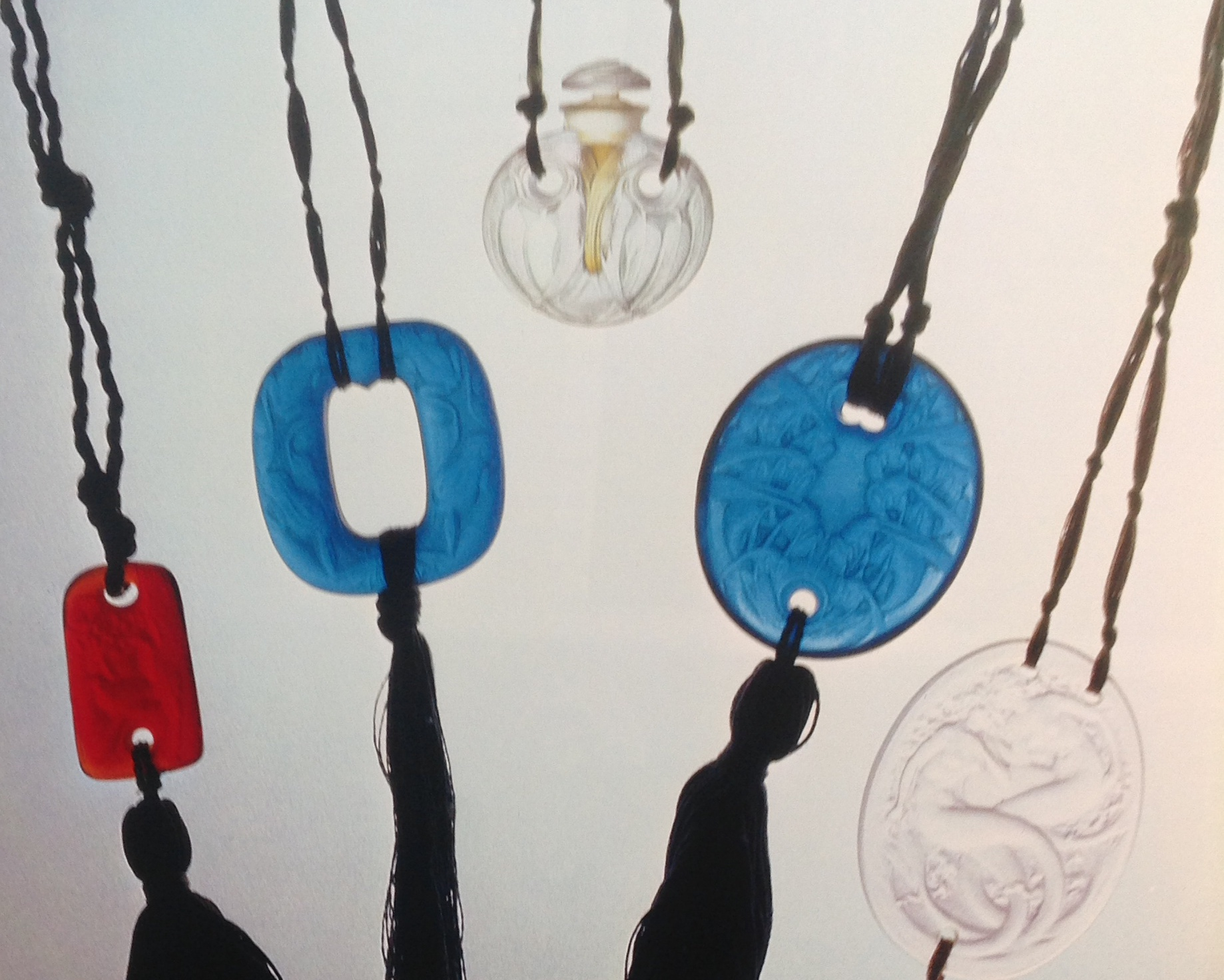
Pingentes de vidro moldado em cordões de seda, de René Lalique (1925–30)
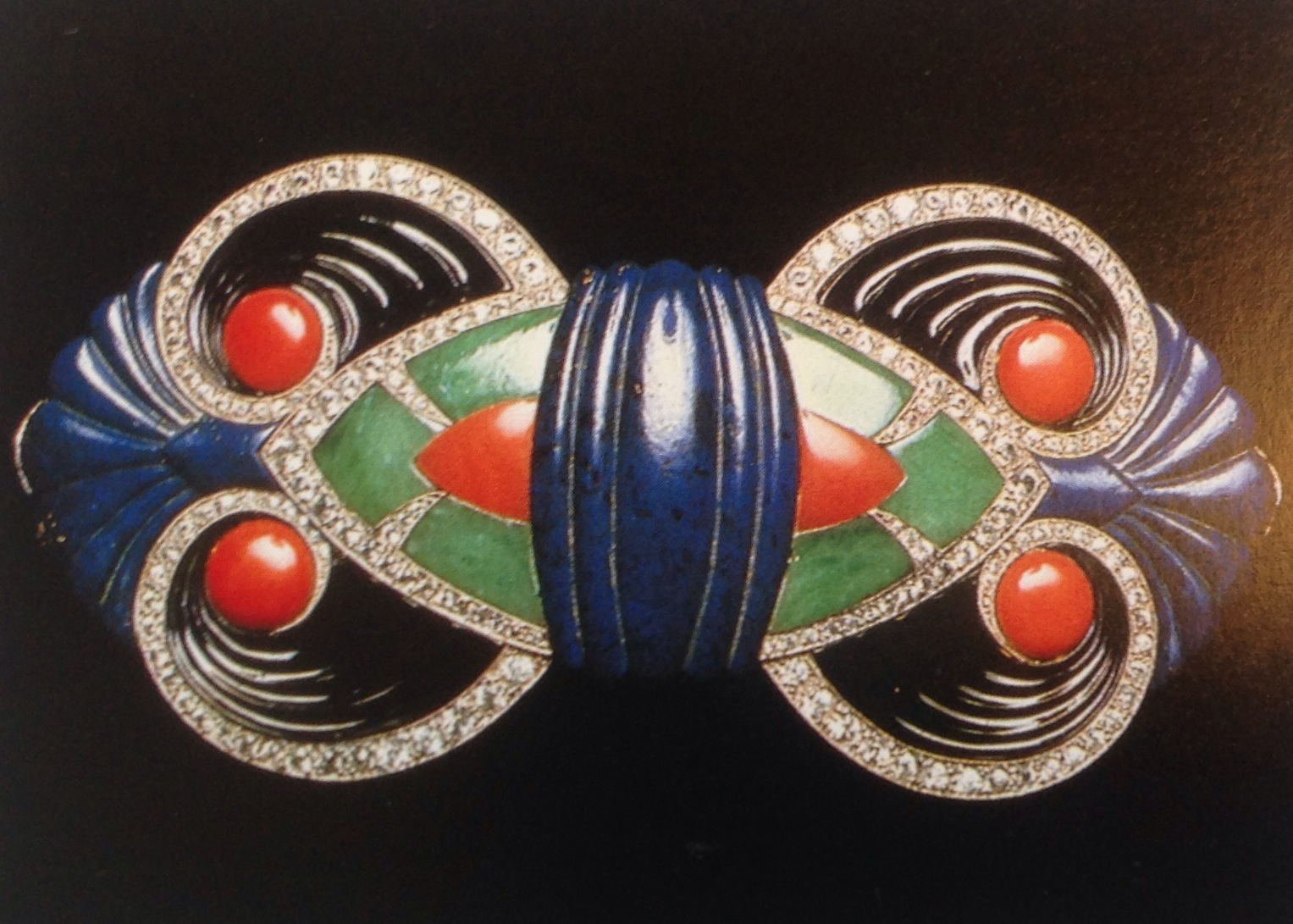
Fivela de ouro com diamantes e ônix esculpido, lápis-lazúli, jade e coral, de Boucheron (1925)
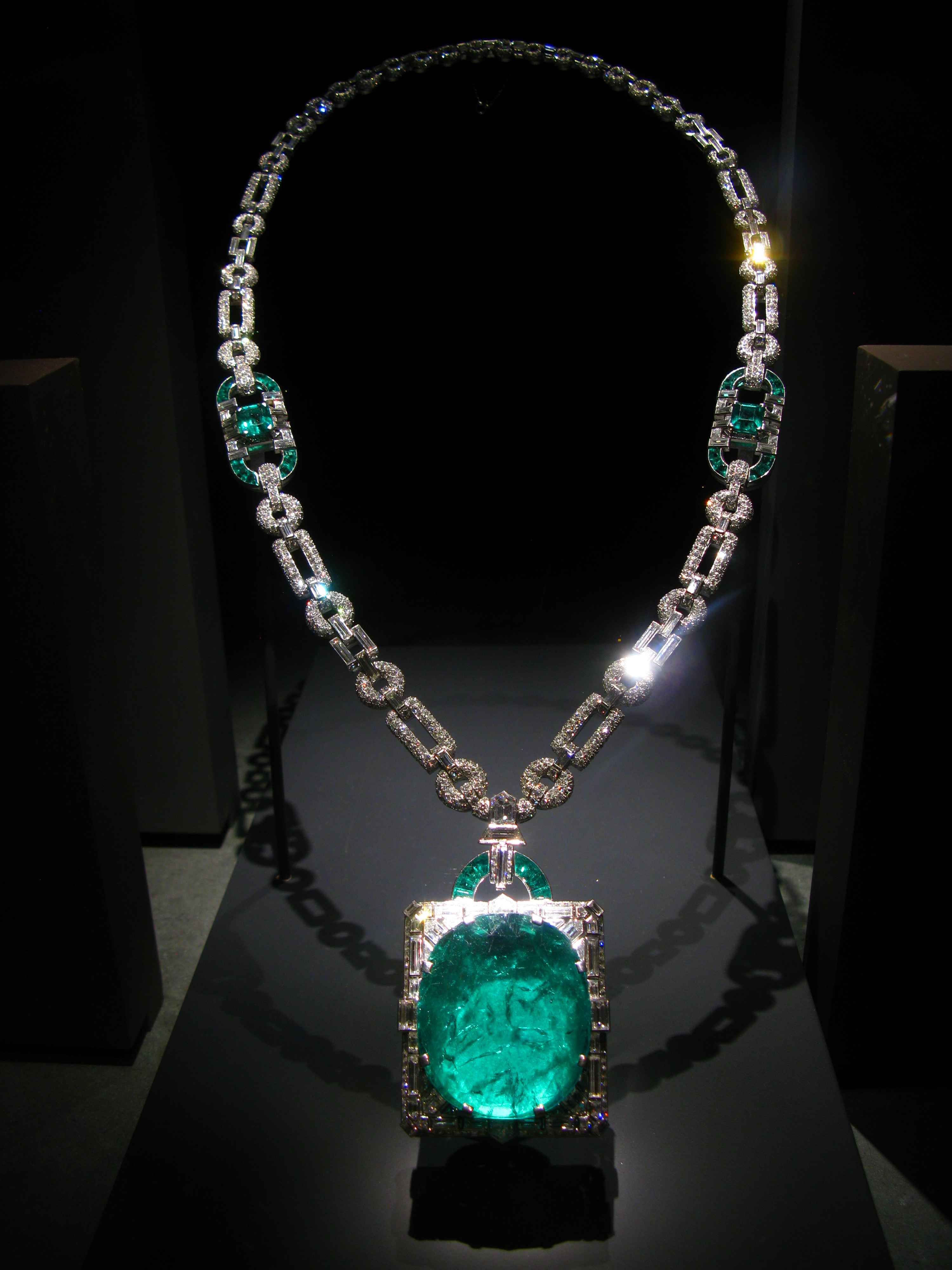
Colar de Esmeralda Mackay, Cartier (1930). Esmeralda, diamante e platina. Museu Nacional Smithsoniano de História Natural, EUA

Nas décadas de 1920 e 1930, designers como René Lalique e Cartier tentaram reduzir a dominância tradicional dos diamantes introduzindo gemas mais coloridas, como pequenas esmeraldas, rubis e safiras. Eles também colocaram maior ênfase em ambientes muito elaborados e elegantes, apresentando materiais menos caros, como esmalte, vidro, chifres e marfim. Os diamantes foram cortados em formas menos tradicionais; A Exposição de 1925 viu um grande número de diamantes cortados na forma de pequenos bastões ou palitos de fósforo. As configurações de diamantes também mudaram; cada vez mais os joalheiros usavam platina em vez de ouro, já que era forte e flexível, e podiam montar cachos de pedras. Os joalheiros também começaram a usar mais materiais escuros, como esmaltes e ônix preto, que proporcionou um maior contraste com diamantes.
A joia tornou-se muito mais colorida e variada em estilo. Cartier e a firma de Boucheron combinaram diamantes com outras gemas coloridas cortadas na forma de folhas, frutas ou flores, para fazer broches, anéis, brincos, clipes e pingentes. Os temas do Extremo Oriente também se tornaram populares: placas de jade e coral foram combinadas com platina e diamantes, e maletas de maquiagem, charuteiras e caixas de pó de arroz foram decoradas com paisagens japonesas e chinesas feitas com madrepérola, esmalte e verniz.
A mudança rápida de roupas trouxe novos estilos de joias. Vestidos sem mangas da década de 1920 significavam que os braços precisavam de decoração, e designers rapidamente criaram pulseiras de ouro, prata e platina incrustadas com lápis-lazúli, ônix, coral e outras pedras coloridas; outros braceletes eram destinados à parte superior do braço, e muitas pulseiras eram usadas ao mesmo tempo. Os cortes de cabelo curtos de mulheres na década de vinte exigiam designs elaborados de brincos decorativos. Quando as mulheres começaram a fumar em público, os designers criaram caixas de cigarros muito ornamentadas e piteiras de marfim. A invenção do relógio de pulso antes da Primeira Guerra Mundial inspirou joalheiros a criar extraordinários relógios decorados, incrustados com diamantes e banhados com esmalte, ouro e prata. Relógios pendentes, pendurados em uma fita, também se tornaram moda.
As joalherias estabelecidas de Paris no período, Cartier, Chaumet, Georges Fouquet, Mauboussin e Van Cleef & Arpels criaram joias e objetos da nova moda. A firma de Chaumet fabricava caixas de cigarros altamente geométricas, isqueiros, cabides e cadernos, feitos de pedras duras decoradas com jade, lápis-lazúli, diamantes e safiras. Eles se juntaram a muitos jovens designers novos, cada um com sua própria ideia de Deco. Raymond Templier desenhou peças com padrões geométricos altamente intrincados, incluindo brincos de prata que pareciam arranha-céus. Gerard Sandoz tinha apenas 18 anos quando começou a projetar joias em 1921; ele projetou muitas peças célebres baseadas na aparência suave e polida de máquinas modernas. O designer de vidro René Lalique também entrou em campo, criando pingentes de frutas, flores, sapos, fadas ou sereias feitas de vidro esculpido em cores brilhantes, penduradas em cordões de seda com borlas. O joalheiro Paul Brandt contrastou padrões retangulares e triangulares, e inseriu pérolas em linhas em placas de ônix. Jean Despres fez colares de cores contrastantes, reunindo prata e laca preta, ou ouro com lápis-lazúli. Muitos de seus projetos pareciam peças de máquinas altamente polidas. Jean Dunand também foi inspirado por máquinas modernas, combinadas com vermelhos brilhantes e pretos contrastando com metal polido.

## Arte em vidro

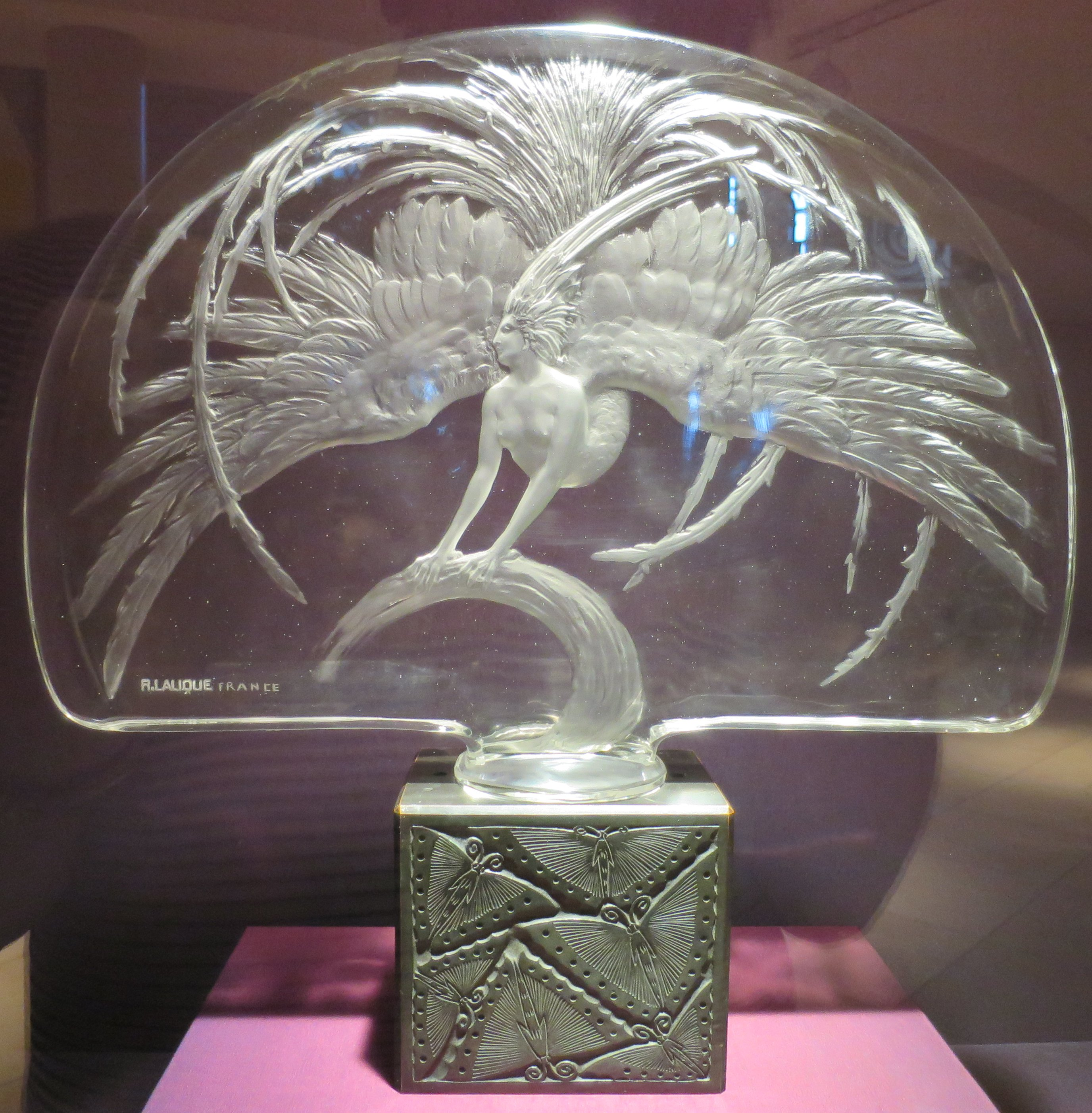
O Pássaro de Fogo por René Lalique (1922)
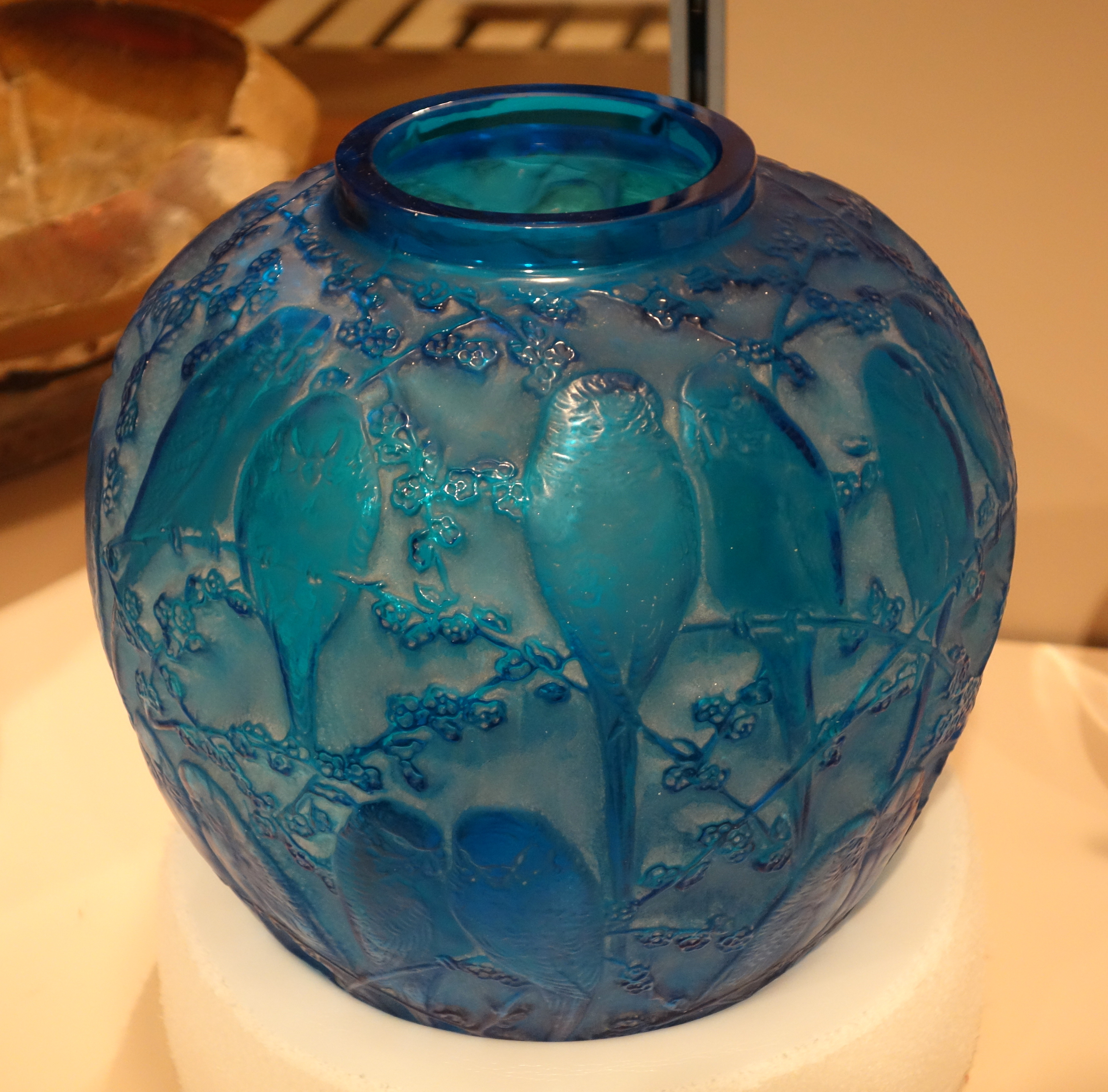
Vaso Papagaio por René Lalique (1922)
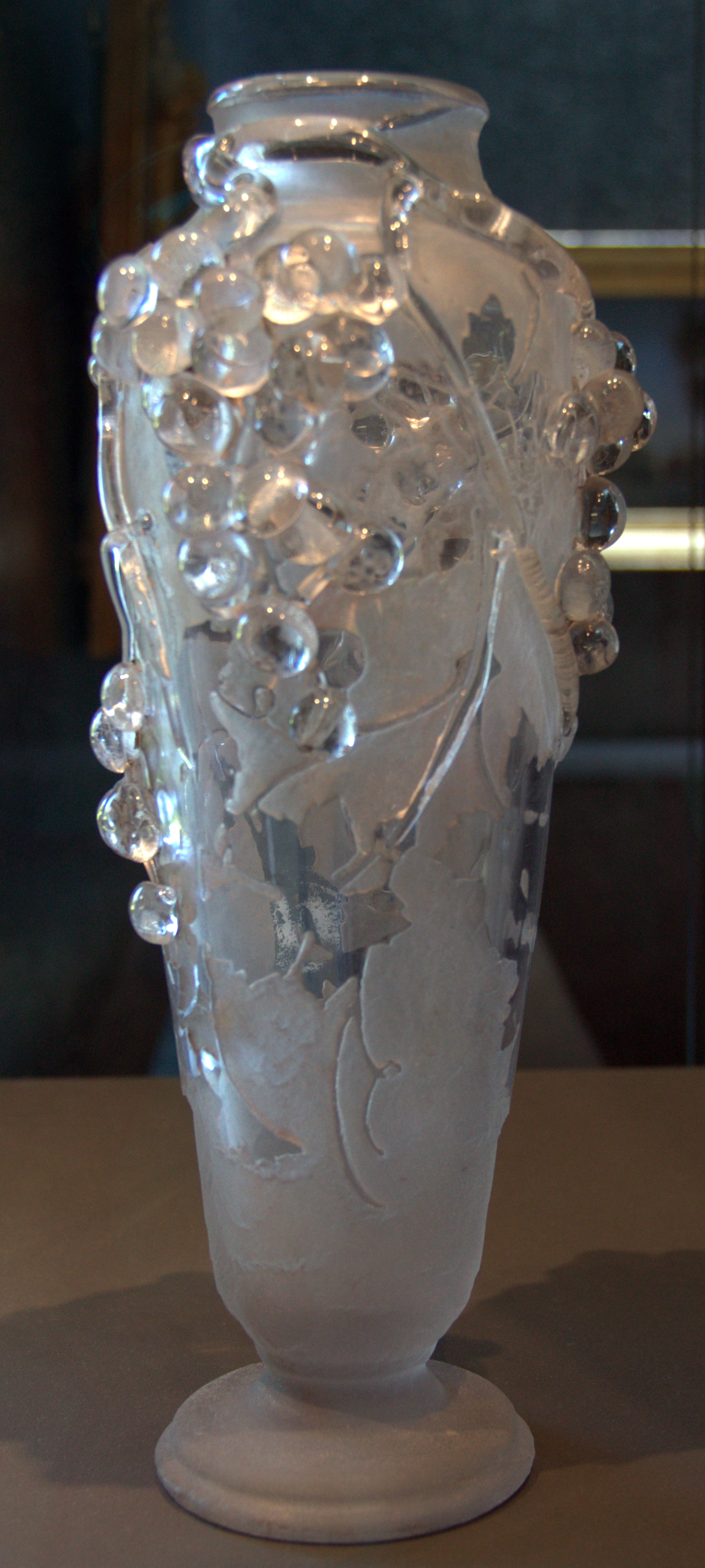
Um vaso Daum com uvas esculpidas (1925)
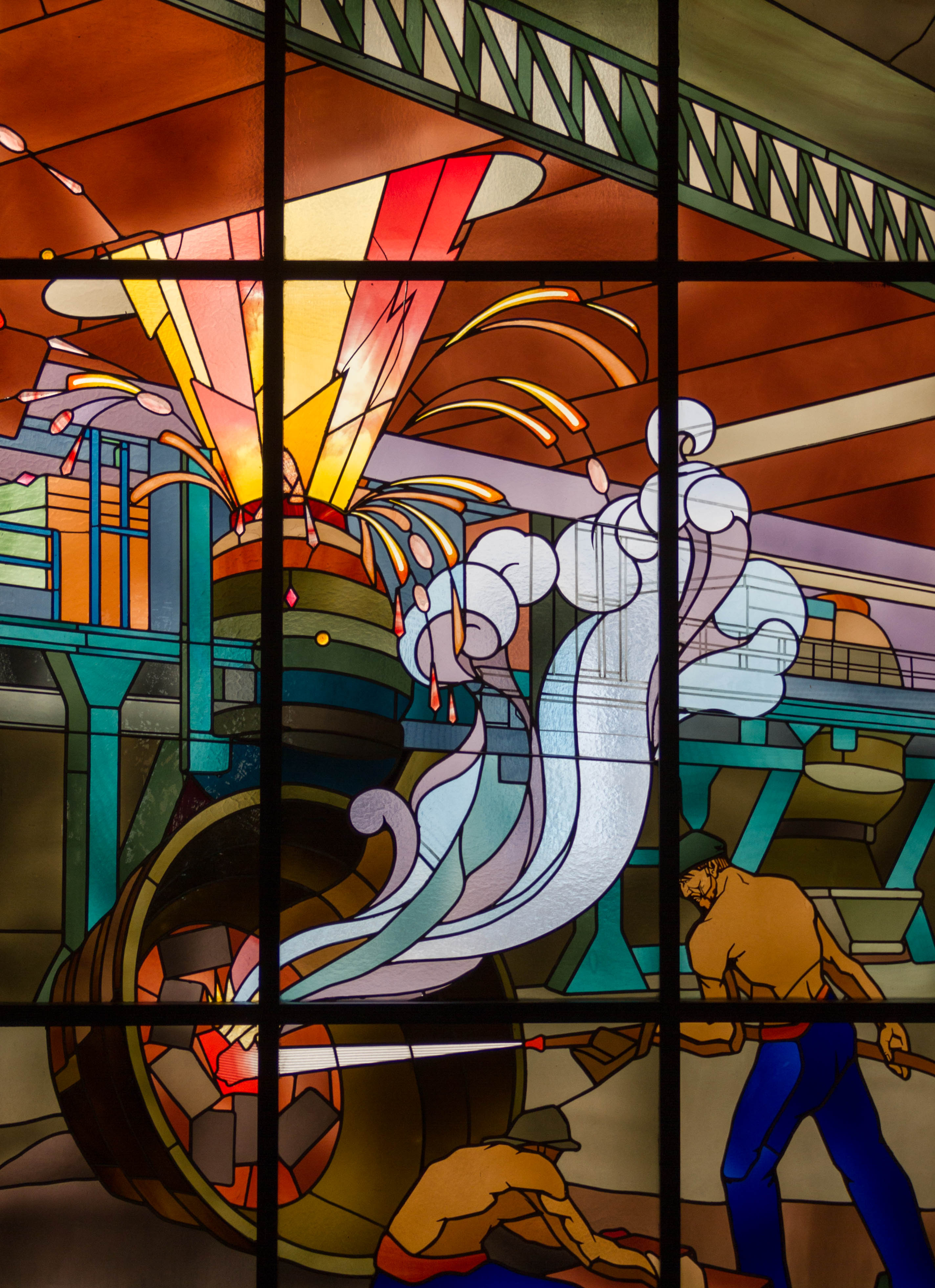
Janela para escritório de uma siderúrgica por Louis Majorelle (1928)
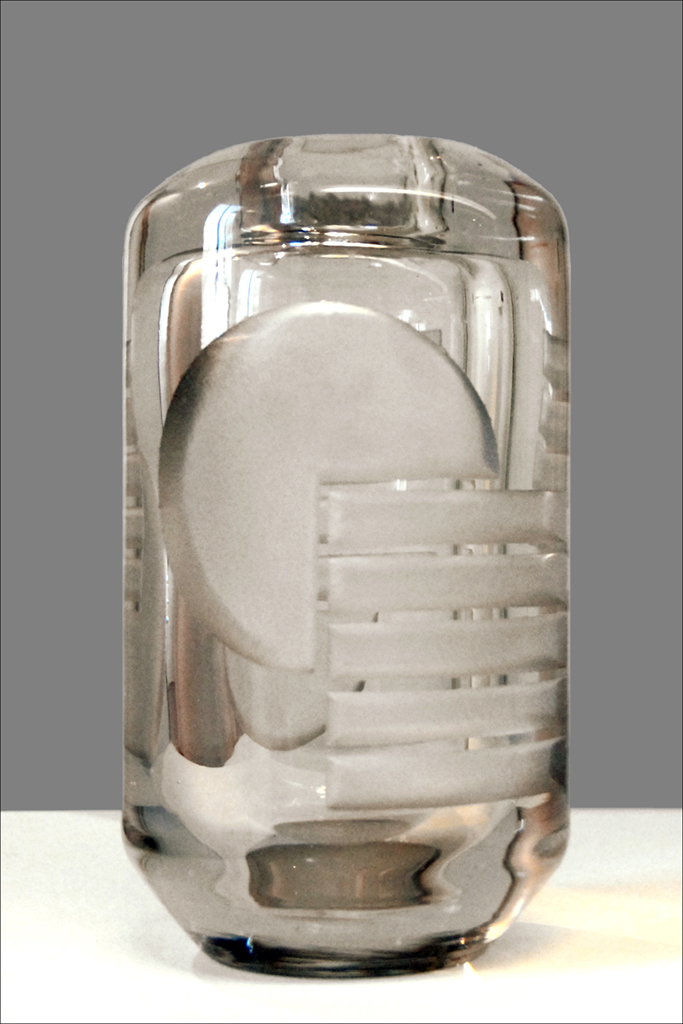
Vaso Daum (1930-35)

Como o período Art Nouveau anterior, o Art Déco foi um período excepcional para o vidro fino e outros objetos decorativos, projetados para se adequarem ao ambiente arquitetônico. O mais famoso produtor de objetos de vidro foi René Lalique, cujas obras, de vasos a enfeites de capô para automóveis, se tornaram símbolos do período. Ele fez empreendimentos em vidro antes da Primeira Guerra Mundial, projetando garrafas para os perfumes de François Coty, mas não começou a produção séria de vidro de arte até depois da Primeira Guerra Mundial. Em 1918, aos 58 anos, ele comprou uma grande fábrica de vidro em Combs-la-Ville e começou a fabricar objetos artísticos e práticos de vidro. Ele tratou o vidro como uma forma de escultura e criou estatuetas, vasos, tigelas, lâmpadas e ornamentos. Ele usava um semi-cristal em vez de cristal de chumbo, que era mais macio e mais fácil de formar, embora não tão brilhante. Ele às vezes usava vidro colorido, mas mais frequentemente usava vidro opalescente, onde parte ou toda a superfície externa era manchada com uma lavagem. Lalique forneceu os painéis de vidro decorativos, as luzes e os tetos de vidro iluminados para os transatlânticos SS Île de France em 1927 e o SS Normandie em 1935, e para alguns dos vagões de dormitório de primeira classe das ferrovias francesas. Na Exposição de Artes Decorativas de 1925, ele tinha seu próprio pavilhão, projetou uma sala de jantar com uma mesa e teto de vidro para o Pavilhão Sèvres, e projetou uma fonte de vidro para o pátio do Cours des Métier (uma coluna de vidro esguio que jorrava água dos lados e foi iluminado à noite).
Outros notáveis fabricantes de vidro Art Déco incluíam Marius-Ernest Sabino, especializado em estatuetas, vasos, tigelas e esculturas de vidro de peixes, nus e animais. Para estes, ele frequentemente usava um vidro opalescente que podia mudar de branco para azul e para âmbar, dependendo da luz. Seus vasos e tigelas apresentavam frisos moldados de animais, nus ou bustos de mulheres com frutas ou flores. Seu trabalho era menos sutil, porém mais colorido que o de Lalique.
Outros notáveis designers de vidro Déco incluíram Edmond Etling (que também usou cores brilhantes e opalescentes, muitas vezes com padrões geométricos e nus esculpidos), Albert Simonet, Aristide Colotte e Maurice Marinot (conhecido por suas garrafas esculturais e vasos profundamente gravados). A firma de Daum, da cidade de Nancy, que era famosa por seu copo de Art Nouveau, produziu uma linha de vasos Déco e esculturas de vidro, sólidas, geométricas e grossas em forma. Obras mais delicadas multicoloridas foram feitas por Gabriel Argy-Rousseau, que produziu vasos delicadamente coloridos com borboletas esculpidas e ninfas, e François Decorchemont, cujos vasos foram riscados e marmorizados.
A Grande Depressão arruinou grande parte da indústria de vidros decorativos, que dependia de clientes abastados. Alguns artistas recorreram ao design de vitrais para igrejas. Em 1937, a empresa de vidro Steuben começou a prática de comissionar artistas famosos para produzir material de vidro. Louis Majorelle, famoso por seu mobiliário Art Nouveau, projetou um notável vitral Art Deco, retratando trabalhadores de aço para os escritórios da Aciéries de Longwy, uma usina siderúrgica em Longwy, na França.

## Arte em Metal

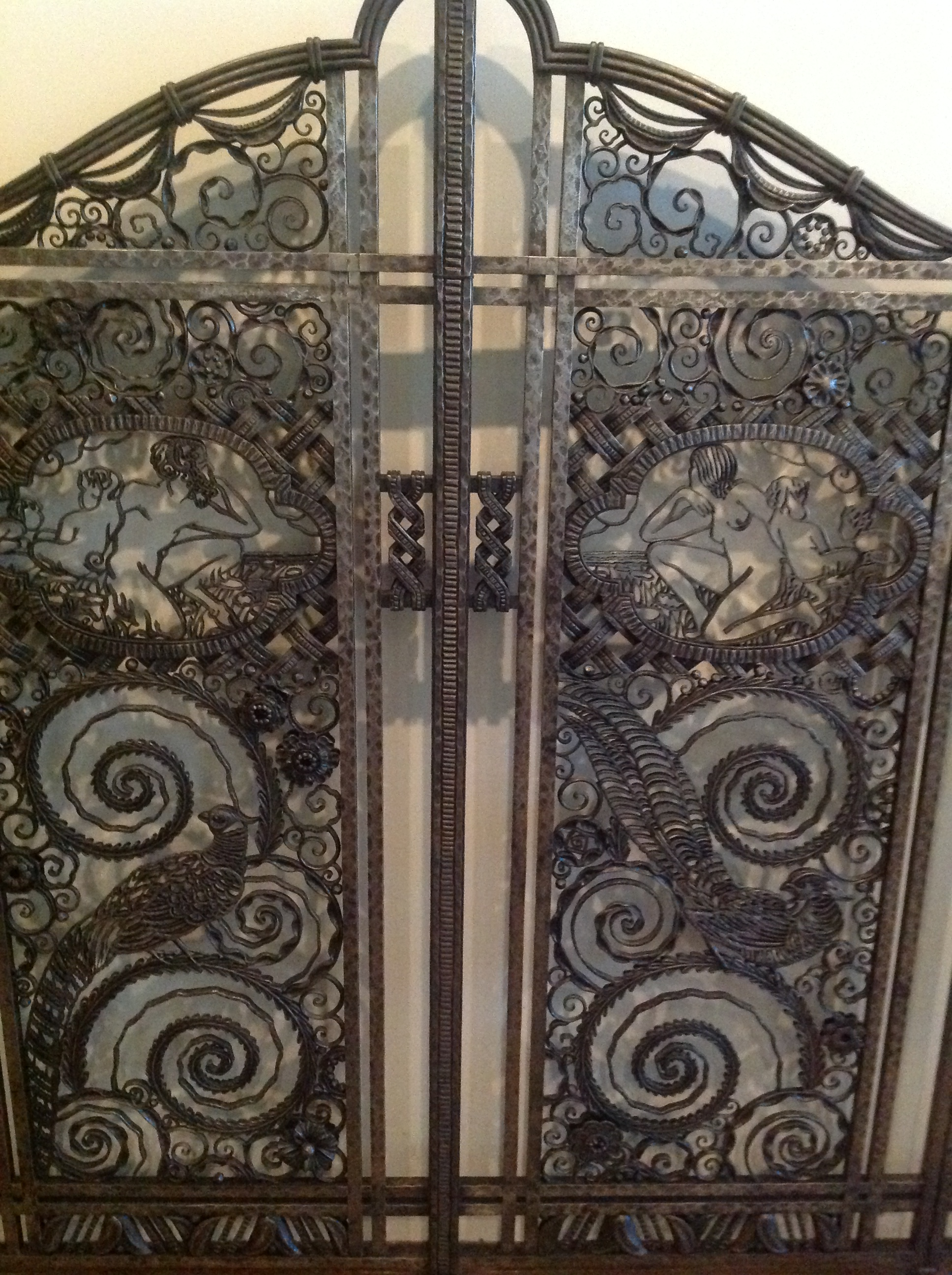
Um grill com duas asas chamado "The Pheasants", feito por Paul Kiss e exibido na Exposição de Artes Decorativas e Industriais de 1925
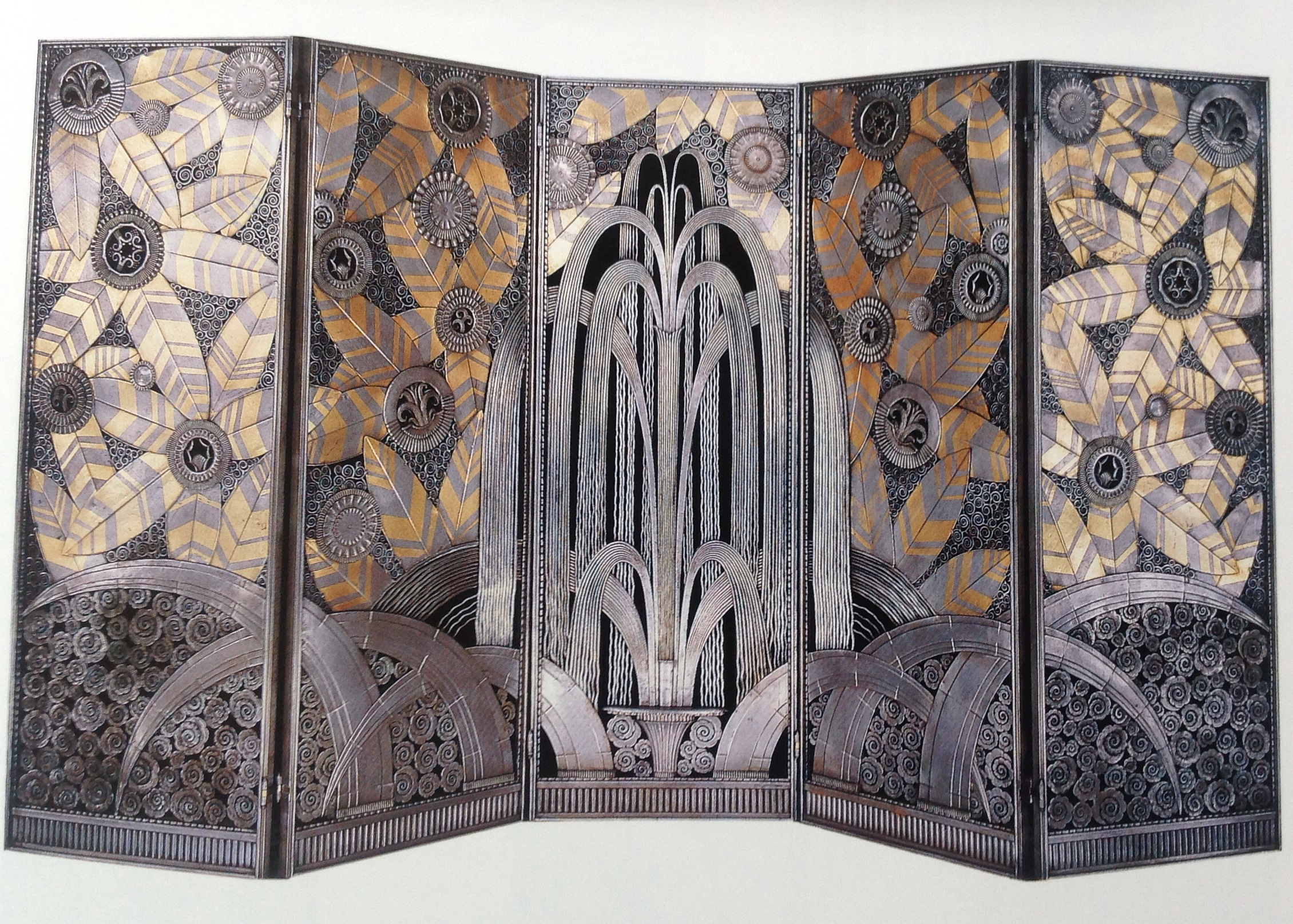
Grade de ferro e cobre chamada "Oasis", de Edgar Brandt, exibida na Exposição de Paris de 1925
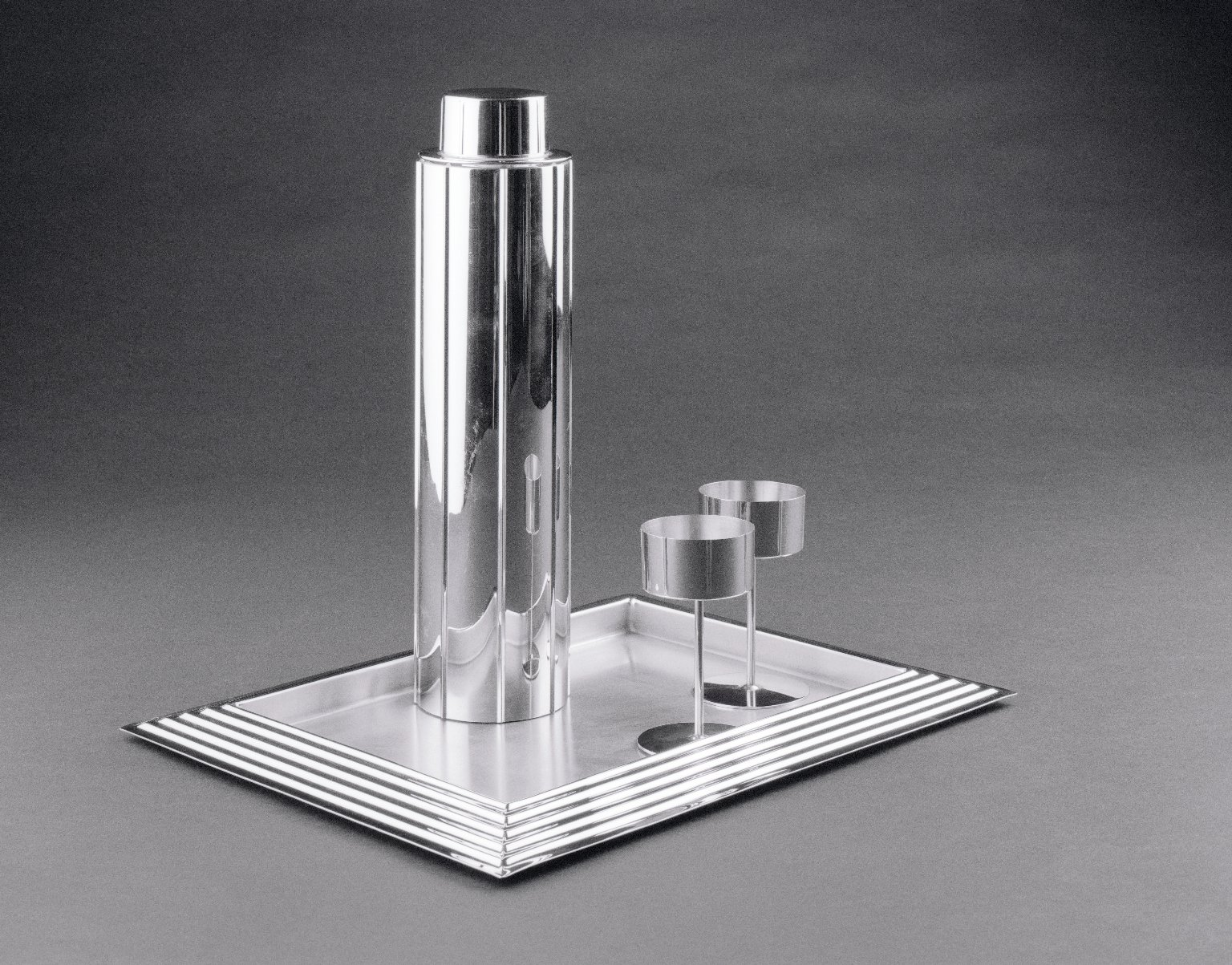
Conjunto de coquetel de aço cromado por Norman Bel Geddes (1937)

Artistas Art Déco produziram uma grande variedade de objetos práticos no estilo, feitos de materiais industriais de ferro forjado tradicional ao aço cromado. O artista norte-americano Norman Bel Geddes projetou um conjunto de coquetel que lembra um arranha-céu feito de aço cromado. Raymond Subes projetou uma elegante grade de metal para a entrada do Palais de la Porte Dorée (Palácio do Portão Dourado), a peça central da Exposição Colonial de Paris de 1931. O escultor francês Jean Dunand produziu magníficas portas sobre o tema "The Hunt", coberto com folha de ouro e tinta sobre gesso (1935). 

## Arquitetura Art Déco ao redor do mundo
A arquitetura Art Déco começou na Europa, mas em 1939 havia exemplos nas grandes cidades em todos os continentes e em quase todos os países. Esta é uma seleção de edifícios proeminentes em cada continente.

### África

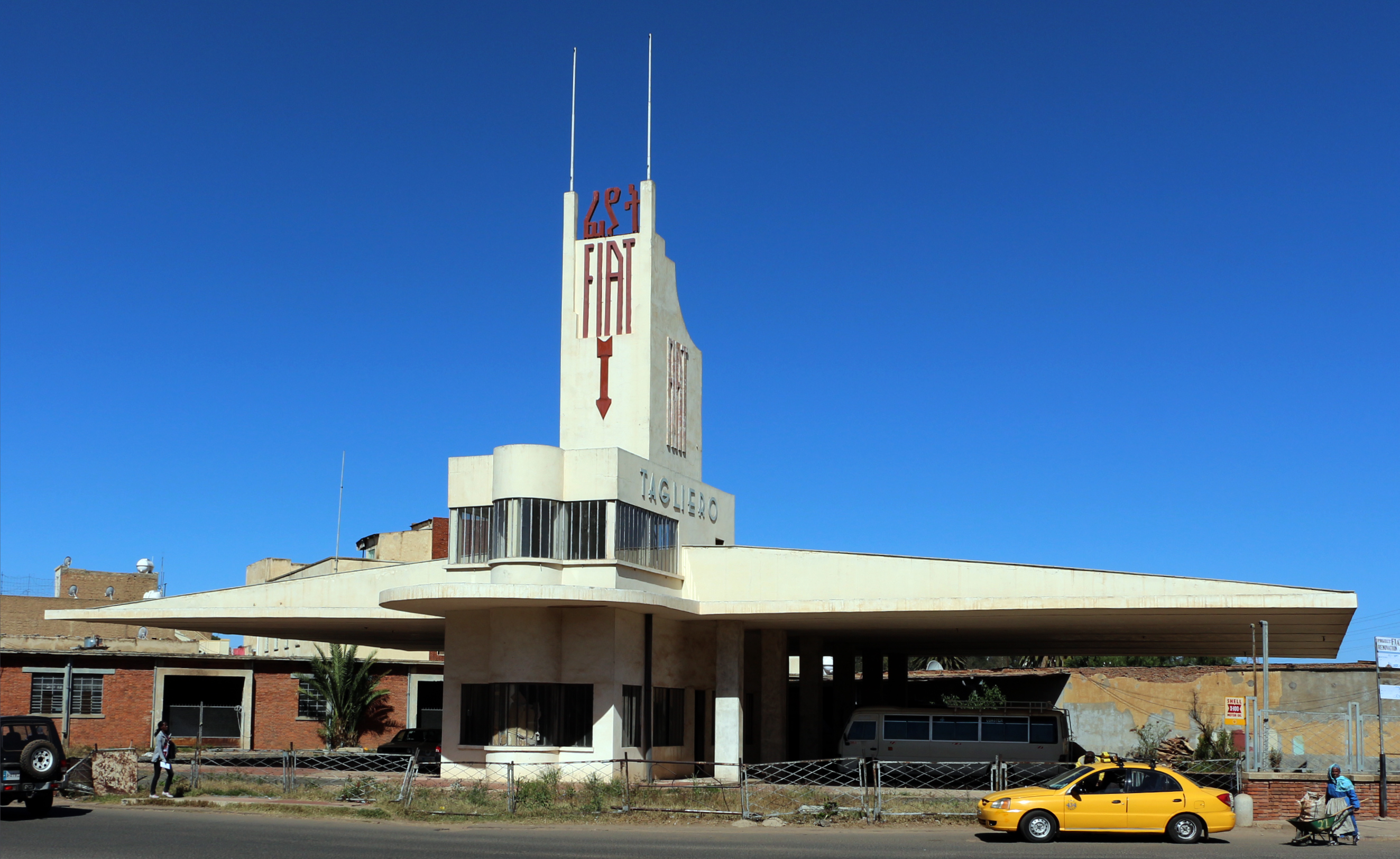
Edifício Fiat Tagliero em Asmara, Eritreia, por Giuseppe Pettazzi (1938)
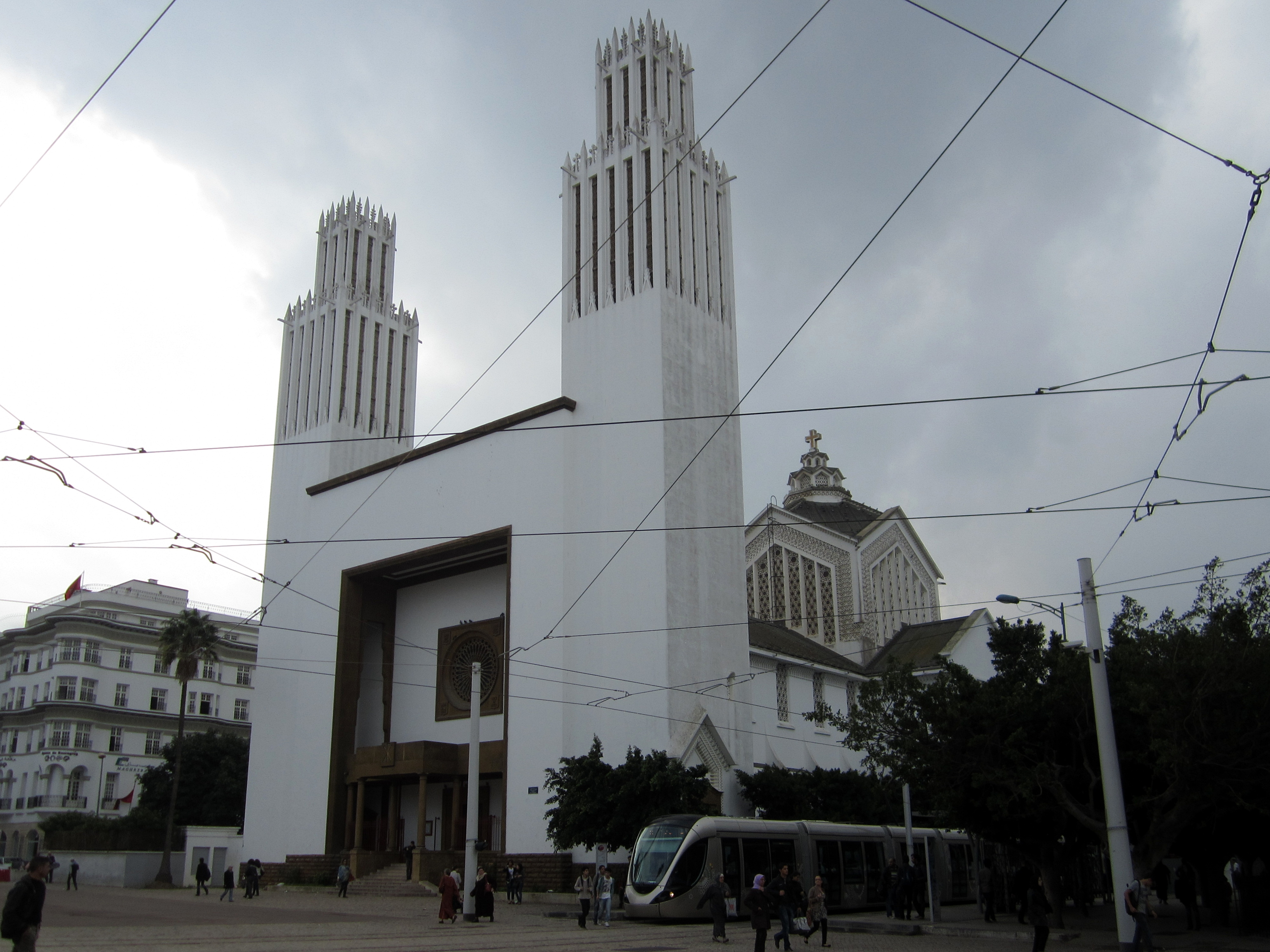
Catedral de São Pedro em Rabat, Marrocos (1938)
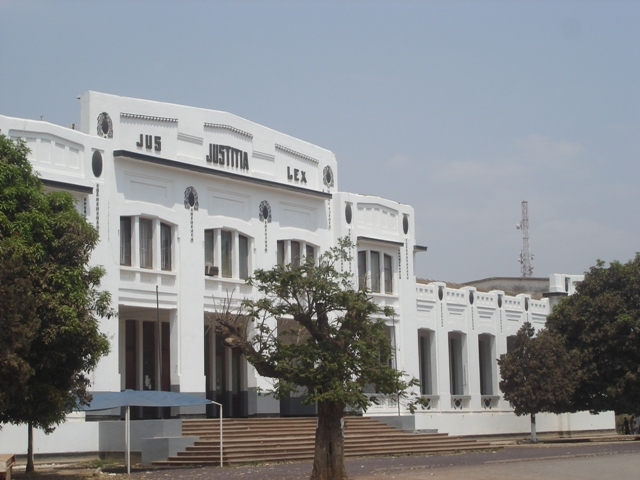
Palácio da Justiça, em Lubumbashi, República Democrática do Congo

A maioria dos edifícios Art Déco na África foi construída durante o período colonial europeu, e muitas vezes projetados por arquitetos italianos e franceses.

### América

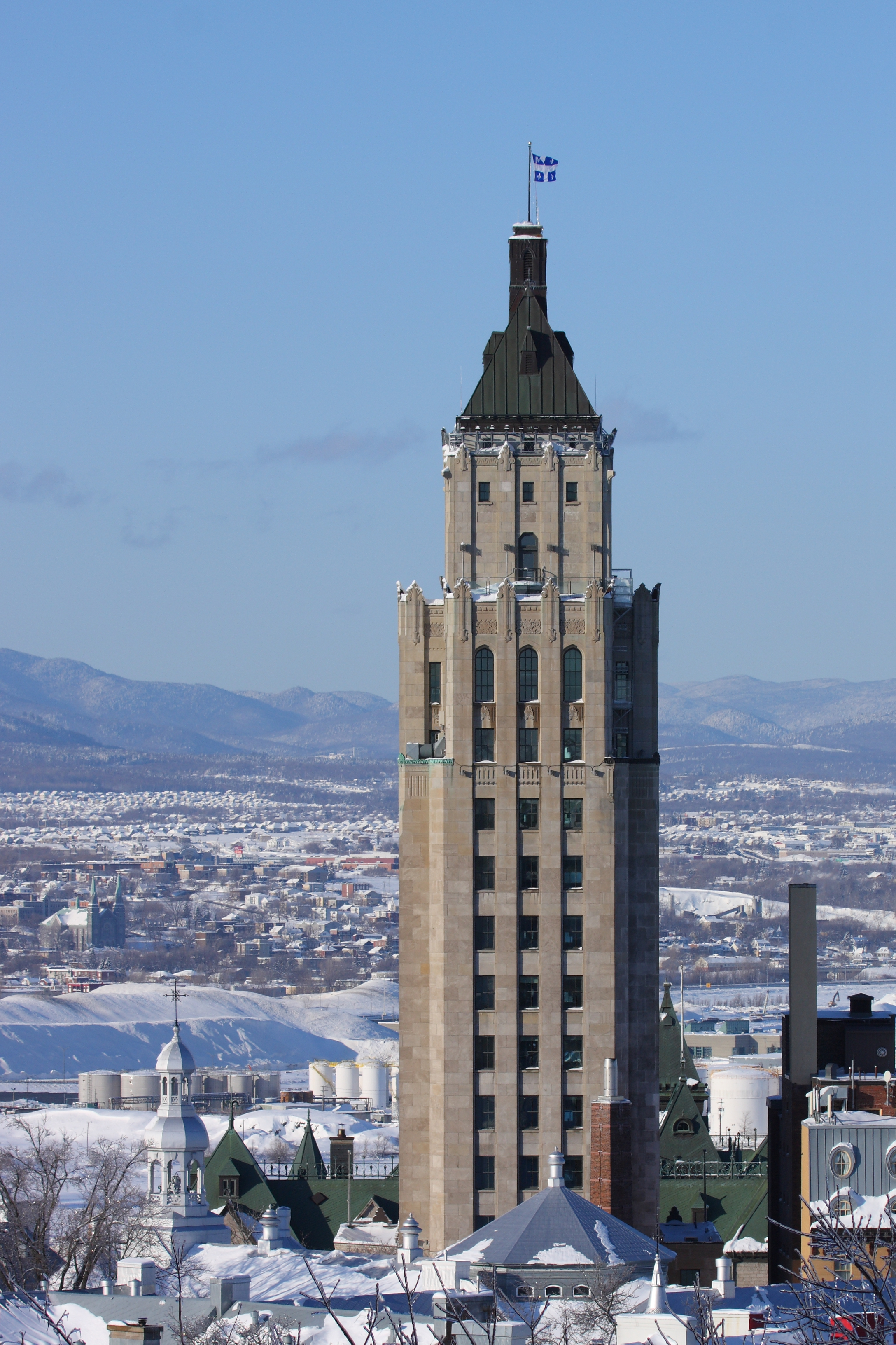
O Édifice Price na Cidade de Quebec, Canadá (1930)
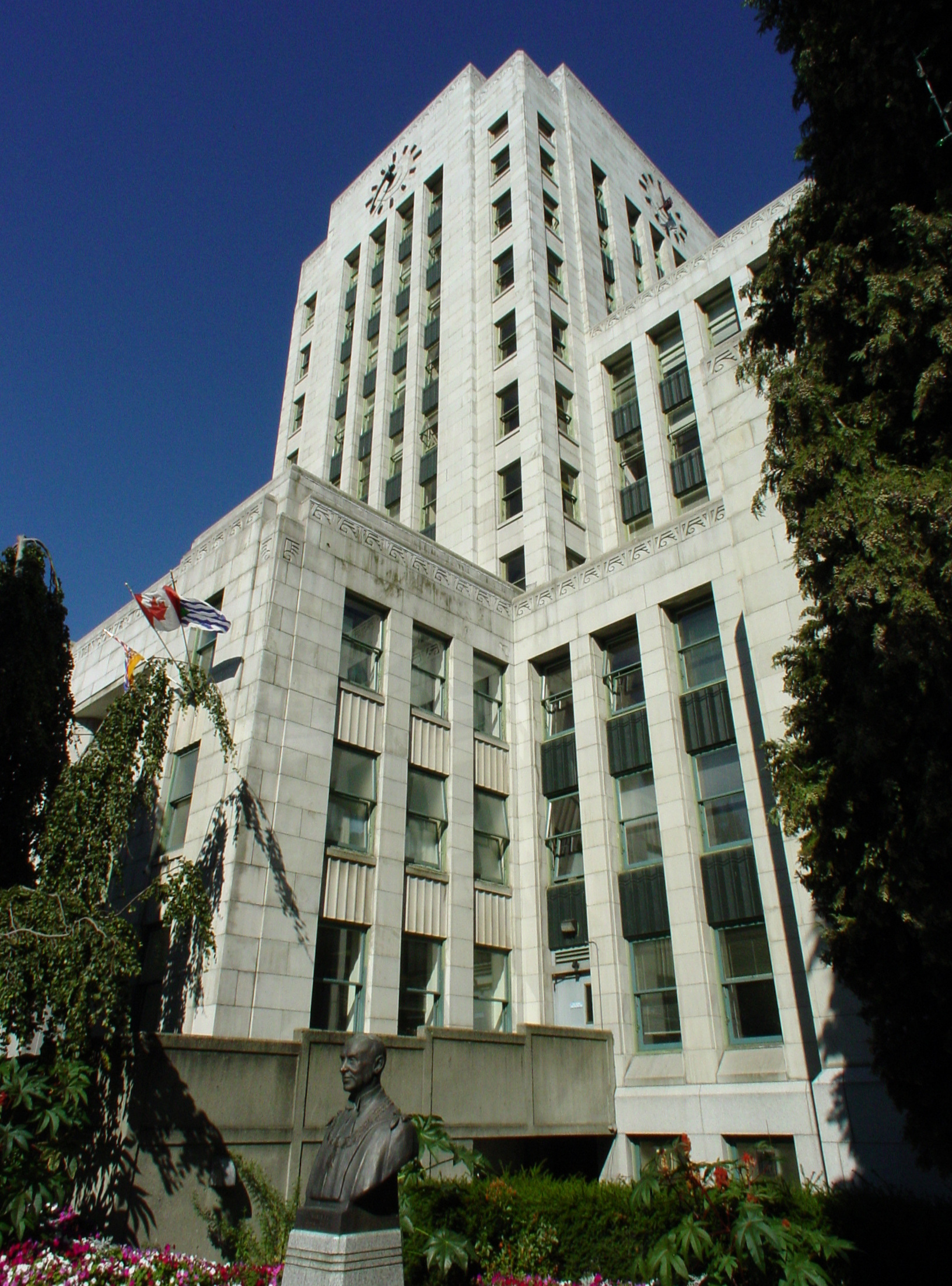
Câmara Municipal de Vancouver em Vancouver, Colúmbia Britânica, Canadá (1935)
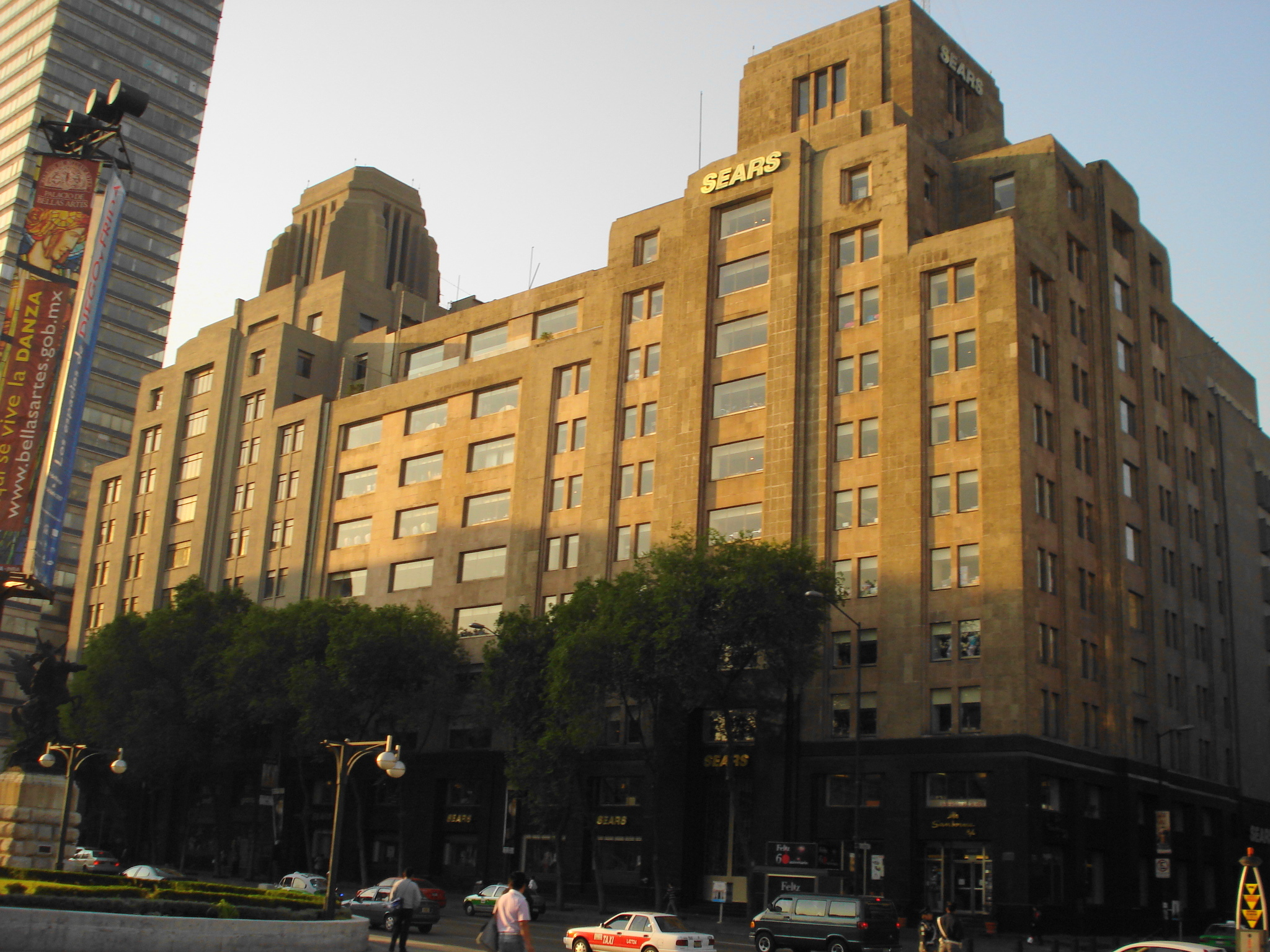
Edifício La Nacional na Cidade do México, México
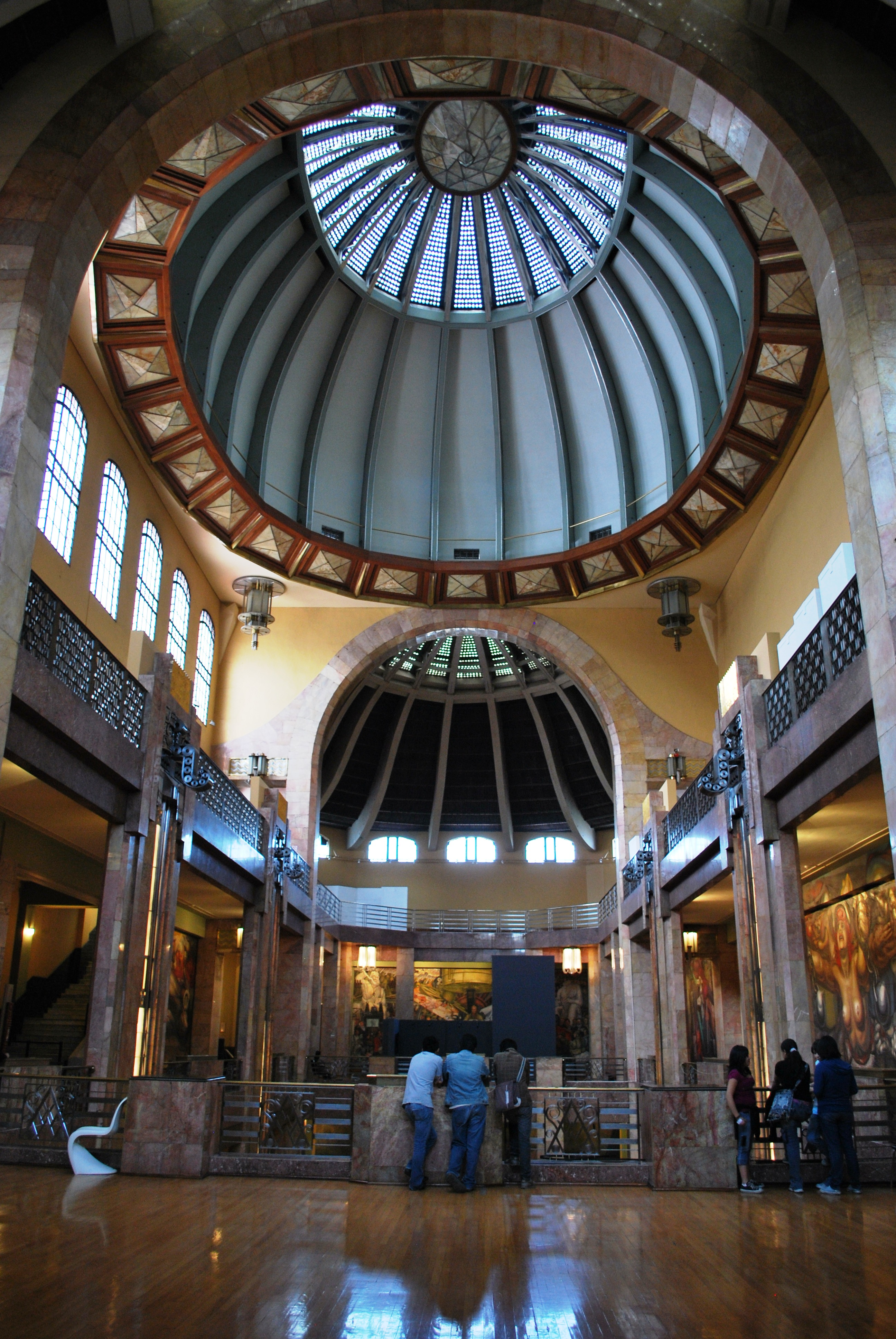
Interior do Palacio de Bellas Artes na Cidade do México, México (1934)
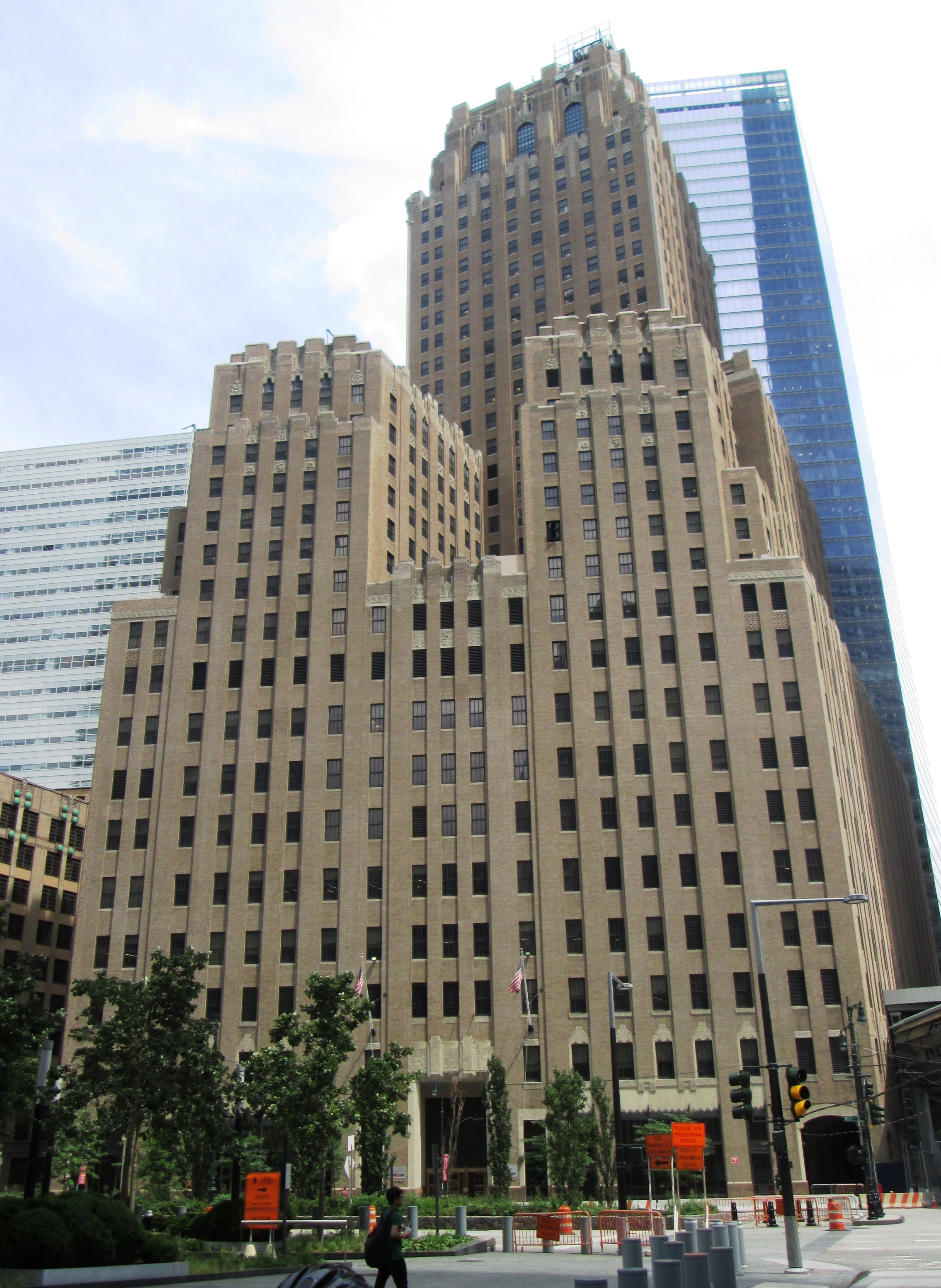
O Edifício Verizon, em Nova York, EUA (1923-27)
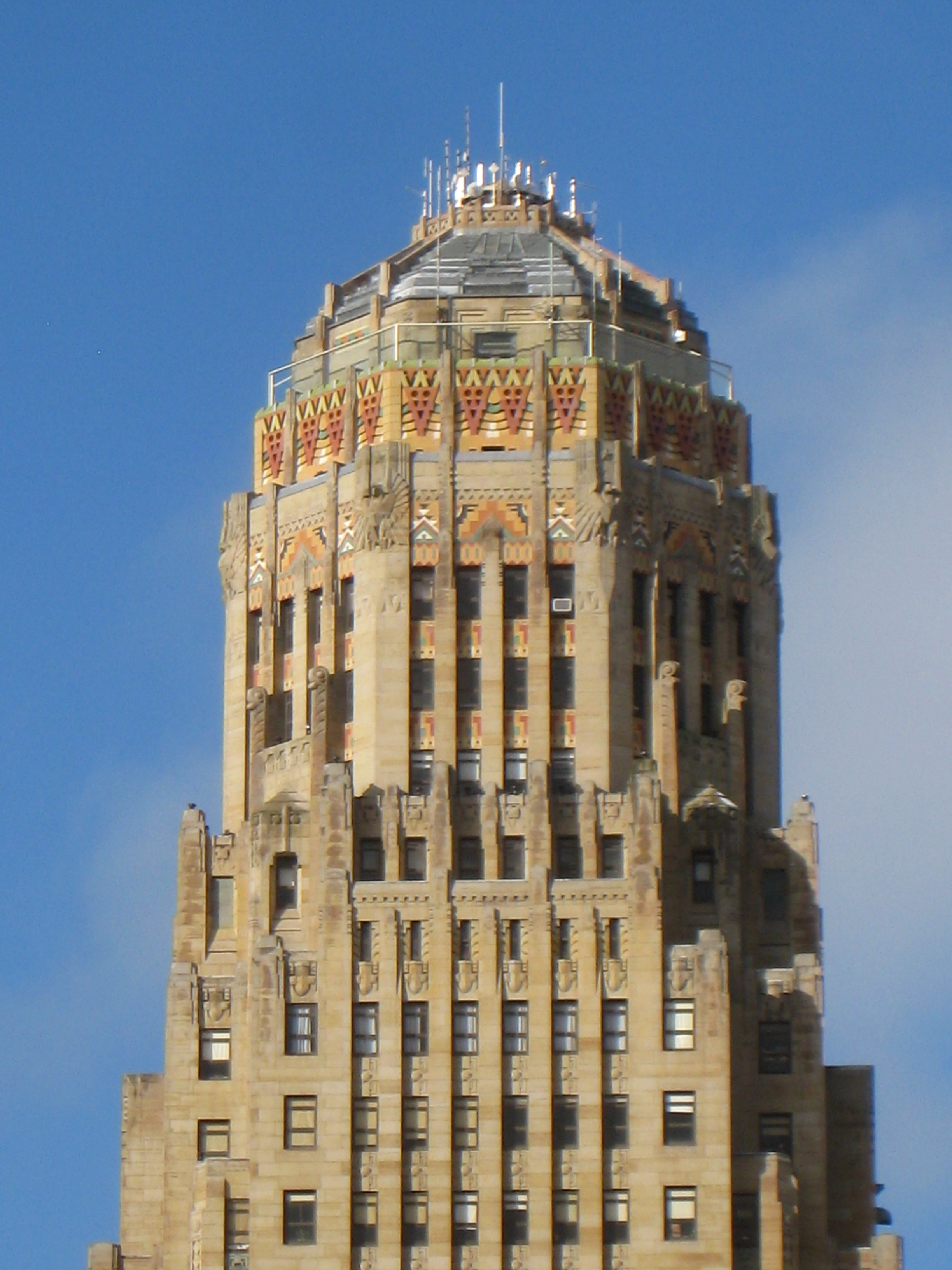
Prefeitura de Buffalo em Buffalo, EUA (1931)
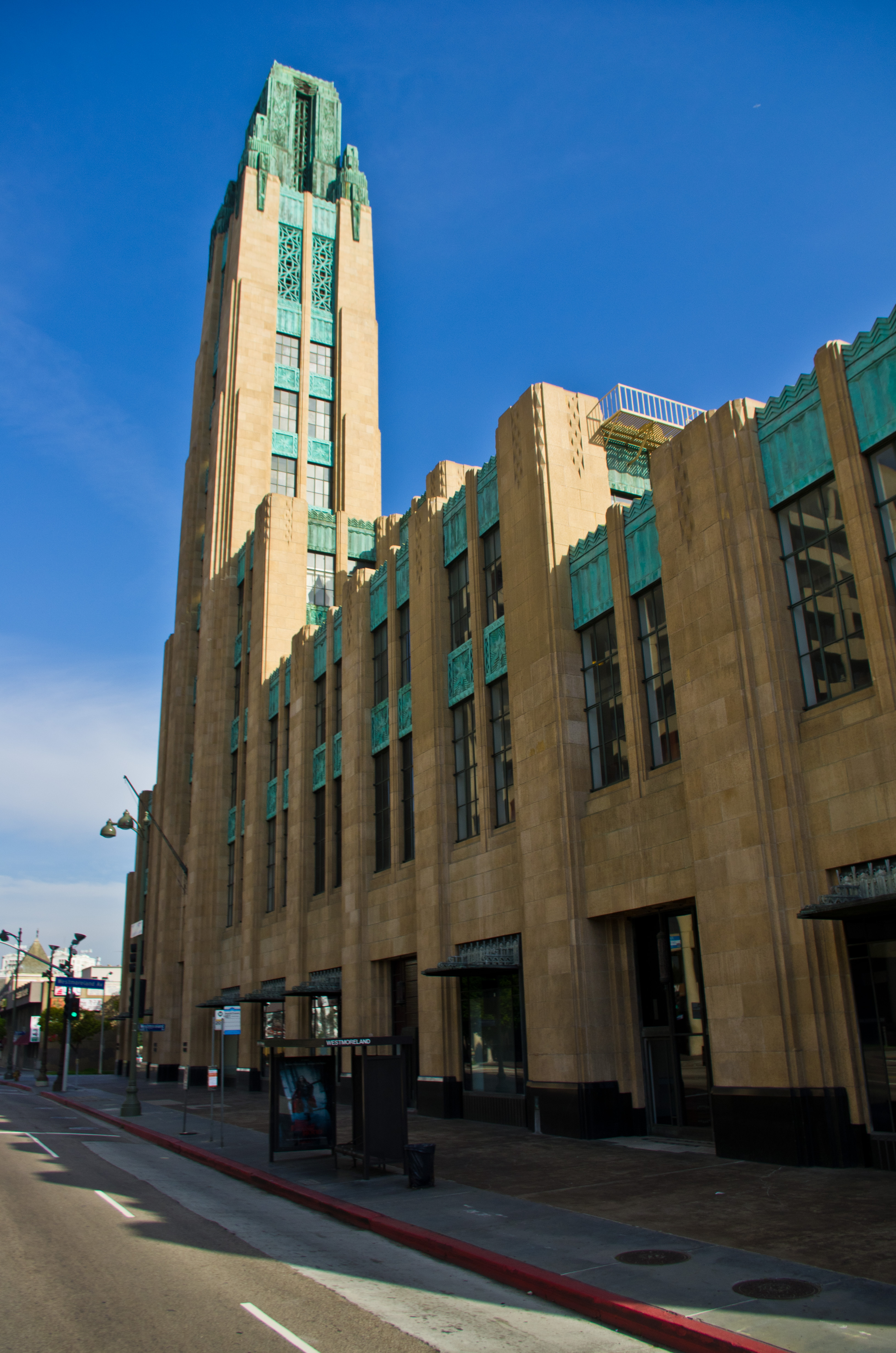
Bullock Wilshire em Los Angeles, EUA (1929)
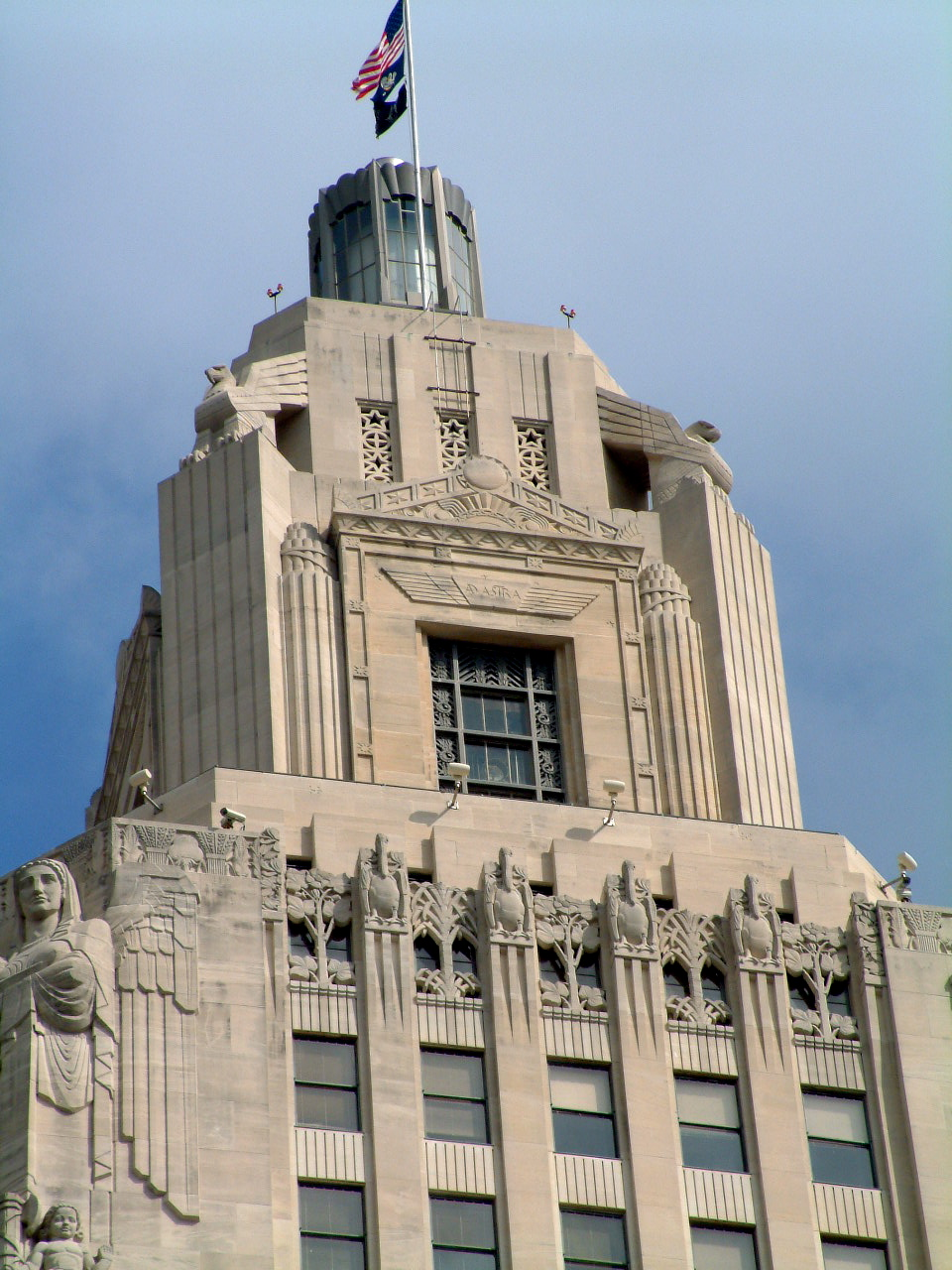
Capitólio do Estado de Louisiana em Baton Rouge, EUA (1930-32)
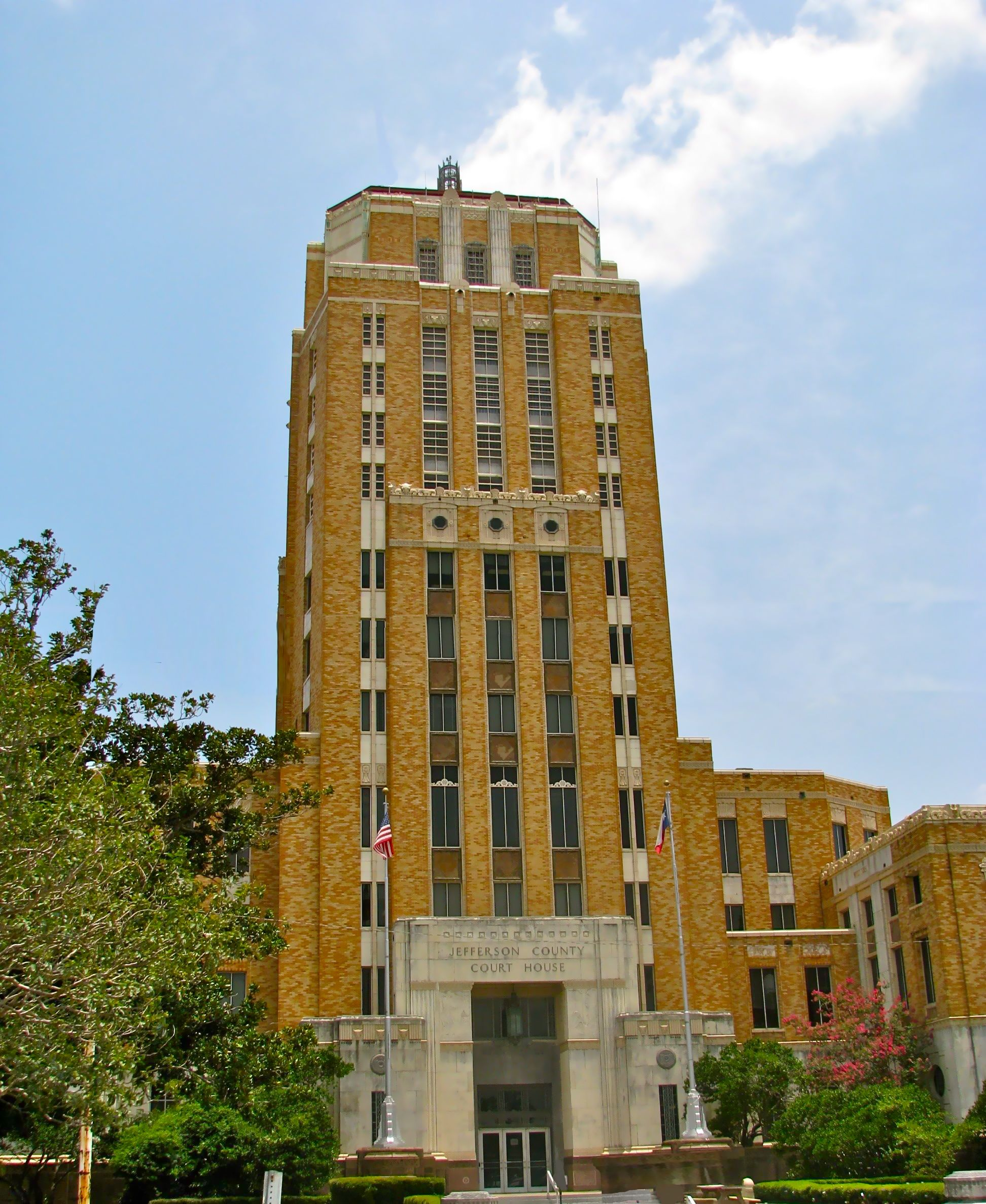
Tribunal do Condado de Jefferson em Beaumont, EUA (1931)

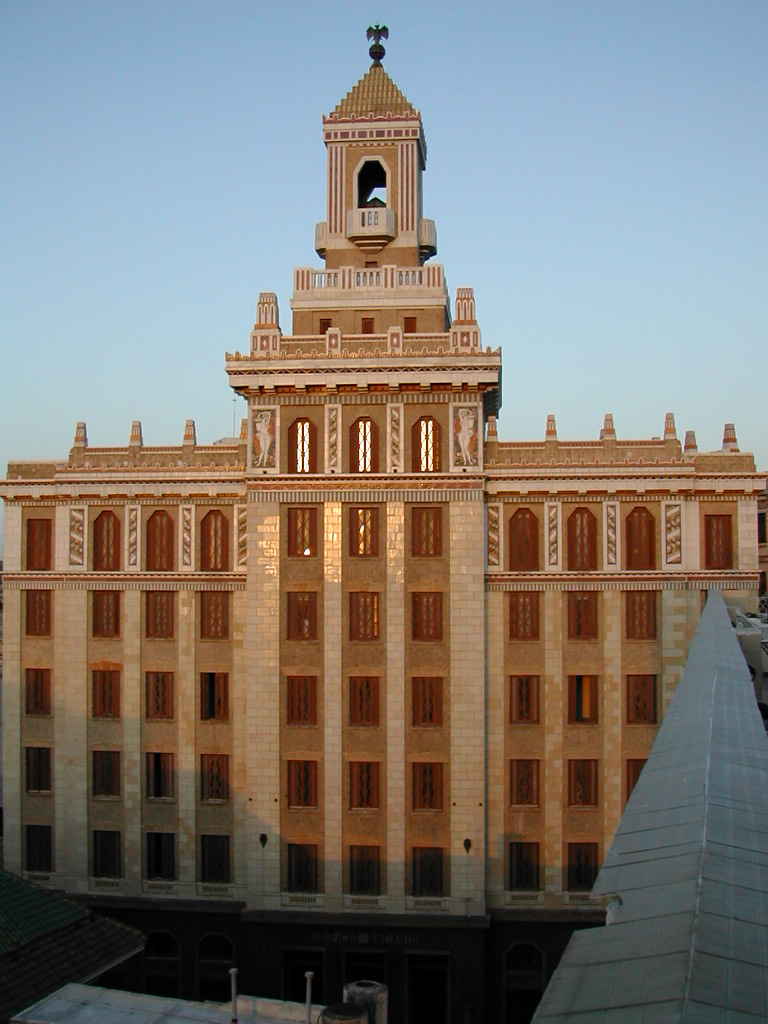
O Edifício Bacardi em Havana, Cuba (1930)
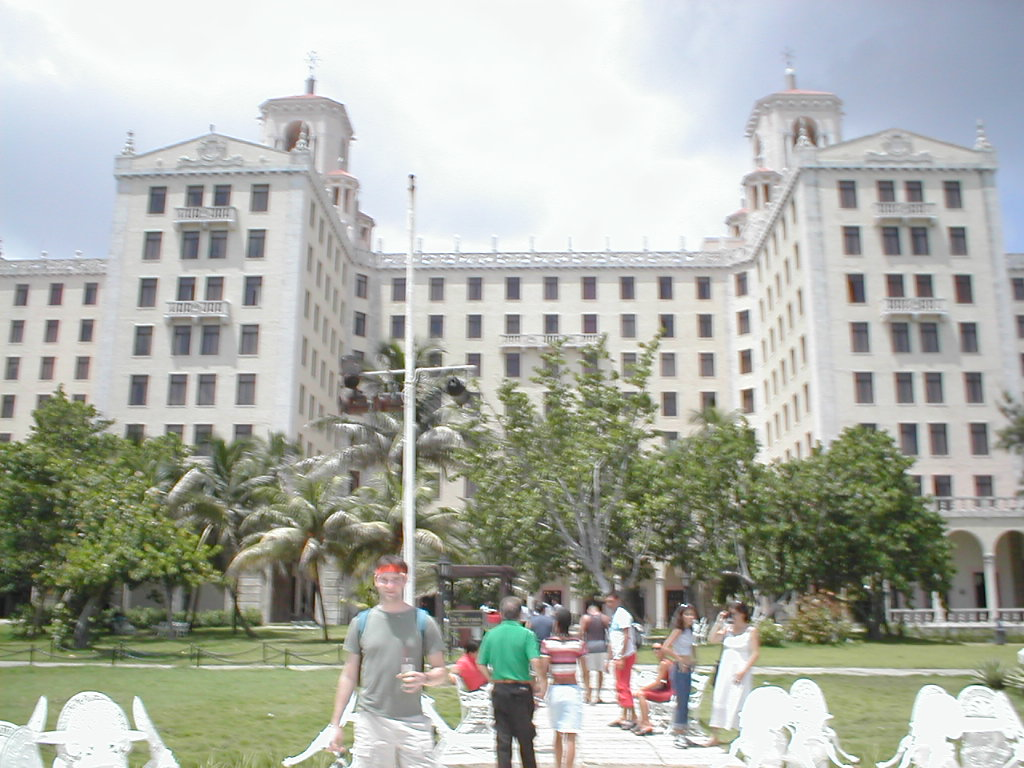
O Hotel Nacional de Cuba em Havana, Cuba (1930)
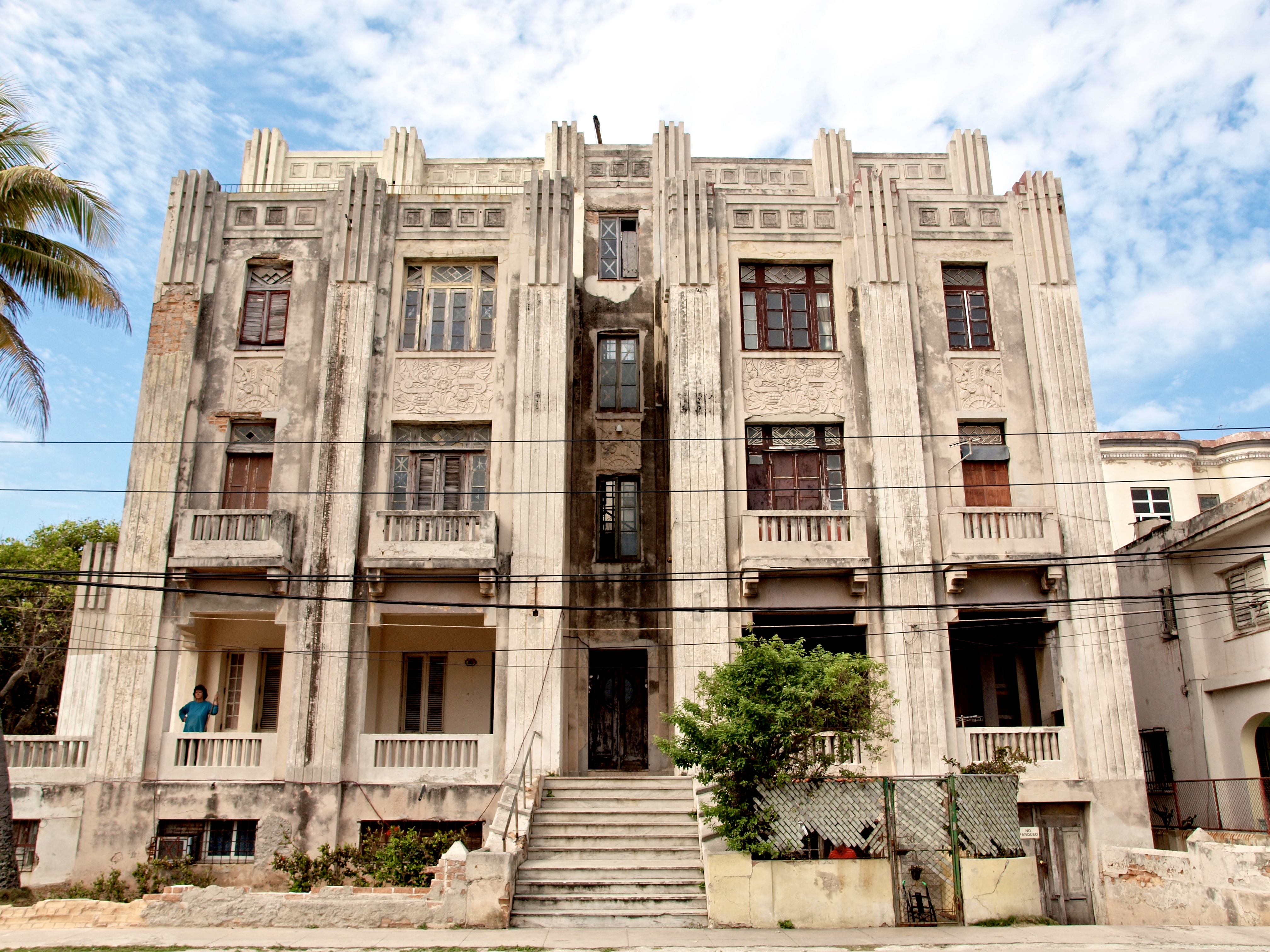
Edifício Art Déco de Havana
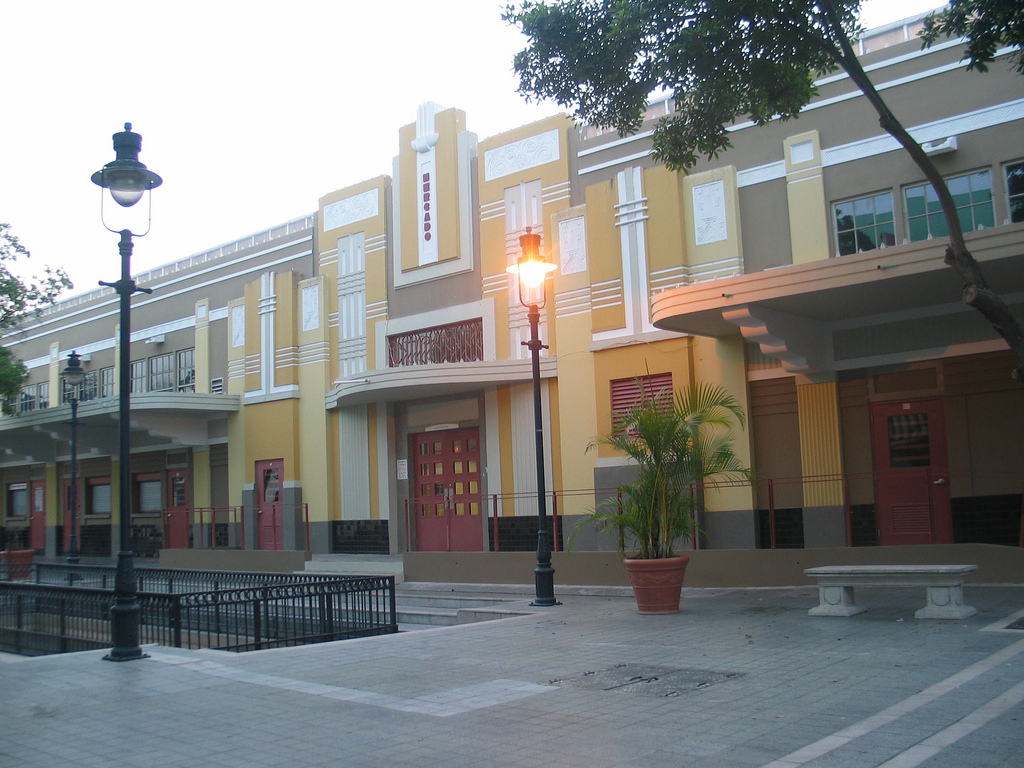
A Plaza del Mercado de Ponce em Ponce, Porto Rico (1941)

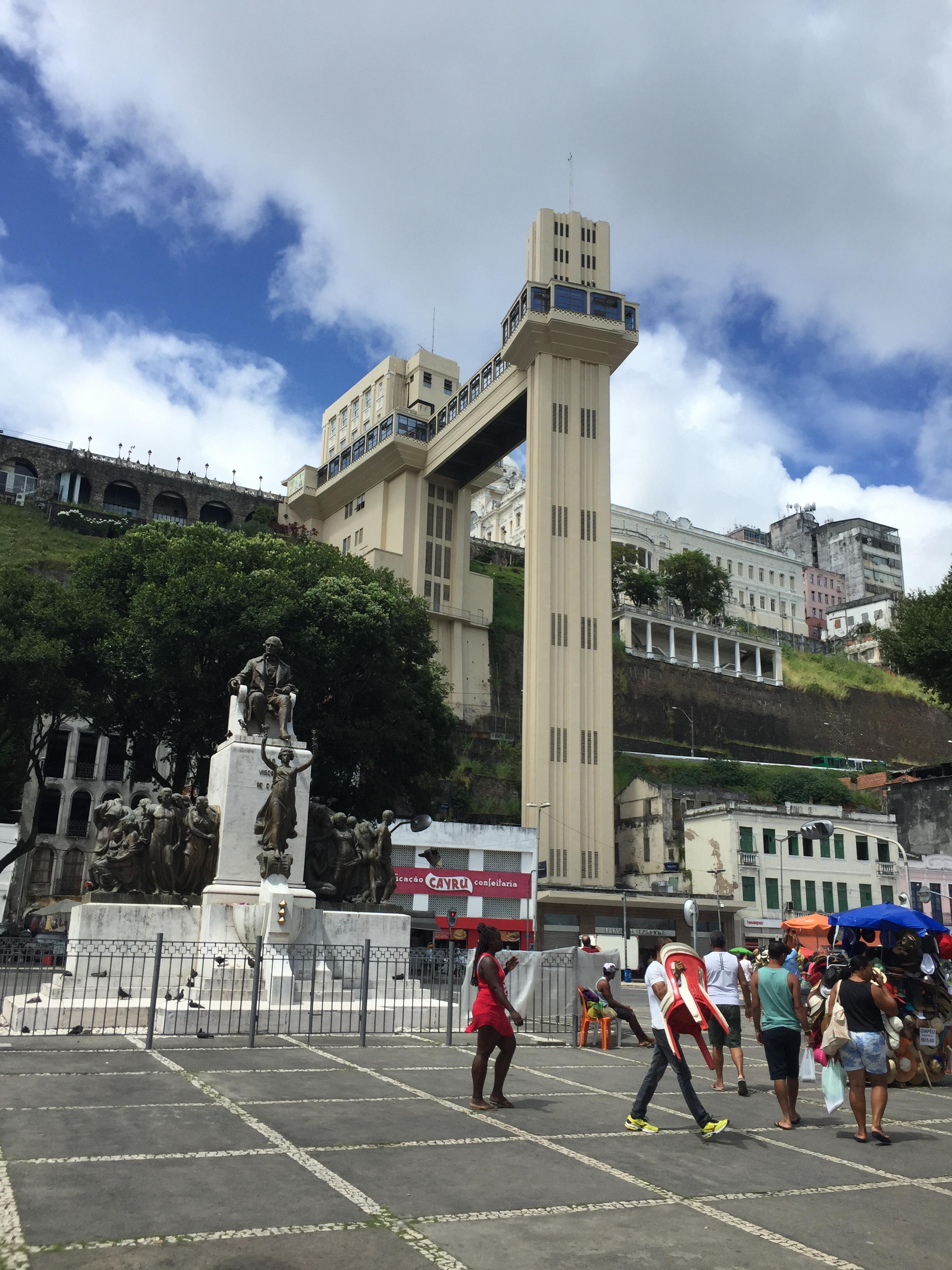
Elevador Lacerda em Salvador, Bahia, Brasil (1930)
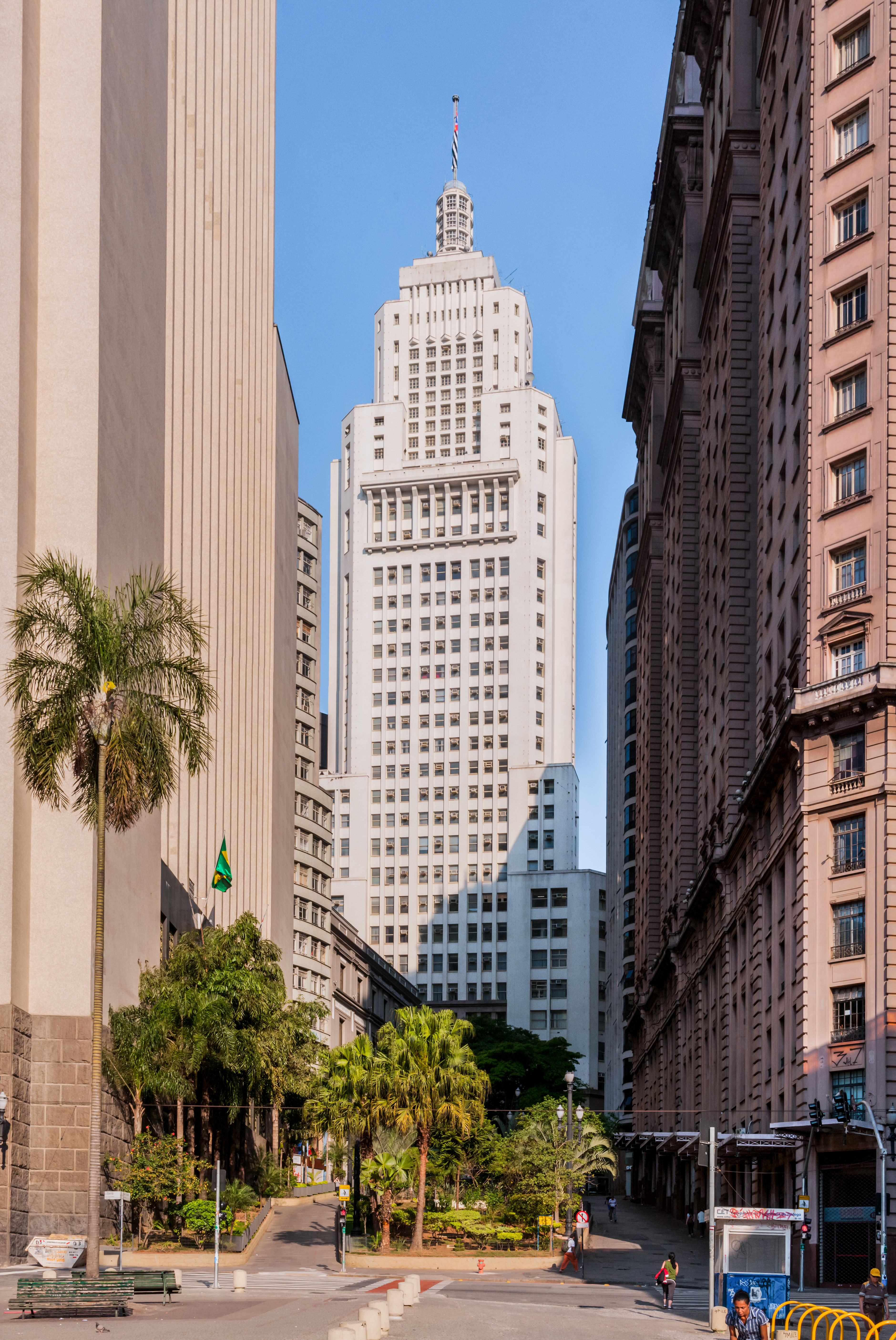
Edifício Altino Arantes, em São Paulo, Brasil (1947)
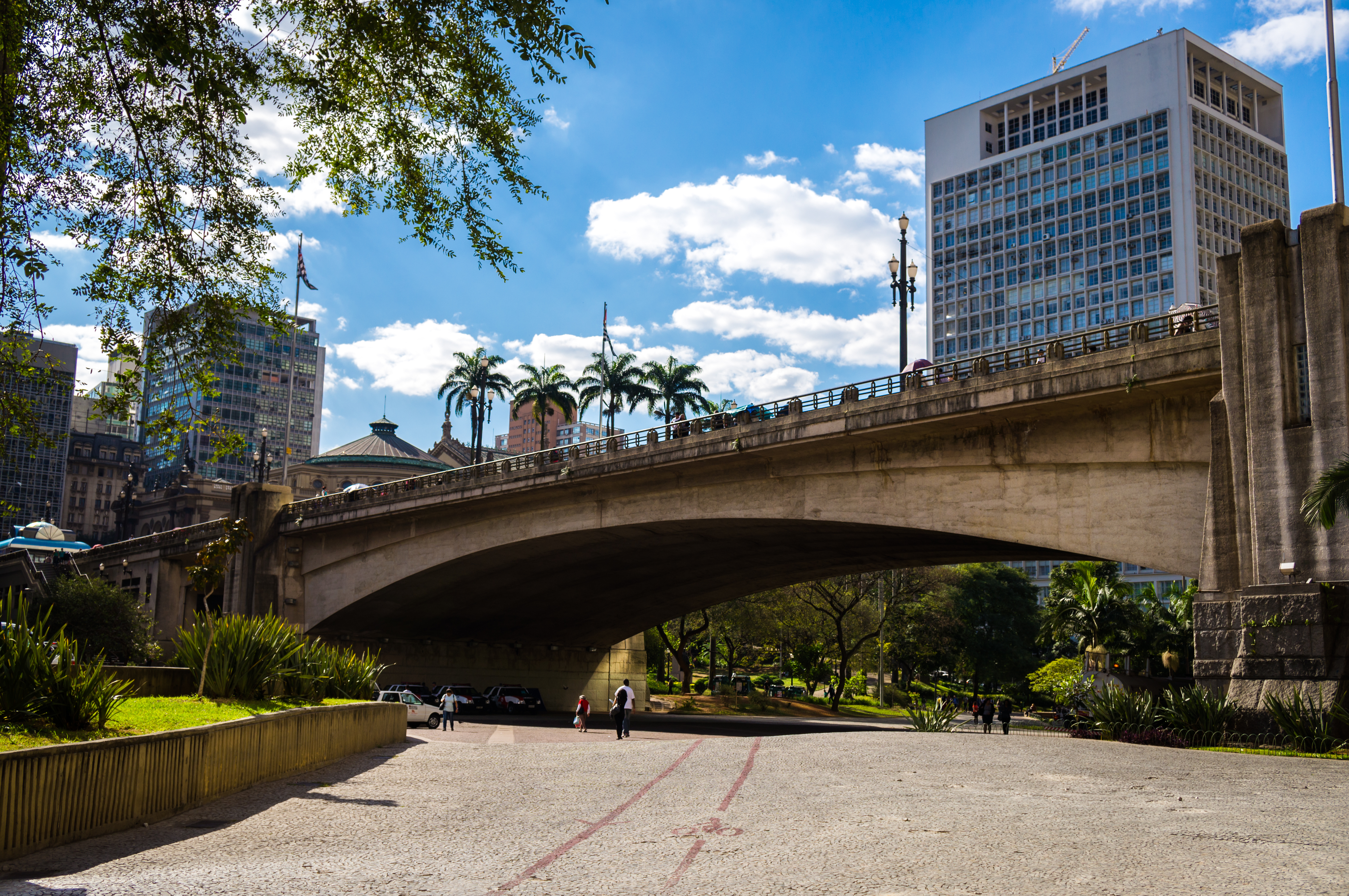
Viaduto do Chá, São Paulo, Brasil (1938)
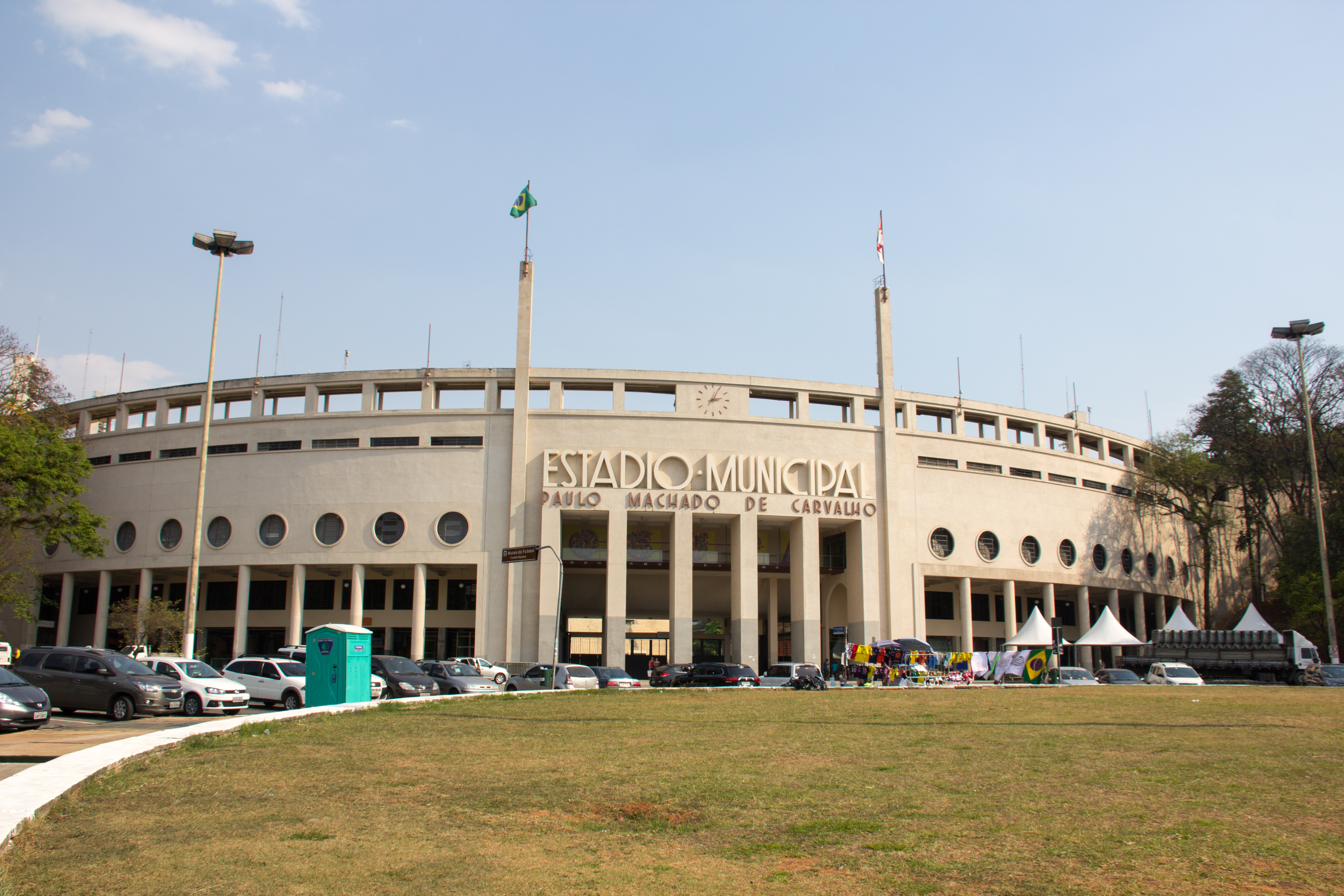
Estádio do Pacaembu, São Paulo (1940)
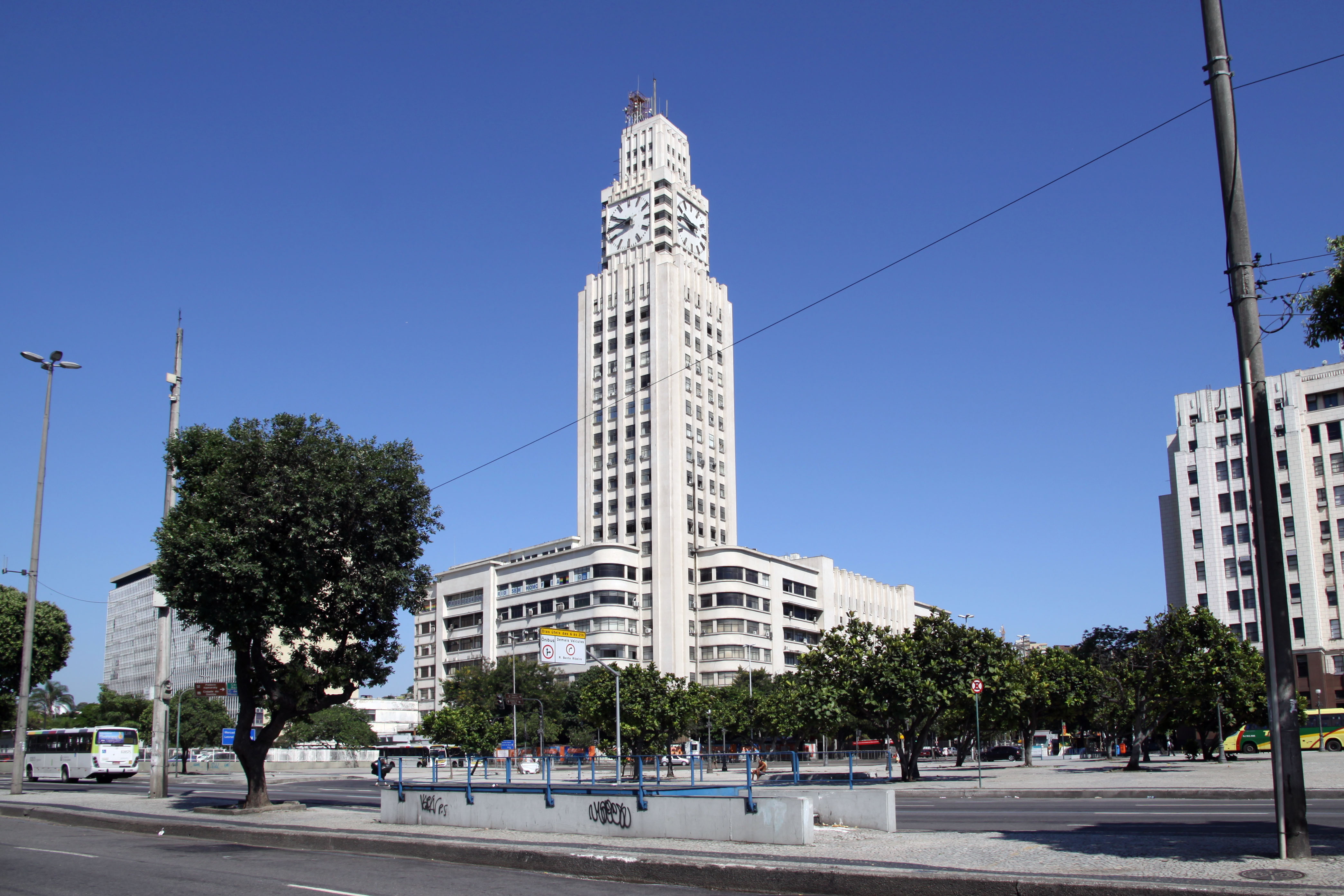
Estação Central do Brasil no Rio de Janeiro, Brasil (1943)
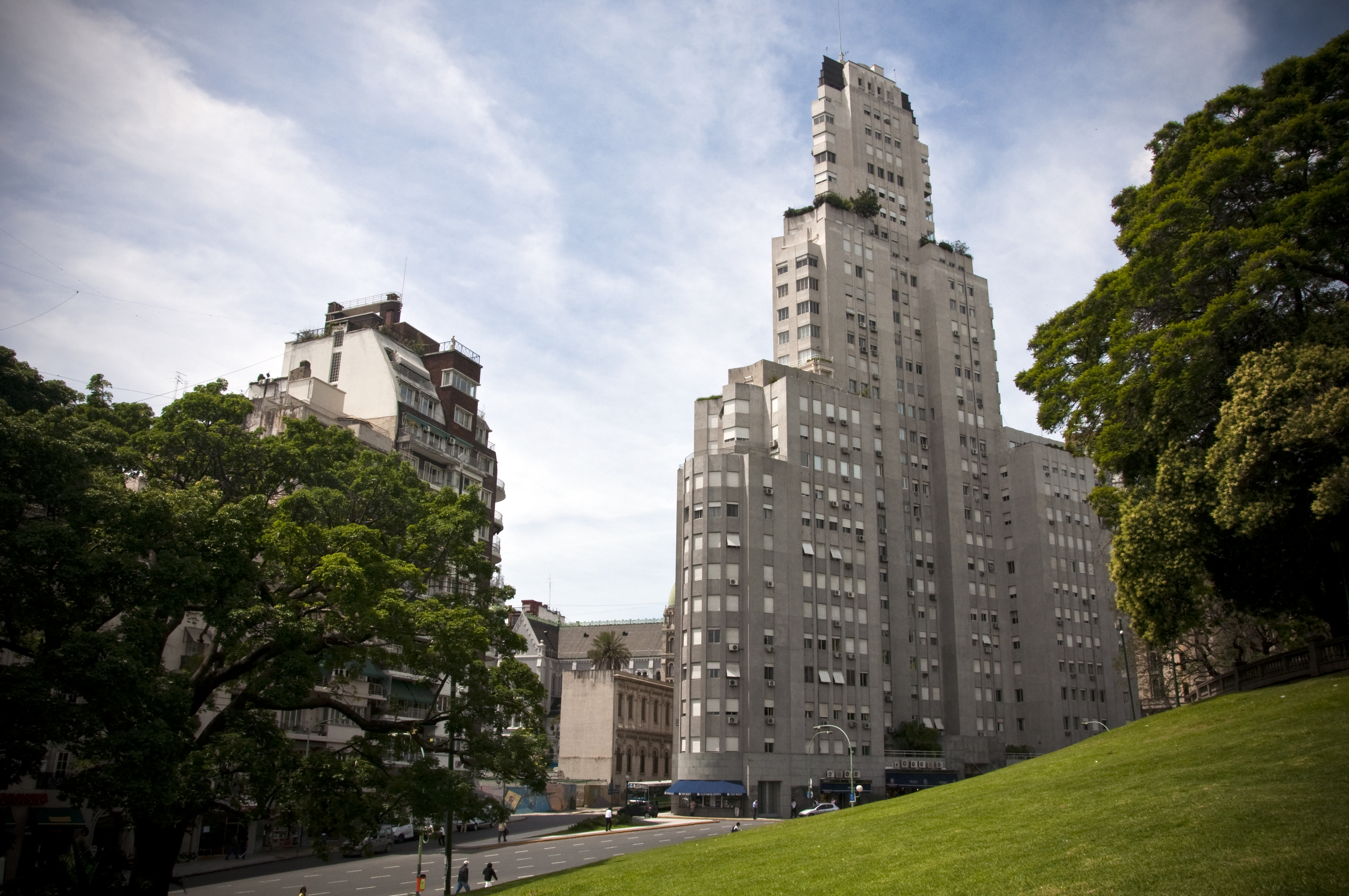
Edifício Kavanagh em Buenos Aires, Argentina (1934)
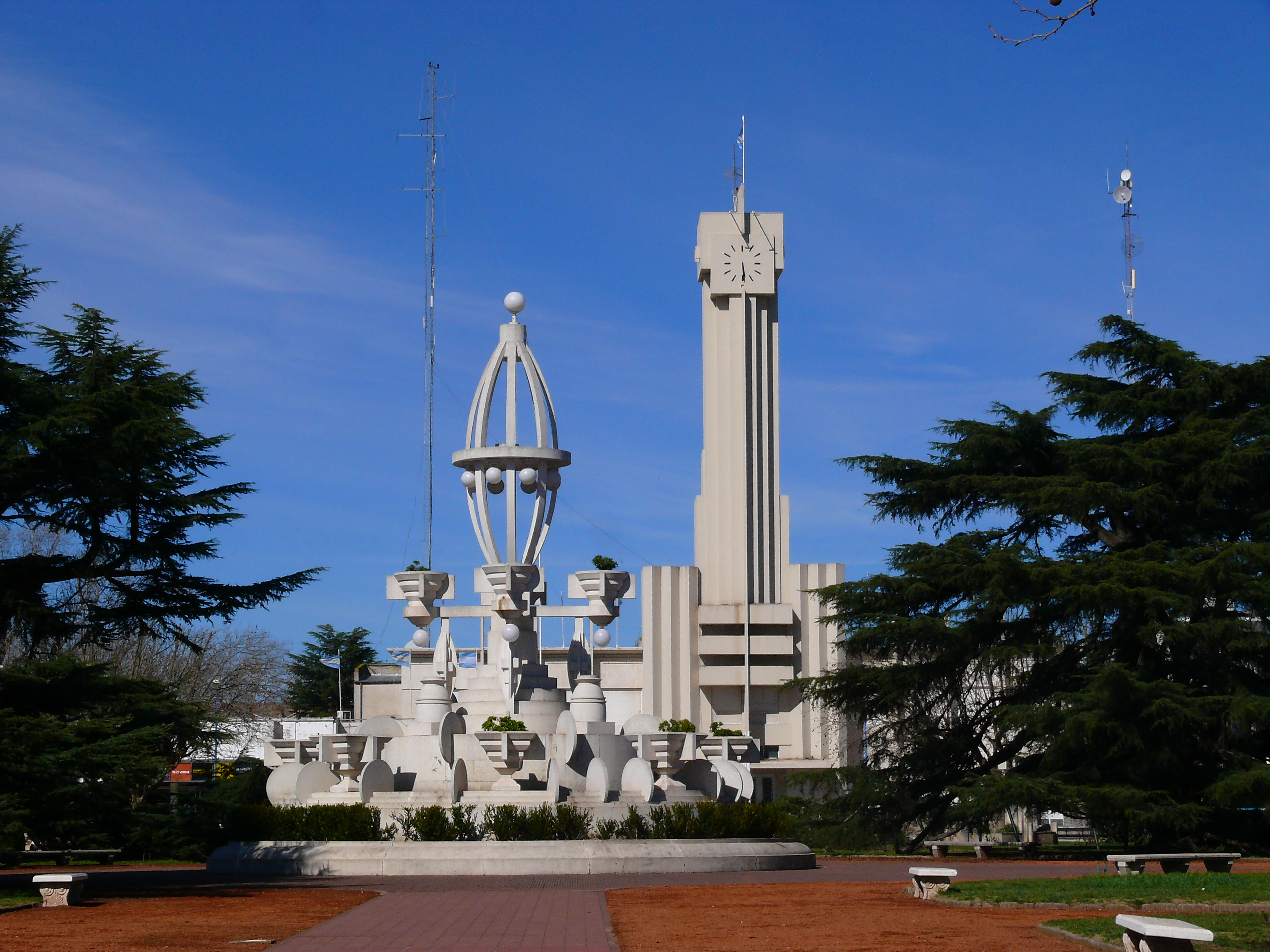
Palácio Municipal e fonte, Laprida, Buenos Aires, Argentina
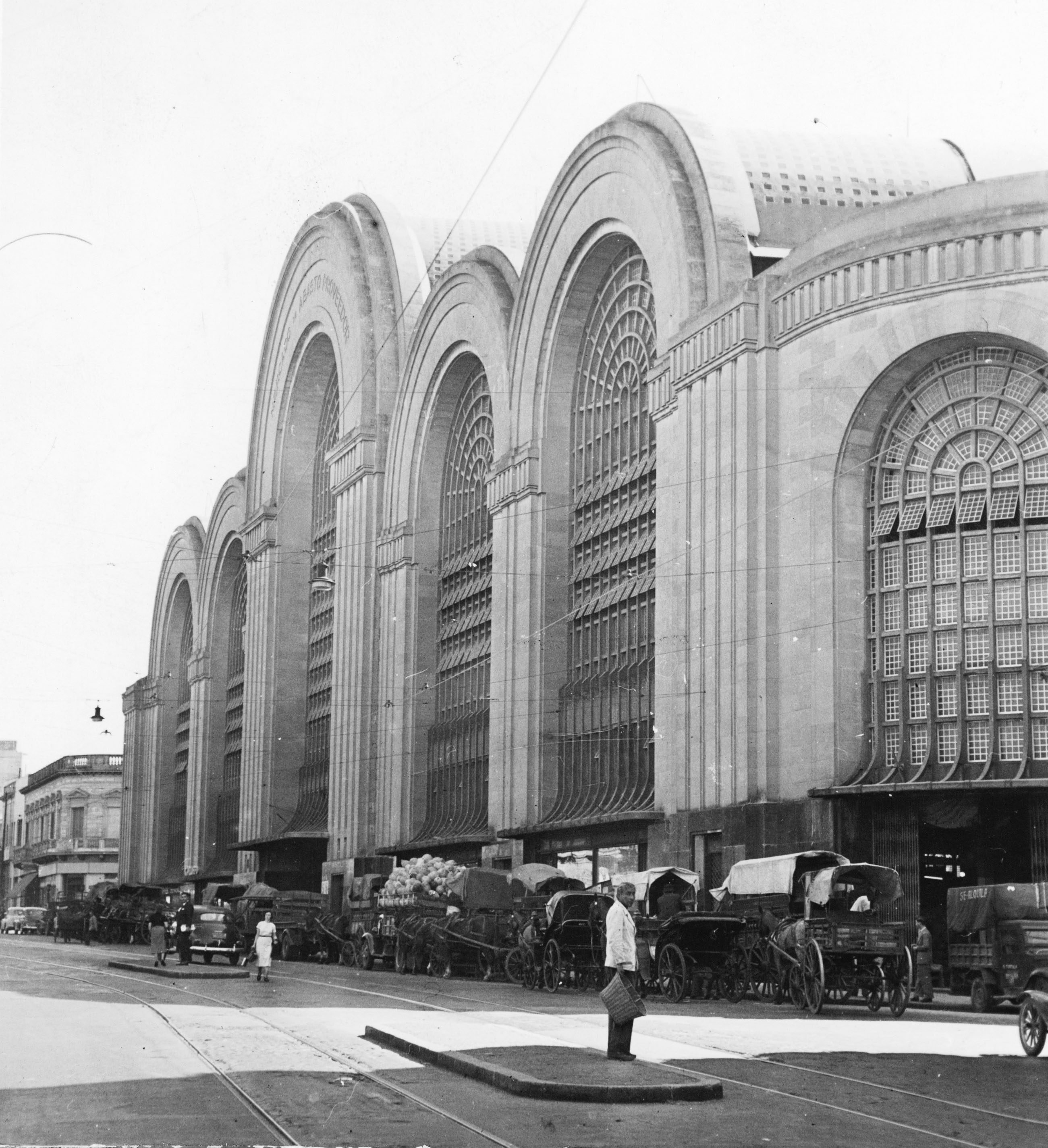
O Mercado Abasto em Buenos Aires, por volta de 1945

No Canadá, as estruturas Art Déco sobreviventes estão, essencialmente, nas principais cidades: Montreal, Toronto, Hamilton, Ontário e Vancouver. Eles vão desde prédios públicos como a Prefeitura de Vancouver, passando por edifícios comerciais (como o College Park) até obras públicas (como a Estação de Tratamento de Água R. C. Harris). No México, o exemplo Art Déco mais imponente é o interior do Palacio de Bellas Artes (Palácio de Belas Artes), concluído em 1934 com a sua decoração elaborada e murais. Exemplos de arquitetura residencial Art Déco podem ser encontrados no bairro Condesa, muitos projetados por Francisco J. Serrano.
Nos Estados Unidos, os edifícios Art Déco são encontrados de costa a costa, em todas as grandes cidades. Era mais amplamente usado para edifícios de escritórios, estações de trem, terminais de aeroportos e cinemas; edifícios residenciais são raros. Na década de 1930, o estilo streamline mais austero tornou-se popular. Muitos edifícios foram demolidos entre 1945 e o final dos anos 60, mas depois começaram os esforços para proteger os melhores exemplares. A cidade de Miami Beach estabeleceu o Distrito Arquitetônico de Miami Beach para preservar a coleção colorida de edifícios Art Déco encontrados lá.
Edifícios Art Déco podem ser encontrados em toda a América Central e no Caribe. Uma coleção particularmente rica é encontrada em Cuba, construída em grande parte para o grande número de turistas que vieram para a ilha, vindos dos Estados Unidos. Um desses edifícios é o López Serrano, construído entre 1929 e 1932, na zona de Vedado, em Havana.
O Art Déco na América do Sul está presente especialmente nos países que receberam uma grande onda de imigração na primeira metade do século XX, com notáveis obras em suas cidades mais ricas, como São Paulo e Rio de Janeiro no Brasil e Buenos Aires na Argentina. O Edifício Kavanagh em Buenos Aires (1934), por Sánchez, Lagos e de la Torre, foi a estrutura de concreto armado mais alta quando foi concluída, e um exemplo notável do estilo Art Déco tardio.

#### Brasil

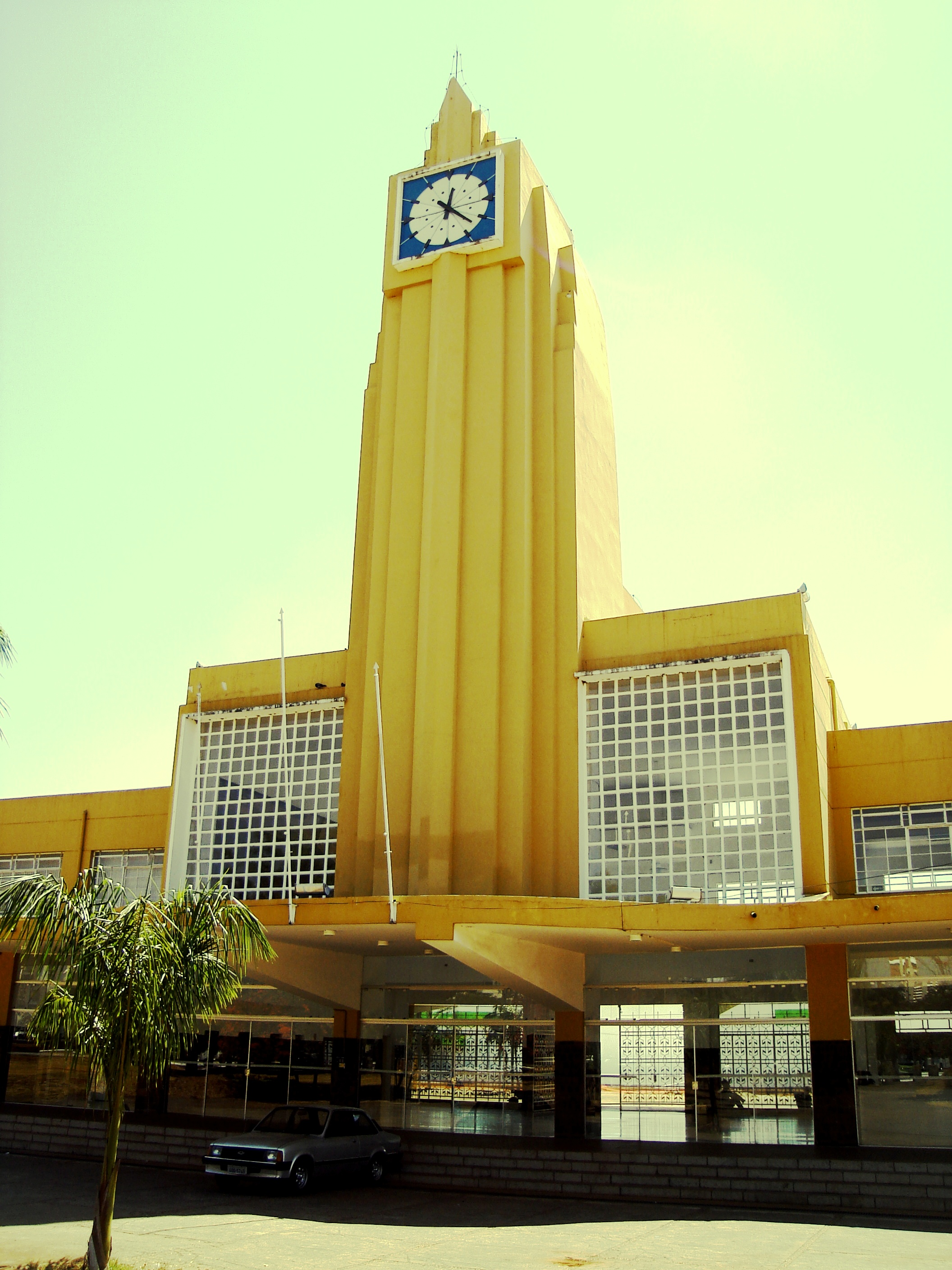
Estação ferroviária em Goiânia, Goiás.
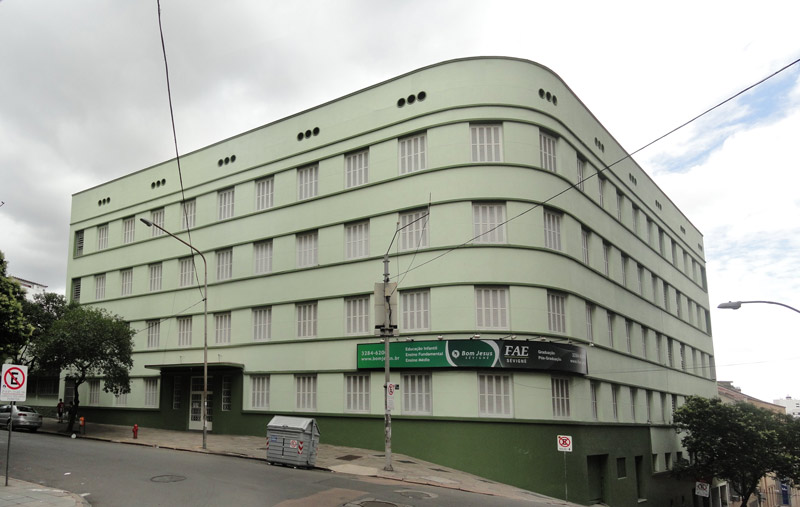
Colégio Sévigné em Porto Alegre, Rio Grande do Sul.
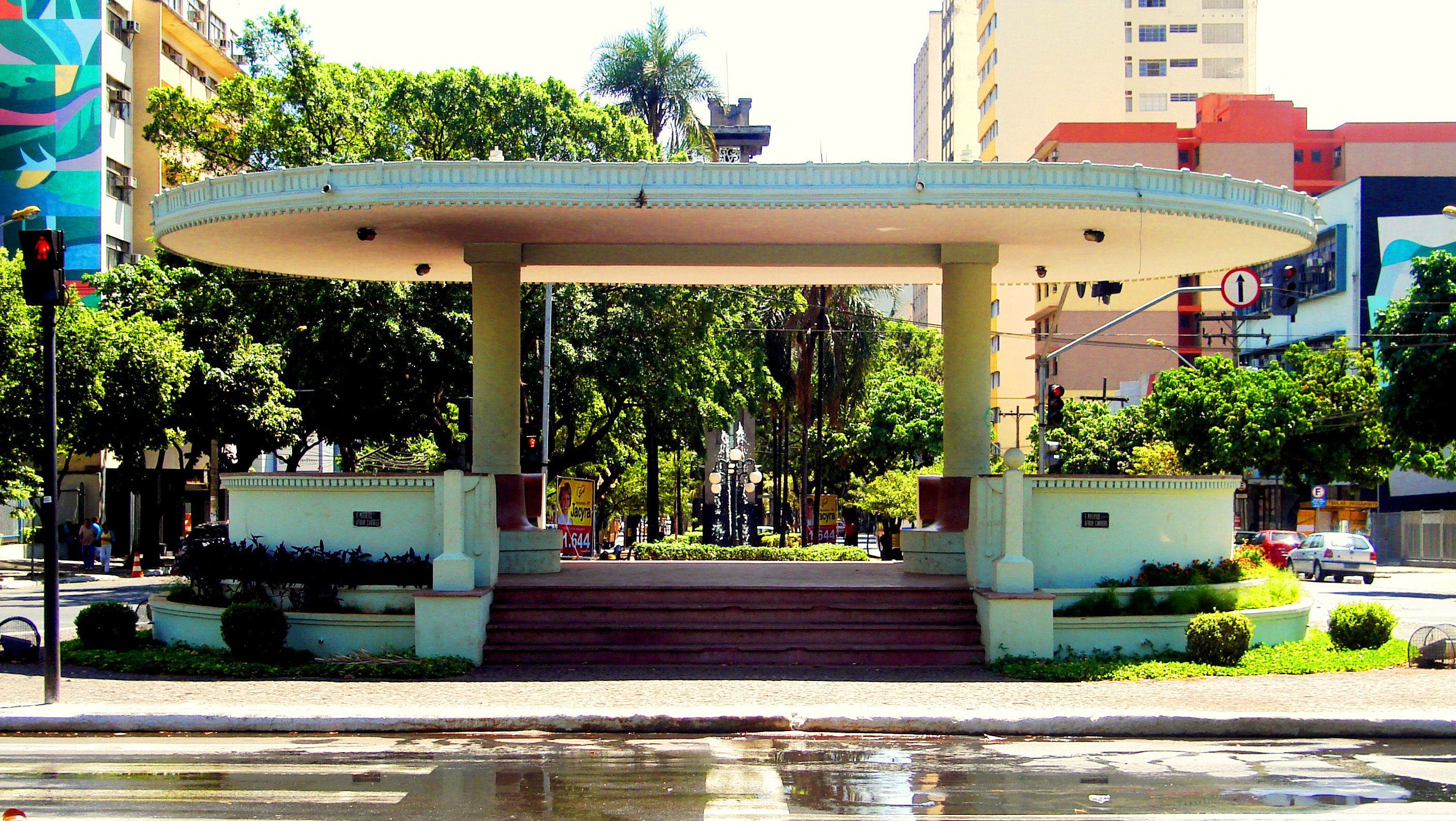
Coreto da Praça Cívica em Goiânia, Brasil.
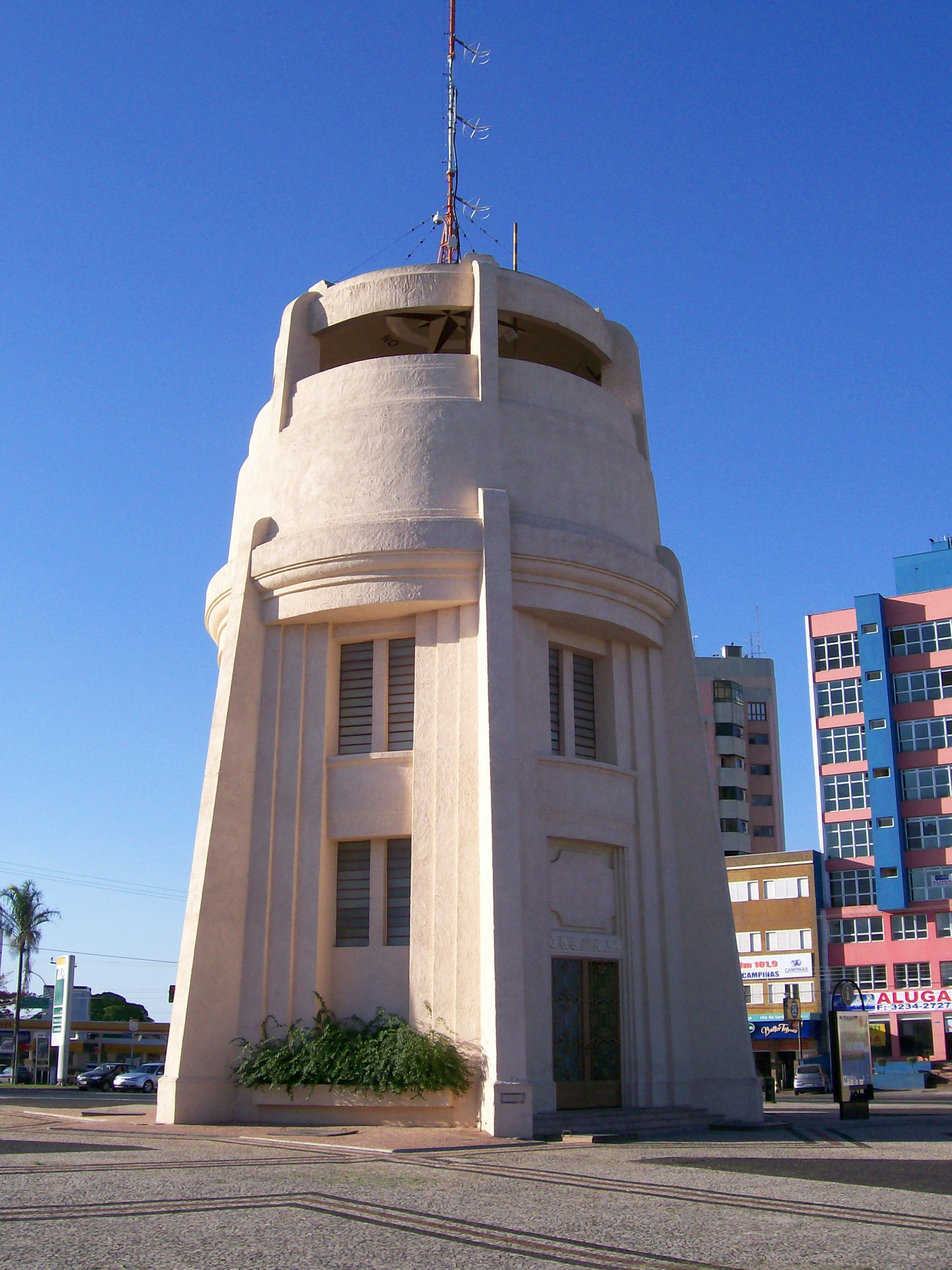
Torre do Castelo (1940), foi um antigo castelo d'água com um mirante no topo, em Campinas, São Paulo, Brasil.
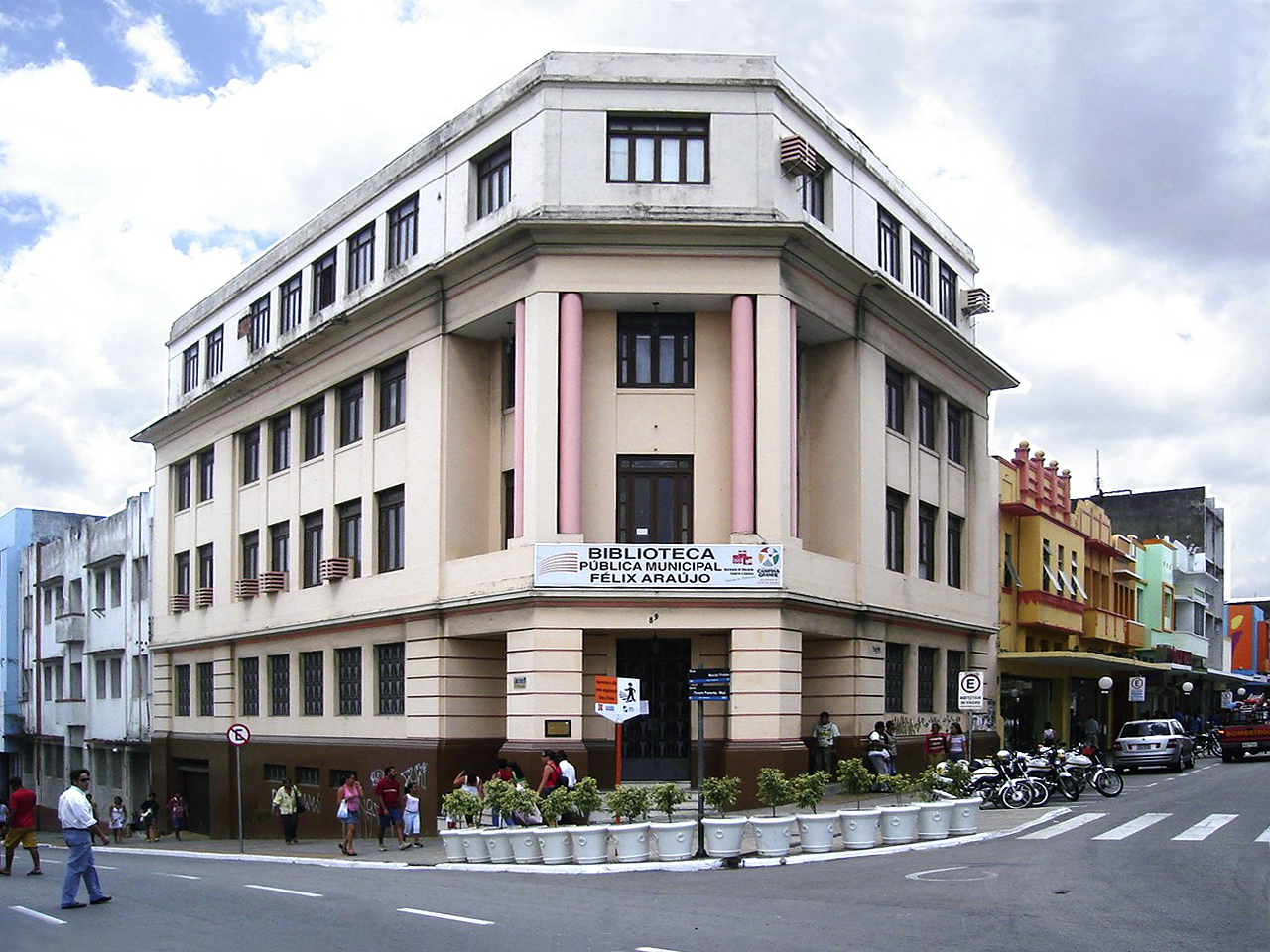
Biblioteca Municipal Félix Araújo, em Campina Grande, Brasil.
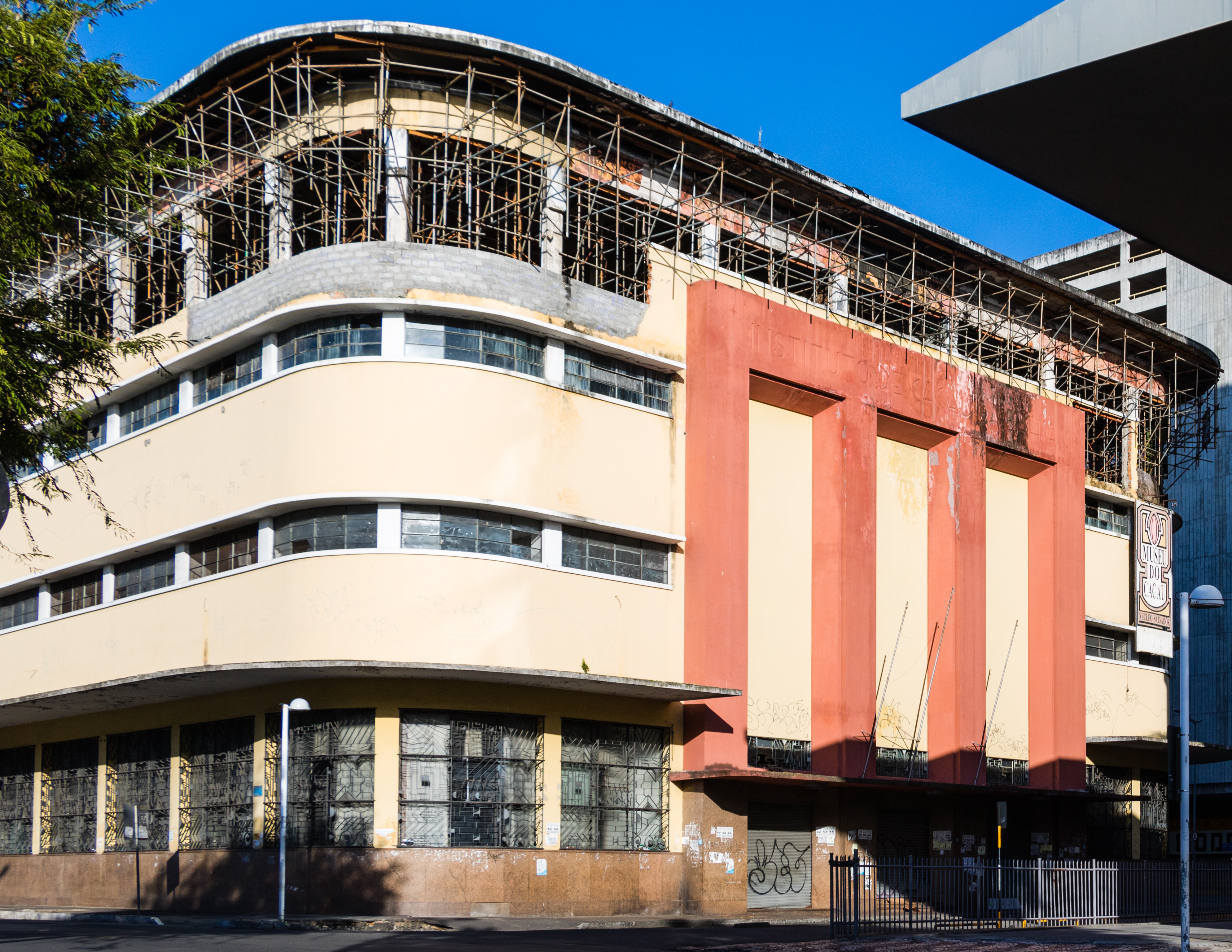
Instituto do Cacau (1936) por Alexander Buddeus, em Salvador, Bahia, Brasil
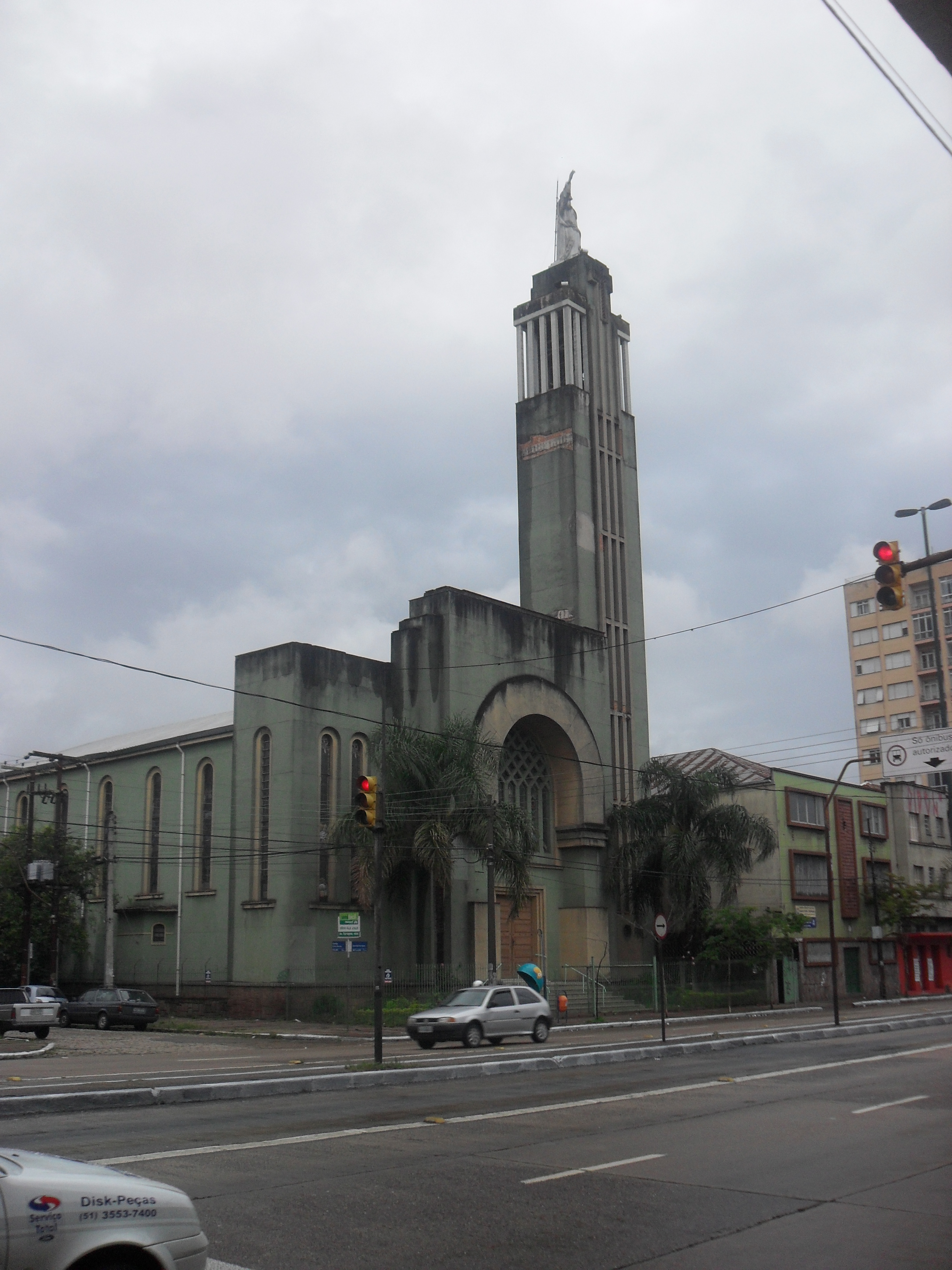
Igreja de São Geraldo (1938) por Vitorino Zani, em Porto Alegre, Rio Grande do Sul
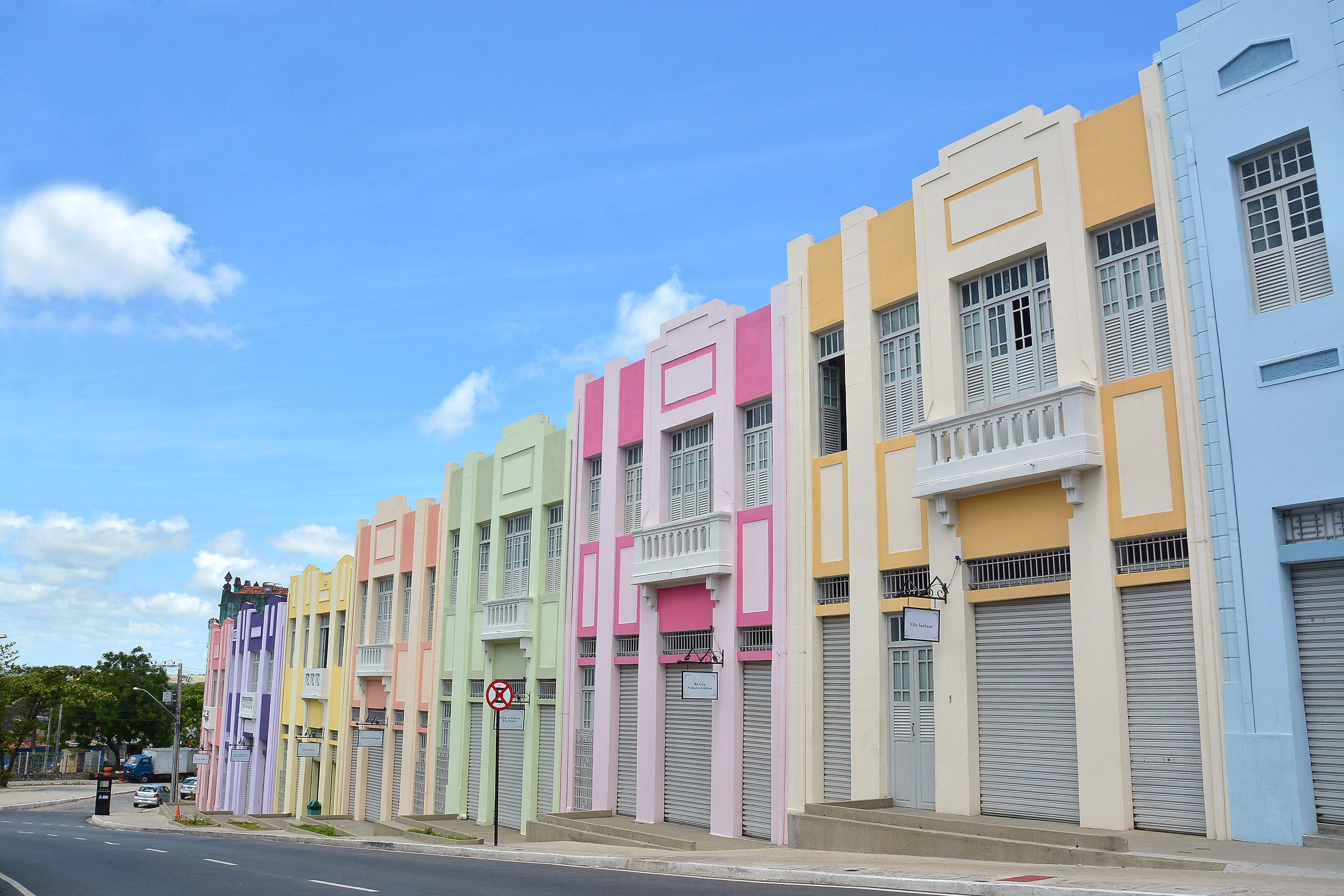
Casario da Rua João Suassuna, Centro Histórico de João Pessoa

A arquitetura Art Déco difundiu-se no Brasil entre os anos 1930 e 1940, antecipando elementos da arquitetura moderna das décadas seguintes. Os principais acervos Déco brasileiros concentram-se no Rio de Janeiro, São Paulo e Goiânia. Há, ainda, importantes exemplos em Campo Grande (com a obra do arquiteto Frederico Urlass); Belo Horizonte e Juiz de Fora (nos projetos do arquiteto Raphael Arcuri); Porto Alegre, na Avenida Farrapos, entre outros.
O Rio de Janeiro, no entanto, se destaca como a capital do Art Déco na América do Sul, tendo cerca de 400 imóveis nesse estilo, além de várias obras de arte (dentre elas o Cristo Redentor, a maior estátua em Art Déco do mundo). Alguns dos exemplos mais significativo do Déco no Rio de Janeiro são a Torre do Relógio da Estação Central do Brasil, e o Edifício A Noite (1929), com 22 andares, que fica na Praça Mauá. Outros espaços importantes são o Teatro Carlos Gomes (1932), o Edifício Mesbla (1934), a Associação Comercial do Rio de Janeiro (1937), o Cine Roxy (1938), o Tribunal Regional do Trabalho (1938), o Palácio Duque de Caxias (1942), e o Palácio da Fazenda (1943). O resgate dos temas indígenas, proposto pela Semana de Arte Moderna de 1922, ocorrido em São Paulo, influenciou o movimento Art Déco no Rio de Janeiro no que diz respeito aos prédios de apartamentos, sobretudo os que se concentram na região do Lido, em Copacabana (como o Itaoca (1928) ou os edifícios Itahy e Guahy (1932)). O Circuito Art Déco das placas azuis do Patrimônio Cultural Carioca inclui alguns dos mais belos exemplos: o Edifício Brasília, na Avenida Presidente Wilson; o monumento ao Marechal Deodoro da Fonseca, na Praça Paris; e o Chafariz da Mulher com Ânfora, no Centro. Menos conhecidos, mais igualmente importantes são a Igreja de Santa Terezinha em Botafogo e a Igreja da Santíssima Trindade, no bairro do Flamengo, do arquiteto Henri Paul Sajous.
São Paulo também tem grandes exemplos de prédios Déco, como o Edifício do Banco do Brasil, o Edifício Altino Arantes e diversas obras realizadas pelo arquiteto Rino Levi. O edifício-sede da Biblioteca Mário de Andrade e o Estádio do Pacaembu são dois grandes marcos arquitetônicos do estilo na cidade.
Goiânia também reúne grande número de exemplares de edifícios Art Déco. Foi o Déco que inspirou os primeiros prédios de Goiânia, nova capital de Goiás, projetada em 1933 por Attilio Corrêa Lima, cujo acervo arquitetônico é considerado um dos mais significativos do país. Ainda no estado de Goiás, no interior, Ipameri tem um grande patrimônio da arquitetura preservado, todo localizado no centro da cidade. Alguns exemplares que mais se destacam são o antigo prédio do Cine Teatro Estrela, o prédio da antiga sede do Banco do Brasil, o prédio-sede da Câmara Municipal, os prédios das antigas Chevrolet e Ford (Edifícios Firmo Ribeiro e Miguel David Cosac respectivamente), dentre outros.
O estilo influenciou artistas como o escultor Vítor Brecheret (1894-1955), o pintor Vicente do Rego Monteiro (1899-1970), além de outros. Uma obra de Brecheret em estilo Art Déco é o Monumento às Bandeiras, em São Paulo. Outros conjuntos arquitetônicos em Art Déco significativos estão localizados em Iraí (RS), Florianópolis (SC), Cipó (BA) e Campina Grande (PB).
Houve também contribuições para o Urbanismo, como o Plano Agache de remodelação urbana para o Rio de janeiro, proposta pelo arquiteto francês Alfred Agache (1875-1959). Apesar de não ter sido um plano aplicado, serviu de norte para legislações urbanísticas na cidade.

### Ásia

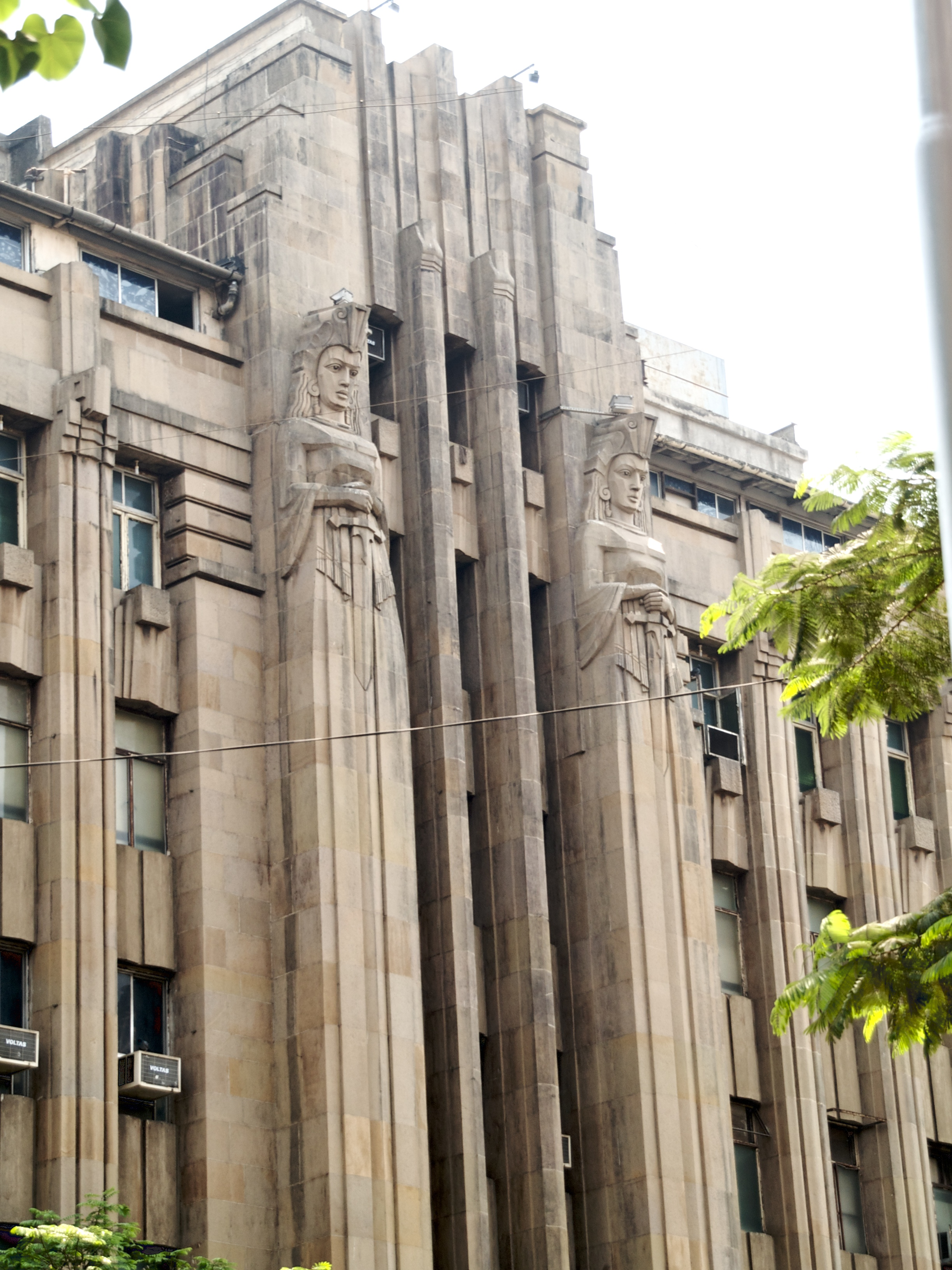
Edifício New India Assurance em Mumbai, Índia (1936)
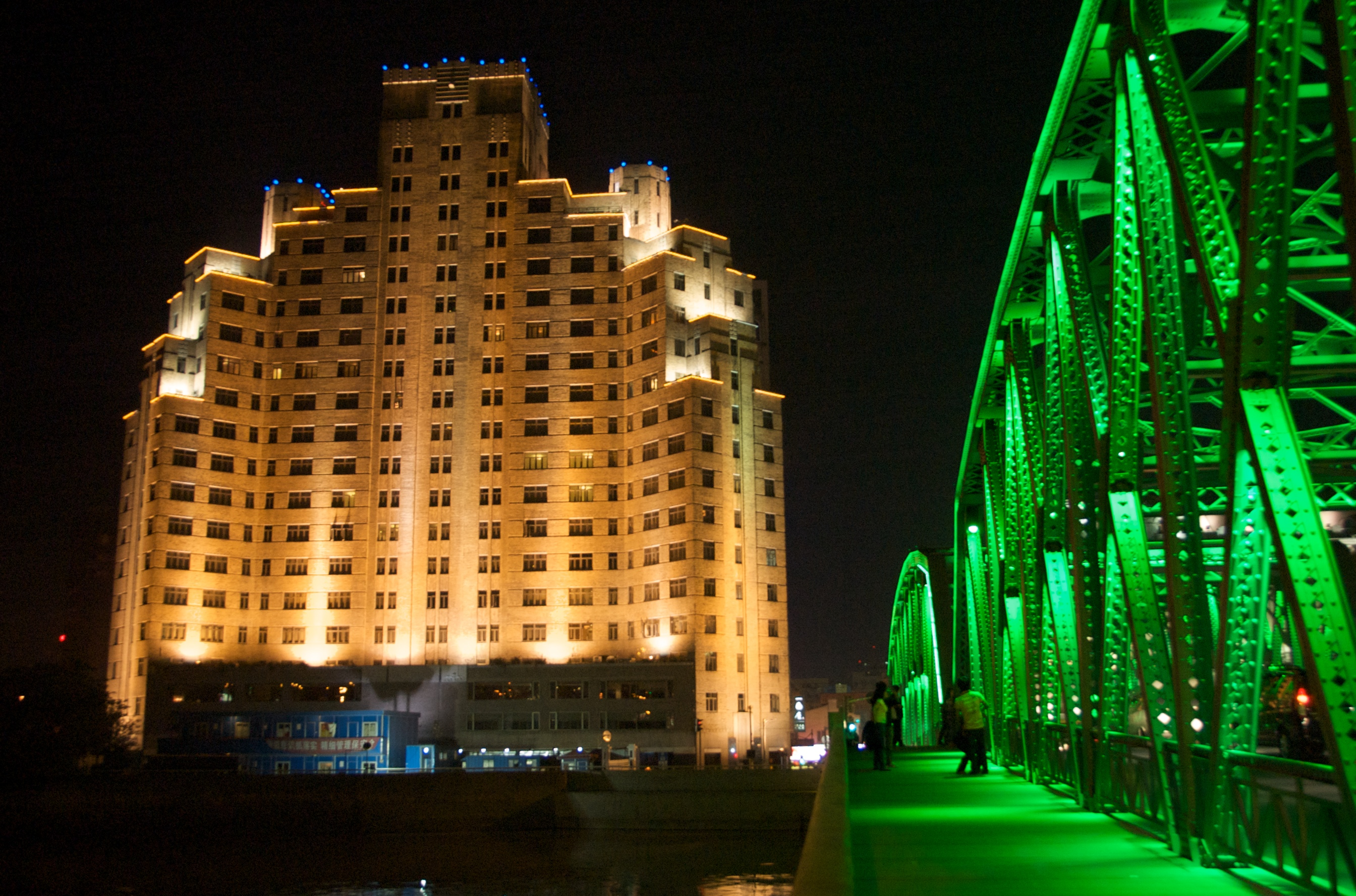
Mansões da Broadway, em Xangai, China (1934)
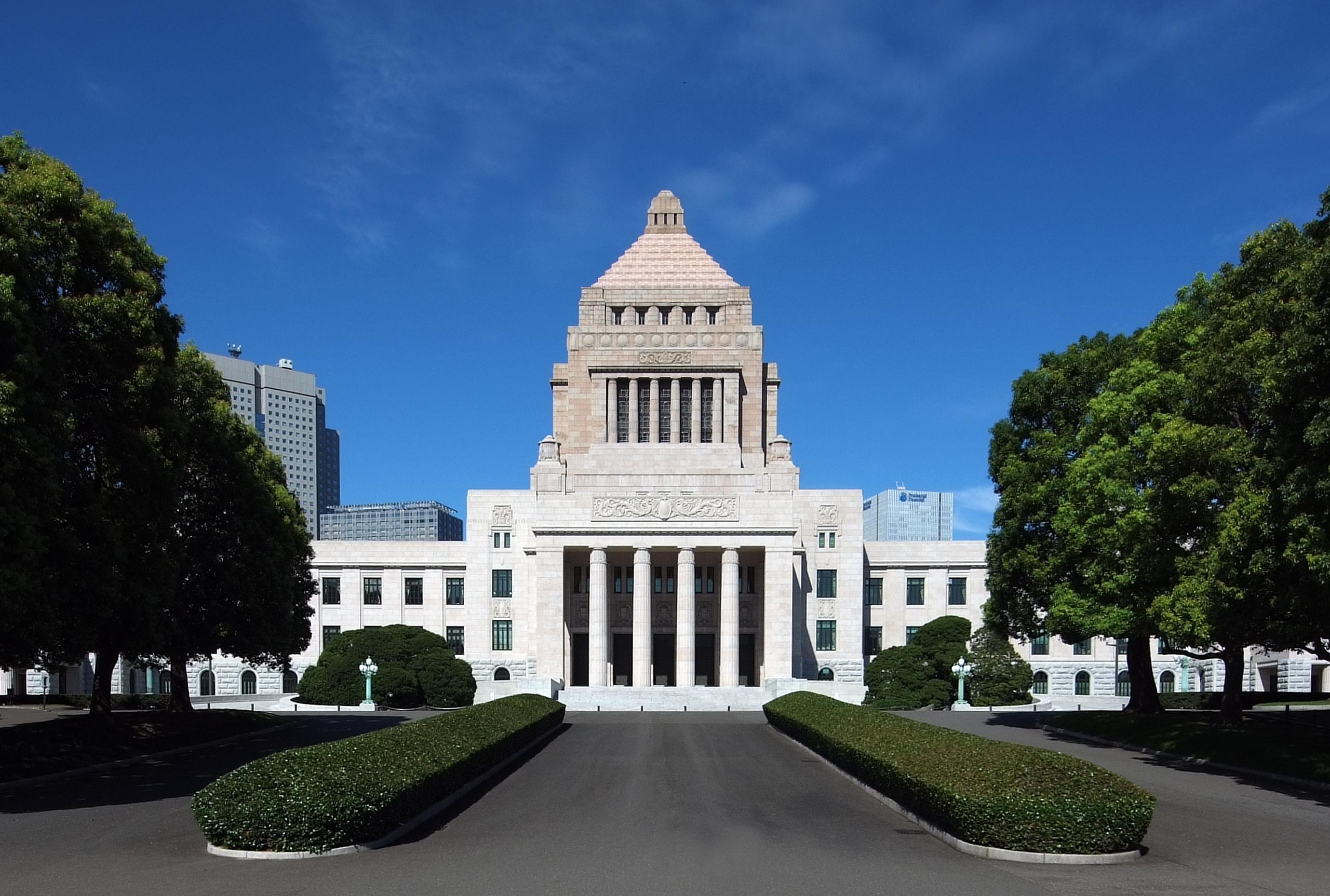
Prédio da Dieta Nacional em Tóquio, Japão (1936)
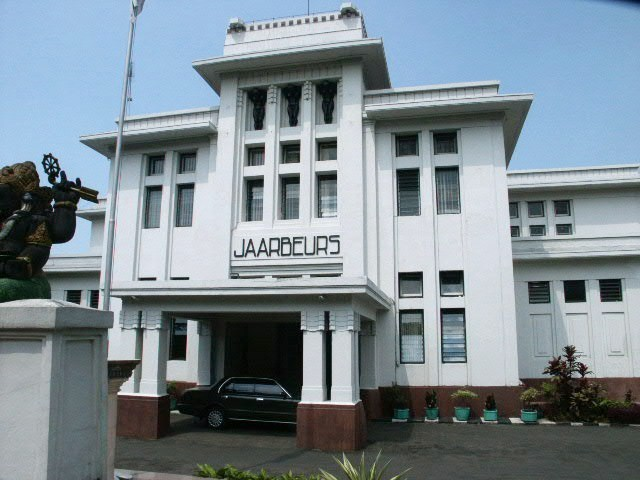
Edifício Kologdam em Bandung, Indonésia (1920)
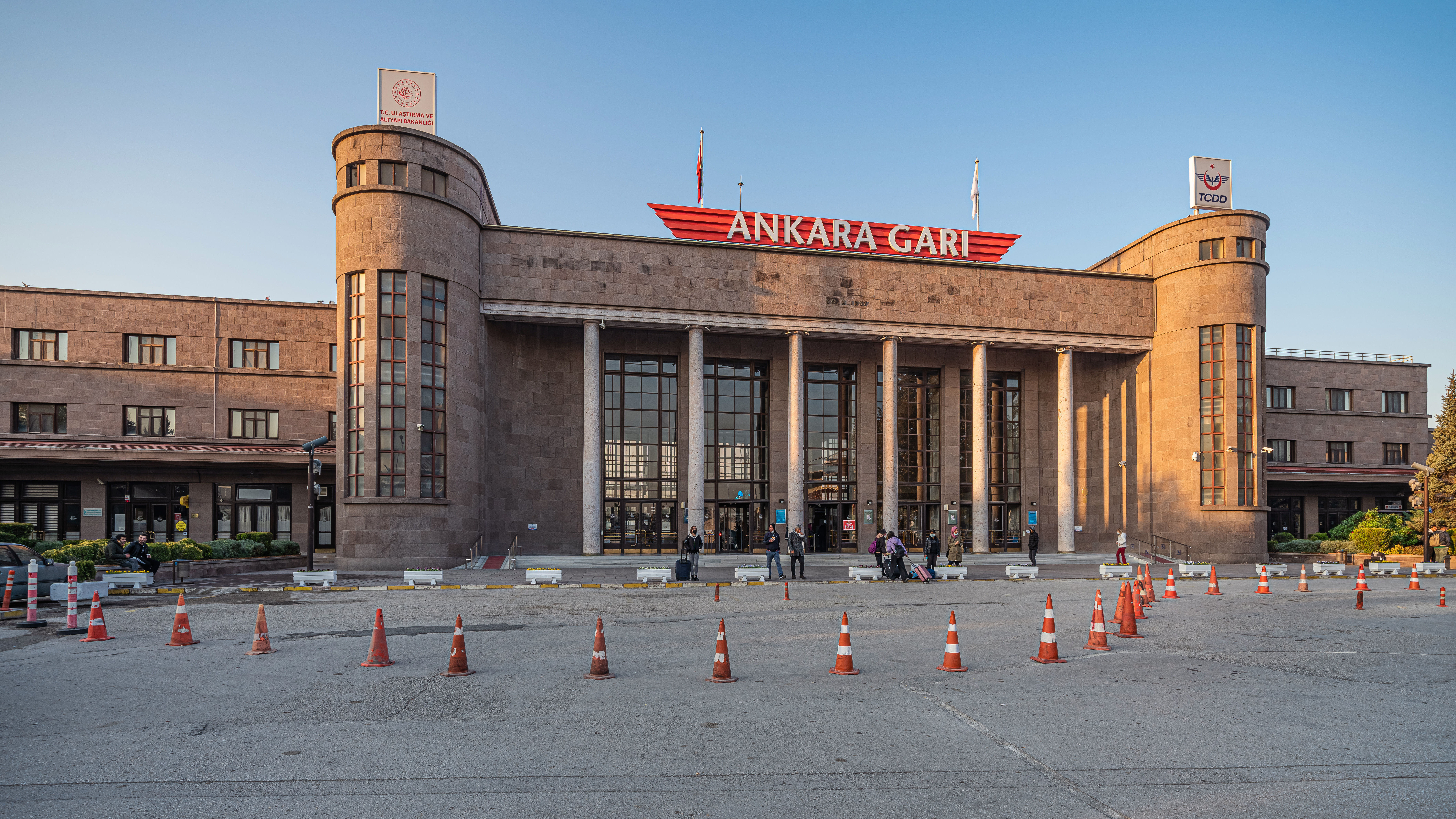
Estação Ferroviária de Ancara em Ancara, Turquia (1937)

Um grande número de edifícios Art Déco na Ásia foram projetados por arquitetos europeus, mas nas Filipinas o arquiteto local Juan Nakpil era proeminente. Muitos marcos art déco no continente foram demolidos durante a grande expansão econômica da Ásia no final do século XX, mas alguns enclaves notáveis da arquitetura ainda permanecem, particularmente em Xangai e Mumbai.

#### Índia
O Instituto Indiano de Arquitetos, fundado em Mumbai em 1929, desempenhou um papel proeminente na propagação do movimento Art Déco. Em novembro de 1937, este instituto organizou a 'Ideal Home Exhibition' (Exposição da Casa Ideal) realizada na Prefeitura de Mumbai, que durou mais de 12 dias e atraiu cerca de cem mil visitantes. Como resultado, foi declarado um sucesso pelo "Journal of the Indian Institute of Architects". As exposições mostravam o 'ideal', ou melhor descrito como o arranjo mais 'moderno' para várias partes da casa, prestando bastante atenção para evitar erros arquitetônicos e apresentar os modelos mais eficientes e bem pensados. A exposição centrou-se em vários elementos de uma casa, desde mobiliário, elementos de decoração de interiores, bem como rádios e refrigeradores, utilizando materiais e métodos novos e cientificamente relevantes. Guiados por seu desejo de imitar o oeste, os arquitetos indianos ficaram fascinados com a modernidade industrial que o Deco oferecia. As elites ocidentais foram as primeiras a experimentar as facetas tecnologicamente avançadas do art déco, e os arquitetos começaram o processo de transformação no início da década de 1930.
O comércio portuário em expansão de Mumbai na década de 1930 resultou no crescimento da população de classe média instruída. Também viu um aumento de pessoas migrando para Mumbai em busca de oportunidades de emprego. Isto levou à necessidade urgente de novos desenvolvimentos através de Regimes de Recuperação de Terras e construção de novos edifícios públicos e residenciais. Paralelamente, a mudança do clima político no país e a qualidade aspiracional da estética art déco levaram a uma aceitação sincera do estilo de construção no desenvolvimento da cidade. A maioria dos edifícios deste período pode ser vista espalhada pelos bairros da cidade em áreas como Churchgate, Colaba, Fort, Mohammed Ali Road, Cumbala Hill, Dadar, Matunga, Bandra e Chembur.

### Europa

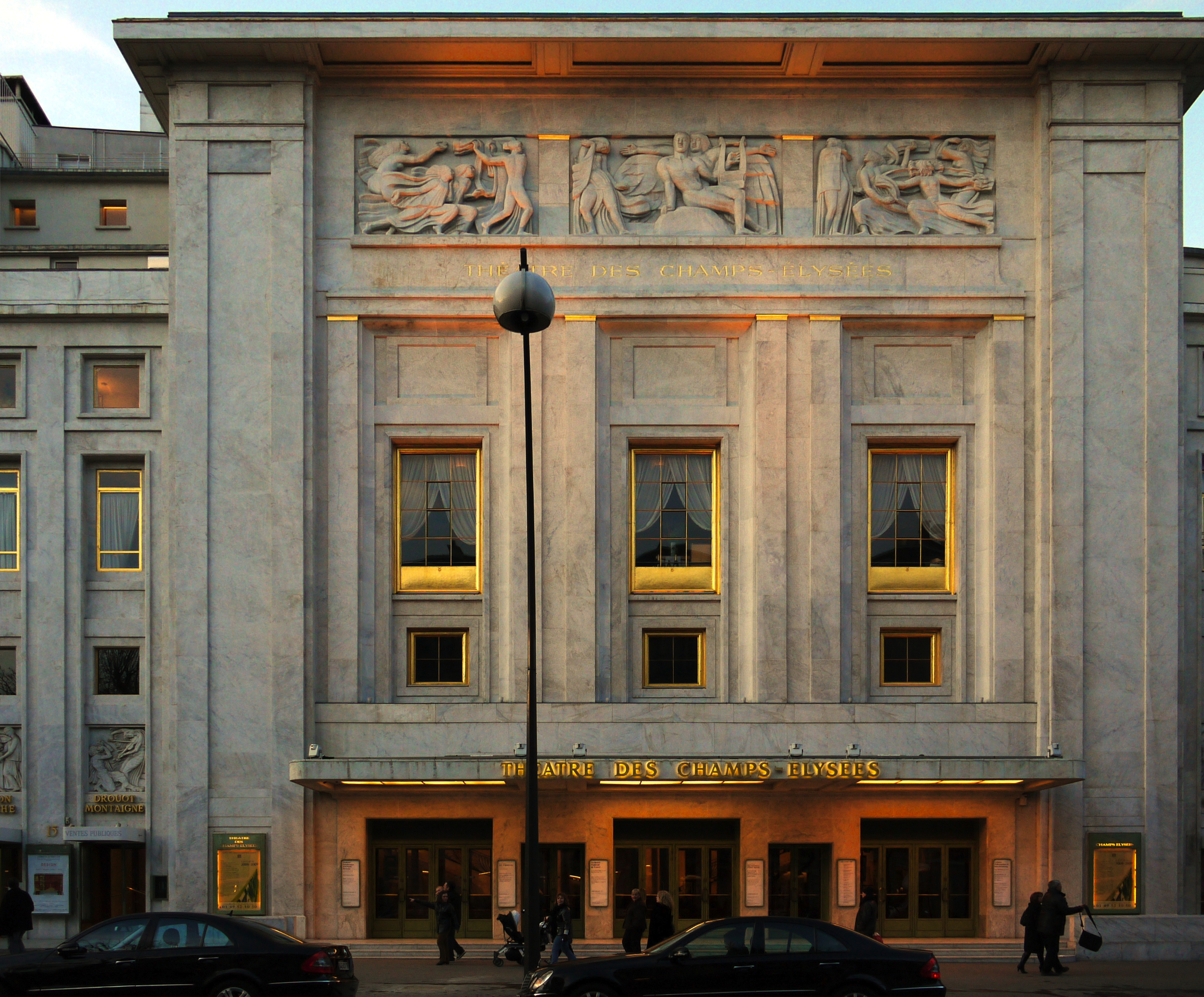
Théâtre des Champs-Élysées em Paris, França (1910-1913)
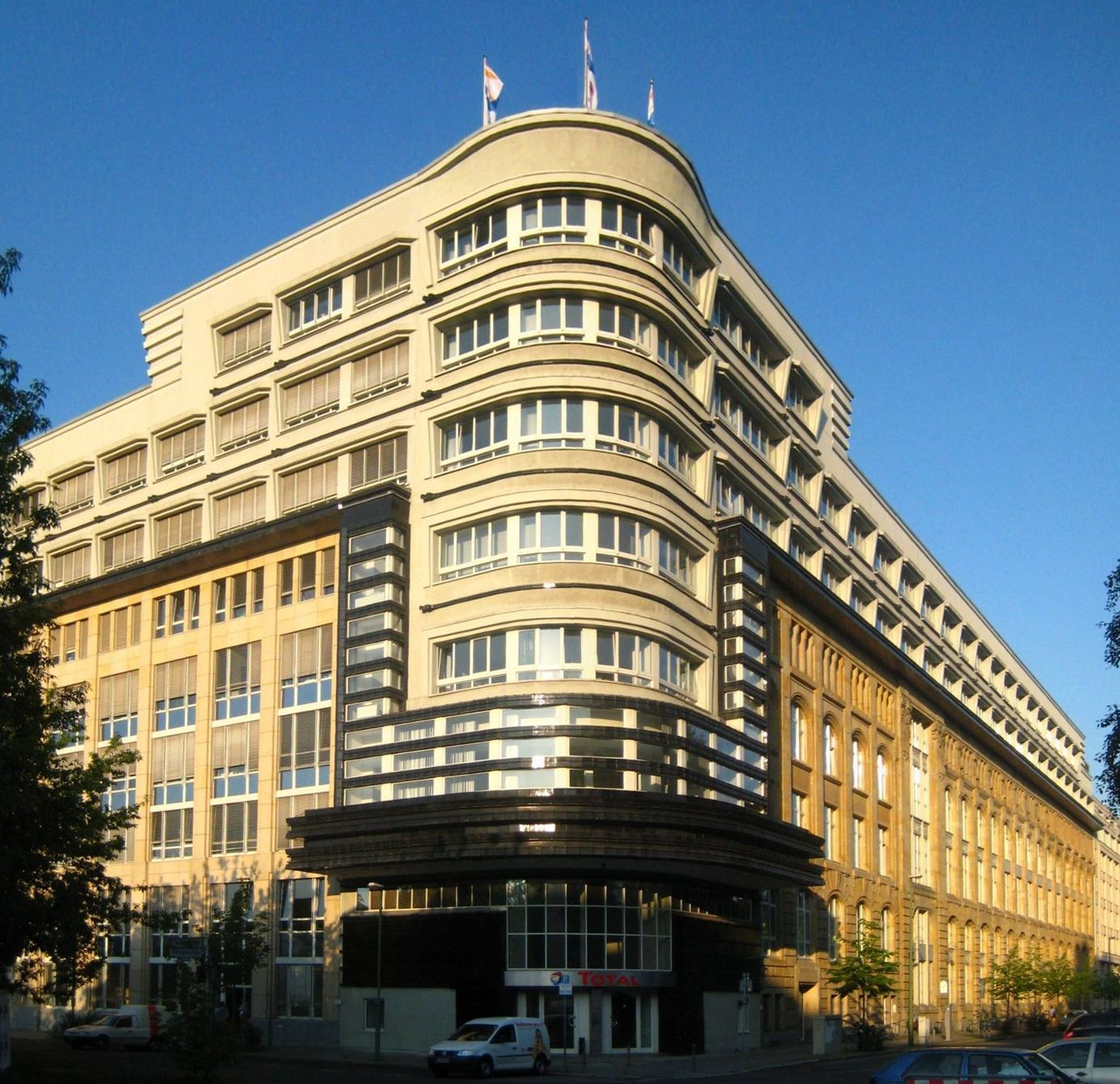
O Mossehaus com elementos Art Déco de Erich Mendelsohn, em Berlim, Alemanha (c.1923)
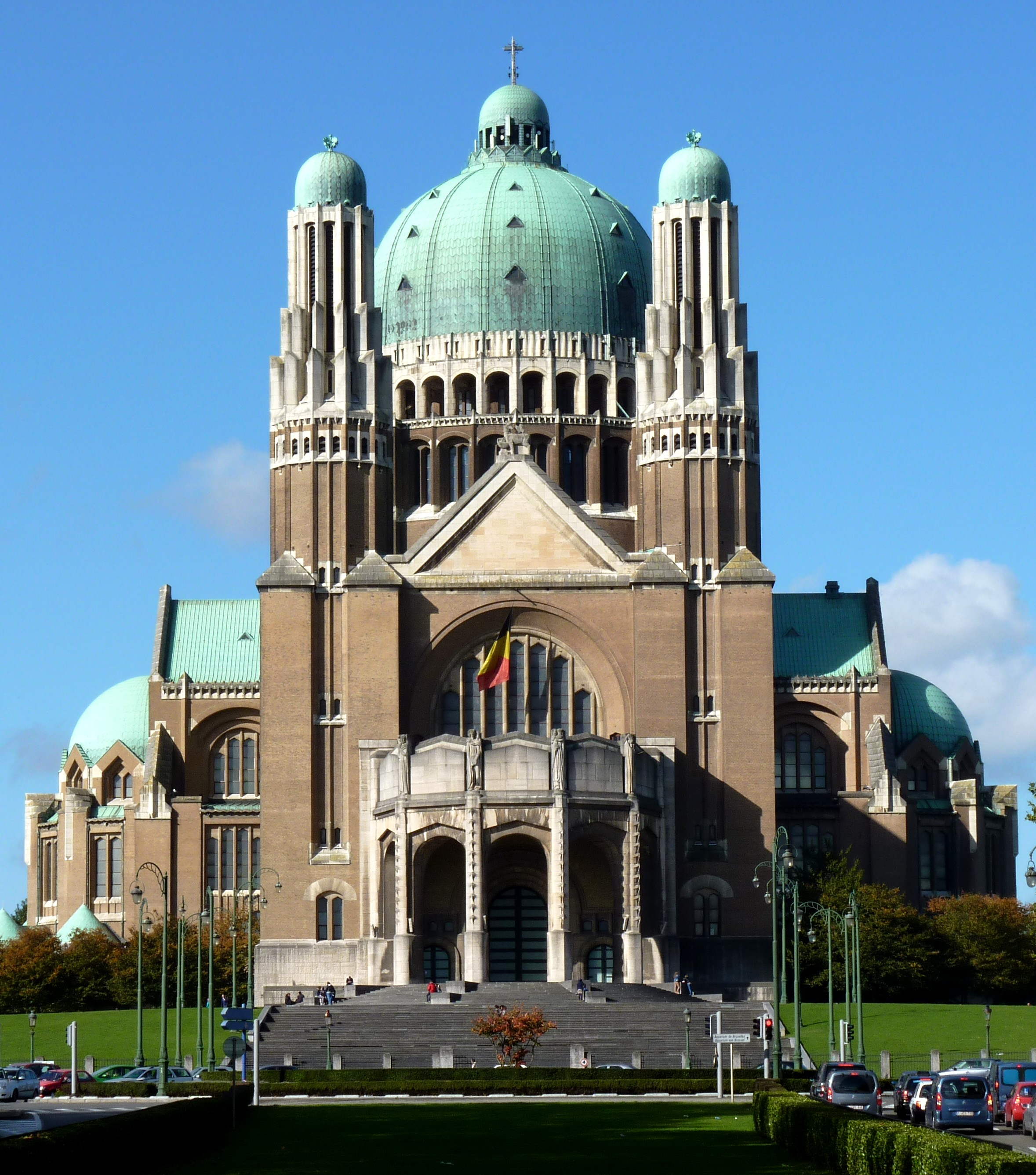
Basílica do Sagrado Coração em Bruxelas, Bélgica (1925)
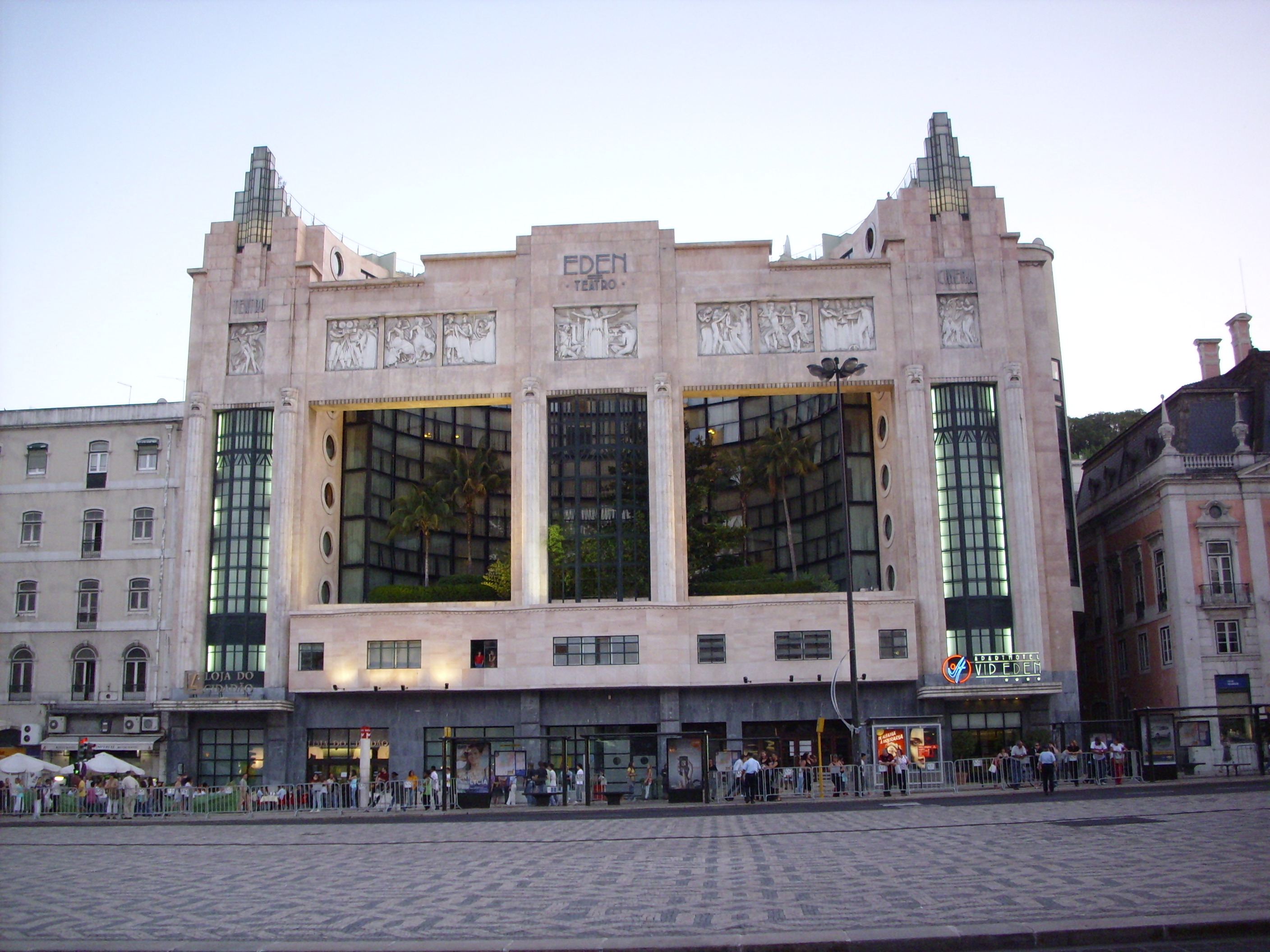
Teatro Éden em Lisboa, Portugal (1931)
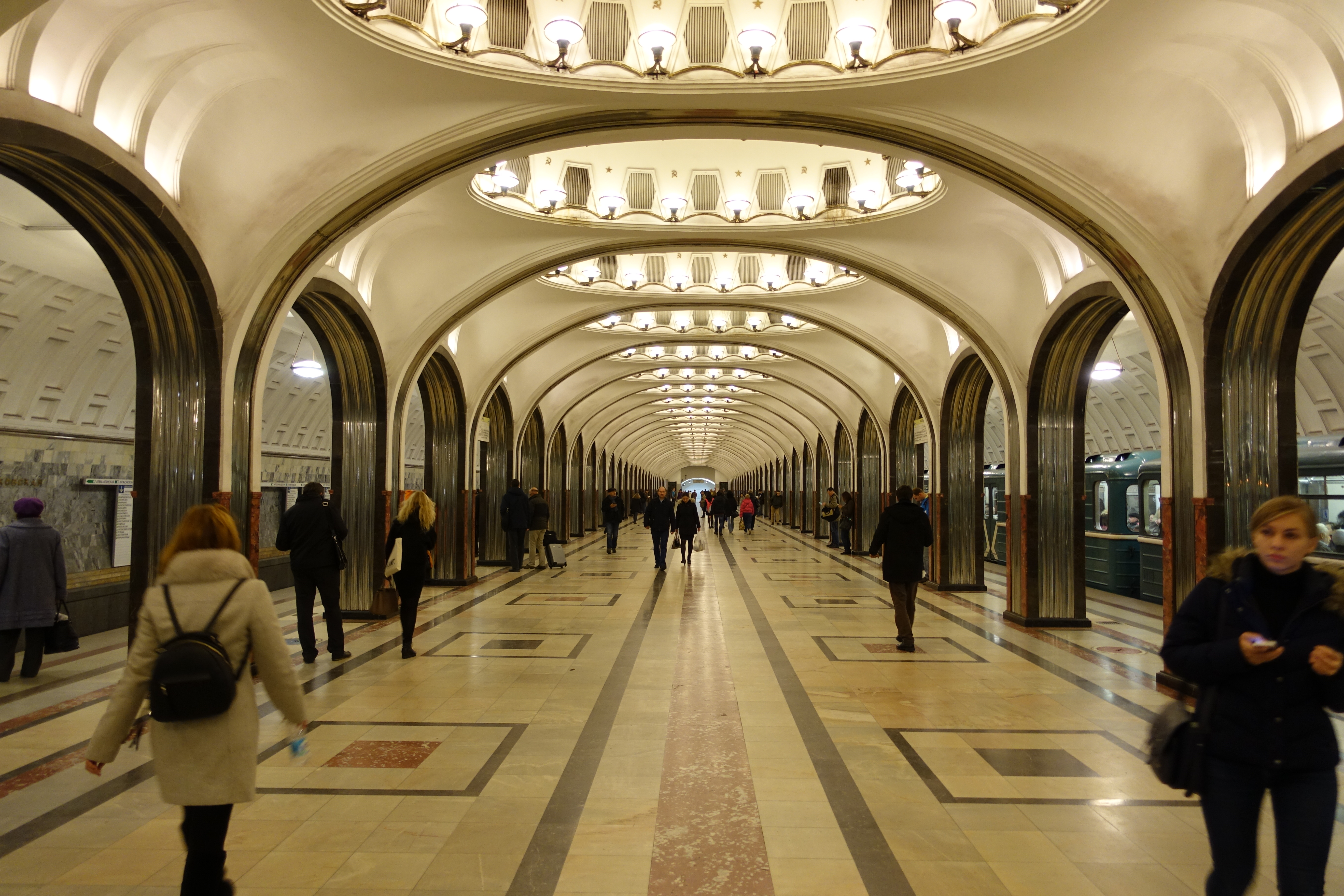
Estação Mayakovskaya em Moscou, Rússia (1938)
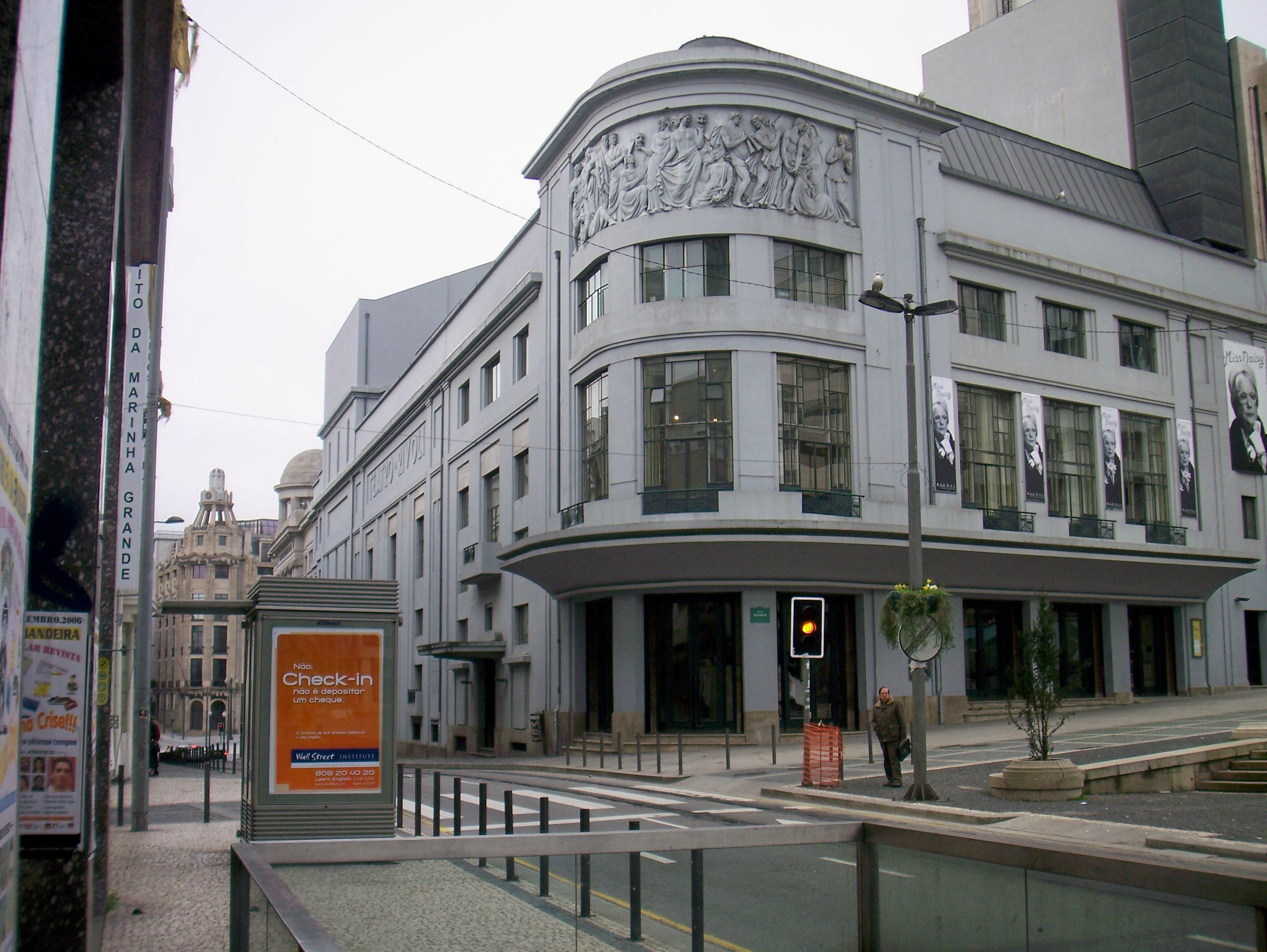
Teatro Rivoli em Porto, Portugal (1937)
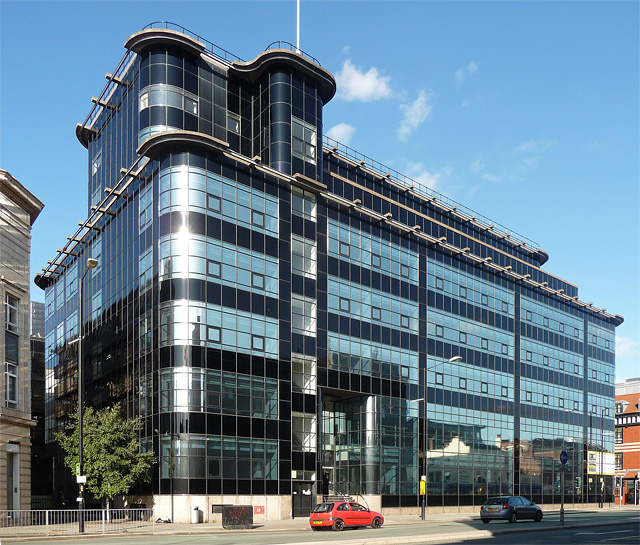
Edifício Daily Express em Manchester, Reino Unido (1939)

O estilo arquitetônico apareceu pela primeira vez em Paris com o Théâtre des Champs-Élysées (1910-1913), de Auguste Perret, mas depois se espalhou rapidamente pela Europa, até que puderam ser encontrados exemplos em quase todas as grandes cidades, de Londres a Moscou. Na Alemanha, duas variações de Art Déco floresceram nos anos 20 e 30: o estilo Neue Sachlichkeit (Nova Objetividade) e a Arquitetura Expressionista. Exemplos notáveis incluem o Teatro Mossehaus e Schaubühne de Erich Mendelsohn em Berlim, o Chilehaus de Fritz Höger em Hamburgo e sua igreja de Kirche am Hohenzollernplatz em Berlim, a Torre Anzeiger em Hanôver e a Torre Borsig em Berlim.
Um dos maiores edifícios Art Déco da Europa Ocidental é a Basílica do Sagrado Coração em Koekelberg, Bruxelas. Em 1925, o arquiteto Albert van Huffel ganhou o Grande Prêmio de Arquitetura com seu modelo em escala da basílica na Exposição Internacional de Artes Decorativas e Industriais Modernas em Paris.
Espanha e Portugal têm alguns exemplos notáveis de edifícios Art Déco, particularmente cinemas. Exemplos em Portugal são o Teatro do Capitólio (1931) e o Cineteatro Éden (1937) em Lisboa; o Teatro Rivoli (1937) e o Coliseu (1941) no Porto e o Teatro Rosa Damasceno (1937) em Santarém. Um exemplo na Espanha é o Cine Rialto em Valência (1939).
Durante a década de 1930, o Art Déco teve um efeito notável no design de casas no Reino Unido, bem como o design de vários edifícios públicos. Em linhas retas, fachadas de casas revestidas de branco, subindo para telhados planos, portas de janelas e janelas altas, bem como janelas de canto de metal curvas e convexas, eram todas características daquele período.
O Metrô de Londres é famoso por muitos exemplos de arquitetura art déco, e há uma série de edifícios no estilo situado ao longo da Golden Mile em Brentford. Também no oeste de Londres temos o Hoover Building, que foi originalmente construído para a Hoover Company e foi convertido em uma superloja no início de 1990.

### Oceania

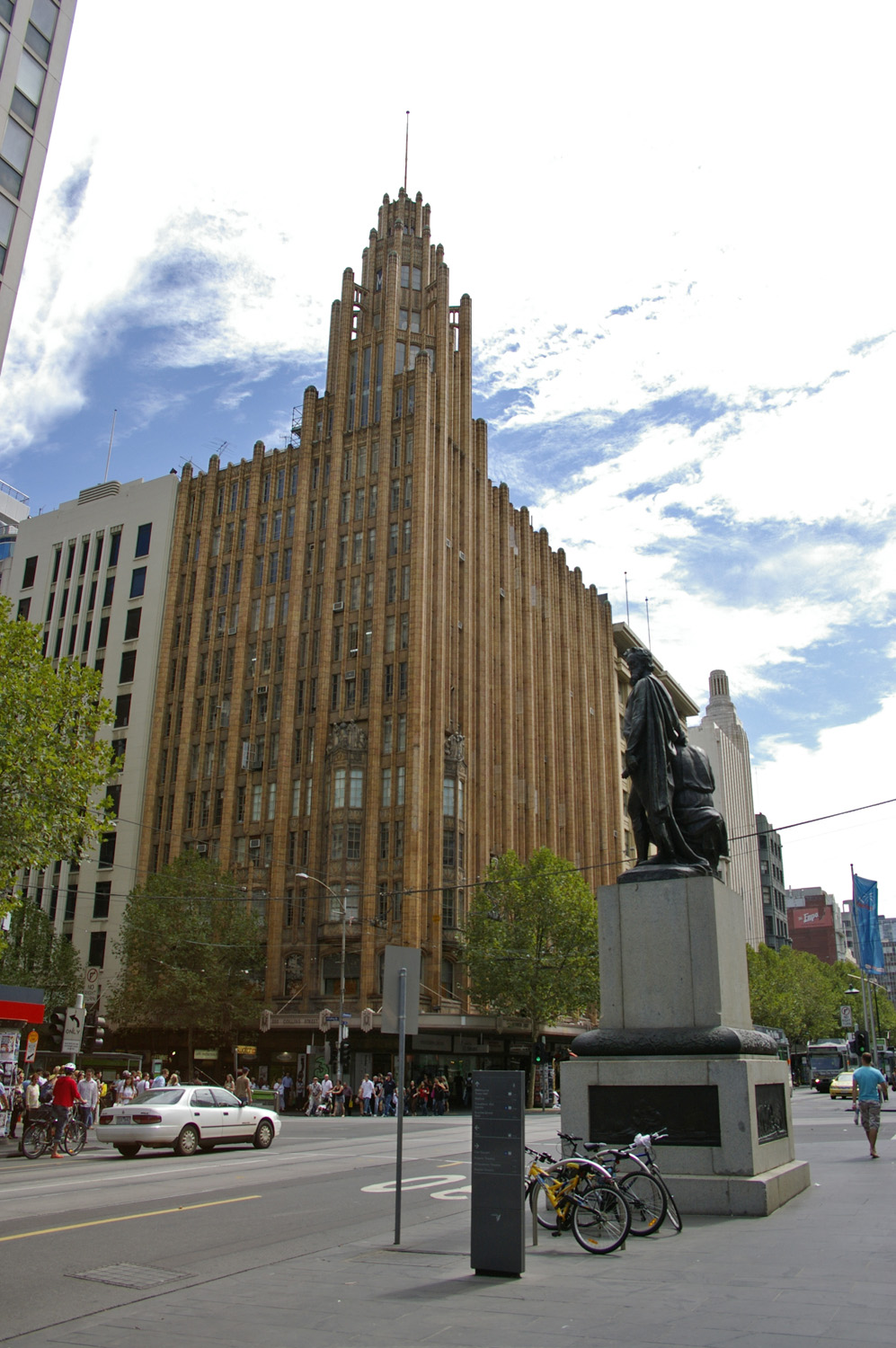
Edifício Manchester Unity, em Melbourne (1932)
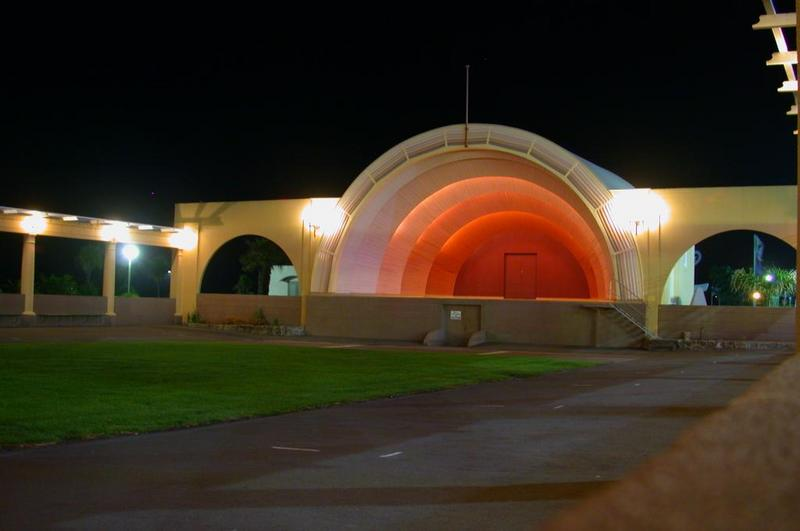
Sound Shell (1931) em Napier, Nova Zelândia à noite
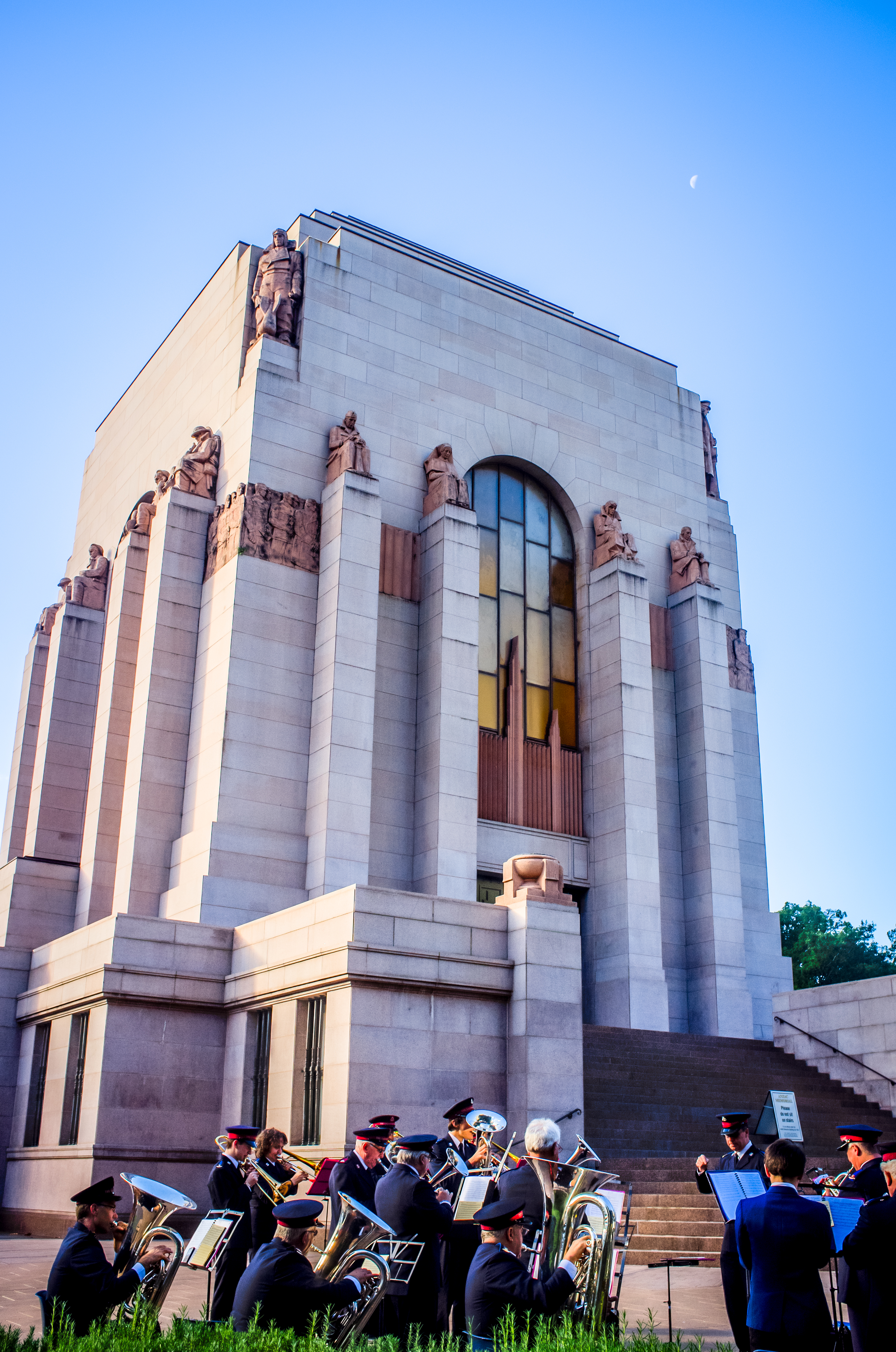
ANZAC War Memorial em Sydney (1934)
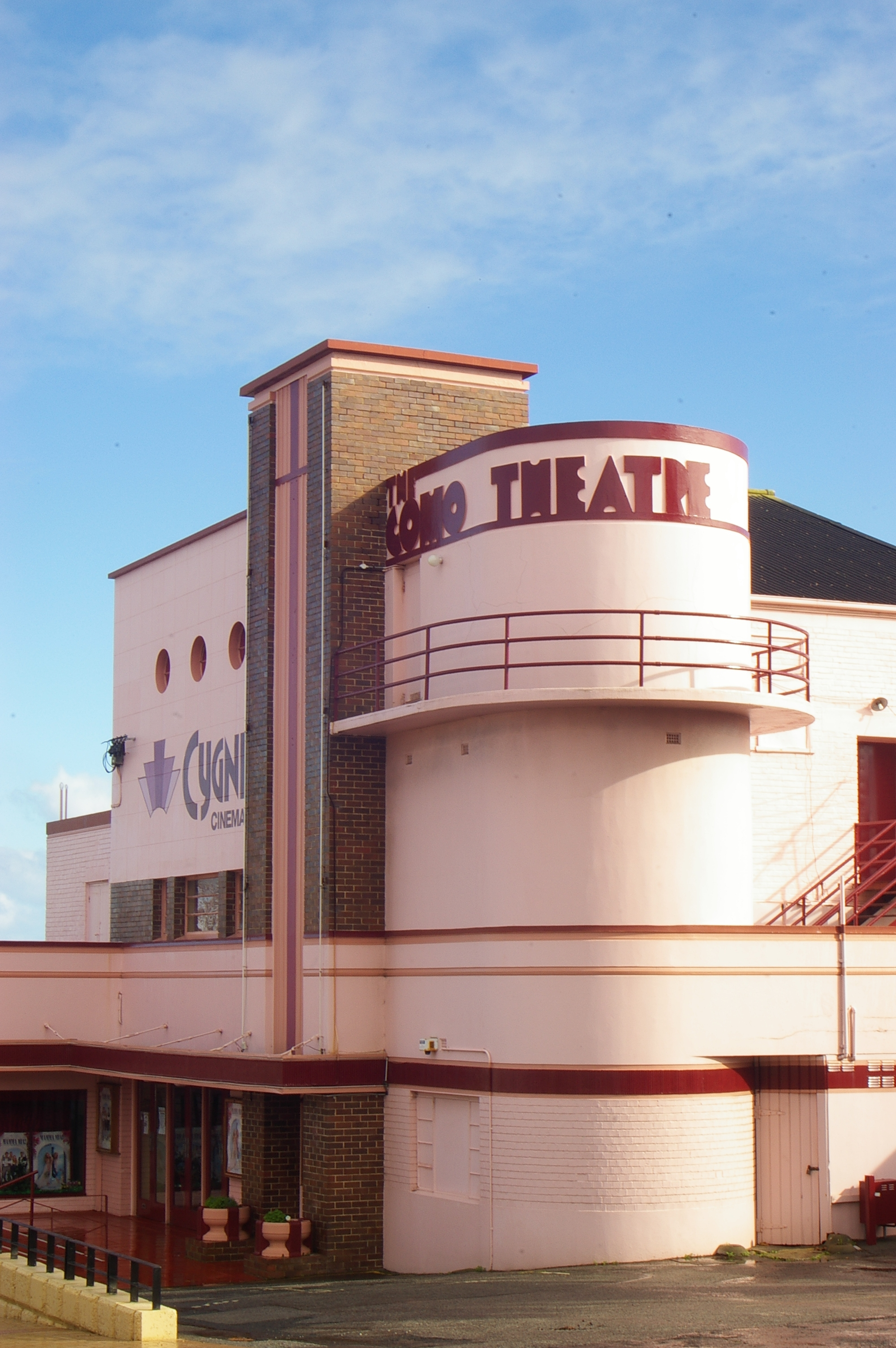
Cinema Cygnet, em Perth, Austrália (1938)
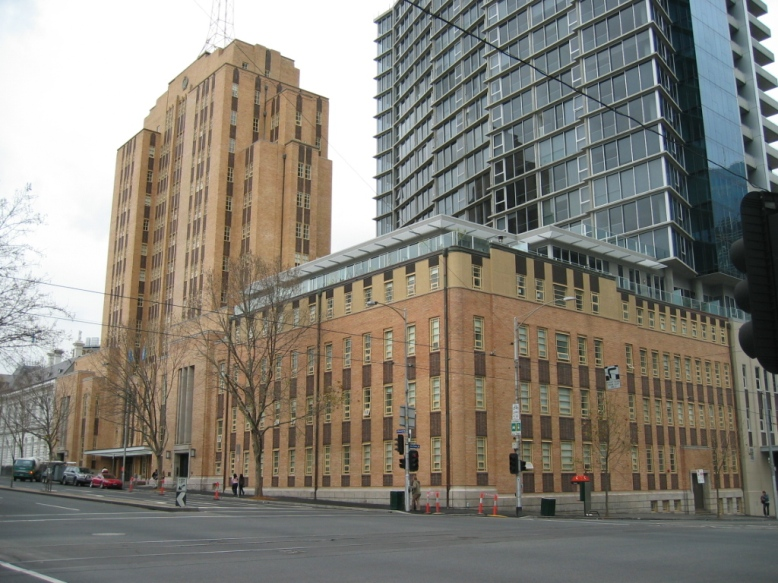
Sede de Polícia de Russell Street, em Melbourne (1940)

Melbourne e Sydney, na Austrália, têm vários edifícios Art Déco notáveis, incluindo o Edifício Manchester Unity e a antiga Sede de Polícia de Russell Street em Melbourne, o Museu de Arte de Castlemaine em Castlemaine, no centro de Victoria; e o Grace Building, a AWA Tower e o ANZAC War Memorial em Sydney.
Várias cidades da Nova Zelândia, incluindo Napier e Hastings, foram reconstruídas em estilo Art Deco após o Terremoto de 1931 em Hawke's Bay, e muitos dos prédios foram protegidos e restaurados. Napier foi nomeado para o status de Patrimônio Mundial da UNESCO, o primeiro local cultural na Nova Zelândia a ser nomeado. Wellington reteve um número considerável de edifícios Deco.

## Preservação e Neo Art Déco

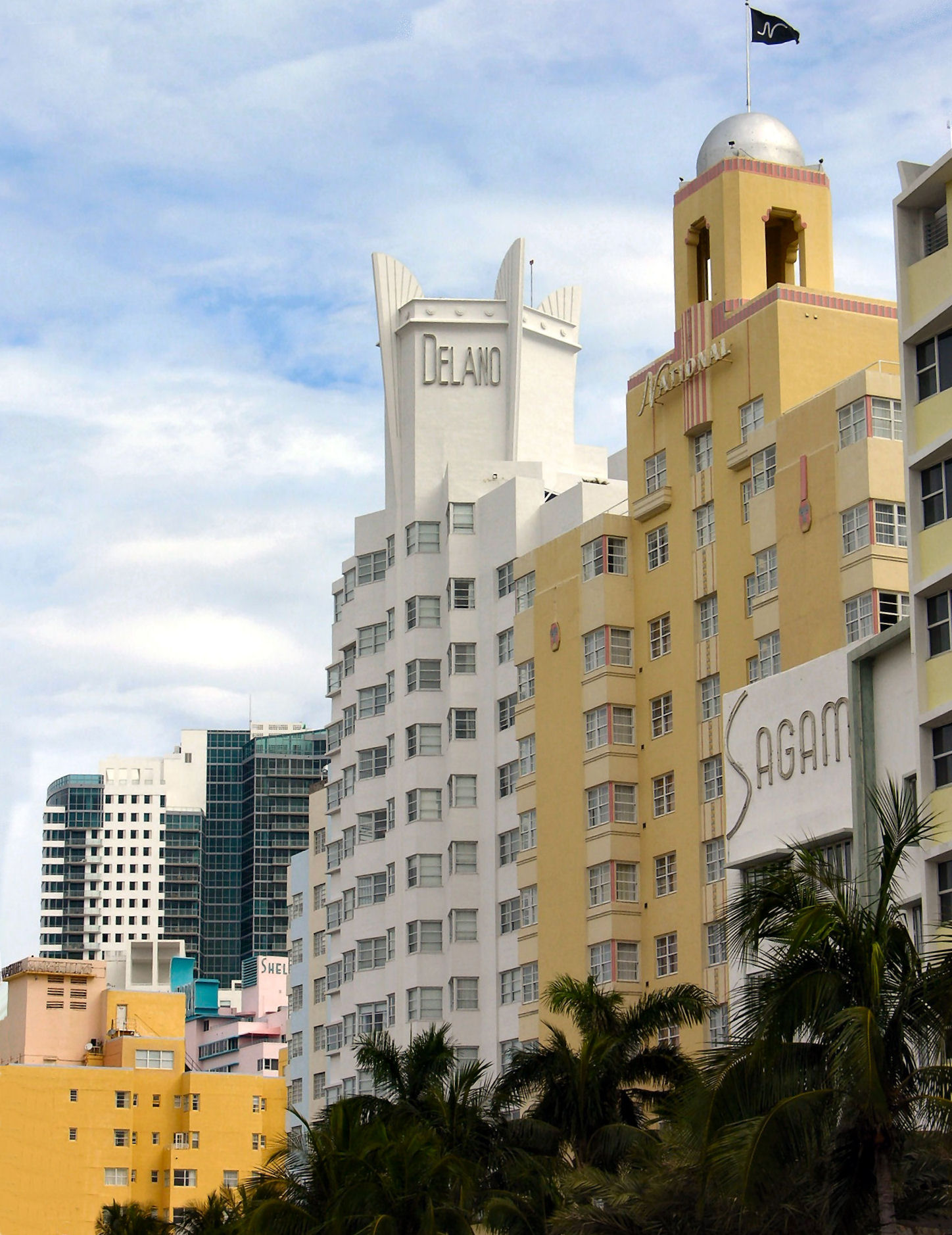
O Distrito Arquitetônico de Miami Beach protege edifícios históricos Art Déco
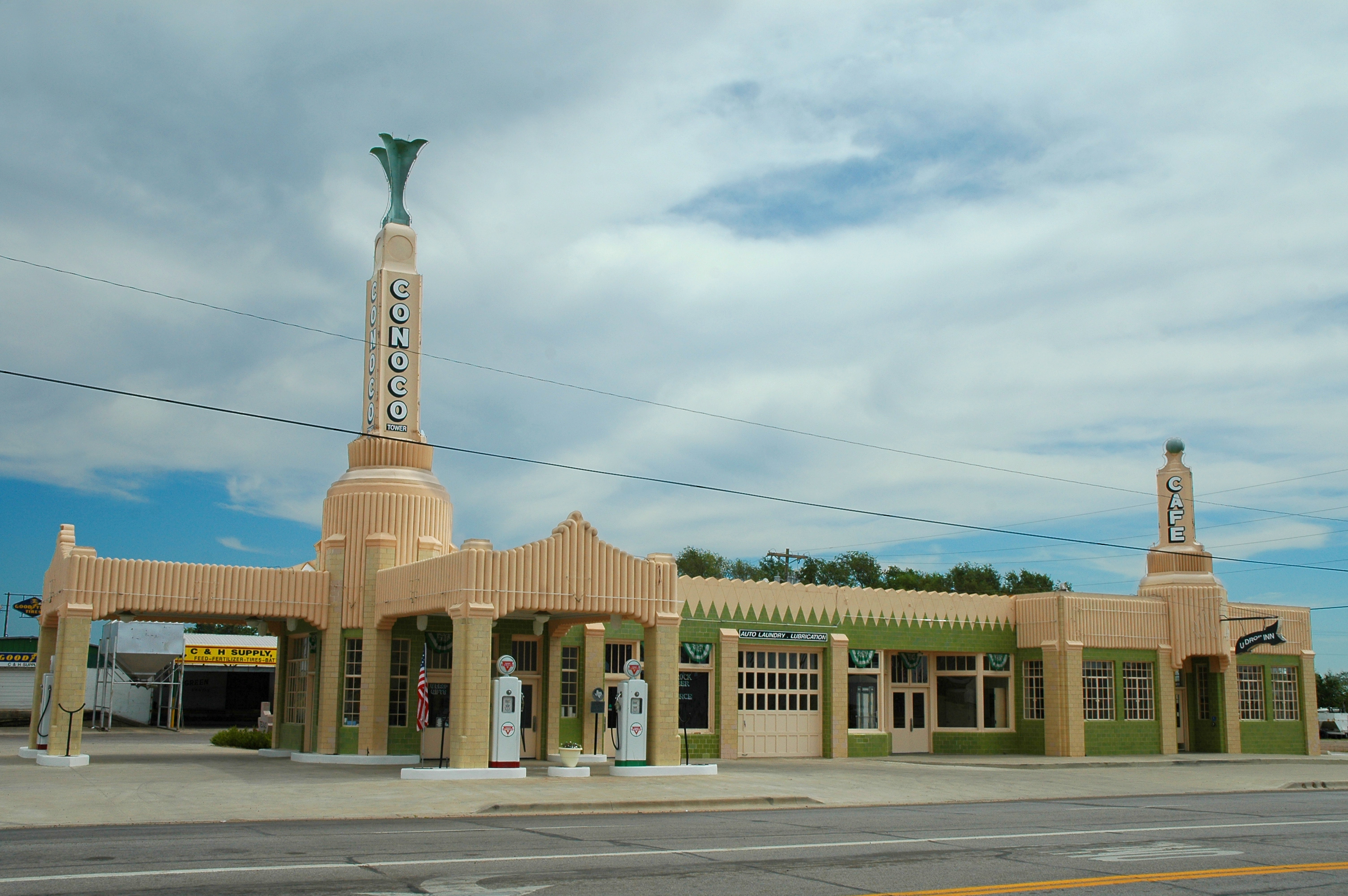
O U-Drop Inn, um posto de gasolina e restaurante na estrada US Highway 66 em Shamrock, Texas (1936), agora é um monumento histórico
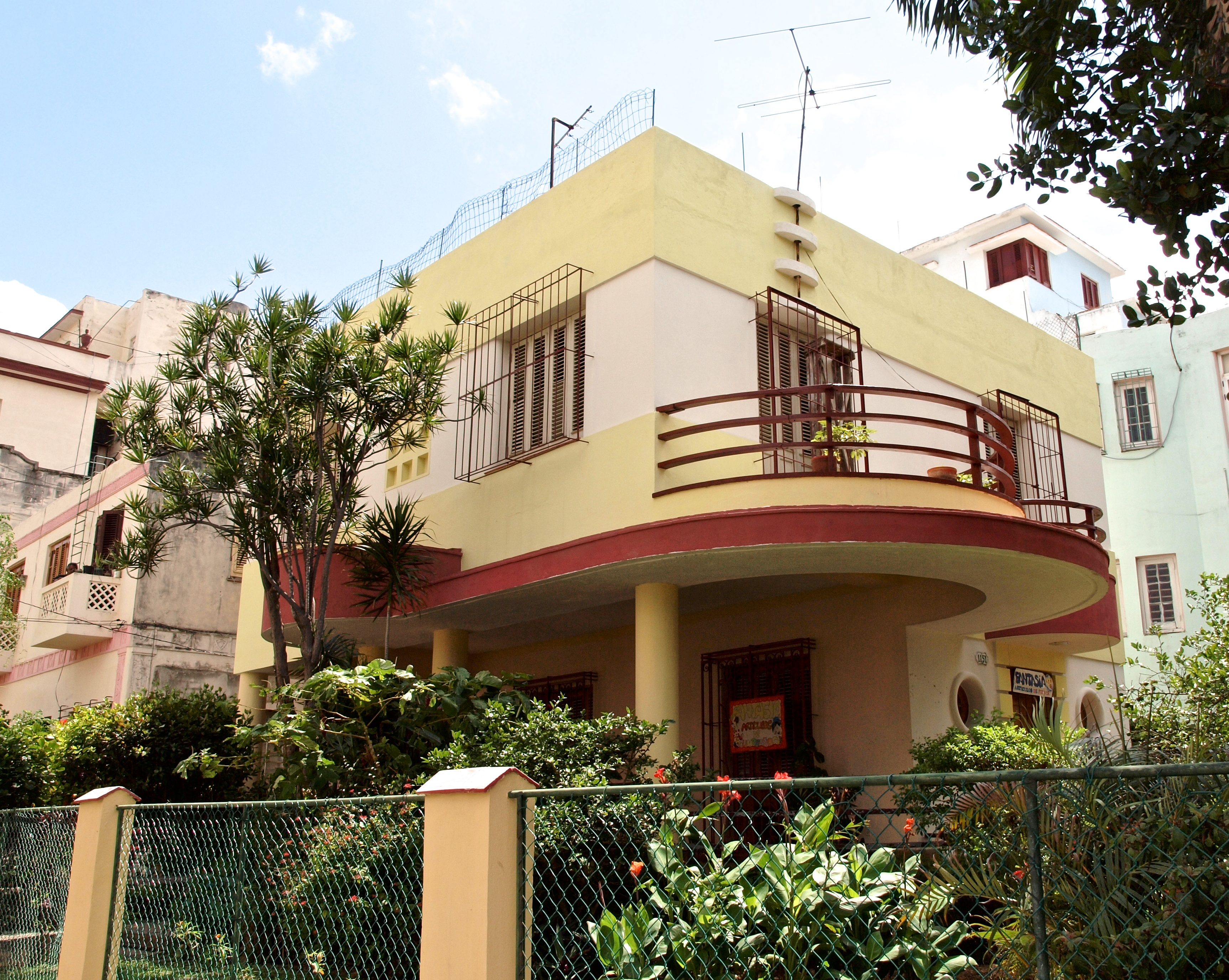
Bairro Art Deco em Havana, Cuba
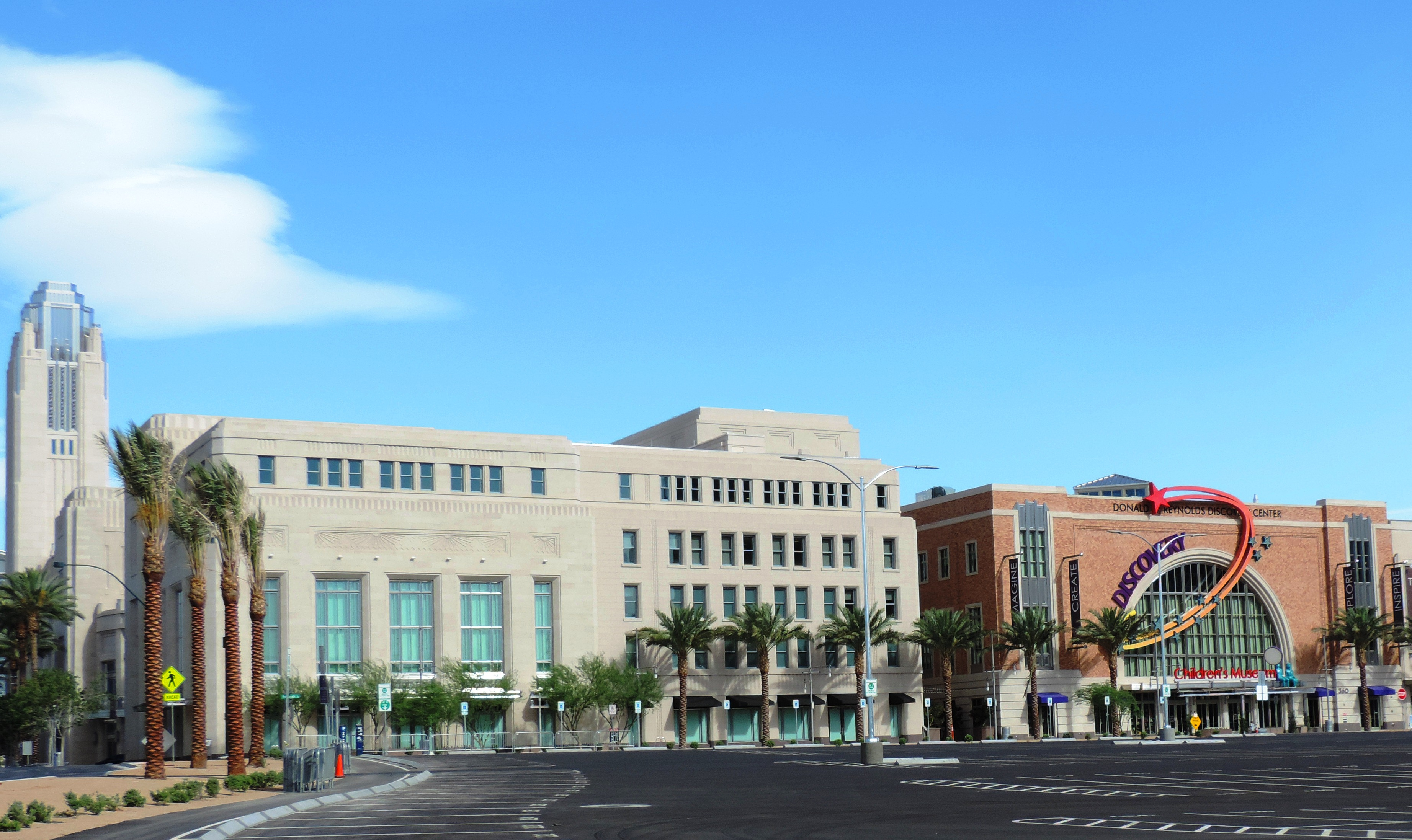
Smith Center for the Performing Arts em Las Vegas, Nevada, um edifício Neo-Art Deco (2012)

Em muitas cidades, foram feitos esforços para proteger os edifícios remanescentes da Art Déco. Nas cidades americanas, os cinemas históricos art déco foram preservados e transformados em centros culturais. Edifícios Déco ainda mais modestos foram preservados como parte do patrimônio arquitetônico da América; um café art déco e posto de gasolina ao longo da Rota 66 em Shamrock, Texas, é um monumento histórico. O Distrito Arquitetônico de Miami Beach protege centenas de prédios antigos e exige que os novos prédios sigam com o estilo. Em Havana, Cuba, um grande número de edifícios Art Déco deteriorou-se bastante. Esforços estão sendo feitos para trazer os edifícios de volta à sua cor e aparência originais.
No século XXI, variantes modernas de Art Déco, chamadas Neo Art Déco, apareceram em algumas cidades americanas, inspiradas nos clássicos edifícios Déco das décadas de 1920 e 1930. Exemplos incluem o Smith Center for the Performing Arts (Centro Smith para as Artes Cênicas) em Las Vegas, Nevada, que inclui características art déco da Represa Hoover (a 80 km de distância), e do Will Rogers Memorial Center, em Fort Worth, Texas, um marco Art Déco construído em 1936.

## Galeria

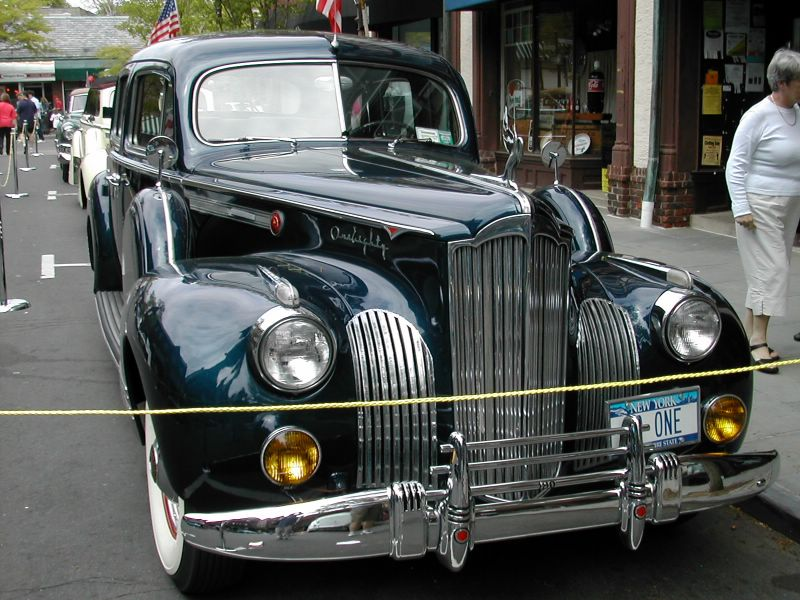
Packard Custom Super Eight One-Eighty 1941, Sedan Formal
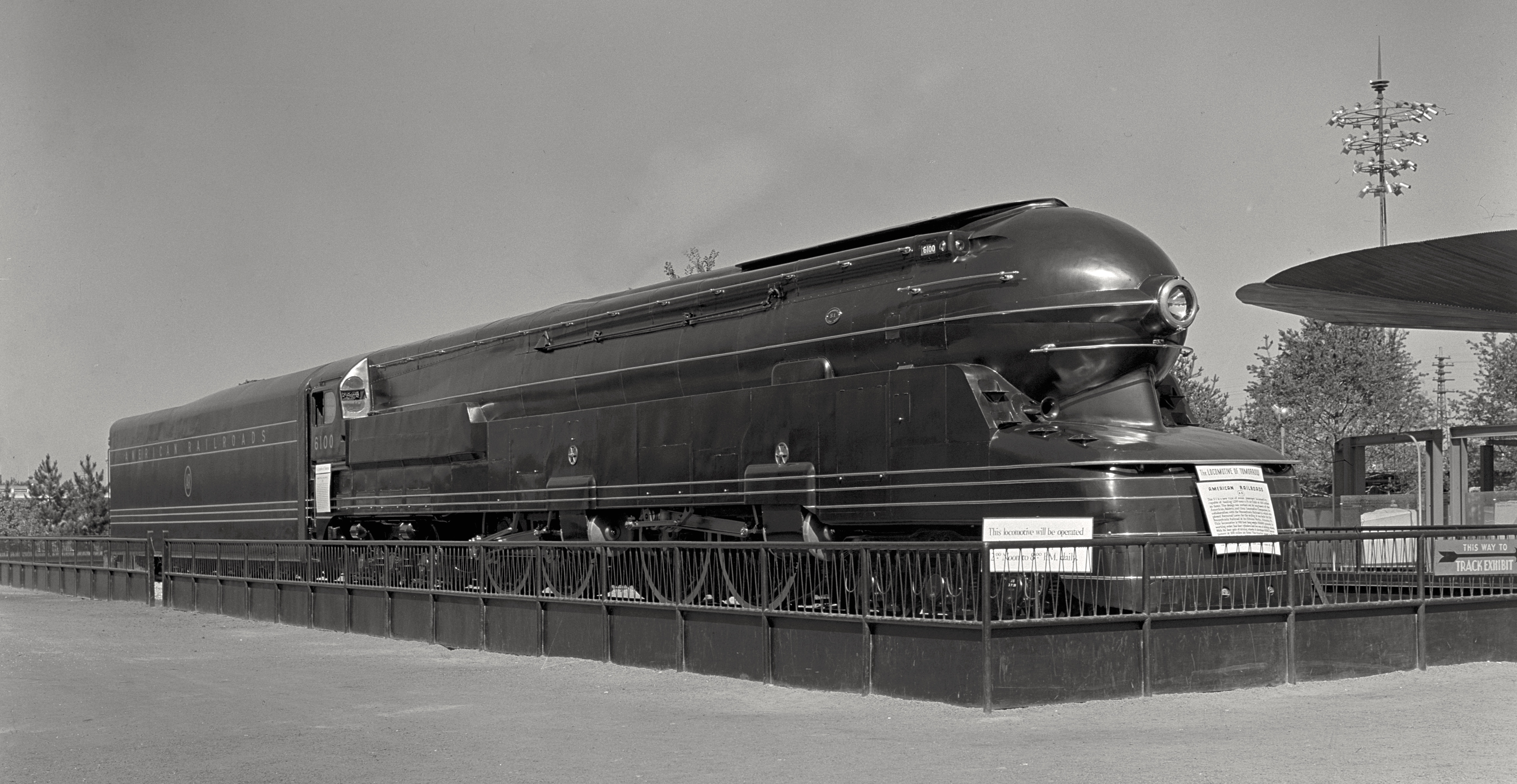
Locomotiva Classe S-1 da Pennsylvania RR, projetada por Raymond Loewy, na Feira Mundial de Nova York de 1939
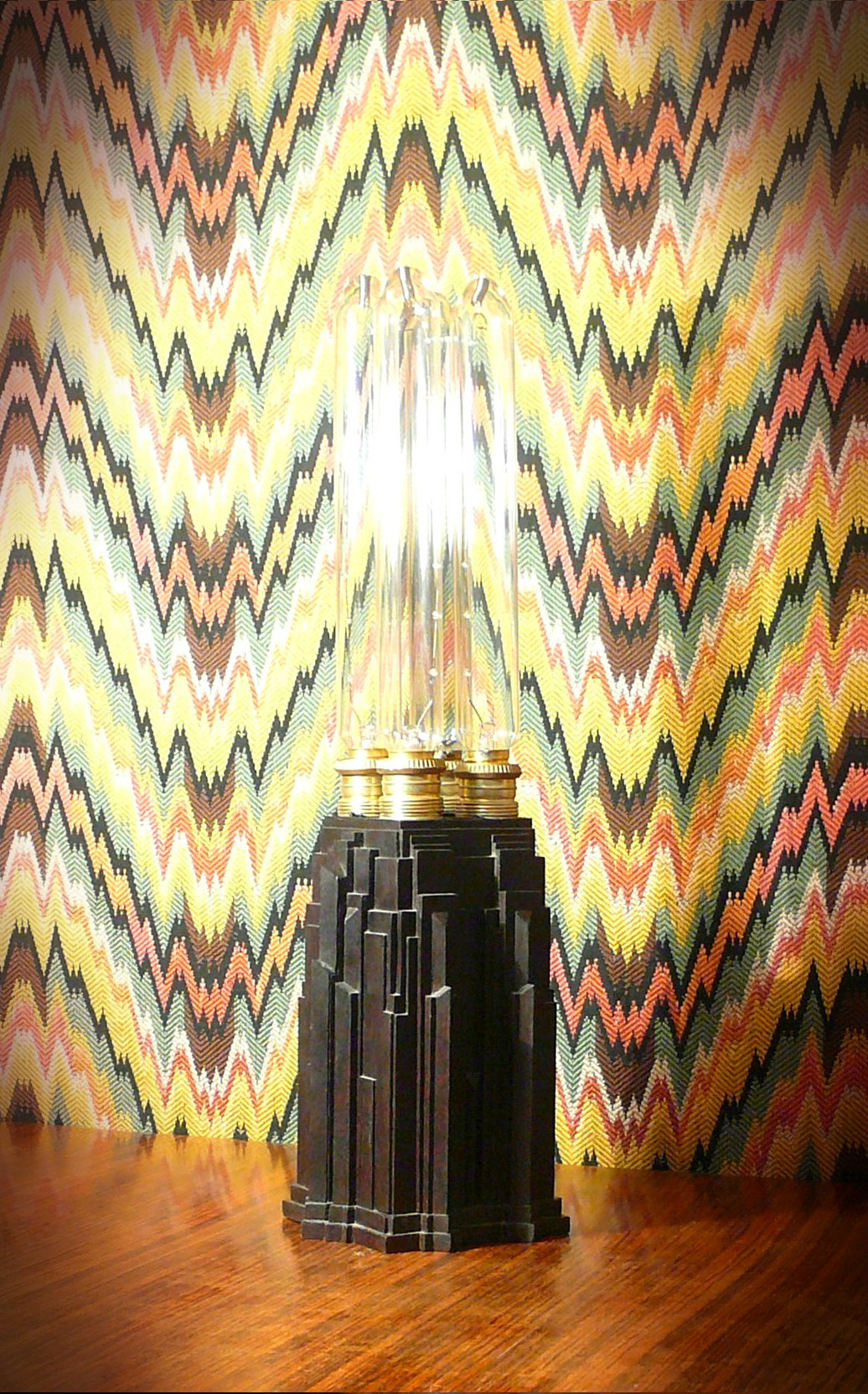
"Lâmpada de arranha-céus" projetada por Arnaldo Dell'Ira, 1929
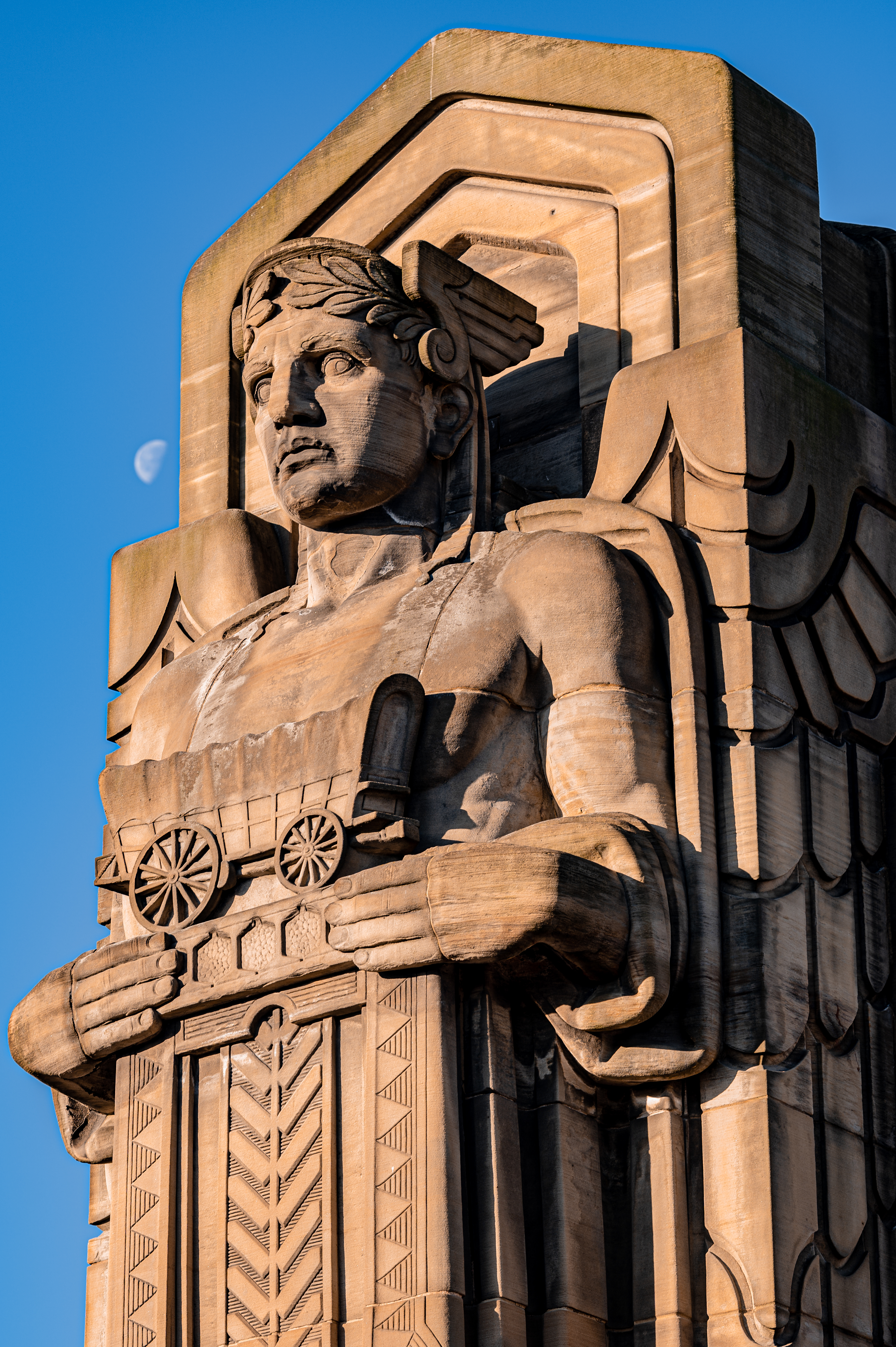
Guardiões do poste de trânsito na Ponte Hope Memorial em Cleveland (1932)
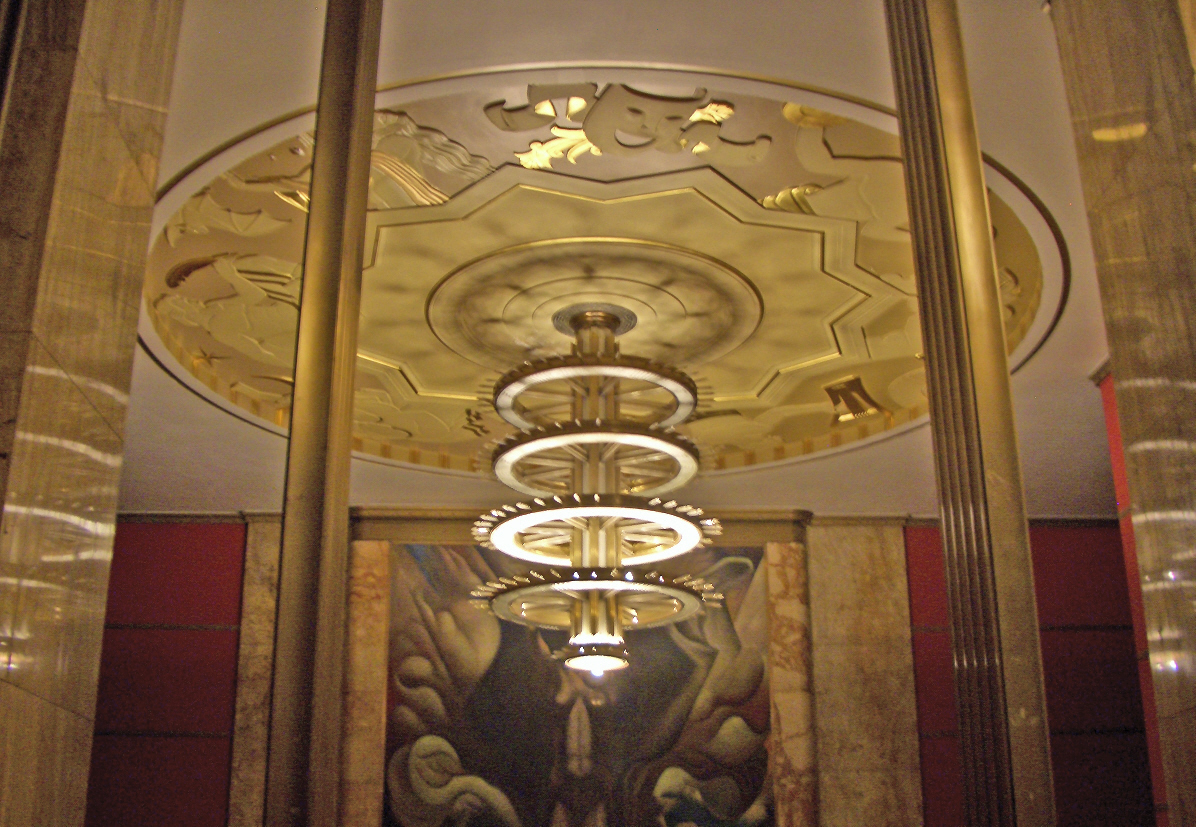
Auditório Municipal de Kansas City, Missouri: Hoit Price & Barnes e Gentry, Voskamp & Neville, 1935
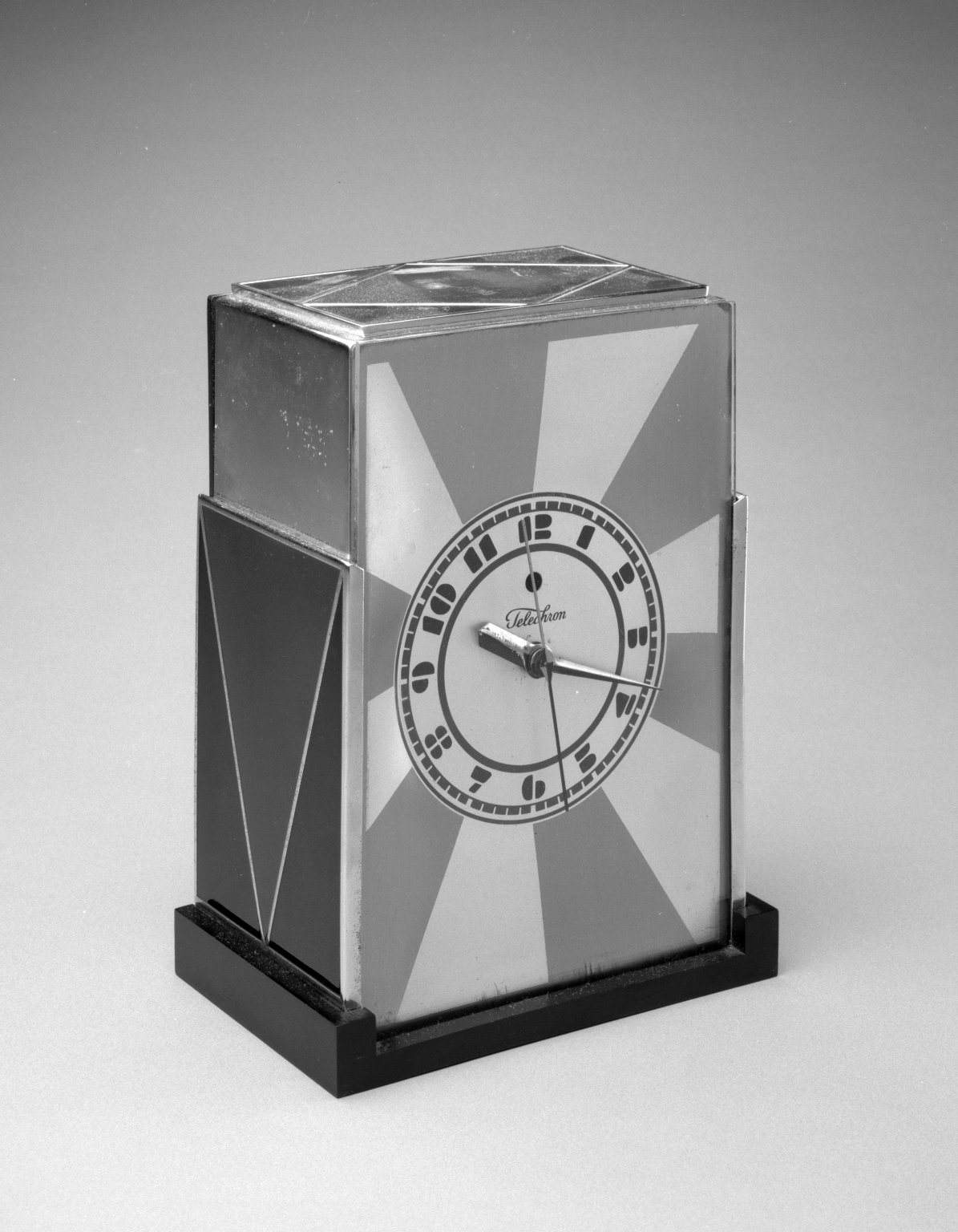
Relógio de Paul T. Frankl (final dos anos 1920).
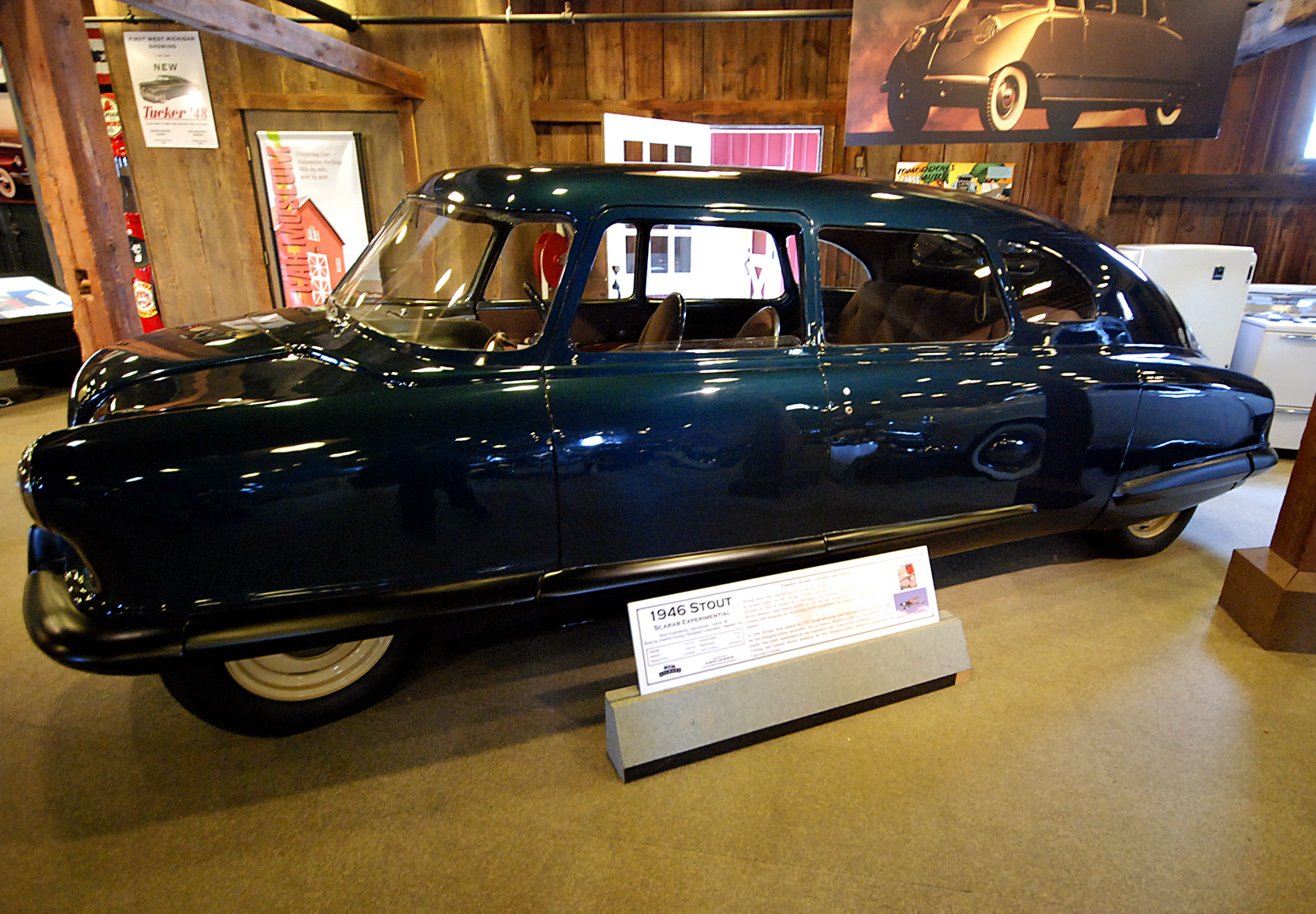
Automóvel Stout Scarab (EUA 1930-1940)
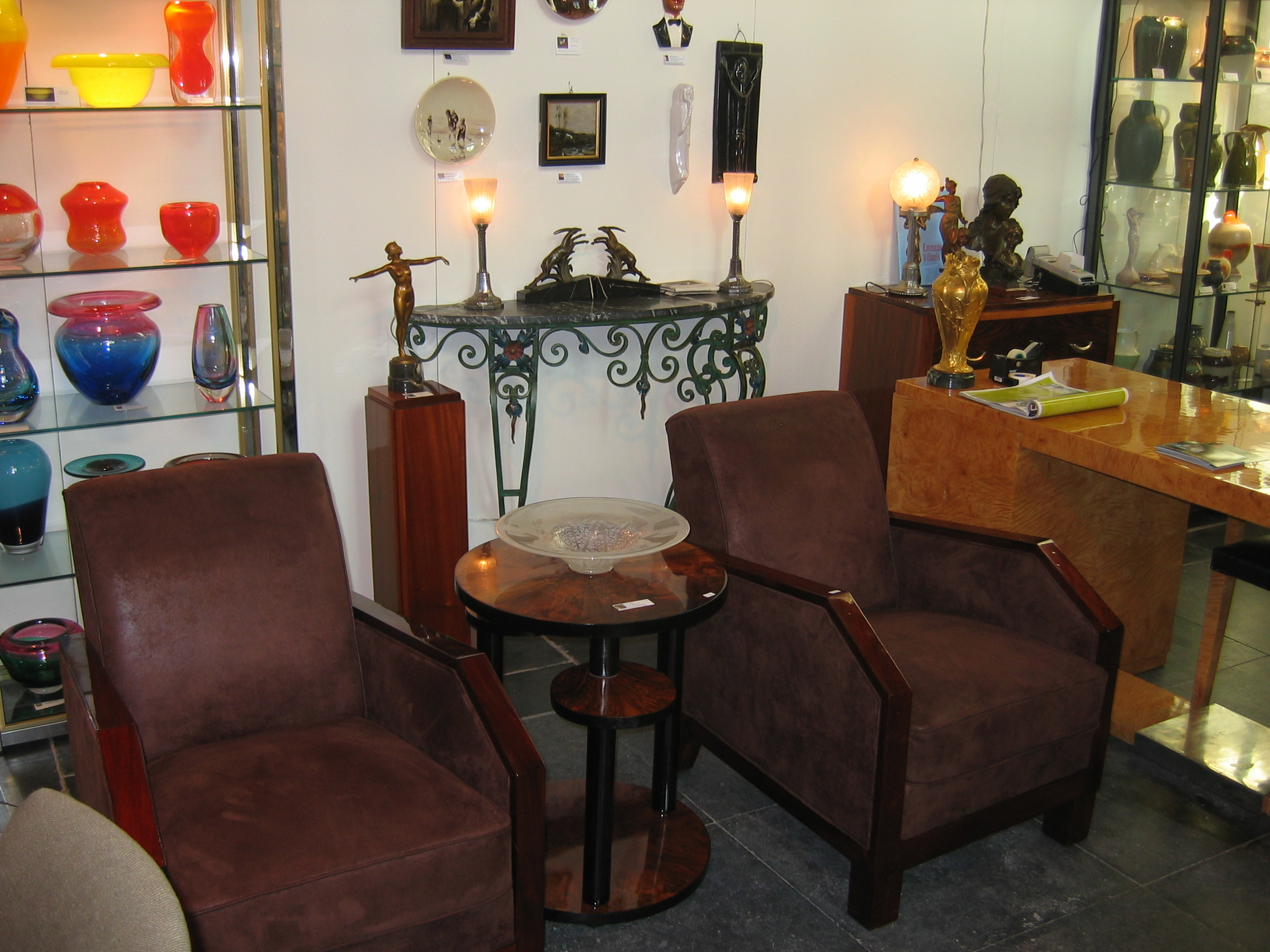
Sala projetada para a 11ª Feira de Art Déco e Design, em Haia, Holanda, 2009
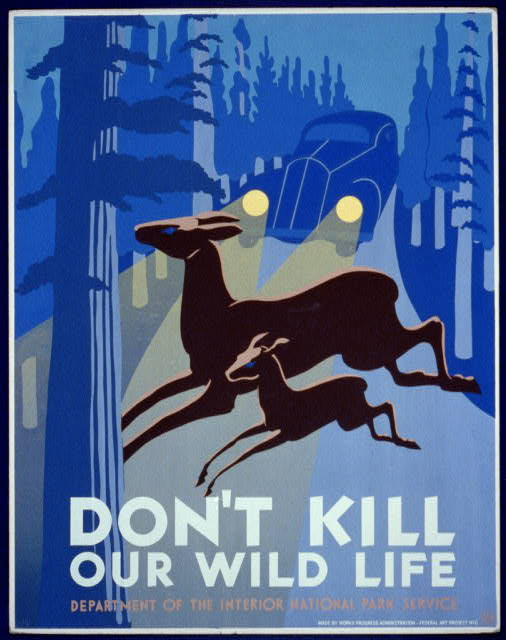
Pôster do Works Progress Administration dos Estados Unidos, de John Wagner (cerca de 1940)
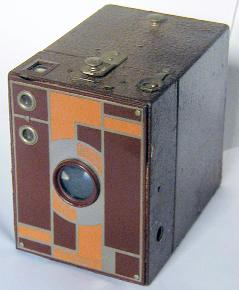
Câmera "Beau Brownie", de Walter Dorwin Teague (1930) projetado para a Eastman Kodak
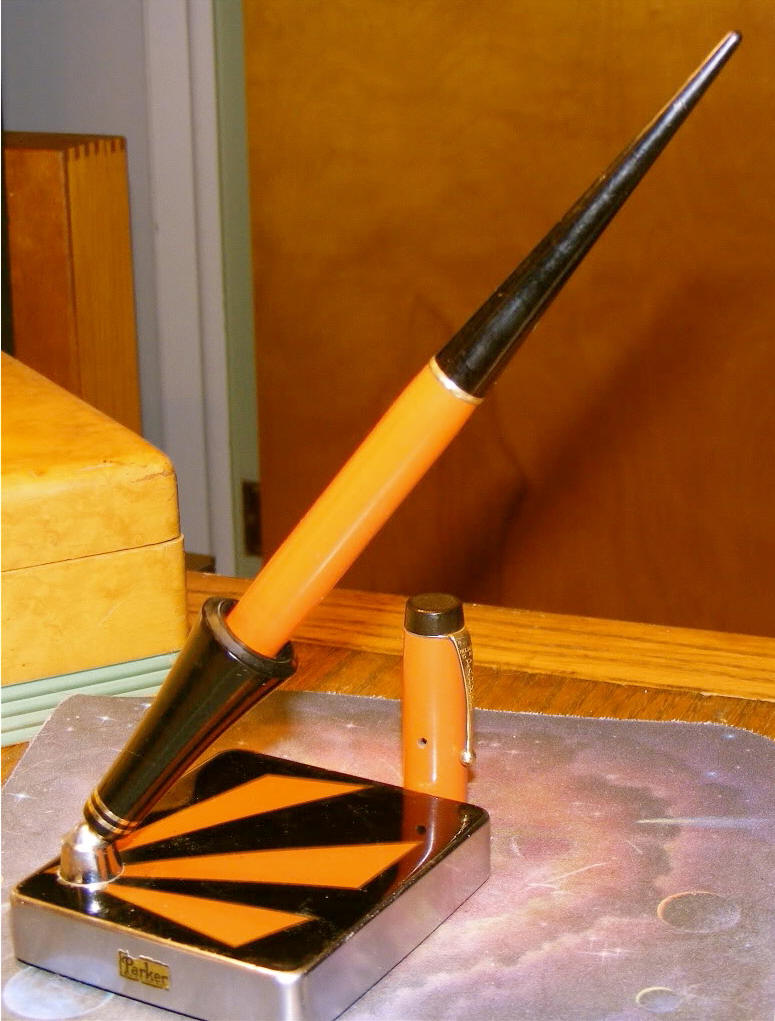
Conjunto Parker Duofold (cerca de 1930)
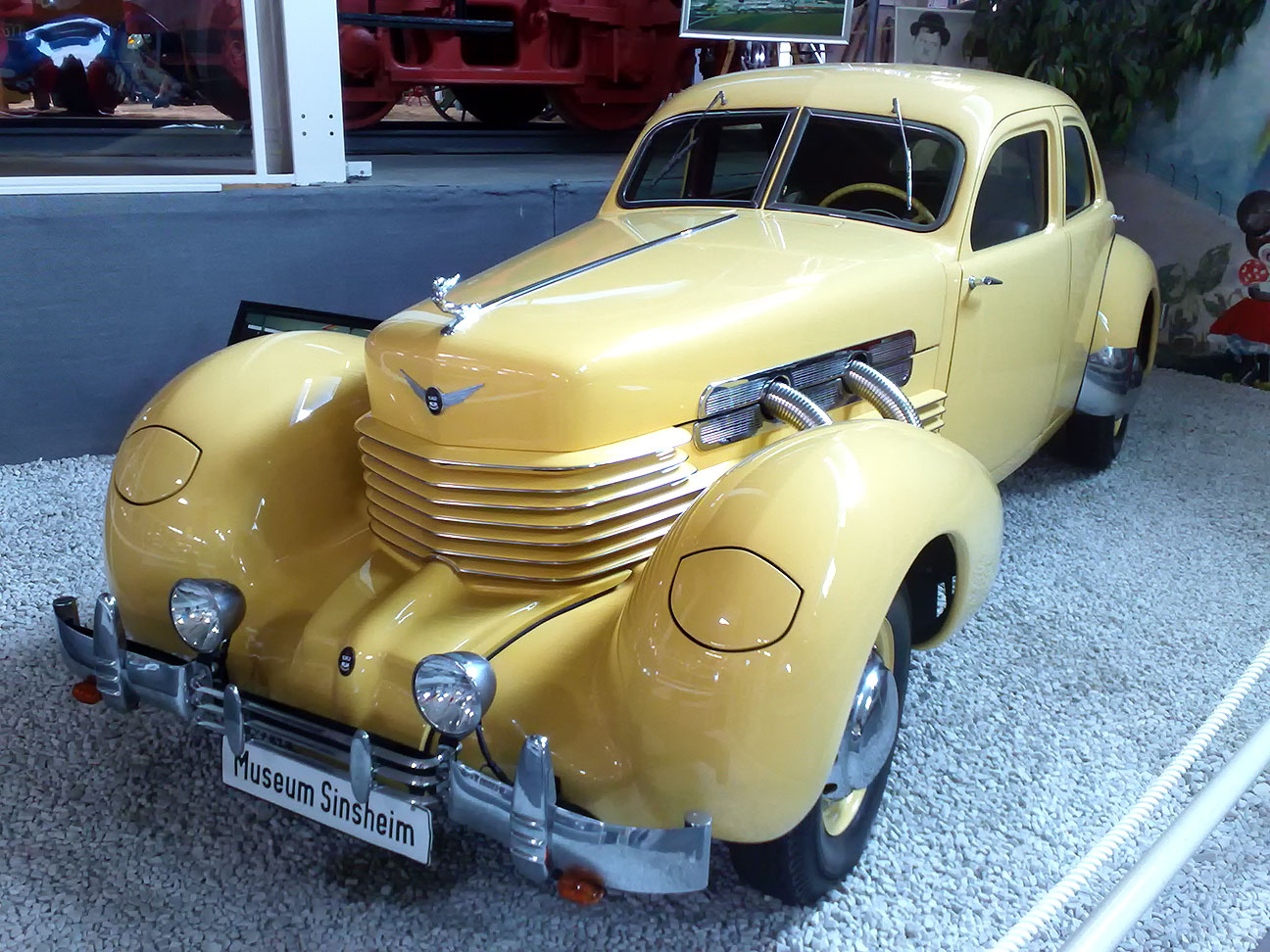
Automóvel Cord 1937 Modelo 812, projetada em 1935 por Gordon M. Buehrig e equipe
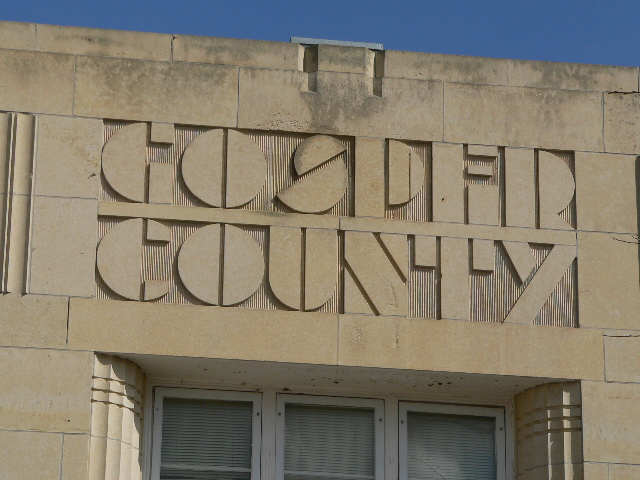
Fonte tipográfica inscrita na entrada do Tribunal do Condado de Gosper, Elwood, Nebraska.
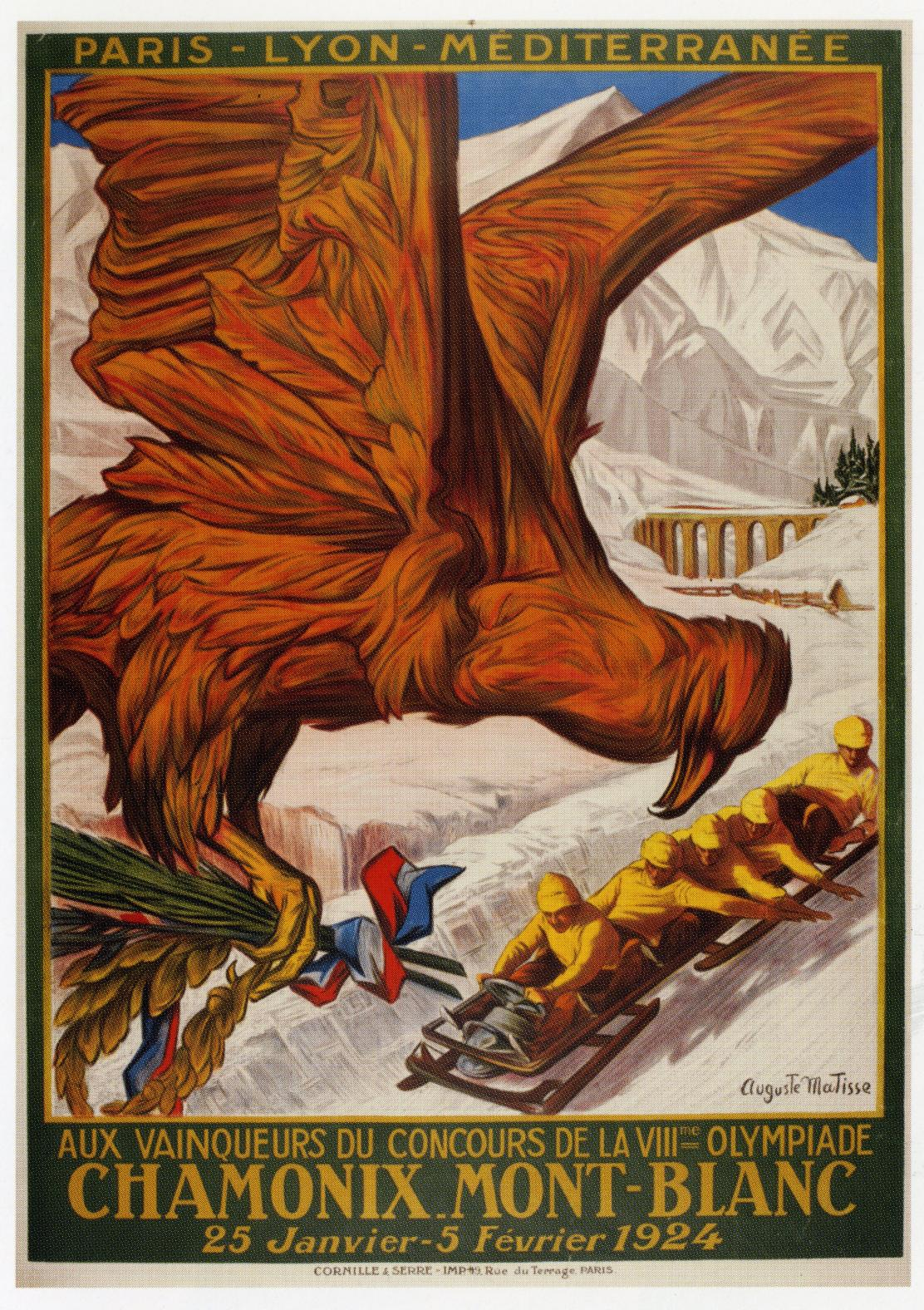
Pôster dos Jogos Olímpicos de Inverno de 1924 (França)
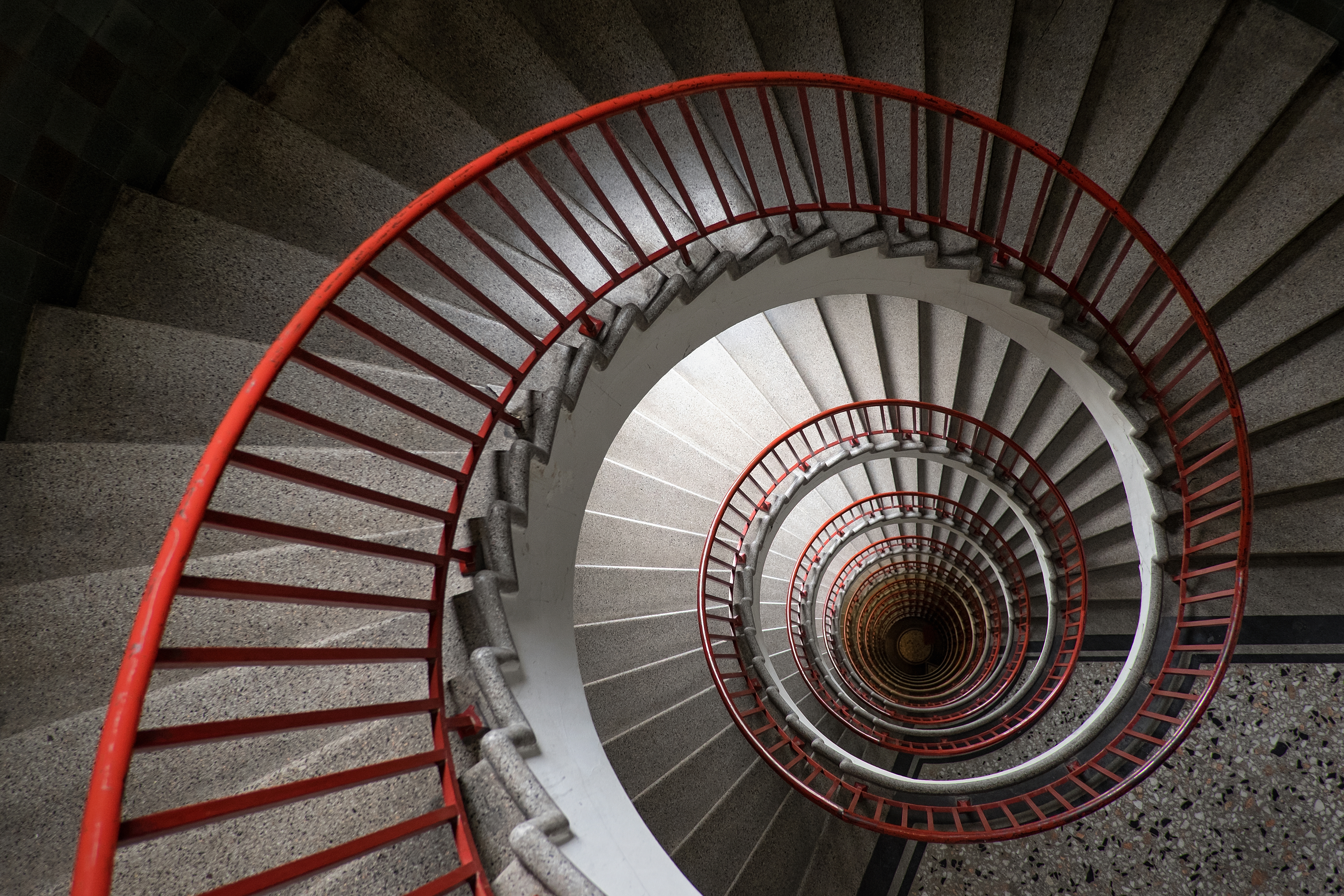
Escada em caracol do Edifício Nebotičnik (Lubliana, Eslovênia, 1931)
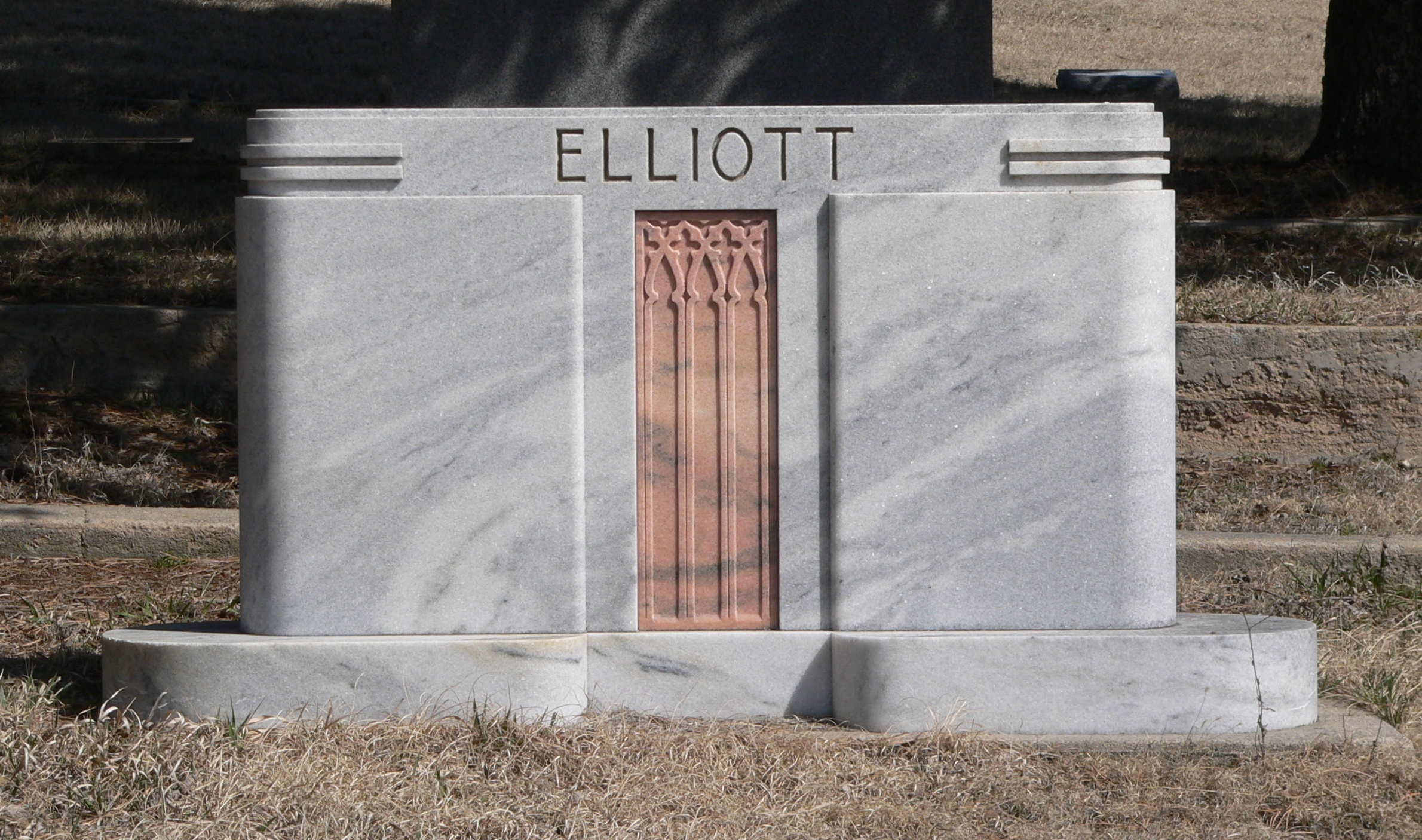
Lápide-monumento da Família Elliot, em Mason City, Nebraska (aprox. 1941)
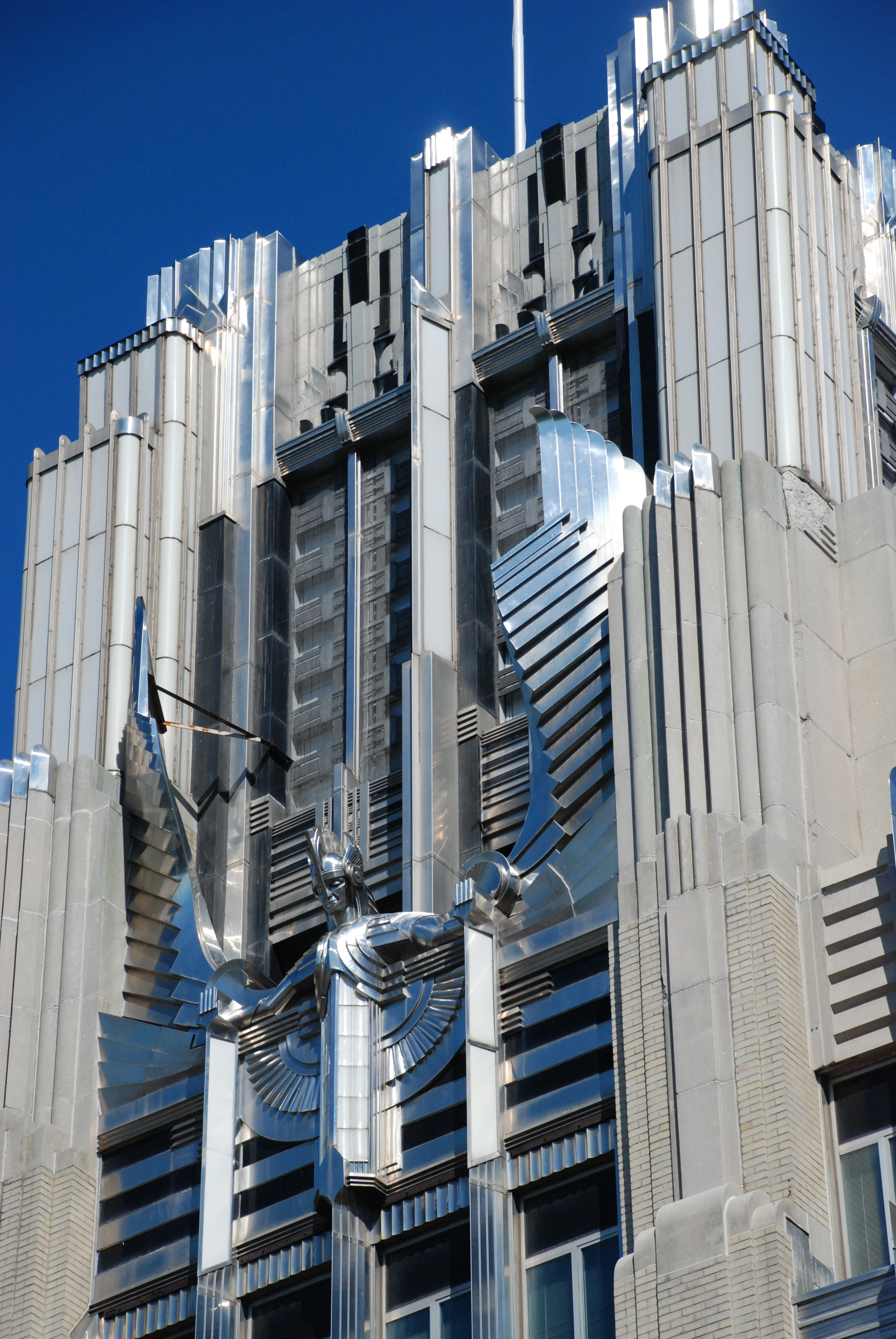
Niagara Mohawk Building, em Syracuse, Nova Iorque, dos arquitetos Melvin L. King e Bley & Lyman (concluída em 1932)
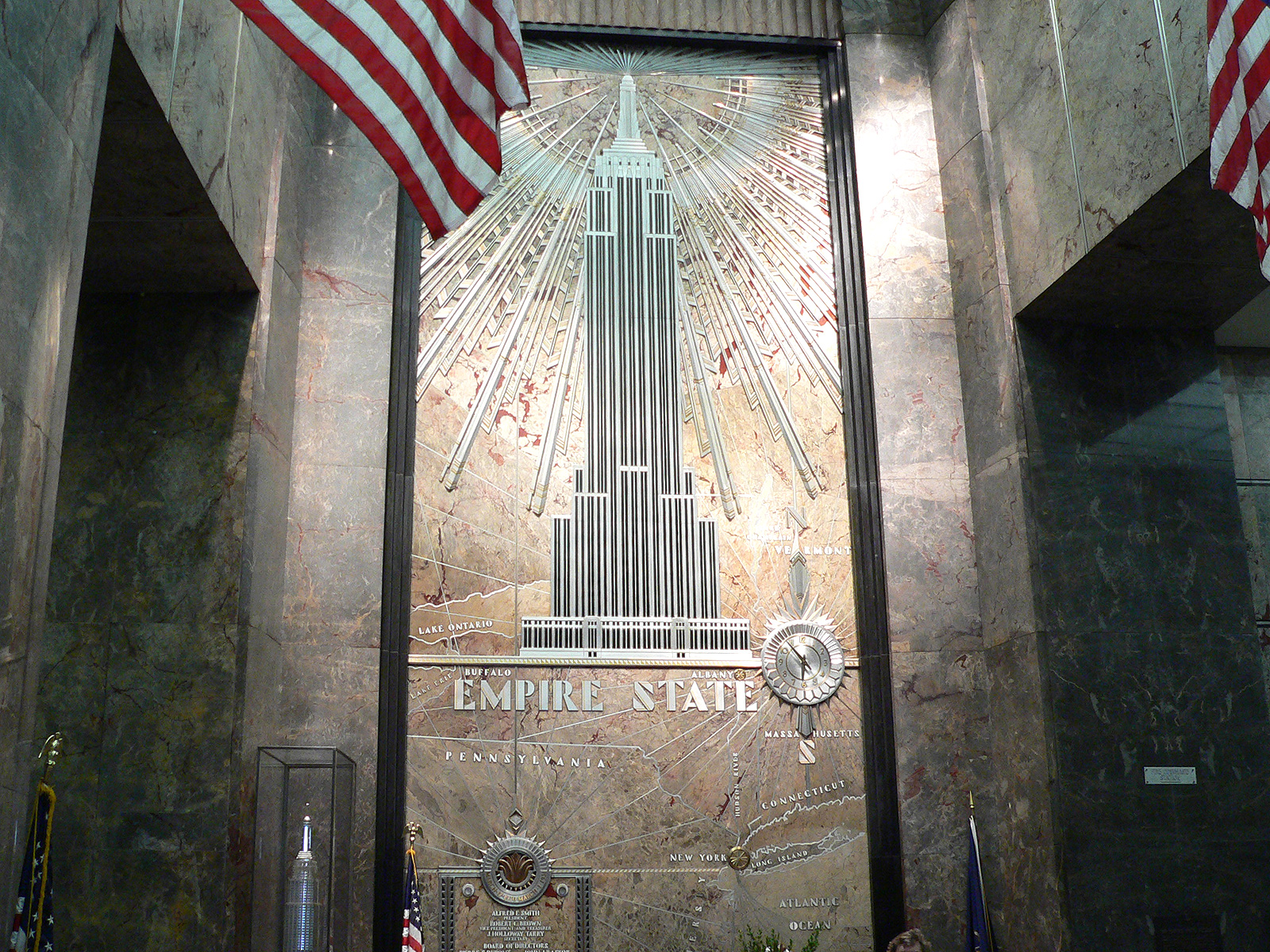
Lobby do Empire State Building, em Nova York. William F. Lamb (aberto em 1931)
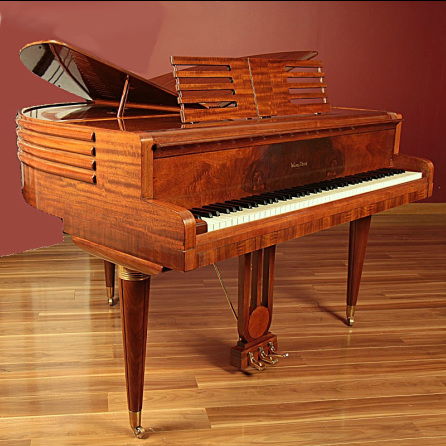
Piano Wurlitzer Butterfly Modelo 1411